# Centro histórico de Popayán
El Centro Histórico de Popayán se encuentra en el centro-oriente de Popayán, la capital del departamento del Cauca en Colombia, con una superficie aproximada de 236 manzanas, es uno de los centros históricos coloniales más grandes del país y América, lo que convierte a esta ciudad colombiana en una de las más antiguas y mejor conservadas del continente lo que se ve reflejado en su arquitectura y tradiciones religiosas, reconocida por su arquitectura colonial y el cuidado de las fachadas.
El trazado urbano original de Popayán es uno de los mejores ejemplos de trama ortogonal en la Nueva Granada, muy anterior a la promulgación de las Leyes de Indias. Siendo gratamente ennoblecido por el deseo de las grandes familias aristócratas españolas y criollas descendientes de los conquistadores que eran propietarios de grandes haciendas sostenidas por la esclavitud en los trabajos de minería o agricultura, esto les permitió hacerse de varias riquezas y poder financiar la construcción de varios esbeltos templos y de sus propias opulentas residencias. Sobreviviendo ya a varios desastres naturales a lo largo de los siglos, el centro histórico de la ciudad fue declarado Monumento Nacional el 30 de diciembre de 1959.

## Historia
Antes de la llegada de los españoles estaba establecida, en la localización actual de Popayán, la población de Yauto, sede de la Confederación Pubenza, la cual incluía a varios otros pueblos indígenas que existen aun en el actual Cauca. El mayor ejemplo de la presencia de los pueblos prehispánicos en el centro histórico de Popayán es el Morro del Tulcán.
No obstante, Popayán fue declarada oficialmente fundada el 13 de enero de 1537 por Sebastián de Belalcázar, quien pasaba hacia el sur de Colombia en busca del mítico tesoro de El Dorado.
Posteriormente, el 15 de agosto de 1537, se llevó a cabo la ceremonia de fundación solemne de "la nueva villa", conservando el nombre indígena de "Popayán" y anteponiendo el nombre de Asunción en honor a la Asunción de María festividad que se celebraba este día. La ceremonia consistió en una primera misa cantada por el presbítero García Sánchez, en un humilde templo levantado como Catedral sobre el costado sur de la futura plaza Caldas.
Después de 1550 se inició el auge minero y comercial, así como la posterior llegada de familias españolas de linaje hicieron de Popayán una ciudad importante en el Virreinato de la Nueva Granada. En la ciudad residían los dueños de las minas de oro de Barbacoas y el Chocó, quienes acumularon cuantiosos bienes de fortuna. Conviene subrayar que esta economía creciente se tradujo en una mayor ornamentación de las casonas y las nacientes iglesias construidas por la elite española en el centro histórico. Con lo anterior se explica en buena parte el esplendor que esta ciudad vivió durante la época colonial y los primeros asomos de República, en los años posteriores, con eventos como la abolición de la esclavitud en 1851, y la aparición de nuevos centros de desarrollo como Cali hacia 1890, la ciudad y su importancia decayeron lo que ocasionó una decadencia en la construcción de edificios grandes y ornamentados por la emigración de su clase pudiente por diversos factores políticos y naturales.
Cabe resaltar que Popayán desde sus inicios ha sido una ciudad con una alta actividad sísmica por su ubicación geográfica, teniendo alrededor de 127 movimientos telúricos en toda su historia, aunque solo se comienzan a registrar con claridad los sismos desde el siglo XVIII, por lo que los distintos movimientos tectónicos ocurridos entre los siglos XVI y el XVII, tienen fuentes variadas y ampliamente dispares, Toda esta actividad, ha conllevado que el centro histórico haya sufrido varios cambios importantes que ha cambiado su morfología y sus edificaciones históricas.
El último sismo que ha azotado a la ciudad ocurrió en la mañana del Jueves Santo 31 de marzo de 1983, a las 8:15 de la mañana, con una magnitud 5,5 en la escala de Richter y variaciones de grados VI y IX en la escala de Mercalli. 
Este evento casi destruye todo el centro histórico y a pesar de las diversas ayudas por parte del gobierno, de organizaciones internacionales y de países como España o Alemania, varias edificaciones importantes y antiguas fueron demolidas sin dar cabida a una restauración, aunque cabe señalar que la negligencia y desconocimiento de algunos gobernantes de turno, fueron la desgracias para varios edificios importantes de la ciudad, que fueron derrocados incluso antes del terremoto de 1983.

### Centro histórico de Popayán a través de los siglos

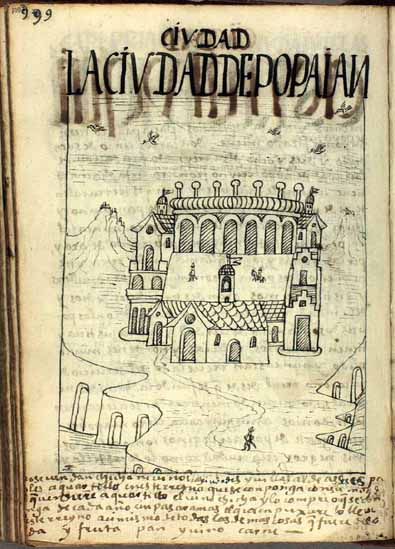
Bosquejo de la ciudad de  Popayán en el año de 1615 (Siglo XVII), obra de Felipe Guamán Poma de Ayala.
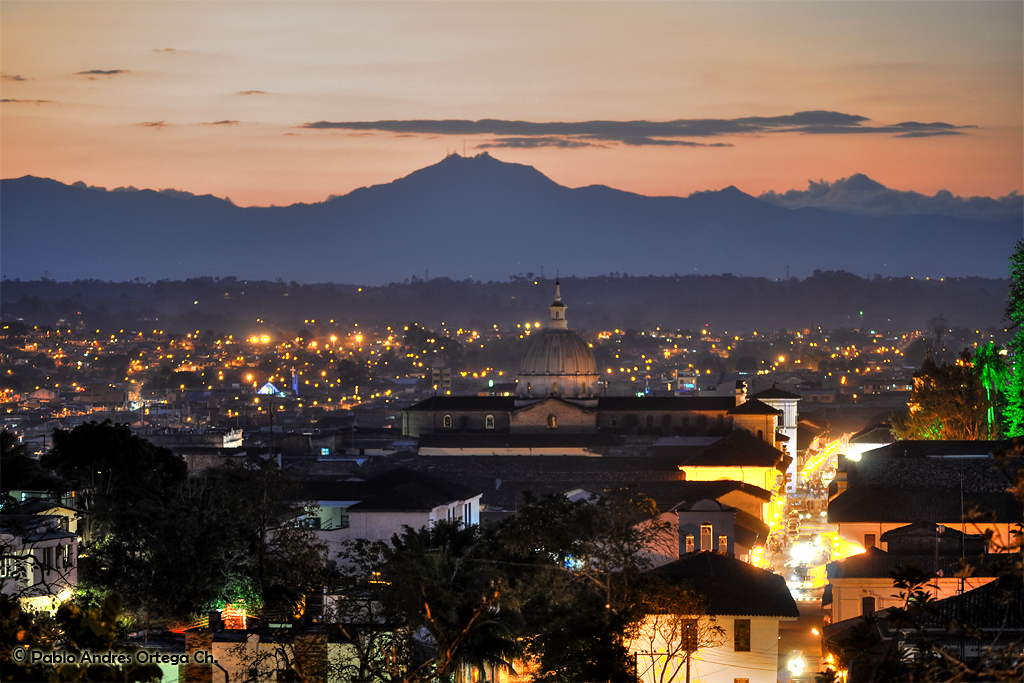
Vista panorámica del centro histórico actual desde el Santuario de Belén (Siglo XXI)

## Patrimonio eclesiástico.

### Iglesias
Popayán desde su fundación ha sido una ciudad de profundas tradiciones religiosas por eso es conocida como La Jerusalén de América y la gran piedad de sus habitantes se ve reflejada en los numerosos templos de diversos estilos arquitectónicos esparcidos por el centro histórico, algunos de ellos considerados los más antiguos de Colombia, además que estas iglesias cumplen un papel esencial durante la Semana Santa, la cual es mundialmente conocida por sus procesiones reconocidas como Patrimonio Inmaterial de la Humanidad por la UNESCO en el año 2009.

#### Catedral Metropolitana de Nuestra Señora de la Asunción

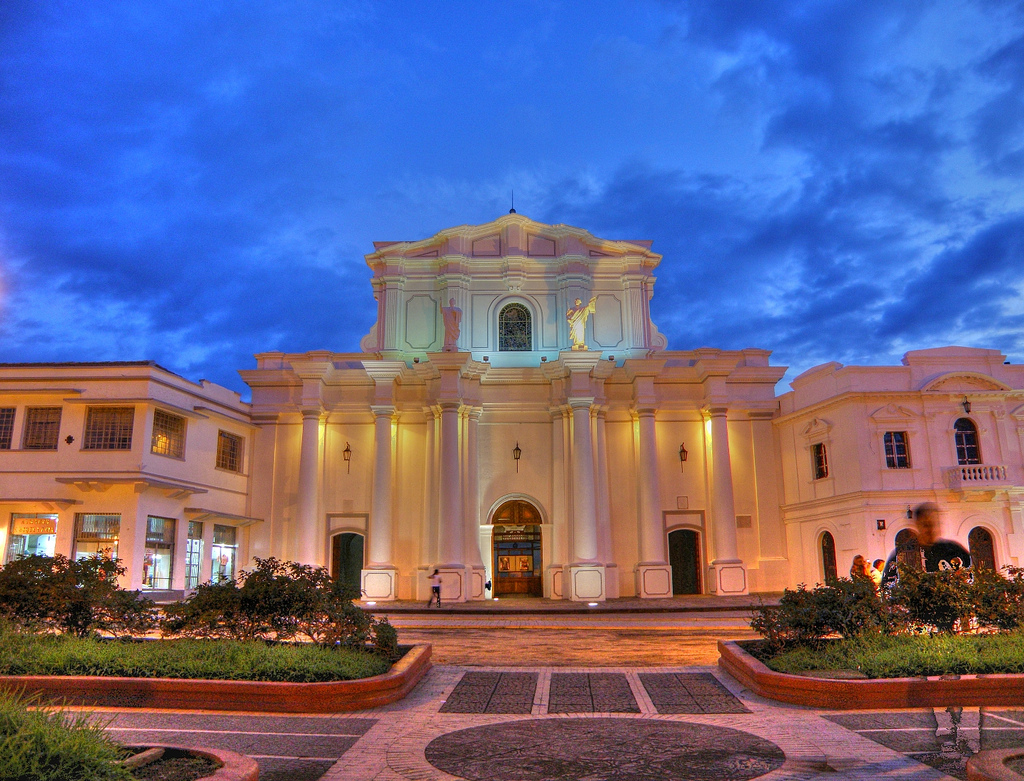
Catedral de Popayán vista desde el Parque Caldas durante el atardecer

Es una iglesia catedralicia dedicada a la Virgen María bajo la advocación de Nuestra Señora de la Asunción de Popayán. El edificio se encuentra ubicado al occidente en el costado sur del Parque Caldas sobre la Calle Real de las Catedrales (Calle 5). Este es el templo más importante de toda la ciudad, ya que es la sede de la Arquidiócesis de Popayán, así como del Capítulo Metropolitano. Esta iglesia se destaca entre todas por su imponente cúpula de gran altura, además de por no poseer altares barrocos ya que fue construida según el estilo neoclásico del siglo XIX. De esta basílica sale cada año la procesión de Sábado Santo durante la Semana Santa.
La historia de la catedral se remonta hasta 1537, después de la fundación de la ciudad, con una humilde choza pajiza, en las faldas del Cerro de la Eme, que sirvió como iglesia provisional hasta que el 1° de septiembre de 1546 fue establecida la diócesis de Popayán por el Papa Pablo III, nombrando como primer Obispo al segoviano Juan del Valle, este ordenó construir una nueva iglesia “capaz y decente” para la naciente diócesis, siendo levantada en 1558, aunque al carecer de algunos materiales de construcción no aguanto mucho, sumado a los diversos temblores y terremotos, la Catedral paso por diversos cambios y fases contándose al menos tres catedrales hasta el día de hoy.

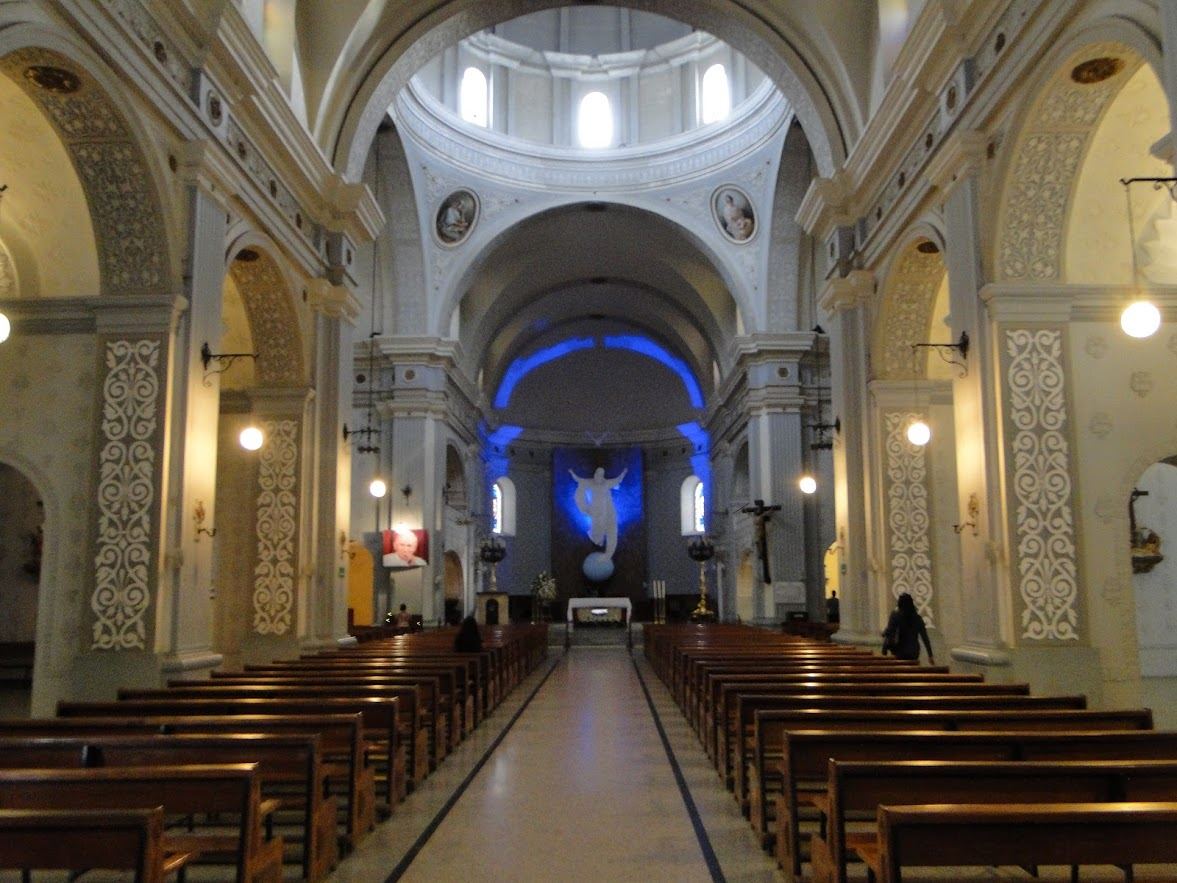
Interior de la catedral de Popayán

La actual Catedral inició su construcción el 30 de mayo de 1819, cuando monseñor Padilla puso la primera piedra, aunque por la convulsa situación política del país aunado a varios movimientos telúricos, ocasionaron numerosos ceses en su construcción, pese a todos los contratiempos fue finalizada el 12 de junio de 1906, durante el mandato de monseñor Manuel José Caicedo. Posteriormente, El 25 de abril de 1953, el papa Pío XII le concedió al templo el título litúrgico de Basílica Menor.
Lastimosamente, la Catedral fue semidestruida durante el Terremoto de Popayán de 1983, en el cual su majestuosa cúpula y sus bóvedas colapsaron matando con ello a 90 personas y destruyendo el hermoso órgano francés que era considerado uno de los mejores órganos traídos a Suramérica, gracias al impulso de monseñor Samuel Silverio Buitrago Trujillo, se recuperó la cúpula respetando el diseño original de Marcelino Pérez de Arroyo y la cúpula de Adolfo Dueñas y se restauró la catedral en su totalidad. El papa Juan Pablo II visitó la catedral en 1986 como parte de su visita apostólica a Colombia. 

#### Iglesia de San Francisco

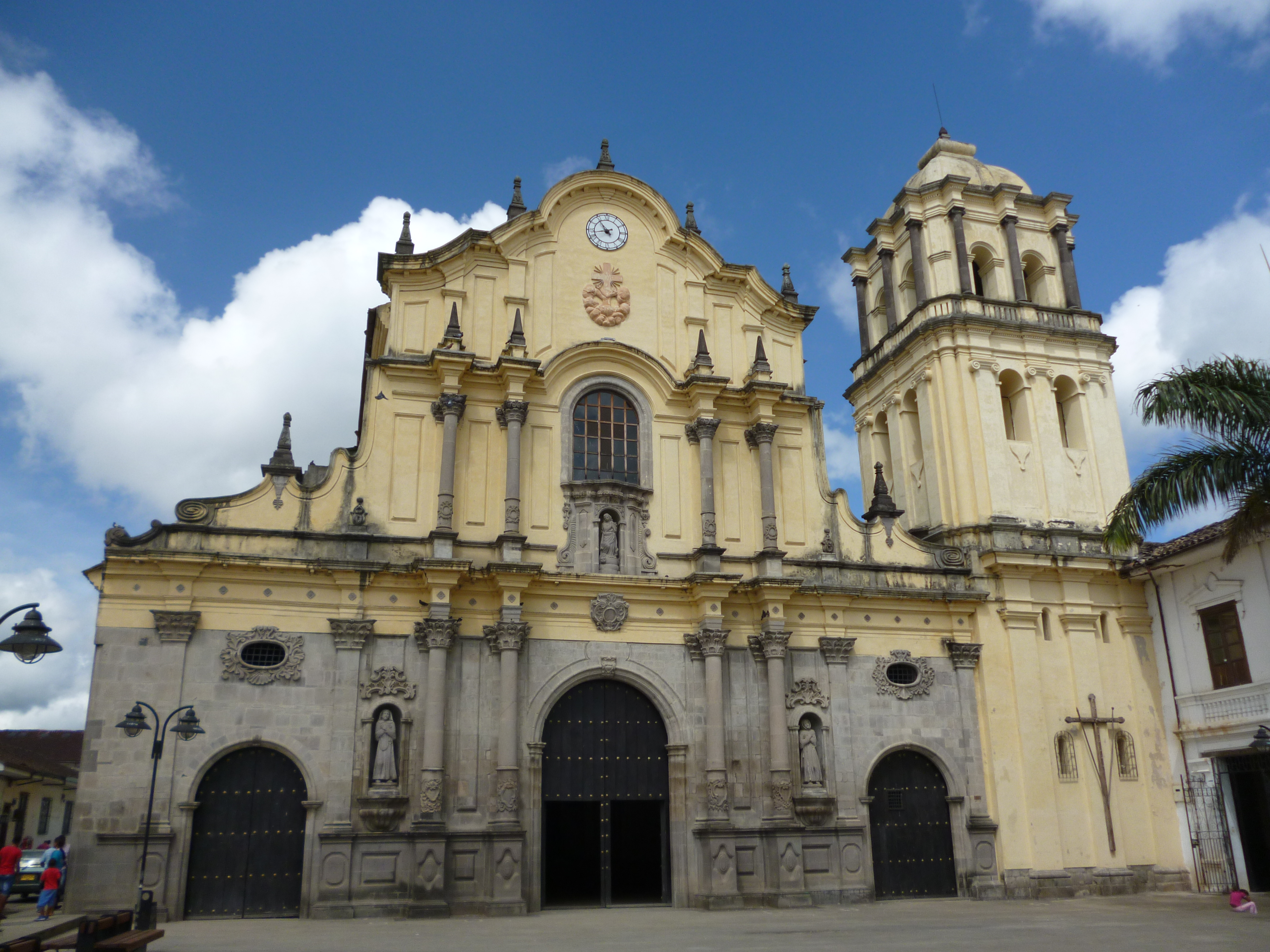
Vista de la Iglesia de San Francisco desde la plazoleta Camilo Torres.

Esta iglesia franciscana ubicada en la esquina de las calles del General Carlos Albán y de San Francisco (Carrera 9 con Calle 4), es considerada la mejor obra del barroco tardío Neogranadino, por lo que la convierte en uno de los templos católicos más importantes de Colombia, además que en su campanario posee una de las campanas más grandes de toda América denominada campana de San Antonio, fundida en oro y bronce, este templo es bastante amplio y hermoso, adornado con elaborados retablos barrocos de fina calidad, en su haber también posee un púlpito de estilo plateresco, considerado el mejor el país. De este templo sale la procesión del Jueves Santo de la Semana Santa de Popayán.
La construcción de la iglesia actual se inicia al menos en el año 1765, cuando la antigua capilla franciscana sucumbe al terremoto de 1736, por lo que se proyecta una construcción mucho más monumental que estaría a cargo del arquitecto español fray Antonio García, los terrenos donde se planeaba aquella obra fueron donados por don Pedro Agustín de Valencia, con todo esto listo, la obra comenzó en 1775, siendo bendecida sin terminar en 1787 y finalmente se concluyó la obra en el año 1788, contando con una suntuosa fachada de cantera de piedra labrada considerada como la más majestuosa de toda la Nueva Granada en el siglo XVIII.

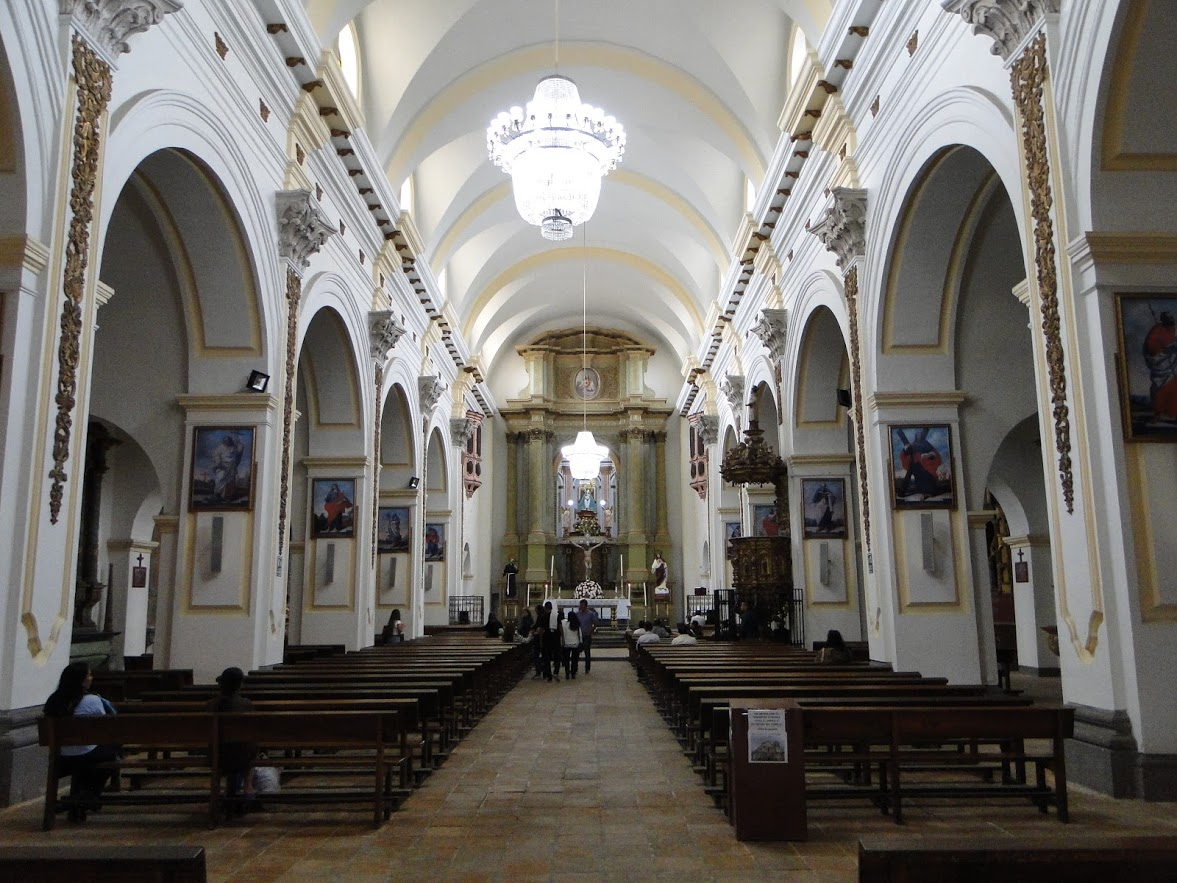
Interior de la Iglesia de San Francisco

Después de la finalización del templo, se le fue dando forma a la actual plaza Camilo Torres que anteriormente contaba con jardines, el nombre y el monumento de la plaza fueron puestos en 1916 por el centenario de la muerte del prócer payanes.
San Francisco ha demostrado su durabilidad sobreviviendo a varios terremotos y sismos, hasta antes de 1983, esta iglesia contenía uno de los mayores tesoros en orfebrería, arquitectura, mobiliario en pan de oro, pinturas y hasta bibliografía, por desgracia hubo varias perdidas de estas joyas, por el Terremoto de Popayán de 1983, que devastó el campanario y debilito su estructura, por lo que la mayor parte de lienzos y otros ornamentos fueron trasladados al Museo Arquidiocesano de Arte Religioso, para permitir su conservación. El gobierno de España coopero ampliamente en la restauración del templo, incluso fue visitado por el Príncipe de Asturias, Felipe de Borbón y Grecia, el 8 de agosto de 1998, a su llegada a Popayán.
La iglesia fue elevada a la categoría de santuario por el Papa Francisco en ceremonia presidida por el Arzobispo de Popayán el 22 de enero de 2017, tras ser declarado su altar mayor como altar privilegiado por contener una reliquia de primer grado de San Magno de Anagni traída desde Roma.

#### Iglesia de San José o de la Compañía

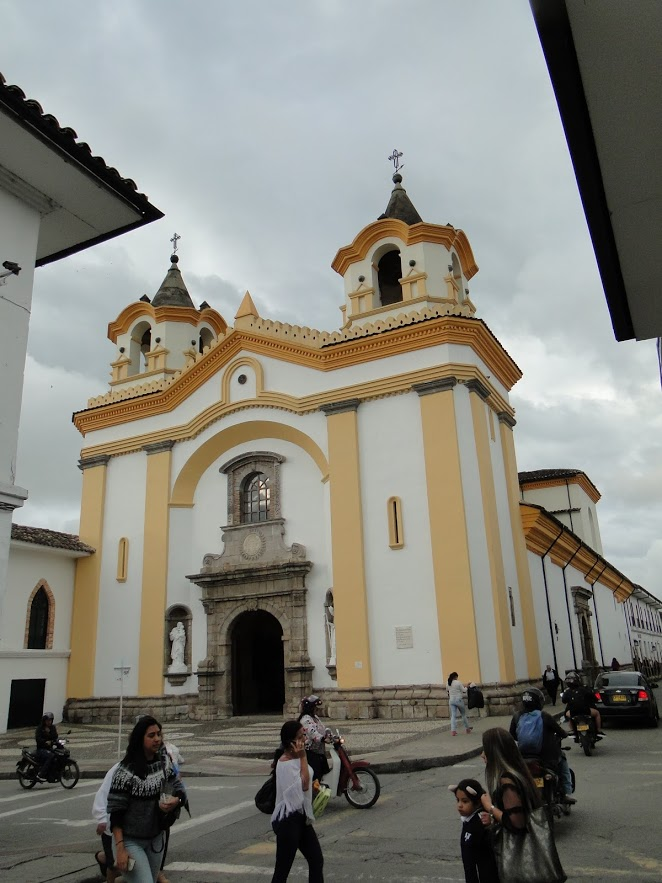
La iglesia de San José

La iglesia de San José de Popayán, ubicada en la esquina formada por las calles de La Compañía y del Seminario (Carrera 8 con Calle 5), es una de las joyas más valiosas e importantes de la ciudad, en ella se hallan varios estilos trabajados de manera única como el jónico con tendencias al Barroco y el Herreriano, en su interior hay gran esbeltez en la calidad de sus retablos laterales, además destaca por tu cúpula con linternilla, su distribución de cruz latina y su altar mayor, en su haber de mobiliarios y escultura hay varios ejemplos notables provenientes de distintos lugares como Quito o Nápoles. 

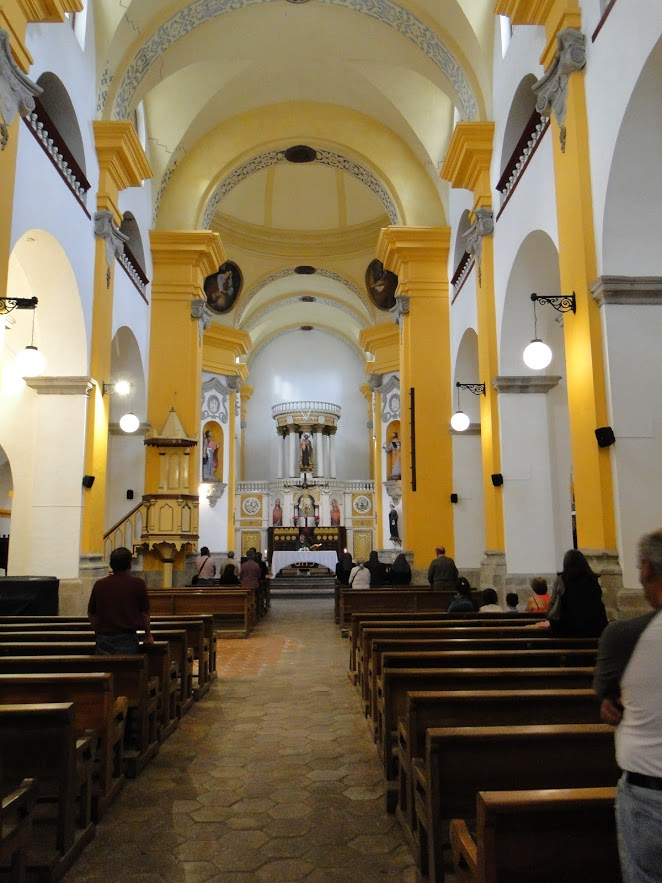
Interior de la iglesia de San José

De esta iglesia actualmente solo sale una procesión con pasos miniatura protagonizada por niños en la tarde del Miércoles Santo como muestra a propios y turistas, pero en la Semana Santa nocturna, San José no alberga procesión alguna, aunque en el pasado dio cobijo a la Procesión del Lunes Santo en 1885 por la destrucción de la catedral por un sismo, hasta su extinción en 1906. 
La historia de San José viene muy ligada al Real Seminario de Popayán y a los benefactores que colaboraron en su construcción, los jesuitas que trajeron al arquitecto alemán Simón Schenherr para que se encargue de la proyección del nuevo templo del seminario sobre el anterior destruido por un sismo en 1736, la construcción de la iglesia se interrumpió en 1767 casi en su culminación total debido a la expulsión de los jesuitas del Virreinato, quedando inconclusa una de sus torres, la cual se terminó tiempo después, durante su tiempo de esplendor, San José llegó a albergar muchas joyas patrimoniales de orfebrería e imaginería, lastimosamente muchas de estas fueron expropiadas por Antonio Nariño.
A pesar del saqueo de su inventario, La iglesia siguió siendo un referente de arquitectura religiosa, por desgracia el Terremoto de Popayán de 1983 hizo grandes daños al templo, derrocando su torre oeste por completo dañando con eso la fachada del antiguo seminario y su plazoleta la cual albergaba una estatua de monseñor Manuel José Mosquera y Arboleda siendo posteriormente retirada, en la actualidad el templo ya ha sido restaurado y recuperó gran parte de su gloria pasada.

#### Ermita de Jesús Nazareno

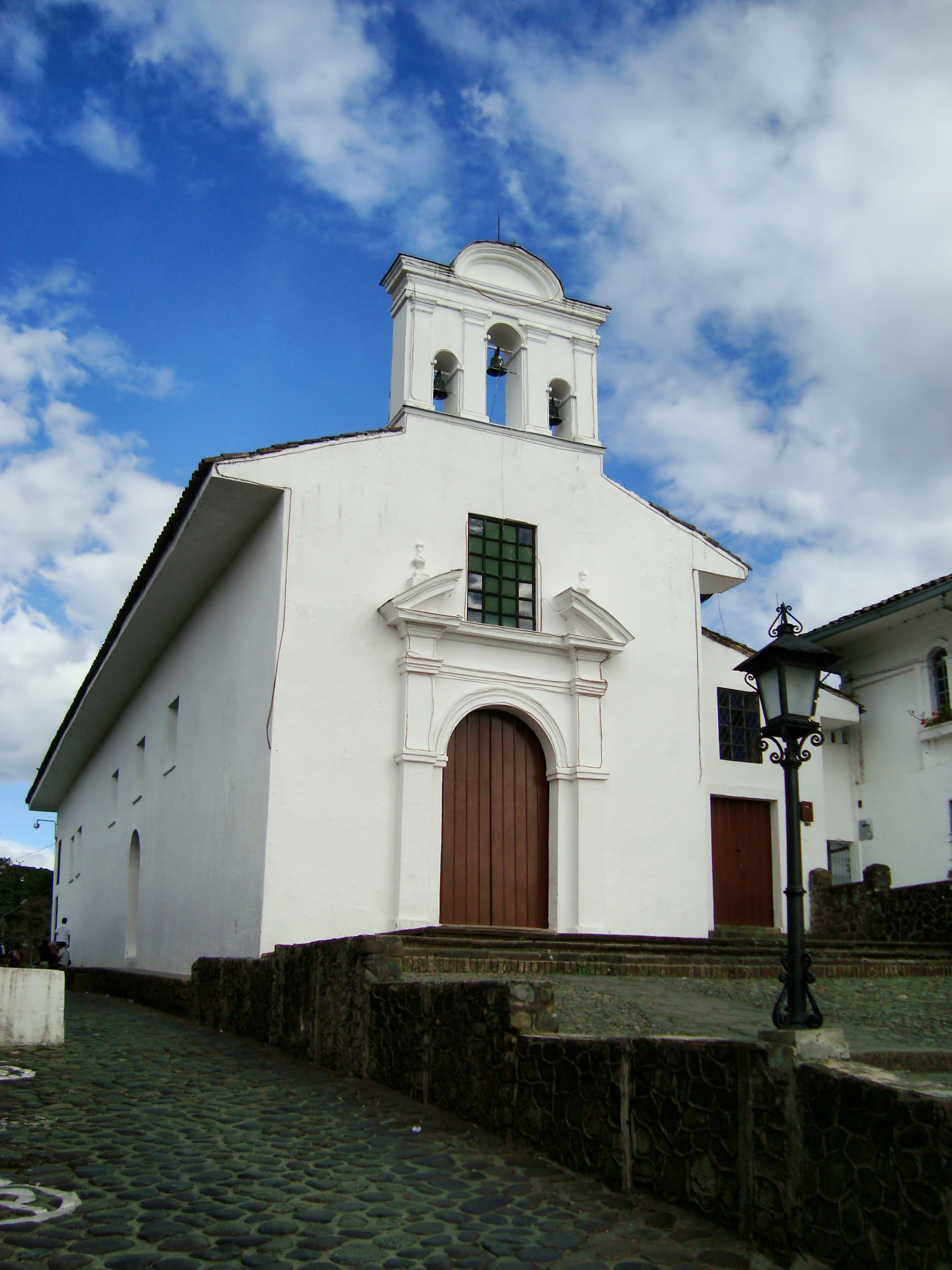
La Ermita de Popayán

La Ermita de Jesús Nazareno, Santa Bárbara y Santa Catalina de Alejandría, ubicada sobre una parte oriental de la Calle de La Ermita (Calle 5), en la cima de una pequeña colina la cual la hacen prominente en medio del centro histórico, es considerada como el templo católico más antiguo que se encuentre en pie en Popayán,  inclusive de toda Colombia, a pesar de no ser el templo más ornamentado de la ciudad se le valora como un buen exponente del Barroco Colonial temprano del siglo XVII, en su acervo guarda una buena colección de arte escultórico y pictórico proveniente de España, Quito e Italia, además de su hermoso púlpito y altar mayor coronado con el águila bicéfala propia de los Austria. De esta iglesia sale cada año la procesión del Miércoles Santo parte de la Semana Santa en Popayán.

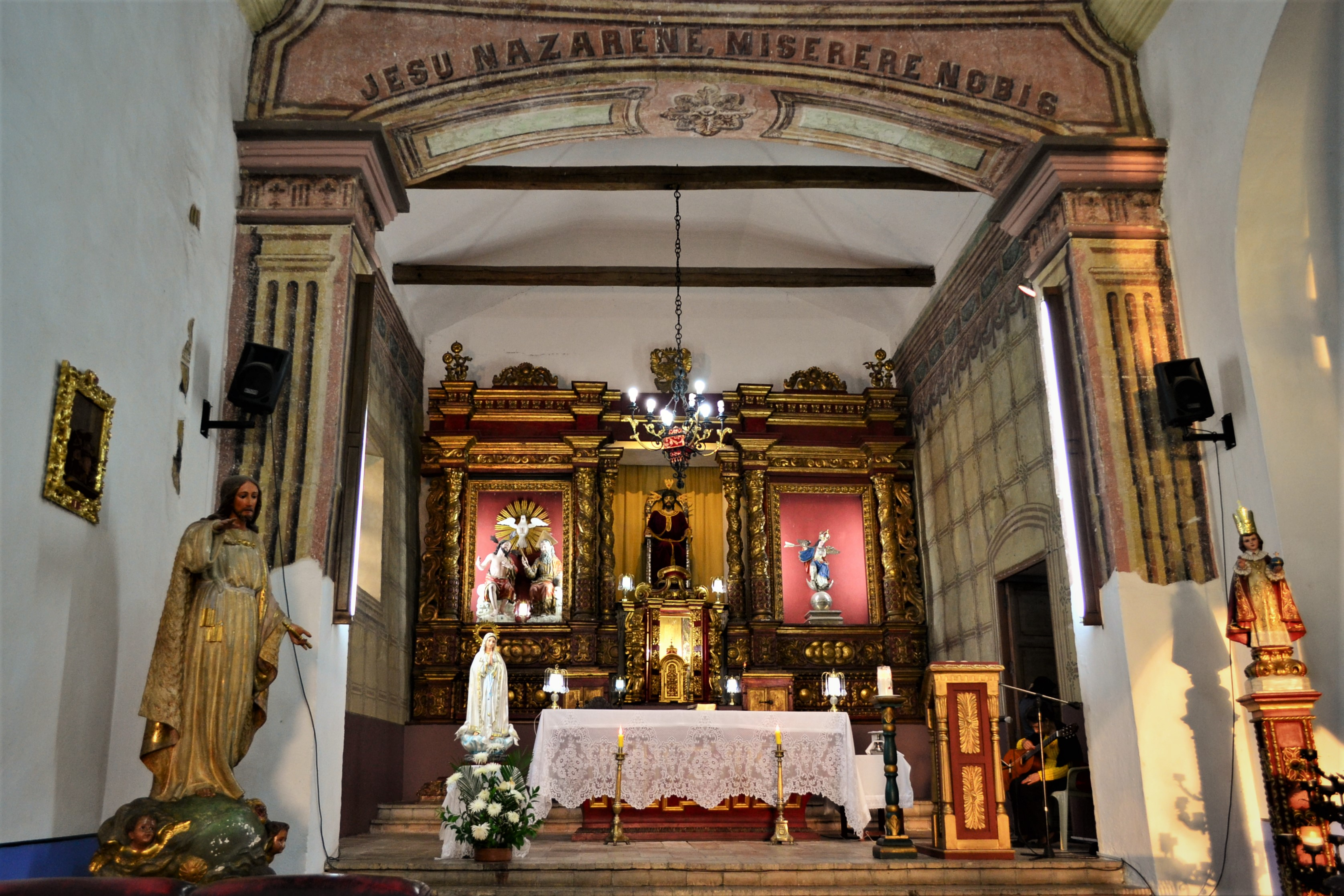
Altar mayor de la Ermita, donde se encuentra ubicada la escultura del Amo Jesús, traída desde Italia en el.

La construcción original data de los primeros años de la ciudad, con una humilde choza pajiza, de aquí no se vuelve a hacer mención de la Ermita hasta su edificación como tal entre 1612 y 1617, siendo su gran benefactor el Capitán Pedro de Velasco, quien había sido su patrón y sindico. Levantada en tapiales de tierra pisada y techo de paja sirvió como una capilla doctrinera para evangelizar a los indígenas, además de ser la casa del primer patrón proclamado de Popayán El Amo Jesús Nazareno traído desde Roma, al cual se le dedica aun la procesión del miércoles santo.
Tras el terremoto de 1736, la Ermita fue provista con techos recubiertos con artesa además de darle a su sobria fachada la actual espadaña de arco de triunfo tan característica, esta capilla fue en distintas ocasiones catedral pro tempore y sede del capítulo catedralicio hasta que dichas funciones se trasladaron al Templo de San José en 1784, al ubicarse los 3 templos (La Ermita, San José y La catedral) sobre la Calle 5 es que esta recibe el nombre de Calle Real de las Catedrales ya que estos han ejercido funciones catedralicias como tal.
La Ermita ha sobresalido por su sólida estructura, demostrado esto en su supervivencia a casi todos los sismos que ha vivido a lo largo de su historia, el último sismo de 1983 daño considerablemente su fachada y la espadaña, aunque se descubrieron durante la posterior restauración del templo, vestigios de antigua pintura colonial que ha sido recuperada en gran parte, esto gracias a la inapreciable ayuda del Gobierno federal de Alemania.

#### Iglesia de Santo Domingo

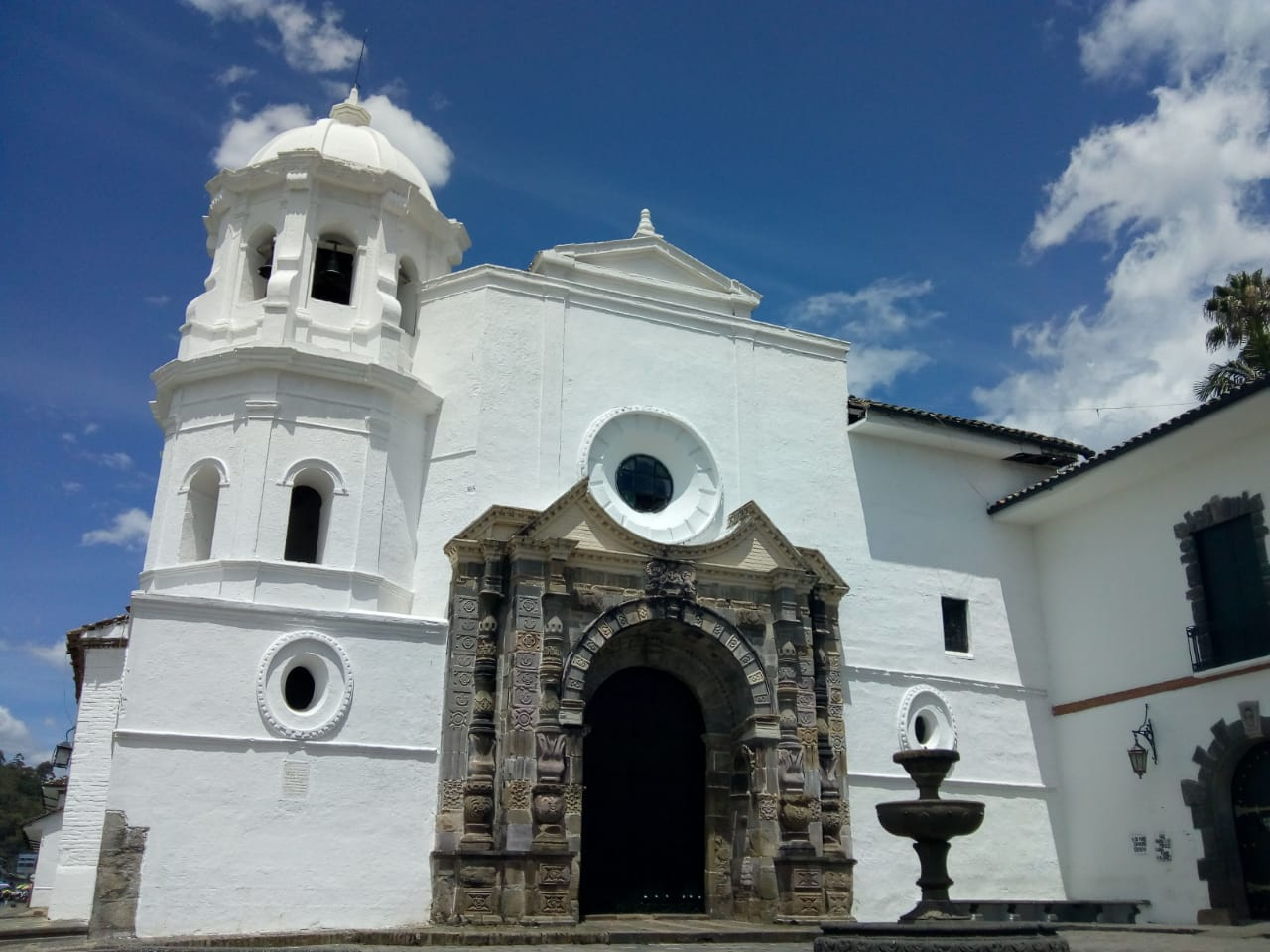
Fachada y Torre de la iglesia de Santo Domingo.

La iglesia de Nuestra Señora del Rosario de la Orden de los Predicadores más conocida como Santo Domingo, está ubicada en la esquina de las calles de El Empedrado y de Santo Domingo (Carrera 5 con Calle 4), esta edificación es un hermoso ejemplo de la arquitectura religiosa desarrollada después de 1736 denominada Estilo Popayán, cuenta con una variedad de altares barrocos bañados en pan de oro y el altar mayor de estilo neoclásico, además es de resaltar su excelente trabajo de mampostería en ladrillo en sus arcos tanto de las naves laterales como del coro, las columnas y el presbiterio. De esta iglesia conventual sale la procesión del Viernes Santo cada año durante la Semana Santa.

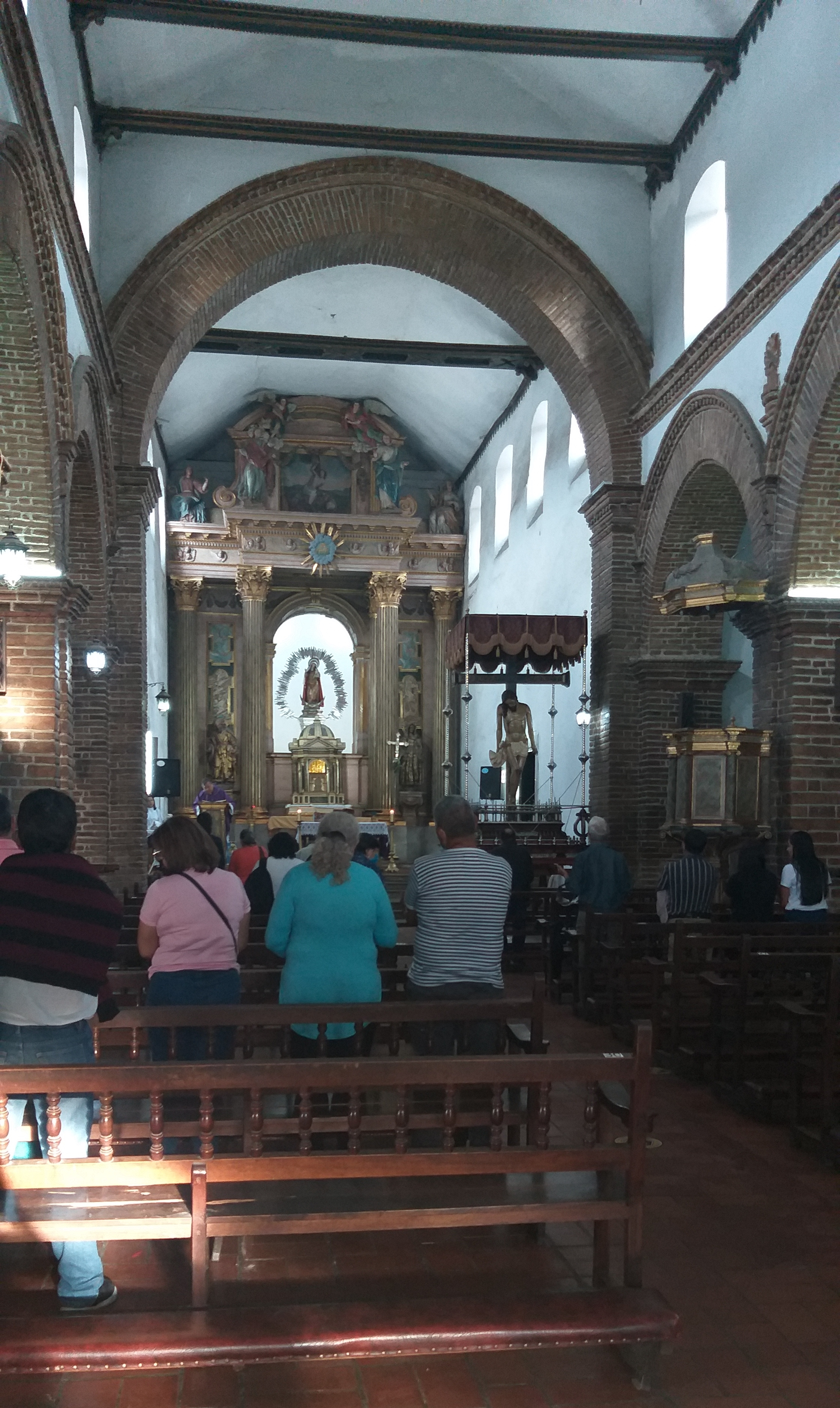
Vista del interior de la Iglesia de Santo Domingo o de Nuestra Señora del Rosario durante la Semana Santa.

Los dominicos llegaron a Popayán en el siglo XVI, trayendo consigo la que se cree que es la imagen más antigua de la ciudad, Nuestra Señora la Virgen del Rosario la cual se encuentra todavía en el altar mayor, asentados los frailes en los predios del actual claustro se dio paso a la erección de una rústica capilla para el culto dedicada a su patrona, esta edificación sufrió bastantes cambios hasta que fue totalmente demolida por el terremoto de 1736. Dando pie a una nueva construcción más ostentosa a cargo del arquitecto español Antonio García y del maestro Gregorio Causi siendo financiada por la familia Arboleda. El ilustre prócer patojo, el sabio Francisco José de Caldas diseñó e ideó el púlpito en el estilo barroco-neoclásico del siglo XIX. 
Los bienes de imaginaria de este templo constan entre los más hermosos ejemplos de la escuela payanesa y quiteña entre las obras escultóricas más conocidas están las de El Santo Sepulcro elaborada por José Lamiel en el siglo XX, la cual descansa sobre un precioso sarcófago en carey,  marfil y plata, destacan igualmente La virgen de la soledad de José Fernández Guerrero del siglo XVIII o La piedad del payanes Alfonso de los Reyes del siglo XX. Pero sin duda el elemento más bello y conocido de Santo Domingo es su decorada portada de cantera de piedra de Pisojé labrada alrededor de 1741 como se lee en la clave del arco, la lítica pila de agua que se ubica en la plazoleta al frente de la iglesia, estuvo por muchos años en el centro del Parque Caldas hasta que se reubico en el municipio de Timbio en 1910, después se la rescató y fue emplazada en su lugar actual.
El templo sobrevivió de forma admirable al Terremoto de Popayán de 1983, siendo afectada mayormente la torre que sufrió fisuras, la estructura del techo y la hermosa portada barroca que perdió varias piedras y lozas por el descuido y el saqueo, aunque ya fueron restituidos y restaurados todos estos elementos, devolviéndole a Santo Domingo su belleza de antaño.

#### Iglesia de San Agustín

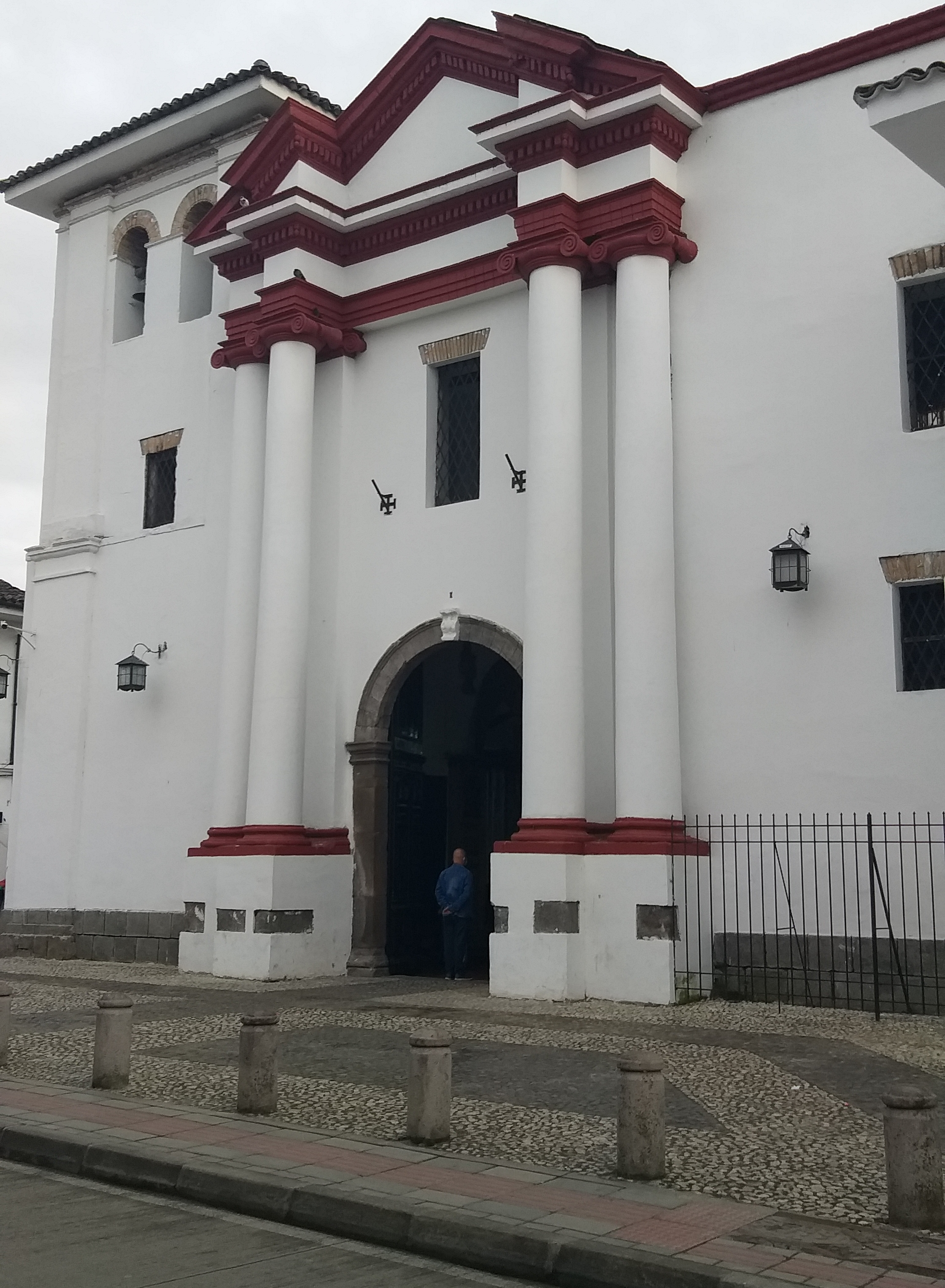
Fachada de la iglesia de San Agustín.

Ubicada en la esquina de las calles de San Agustín y de las Cárceles (Carrera 6 con Calle 7), es un buen modelo del barroco-colonial de finales del siglo XVIII, cuenta un patrimonio de bienes muy rico y variado sobre todo en sus 6 retablos salomónicos bañados en oro de elaboración payanesa y su imaginería quiteña, española y patoja las cuales sobresalen El Señor del Perdón del siglo XVIII proveniente de España con un gran orbe de plata ley 900 que representa al mundo, además de Nuestra Señora de los Dolores, la cual cuenta con un magnífico resplandor y trono de plata, siendo esta advocación honrada con dos procesiones durante la Semana Santa que salen de este templo, la del Viernes de Dolores que es su fiesta patronal y la del Martes Santo en ambos desfiles se demuestra el profundo aprecio de la feligresía a esta imagen de la virgen.

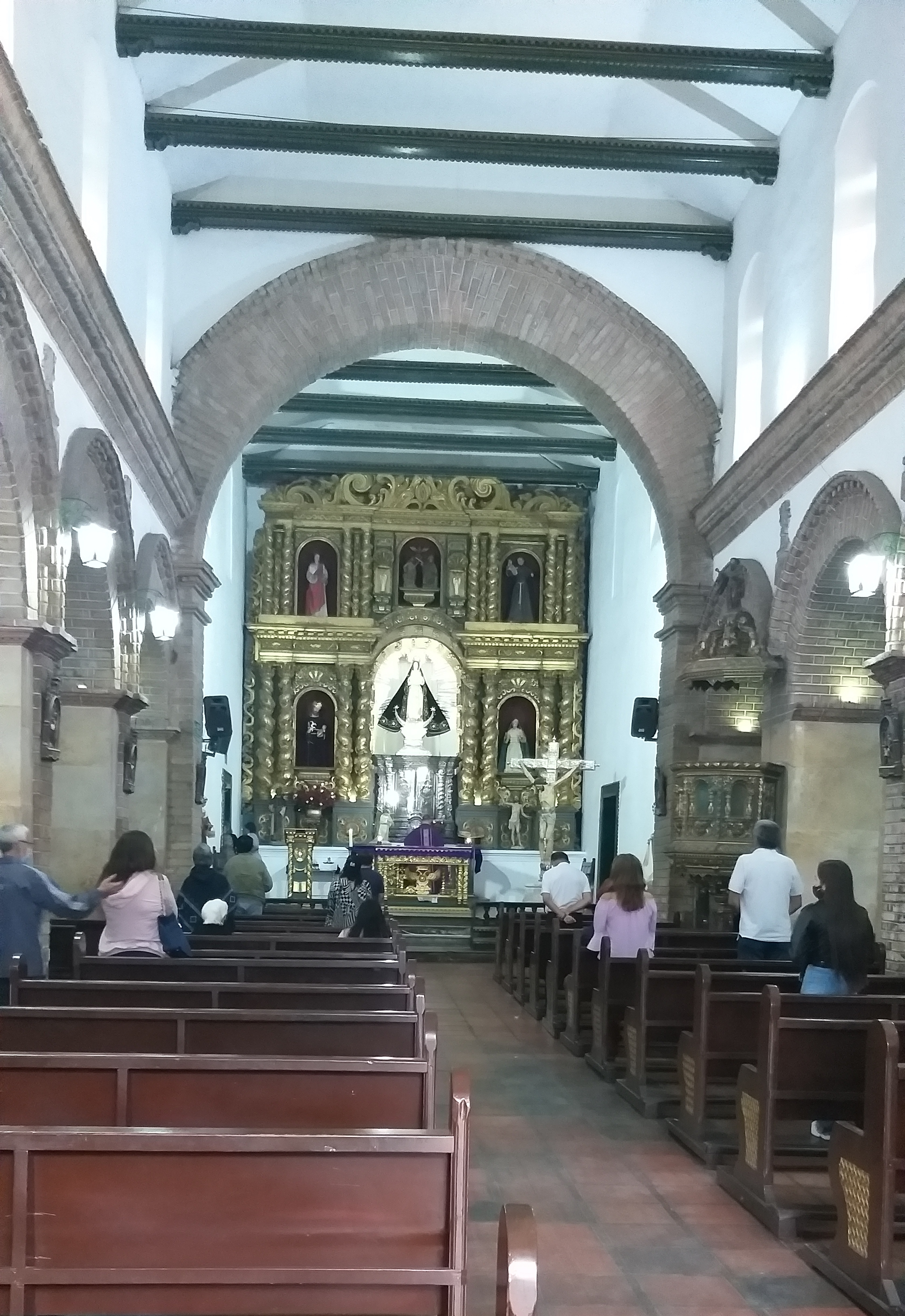
Vista de la nave central de la iglesia de San Agustín.

Se tiene constancia de la llegada y fundación de la misión de los padres agustinos hacia fines del siglo XVIII, siéndoles cedidos los solares para la construcción del templo capilla que no duro mucho debido al sismo del 2 de febrero de 1736, por lo que se contrató al arquitecto santafereño Gregorio Causi, quien trabajó simultáneamente en la edificación de la iglesia de Santo Domingo, las obras del nuevo templo comenzaron por 1740, pero el proyecto se vio desacelerado por problemas económicos y por la usanza de materiales de construcción un tanto obsoletos para la época, pero a pesar de todas las dificultades se logró levantar una hermosa iglesia de planta basilical, la cual es muy parecida en diseño a Santo Domingo, teniendo ambas en común los arcos de las naves y del presbiterio hechos en ladrillo, igualmente su techumbre a dos aguas y la forma de la bóveda de la nave central, por estos rasgos similares es que ambos templos se consideran hermanas, un rasgo muy particular de San Agustín son sus dos torres y por su frontispicio formado por columnas jónicas algo no muy común en la arquitectura colonial payanesa.
Pero sin duda en lo que la iglesia realmente se destacó en su día fue de su colección en orfebrería especialmente de sus custodias las cuales son el legado más importante y magnífico de la artesanía payanesa con metales, es famosa en la ciudad, la Custodia del Águila Bicéfala del siglo XVIII labrada en oro, cubierta de esmeraldas y piedras preciosas, afortunadamente esta y otras pocas piezas de joyería religiosa, pudieron salvarse del saqueo y expolio de Antonio Nariño a Popayán.
Debido en parte a una restauración efectuada en los años 1970, San Agustín pudo sobrevivir casi intacta al sismo de 1983, conservándose su arquitectura original hasta el día de hoy, por desgracia los bellos retablos y el púlpito de la iglesia presentan en la actualidad un deterioro alarmante por falta de piezas o por acción de agentes externos, por lo que urge una intervención para devolverles su esplendor.

#### Iglesia de Belén

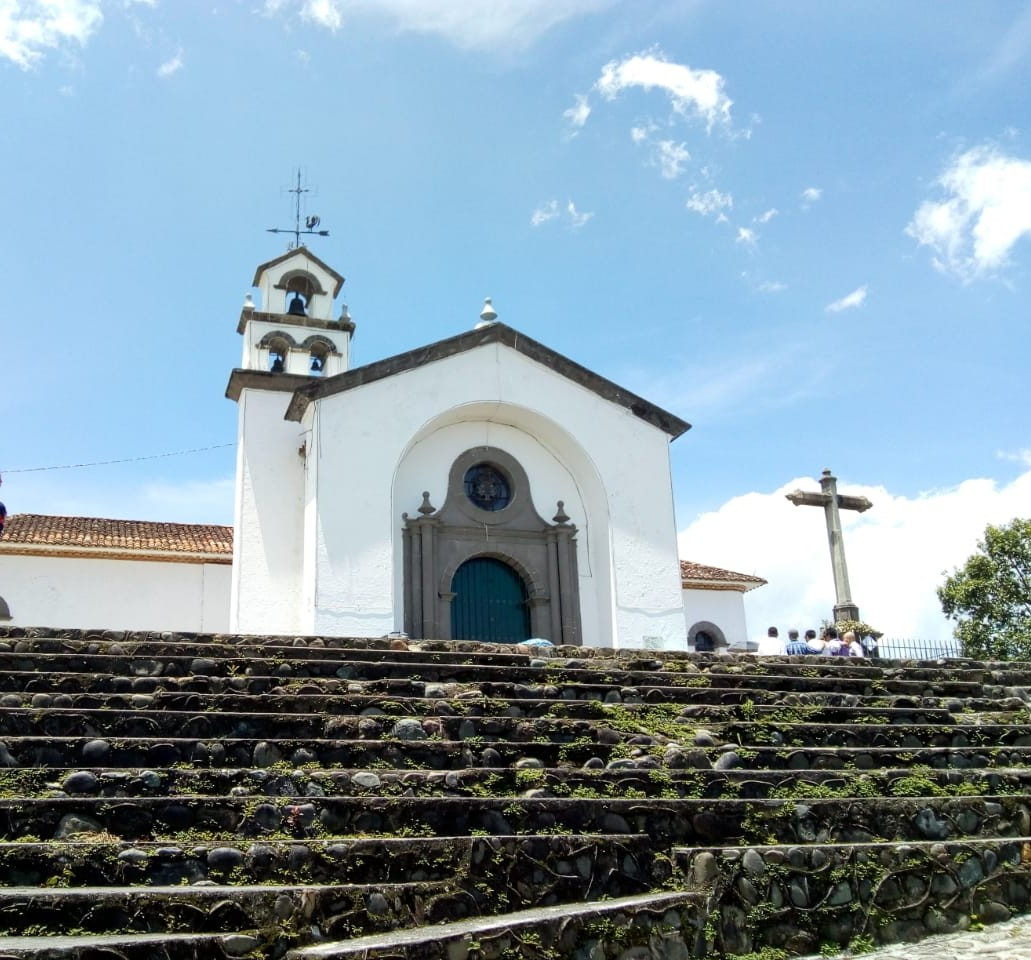
Capilla de Belén, vista desde la subida de los quingos.

Ubicada en la cima de una colina al extremo oriente del centro histórico, es uno de los templos más conocidos dentro de la ciudadanía payanesa ya que es la morada del considerado Santo Patrón de la ciudad y de sus habitantes, El Santo Ecce Homo de Popayán al cual se le celebra su fiesta todos los años, iniciando con la bajada a la ciudad de la imagen en la noche, 15 días antes de su festividad por las mujeres tradicionalmente y concluyendo con su subida el 1 de mayo en medio de una multitudinaria presencia de feligreses que demuestra el gran fervor y cariño que la ciudad le tiene a esta advocación de Cristo, la iglesia de Belén también es sede de la procesión del Domingo de Ramos en la que se baja al Señor Caído y al Ecce Homo hasta la catedral para dar comienzo a la Semana Santa.

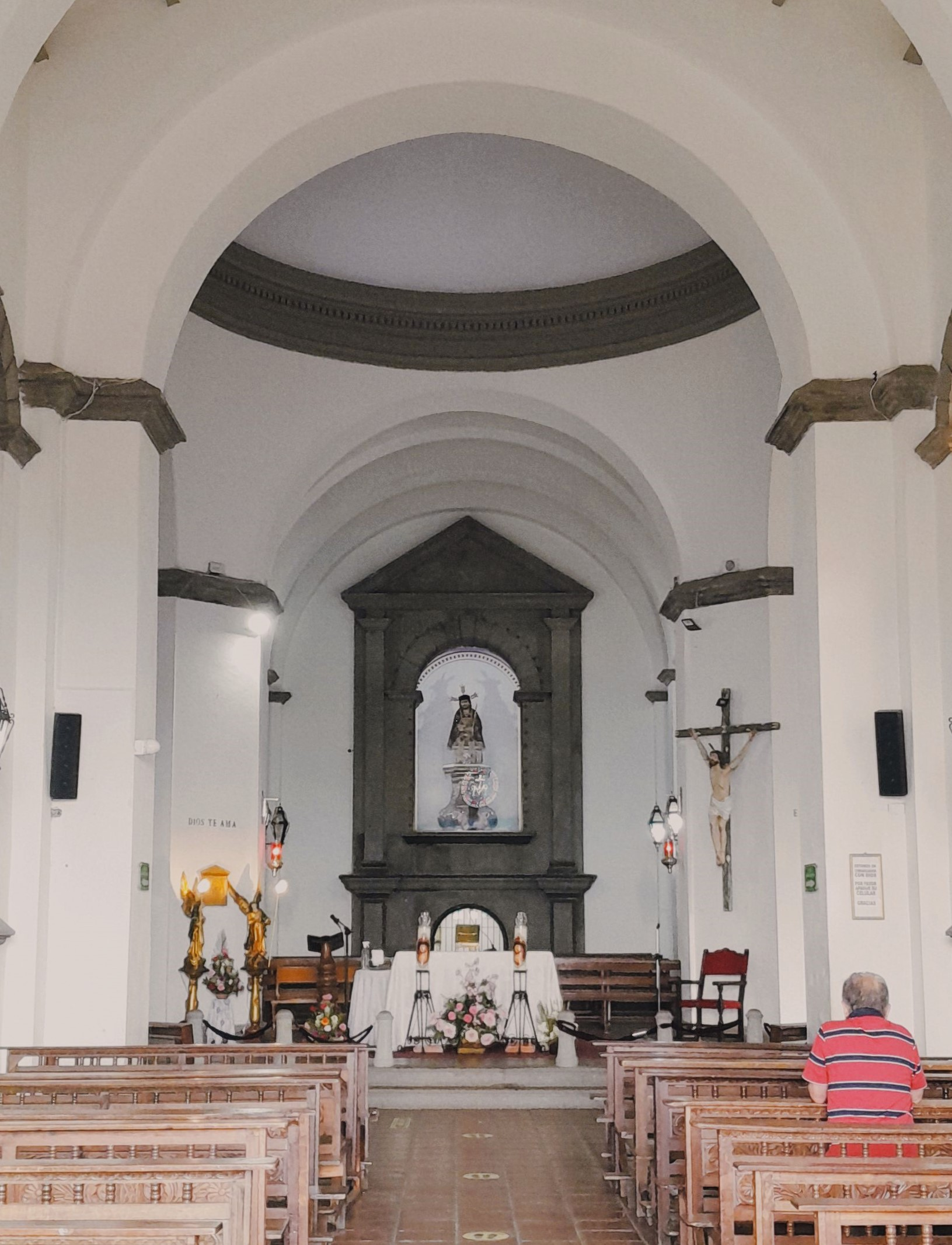
Interior del Santuario de Belén (Popayán)

Los registros más antiguos de este templo se remontan a 1679, cuando don Juan Antonio de Velasco mando a edificar un santuario con el permiso de monseñor Bernaldo de Quirós en la cima de la colina que por esos tiempos recibió el nombre de Belén, por la tradición que tenían los vecinos del sector de subir por su sendero sinuoso conocido como Los Quingos hasta una pequeña choza y armar ahí un pesebre cada diciembre, después de haber finalizado la capilla en 1689, se consagró bajo el amparo de Nuestra Señora de Belén una bella imagen quiteña del siglo XVII, la cual aun se le venera en la iglesia, y dejándoles su custodia y cuidado a los carmelitas.
Alrededor de 1717 se efectuó una ampliación al templo por lo que adquiere su fisionomía y características actuales como su planta de cruz griega y sus altares laterales dedicados hoy en día a la Virgen de Belén y al Señor Caído, en esos días llegó también El Santo Ecce Homo cedido por don Juan Velasco y su esposa doña Gerónima de Velasco, convirtiéndose esta capilla en su casa desde entonces. La iglesia sufrió un cambio muy importante a comienzos del siglo XX en la que se le añadieron dos torres cilíndricas terminadas en conos de apariencia medieval a su fachada, estas alteraciones duraron hasta los años 70 cuando se le dio su apariencia actual con su torre espadaña y su portada en estilo neocolonial. El templo fue afectado bastante por el temblor de 1983 que agrieto su campanario, su cúpula y destruyó parte de la gran cruz de piedra labrada por Miguel Aguilón en el siglo XVIII de la cual se decía que al caer al suelo, Popayán sería totalmente arrasada por la ira de Dios, hecho que se vinculó con lo sucedido en 1983.

#### Iglesia de la Encarnación

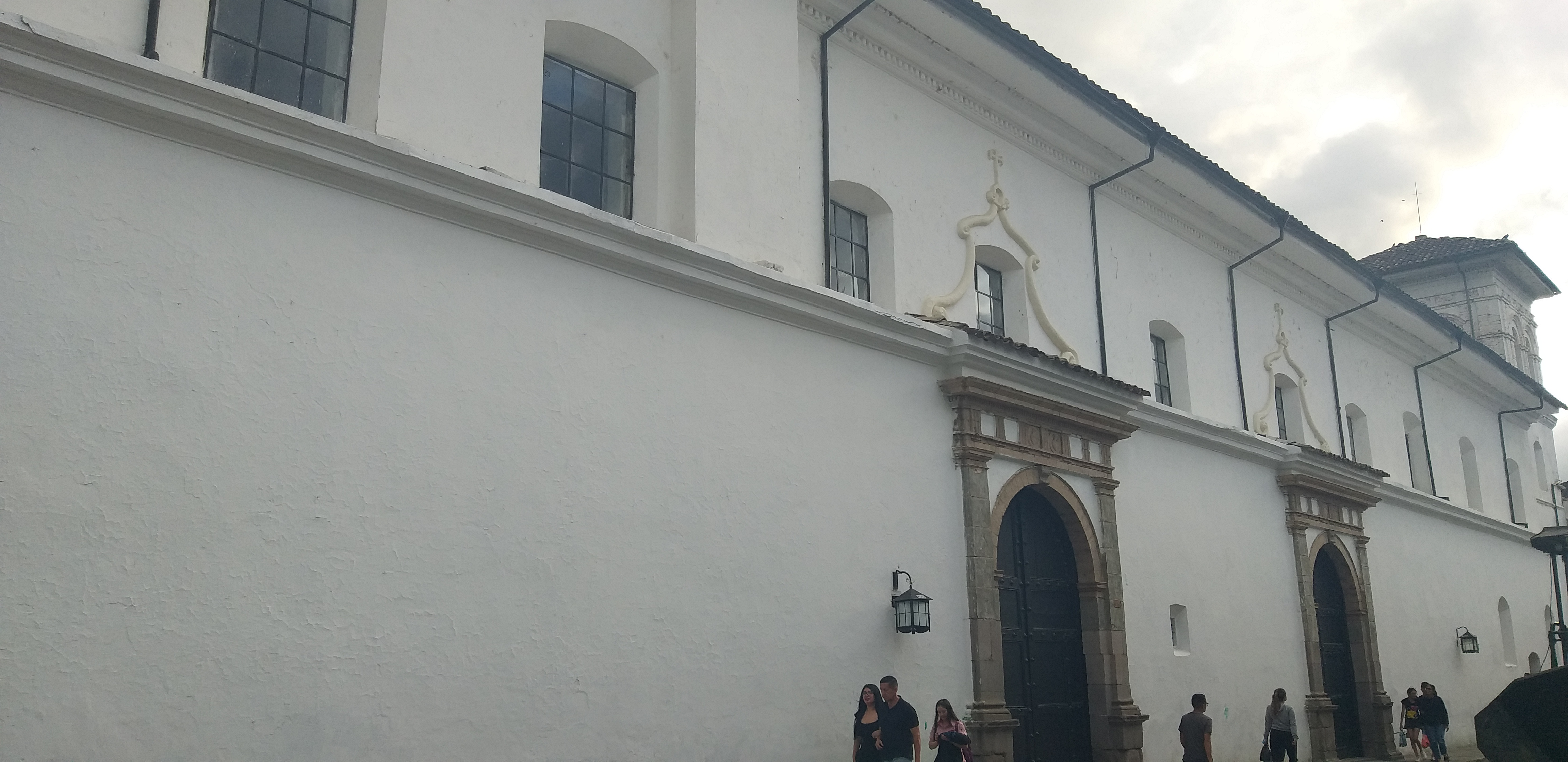
Fachada de la iglesia de la Encarnación con sus 2 grandes portones.

Este bello templo conventual está ubicado en la esquina de las calles de El Empedrado y de las Catedrales (Carrera 5 con Calle 5), es un buen arquetipo de iglesia colonial de claustro, contando con retablos barrocos y su púlpito de fina elaboración hechos por artistas de la ciudad que en su cima están adornados con resplandores que rememoran a una custodia por eso este claustro se le conoce como La Iglesia de las Custodias, además de un inventario de imágenes coloniales de gran maestría en su tallado, otra característica del edificio es su planta la cual cuenta con una sola nave y su coro sostenido por un sotocoro formado por una sucesión de arcos y bóvedas único en la ciudad. 

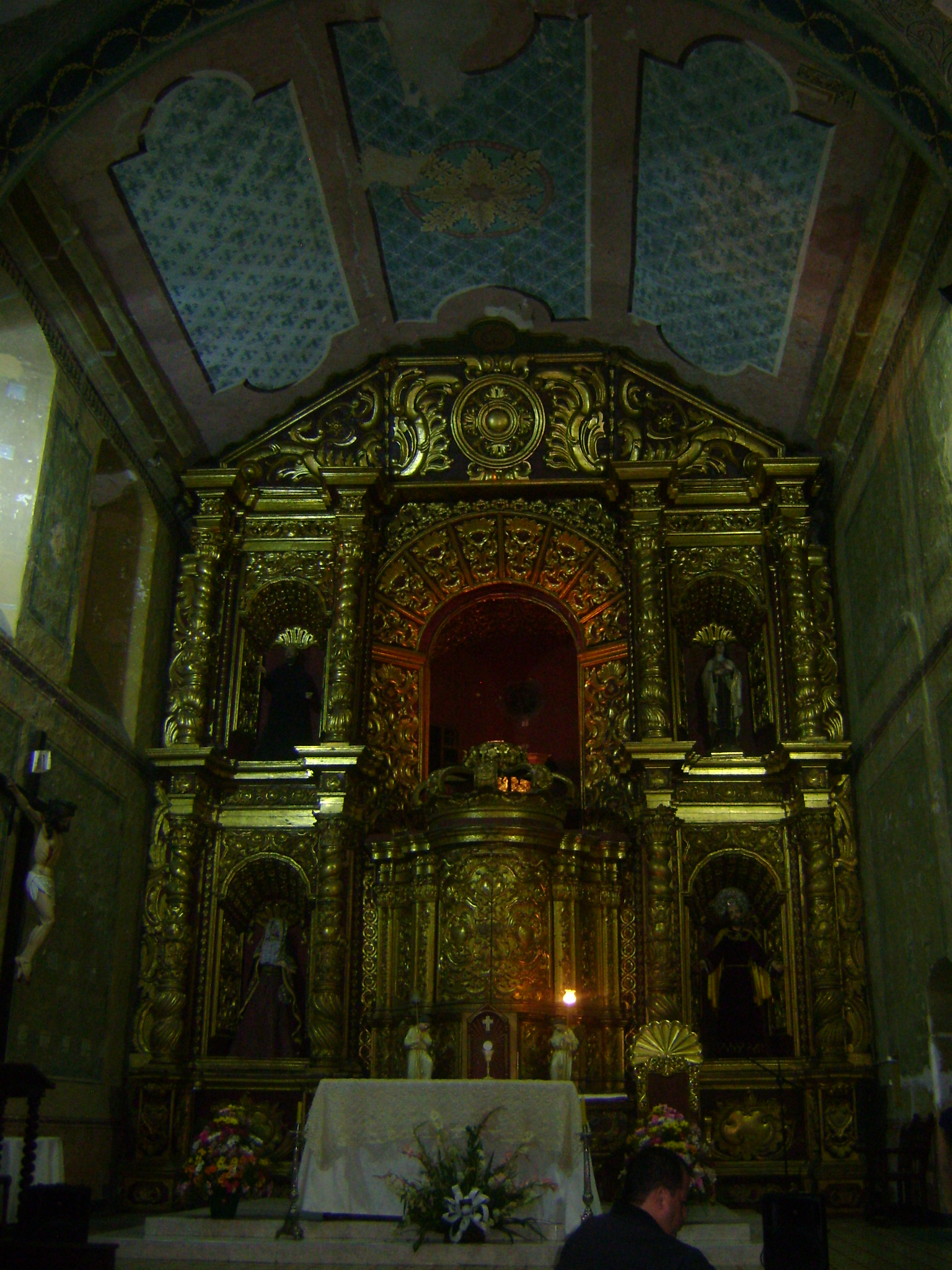
Altar Mayor de la iglesia La Encarnación o de las Monjas.

De la Encarnación no sale ninguna procesión durante la Semana Santa aunque antes si salía la llamada Procesión de la Soledad el Sábado Santo, hasta que fue sustituida por la actual, pero hoy en día sirve para guardar algunos pasos los cuales no caben en sus respectivos templos de salida por cuestiones de espacio. 
Después del devastador terremoto de 1736, la primitiva capilla del claustro fue destruida así que por iniciativa de la Reverenda Madre Mariana de San Estanislao y Saa, abadesa del convento, se inició su reedificación por lo que se contactó con el arquitecto alemán Simón Schenherr para que dirigiera la obra la cual se finalizó hacia 1782, pero se cree que este ingeniero no pudo continuar la construcción debido a la expulsión de los jesuitas en 1767, por lo que se tuvo que continuar sin el, atribuyéndole la realización del característico camarín voladizo de influencia neoclásica aunque no concuerda mucho con su estilo. Otra particularidad de la iglesia es su presbiterio con bellas pinturas murales separado de la nave por un arco toral de medio punto y su hermosa torre campanario que tiene un diseño semejante a la conocida Torre del Reloj del Parque Caldas, este templo fue de clausura hasta 1863 cuando el general Tomás Cipriano de Mosquera mando a expropiar todo el conjunto conventual para uso del estado y de educación.
Esta iglesia fue sacudida como muchas otras por el Terremoto de Popayán de 1983 averiando su techado en teja con artesa y ocasionando imperfectos en su estructura, por fortuna con el apoyo de la Gobernación del Cauca  y el Banco Interamericano de Desarrollo se logró reparar y corregir los imperfectos que sufre la iglesia no solo debido a lo ocurrido en 1983 sino por los sismos anteriores que le causaron muchas modificaciones a su diseño original.

#### Iglesia de Nuestra Señora del Carmen

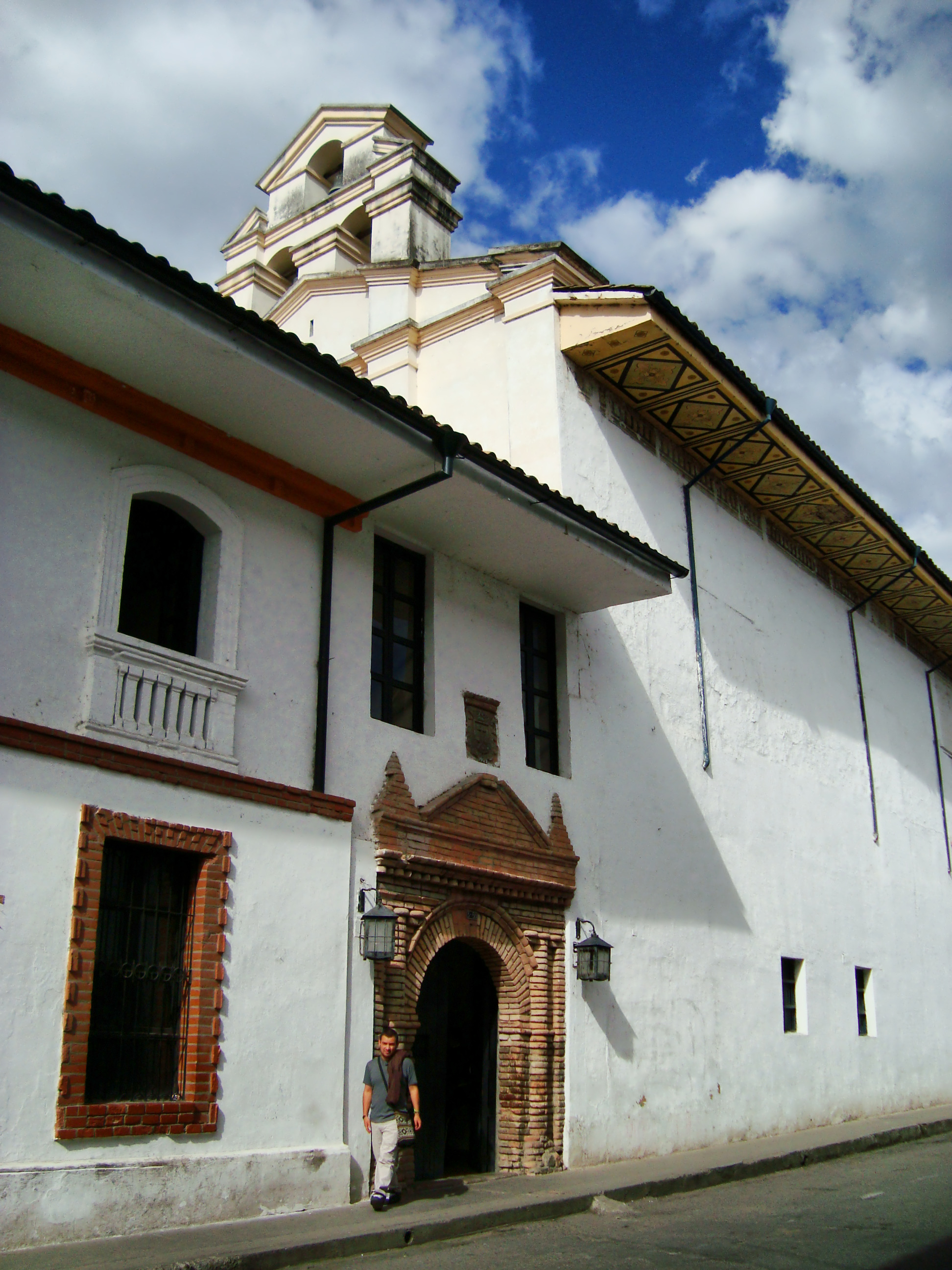
Espadaña y Entrada al Claustro del Carmen. (Popayán)

Se encuentra ubicada en la esquina de las calles de Los Bueyes y de Santo Domingo (Carrera 3 con Calle 4), es un templo barroco de una sola nave la cual está muy bien decorado con 5 retablos laterales cubiertos totalmente en pan de oro y engalanados con el águila bicéfala símbolo de los Austria son un verdadero tesoro para Popayán, cuenta también con su púlpito de fino tallado y su altar mayor de gran tamaño con la Imagen de la Virgen del Carmen, este claustro se parece mucho en planta y diseño a La Encarnación, pero tienen ciertas diferencias como su campanario, el número de altares y su coro el cual contiene un órgano pequeño que recuerda al de la catedral que era de mayores proporciones perdido en 1983. 

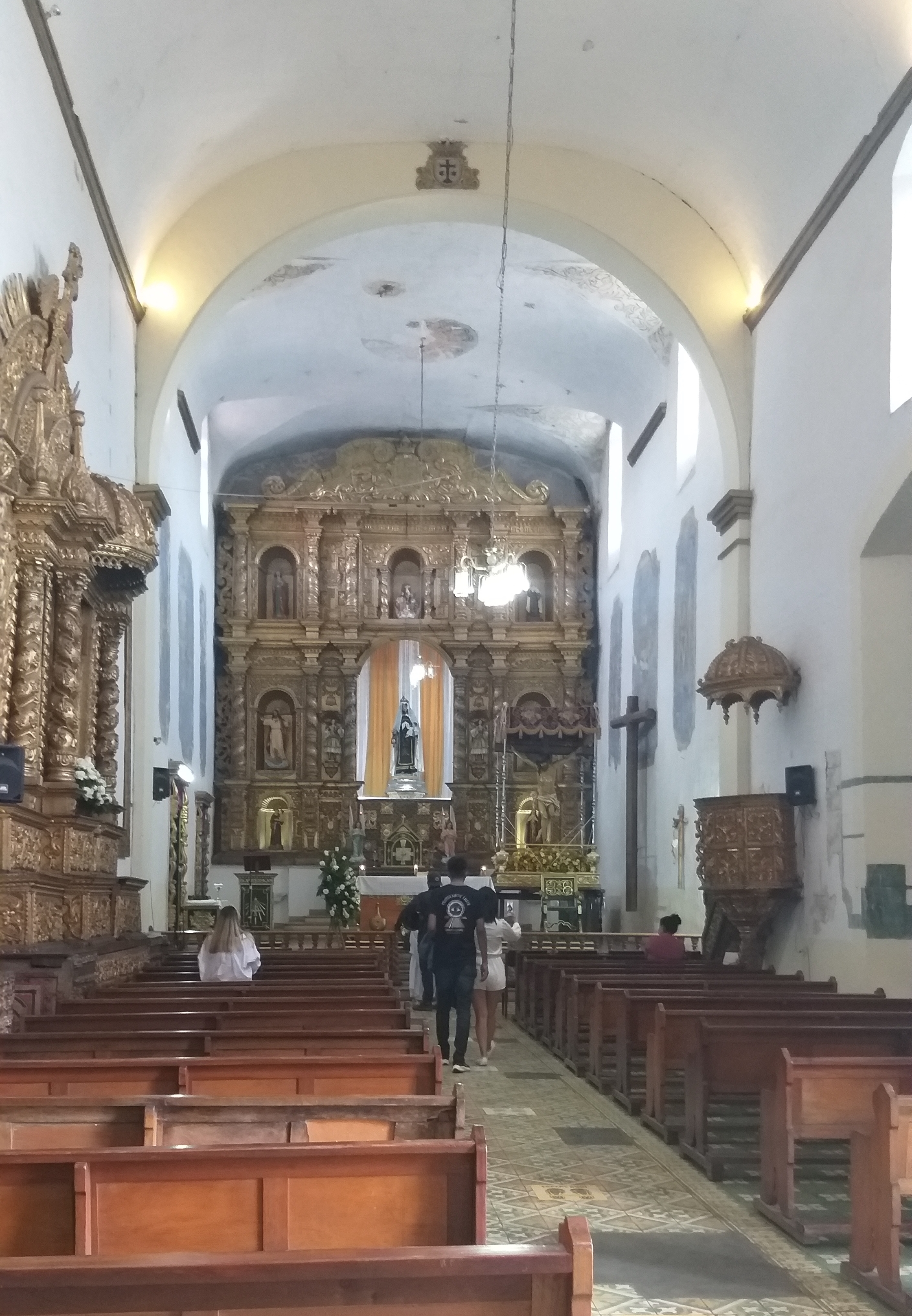
Vista del altar mayor en el fondo de la iglesia de Nuestra Señora del Carmen.

Desde la colonia hasta la década de los 90, salía de este claustro la Virgen María para el tradicional encuentro con Jesucristo Resucitado durante el Domingo de Resurrección, pero al suprimirla no llegó a acoger ninguna procesión en la Semana Santa de Popayán dando cobijo a unos cuantos pasos que salen en los diferentes días santos y los que por espacio no los pueden recibir sus iglesias de salida. Sin embargo, a partir de 2022 y oficialmente en 2023 por autorización de monseñor Omar Alberto Sánchez Cubillos, El Carmen se convirtió en la iglesia sede de la Procesión del Lunes Santo, guardándose aquí los pasos con sitial del desfile, mientras que en la contigua Casa Rosada se continuaran armando los 12 apóstoles de Jesús.
Las crónicas de este templo datan alrededor de 1774, para su construcción y dirección fue designado el maestro Gregorio Causi que trabajaba en las obras de San Agustín por esos días, la financiación de la iglesia estuvo cubierta por doña Dionisia Pérez Manrique y Camberos marquesa de San Miguel de la Vega (1668 - 1744), quien se dedicó en la ayuda a la comunidad payanesa necesitada sobre todo después del temblor de 1736, además siempre destacó por ser una gran y ferviente devota siendo la mecenas de varias iglesias de la ciudad como El Carmen. El claustro cuenta con dos hermosas portadas fabricadas en ladrillo de cierta influencia mudéjar, su presbiterio con frescos en sus muros, su alero decorado con motivos geométricos pintados y su espadaña coronando el conjunto la diferencian de los edificios del centro histórico. Este templo junto con el convento perteneció a la Orden de Nuestra Señora del Monte Carmelo más conocidos como carmelitas hasta 1863 durante la masiva enajenación de bienes a las órdenes religiosas por el estado.
Esta iglesia fue seriamente afectada por el movimiento telúrico de 1983 sobre todo en su ámbito estructural pero gracias a una efectiva restauración se la reparó de sus imperfectos y se renovaron sus magníficos retablos barrocos, devolviéndole al templo su antiguo esplendor como el que tenía en el siglo XVIII.

#### Iglesia de Nuestra Señora de las Mercedes

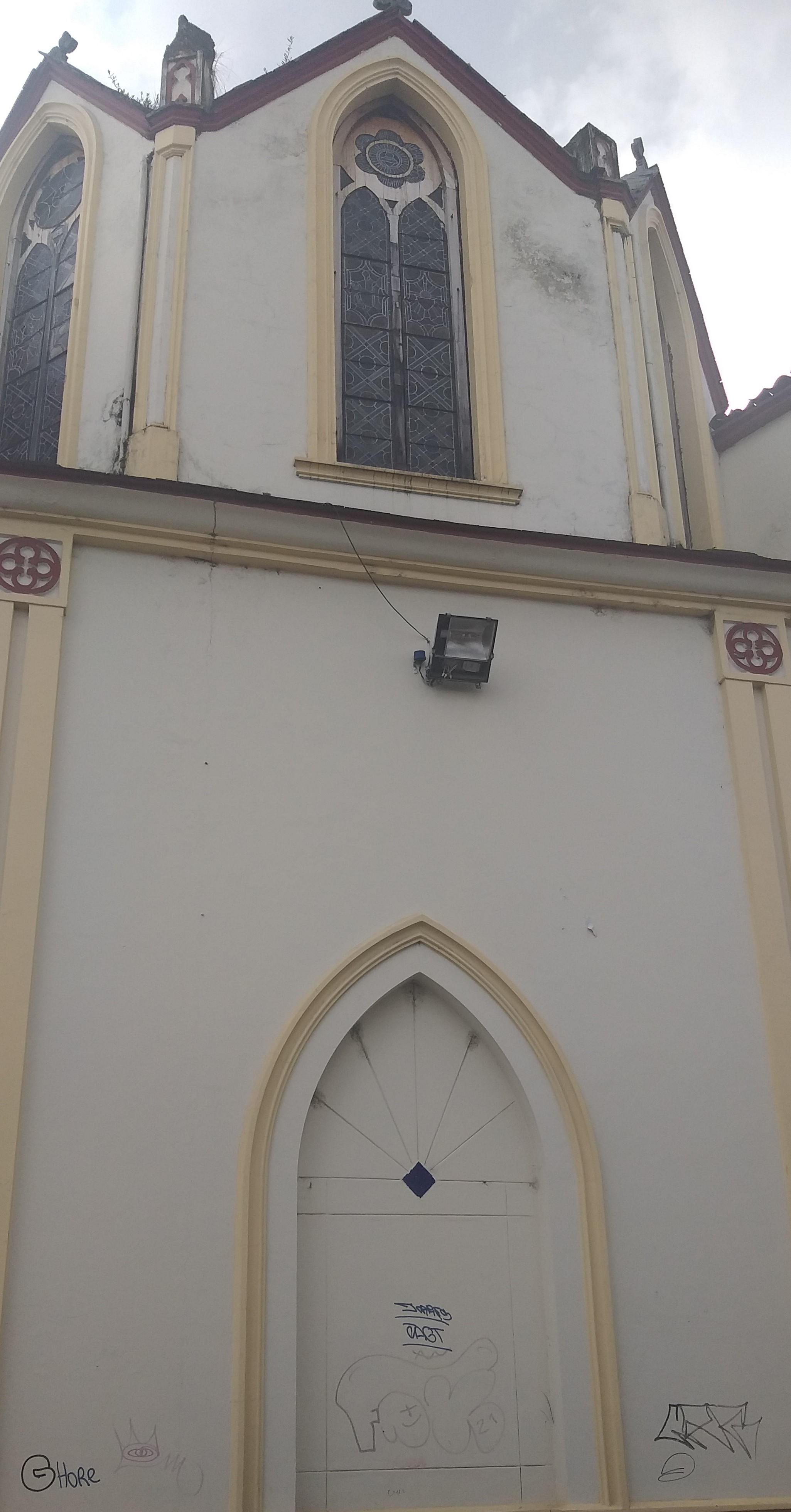
Fachada de la iglesia de la Virgen de las Mercedes con su ábside neogótico.

Localizada sobre la Calle de San Camilo (Carrera 9) se encuentra al suroeste del centro histórico, destaca entre todas las iglesias de Popayán por su arquitectura neogótica única en la ciudad, aunque no tiene casi ornamentación a lo que retablos coloniales se refiere, es una construcción muy hermosa en su interior contando con columnas de fuste liso, su magnífico órgano, arcos ojivales con capiteles dorados, bóvedas de crucería en sus naves y coloridos vitrales franceses con advocaciones marianas que inundan de luz toda la capilla, estos elementos son típicos en el estilo gótico. Debido a su lejanía de la ruta tradicional de las procesiones nocturnas, este templo no es sede de algún desfile de la Semana Santa y no se tiene constancia que alguna vez lo haya sido.

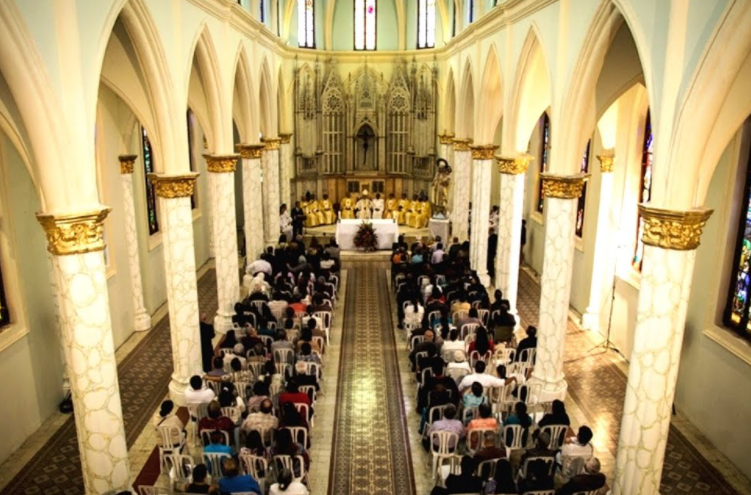
Misa de reapertura de la iglesia de Nuestra Señora de las Mercedes.

Se tiene registro de una iglesia anterior a la actual, la cual si era de estilo barroco colonial y su emplazamiento era sobre la esquina de las calles de San Camilo y El Achiral (Carrera 9 con Calle 8) unos metros más arriba de la capilla de las Mercedes, probablemente su construcción databa de la segunda mitad del siglo XVIII, contaba con una sola nave y una capilla lateral al norte, además de una fachada en piedra con espadaña de un arco en la cima, toda la construcción estaba hecha de tapial y ladrillo, techada en teja y artesa.  A pesar de ser una hermosa edificación colonial para la ciudad de esos días, fue lamentablemente demolida en el año 1950 por razones de una ampliación iniciada desde 1928 al claustro camiliano. Siendo dedicado el templo actual el 15 de agosto de 1930, las obras estuvieron bajo el cuidado del Religioso francés Teodoro Joseph que la diseño inspirándose en la Casa General Marista en la ciudad de Saint Genis Laval, Francia, los hermanos de esta comunidad estuvieron muy comprometidos en la construcción de la nueva capilla hecha de hormigón y cemento armado.
La iglesia tiene una planta de cruz latina de 3 naves separadas por arcos ojivales, también cuenta con un ábside semicircular que da hacia la calle de San Camilo que visto desde dicha vía se le distingue una forma semejante a una torre, además en dicha bóveda se encuentra el altar mayor tallado en madera por Pascual Bergallo con la imagen de la Virgen de la Merced patrona de la capilla, después de la retirada de los hermanos maristas en 1976, el edificio sufrió un rápido abandono por parte del estado hasta que por iniciativa de la comunidad y de la arquidiócesis de Popayán se consiguió restaurar el templo y consagrarlo nuevamente el 17 de abril de 2016, con una gran eucaristía presidida por el señor arzobispo y varios sacerdotes concelebrantes.

### Conventos y Otras Edificaciones Religiosas
Los Claustros y Monasterios fueron un elemento esencial en la historia de Popayán ya que eran centros de conocimiento y aprendizaje, para la población pero sobre todo las clases pudientes y los religiosos, en esos días las educación esta bajo la jurisdicción de la iglesia por lo que los conventos tuvieron un rol muy importante como colegios e instituciones, hasta que en 1863 el gobierno liderado por Tomás Cipriano de Mosquera mandó a expropiar los bienes de la Iglesia católica para uso del estado.

#### Palacio Arzobispal de Popayán.

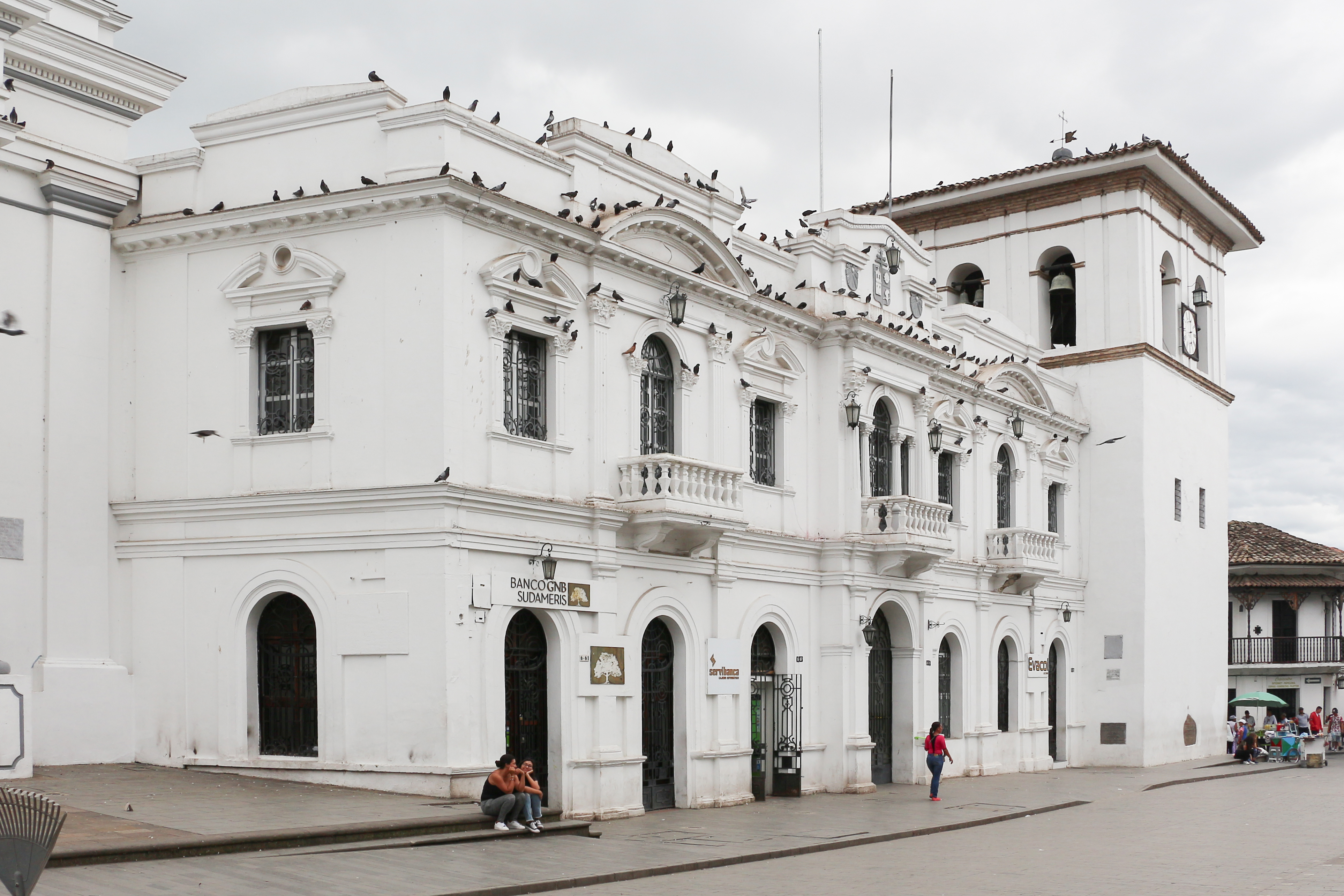
Vista de la fachada norte del Palacio Arzobispal desde el Parque Caldas

Se encuentra entre las calles del Reloj y de las Catedrales (Carrera 7 con Calle 5) al costado suroeste del Parque Caldas, el edificio no abarca hasta la esquina ya que ahí se ubica la conocida Torre del Reloj la cual es rodeada por sus lados sur y oriente, el palacio es la residencia del Arzobispo y su curia los cuales administran y dirigen la iglesia en toda su jurisdicción, es uno de los edificios más lindos y ornamentados que adornan los alrededores de la plaza principal, con una arquitectura bastante diferente al colonial español.

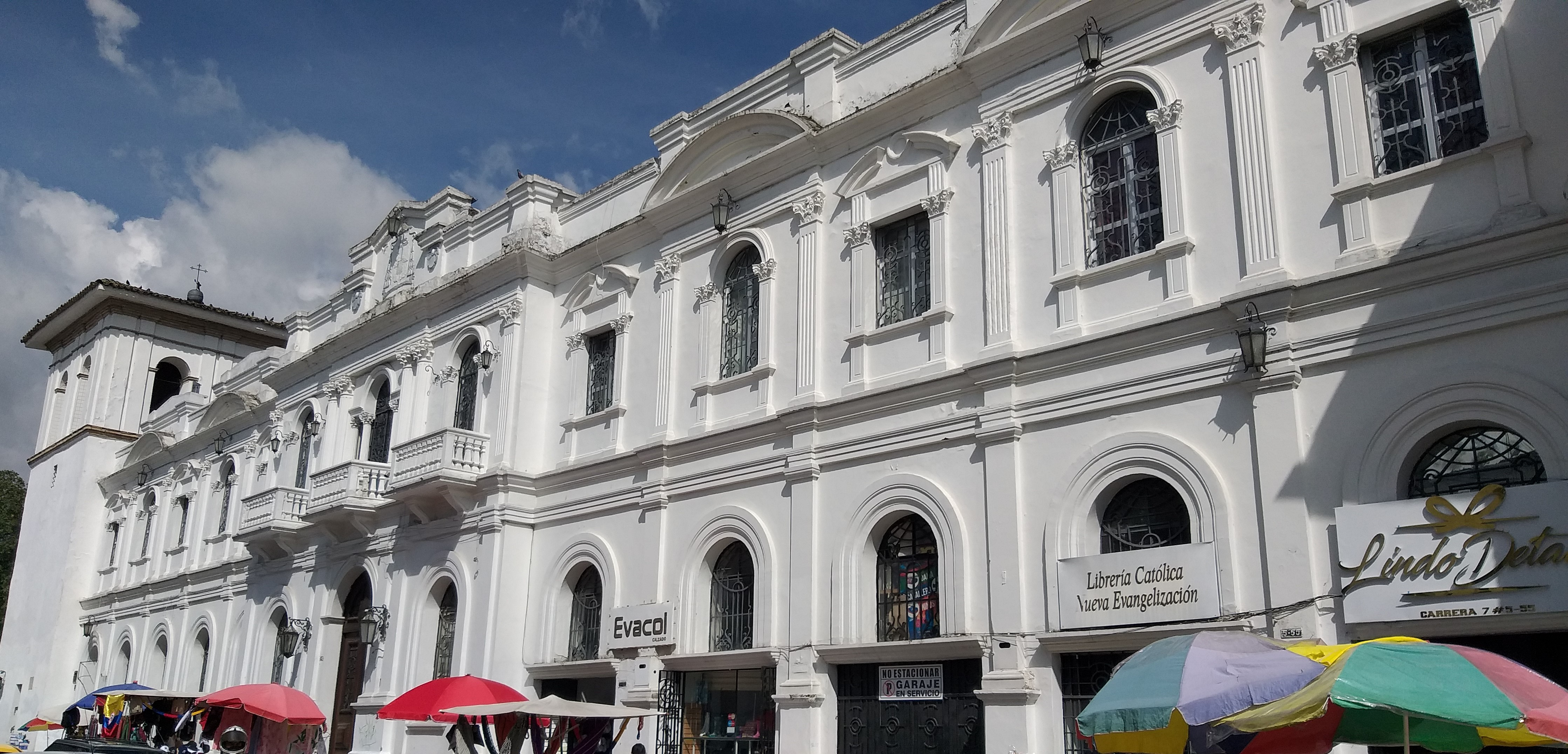
Vista de la fachada occidental del Palacio Arzobispal sobre la Calle de El Reloj.

Desde la creación de la diócesis de Popayán en 1546, se vio la necesidad tanto de levantar la iglesia mayor como de una casa para los obispos, así que se destinaron los solares al sur de la plaza para este fin, después de inaugurado el primer templo este no soportara las inclemencias del clima y los sismos sobre todo el de 1736 se edificó la segunda catedral que tenía la peculiaridad de estar orientada hacia el occidente y su fachada principal daba a la actual carrera 7 muy semejante en modelo a la de Quito, en ese tiempo la iglesia ya tenía como campanario la Torre del Reloj construida hacia 1682 pero de nuevo esta iglesia no aguantó y en 1785 fue desmantelada por el deterioro entonces se emprendió la construcción de una nueva obra pero esta vez ya orientada hacia el parque, dejando a la Torre-campanario aislada por un predio vacío siendo solo delimitado por una pared, esto permaneció así hasta que a mediados del siglo XX se decidió construir ya el palacio sobre el terreno baldío.
La curia arzobispal es de estilo ecléctico contando con 3 balcones y una puerta de acceso en cada fachada, pero solo la de la Calle 5 está en uso, en el primer piso también cuenta en varios locales comerciales y ventanas con arcos de medio punto, es de destacar sus dos patios rodeados con arcadas pero destaca el principal que tiene un torreón en uno de sus extremos con merlones que rodean su cima, este palacio resistió con admiración el Terremoto de 1983 mientras la mayoría de edificios a su alrededor sufrieron graves averías y destrozos.

#### Real Seminario San Francisco de Asís. (Actual sede de la Fundación Universitaria de Popayán)

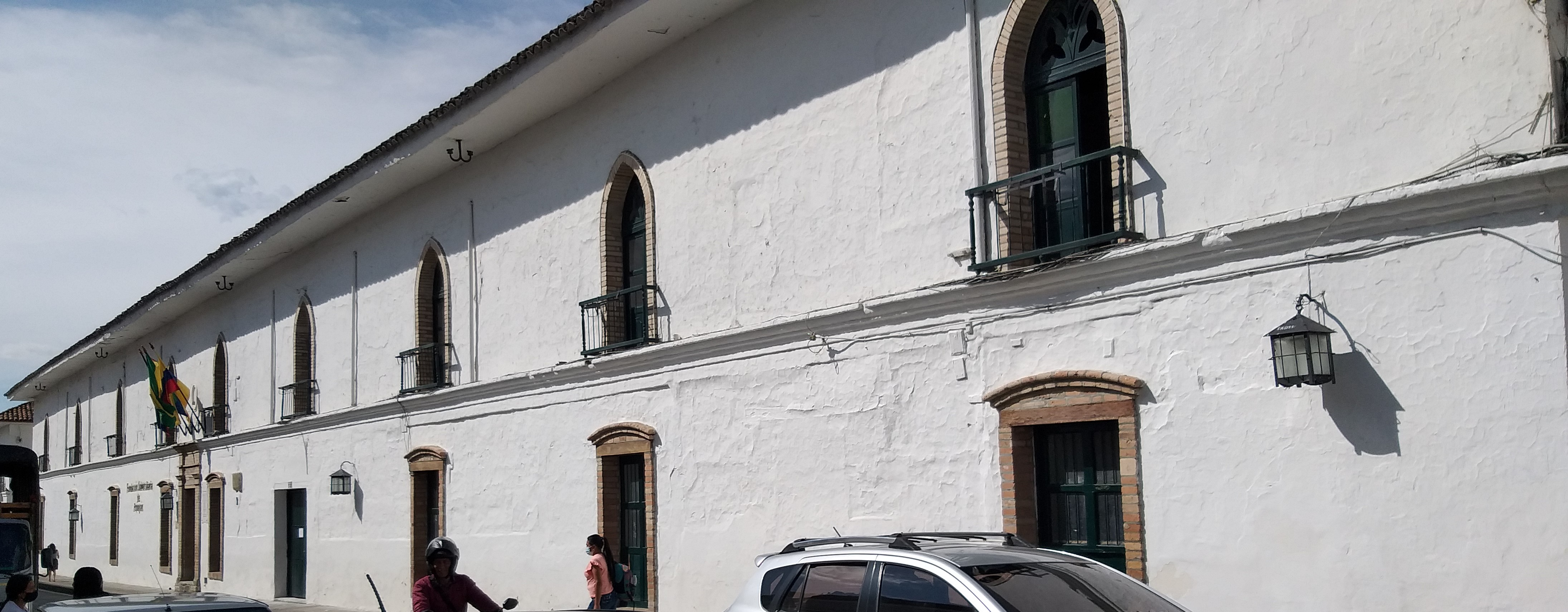
Vista del Antiguo Real Seminario en la Calle 5.

El antiguo colegio seminario de la ciudad era la institución educativa más prestigiosa de la región, se ubica en medio de las calles del General Carlos Albán y del Seminario (Carrera 9 con Calle 5) y abarca una gran parte de la cuadra, fue fundado alrededor de 1642 por la Compañía de Jesús a su llegada a Popayán en el siglo XVII, consta de una edificación de grandes proporciones con 2 pisos de gruesos muros hechos en adobe y tapial, la fachada que da a la Calle de las Catedrales es la principal en ella se halla su portada hecha en ladrillo típica de esos tiempos, flanqueada por ventanas en su primer piso con marco de ladrillo, en la segunda planta hay balcones en forma de arcos ojivales y barandilla de hierro.

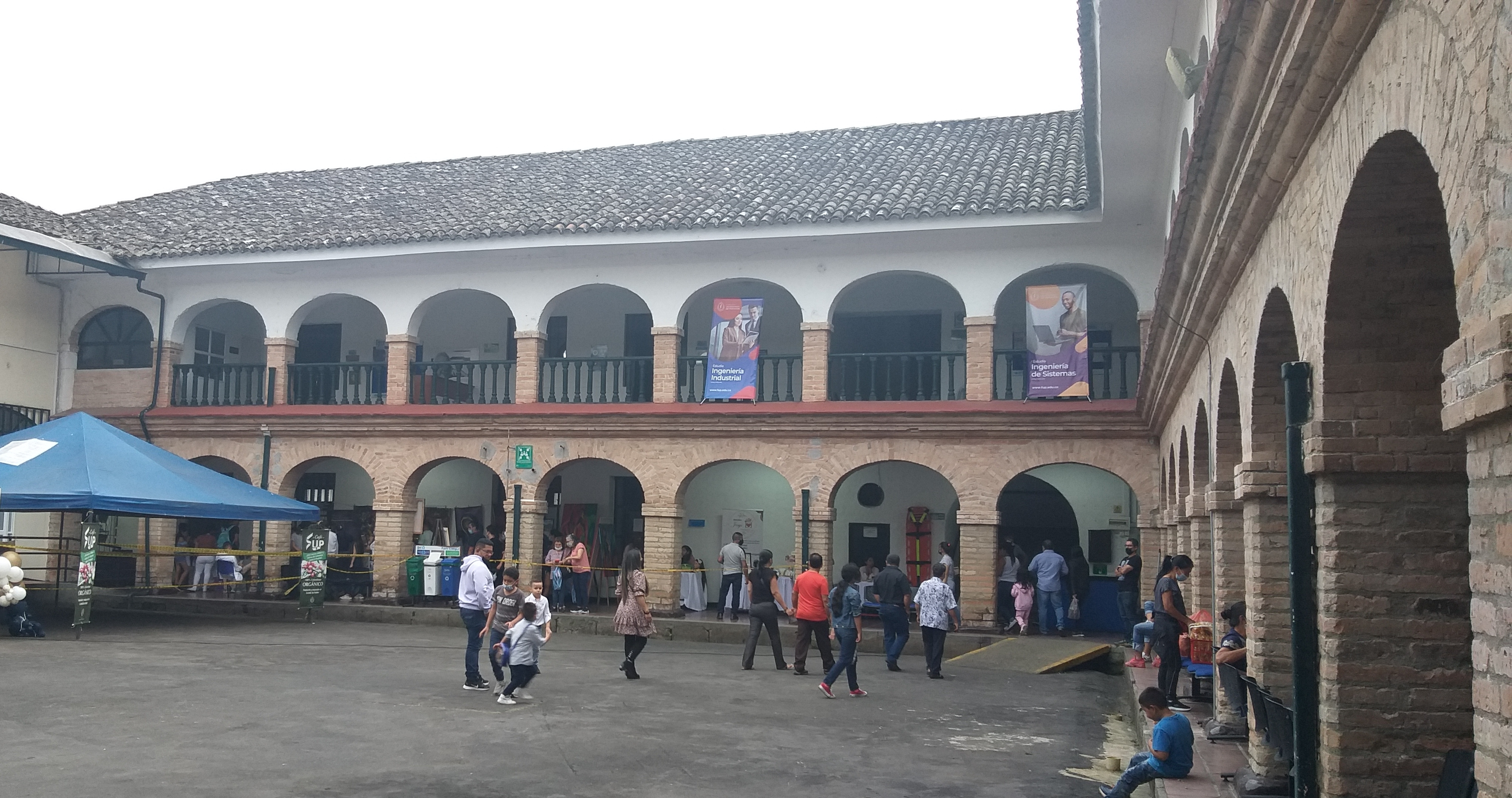
Uno de los patios centrales del Antiguo Seminario de San José de Popayán.

Con la erección de la diócesis de Popayán en 1546 por S.S Pablo III se vio la necesidad de fundar un seminario para cumplir este fin, hubo varios lugares cerca de la naciente catedral que sirvieron pro tempore como colegio pero fueron insuficientes, fue solo hasta 1642 que se estableció definitivamente en su sitio actual. Desde el siglo XVII, el seminario acogió no solo a los futuros sacerdotes y evangelizadores que esparcieron la fe por la región sino que a los ricos herederos e hijos ilustres de las familias más poderosas de Popayán para ser formados con una exquisita educación, muchos de estos hombres se convirtieron en personas fundamentales para la historia del país y del continente como ejemplo están: Camilo Torres Tenorio, Francisco José de Caldas, Francisco Antonio Zea, Joaquín de Caycedo y Cuero, Marcelino Pérez de Arroyo, Joaquín Mosquera y Arboleda, José María Obando, Miguel de Pombo, Manuel José Mosquera y Arboleda, entre otros eminentes hombres que ayudaron a formar el Colombia de hoy en día.
El edificio sufrió bastante con el terremoto de 1736, al igual que la antigua capilla del seminario por lo que se reemplazó por la actual iglesia de San José, pero con la expulsión de los jesuitas en 1767 el colegio cerró temporalmente hasta que los dominicos se hicieron cargo de impartir la enseñanza, en 1827 se funda la Universidad del Cauca por Francisco de Paula Santander con lo que muchos de los bienes del Seminario se destinan para materializar dicha fundación. El Real seminario funcionó en su antigua ubicación hasta 1970 aproximadamente, cuando se traslada hasta Campamento donde actualmente opera, la histórica casona fue adquirida por la Fundación Universitaria de Popayán a su creación en 1982 por monseñor Samuel Silverio Buitrago siendo actualmente su sede.

#### Monasterio de la Orden Franciscana (Actual Hotel Dann Monasterio)

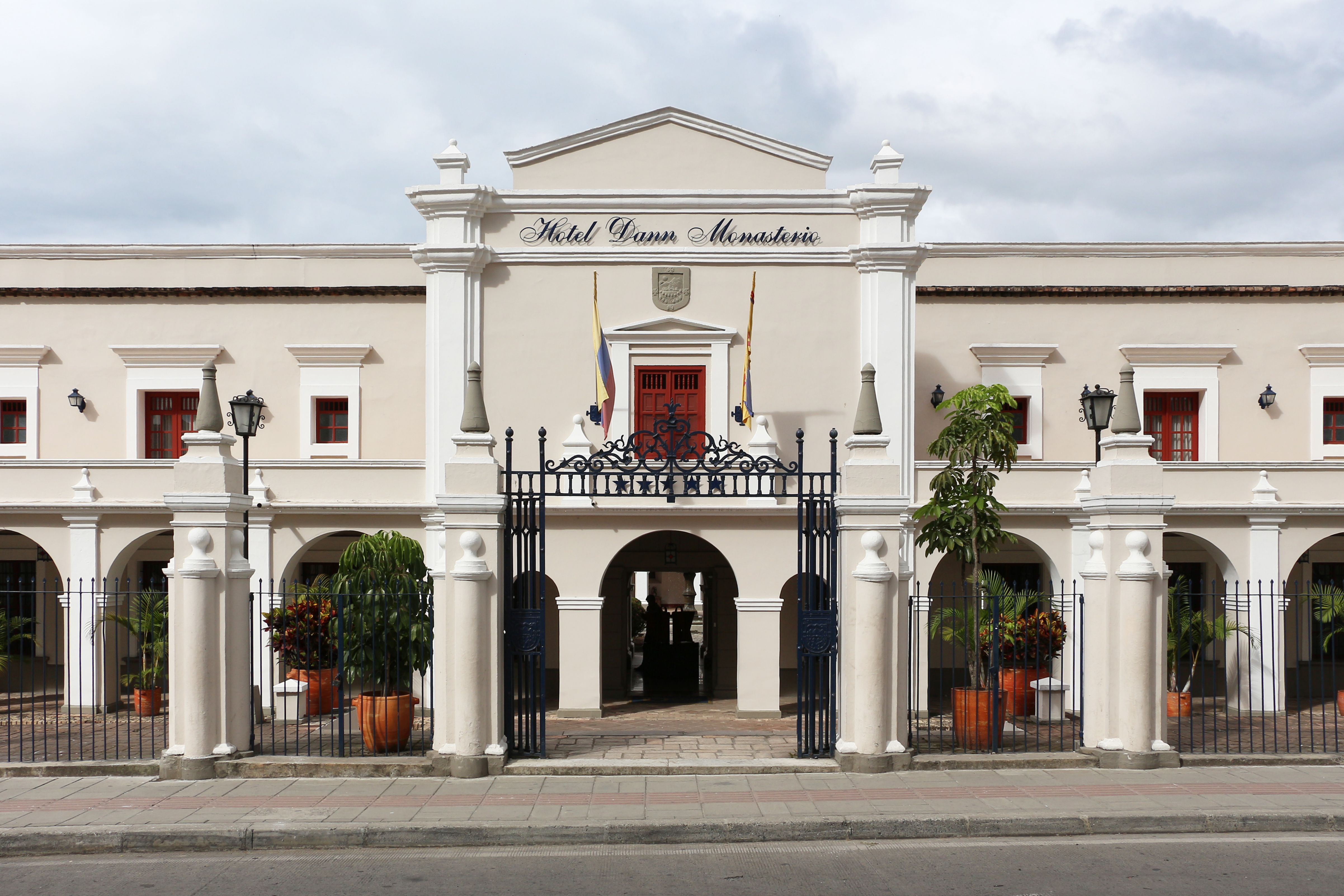
Fachada del Antiguo Monasterio Franciscano, hoy en día un hotel.

Se ubica sobre la Calle Real de San Francisco (Calle 4), fue en su tiempo uno de los claustros más grandes y antiguos de la ciudad, datando su historia al menos hasta 1570 cuando llegaron los franciscanos llegaron a Popayán provenientes de Quito, el primer prior y fundador fue Fray Jodoco Ricke, las obras de construcción iniciaron cerca de 1574 resultando en un claustro de dos pisos de arquerías de medio punto además de una hermosa fuente de agua piedra labrada en el patio y con una explanada al frente, la cual se accede por una gran escalinata en la Calle de San Francisco, su fachada fue al principio muy sencilla con pasillos en sus 2 pisos el de arriba como balcón y el de abajo como un pórtico sostenido por pilares de madera.

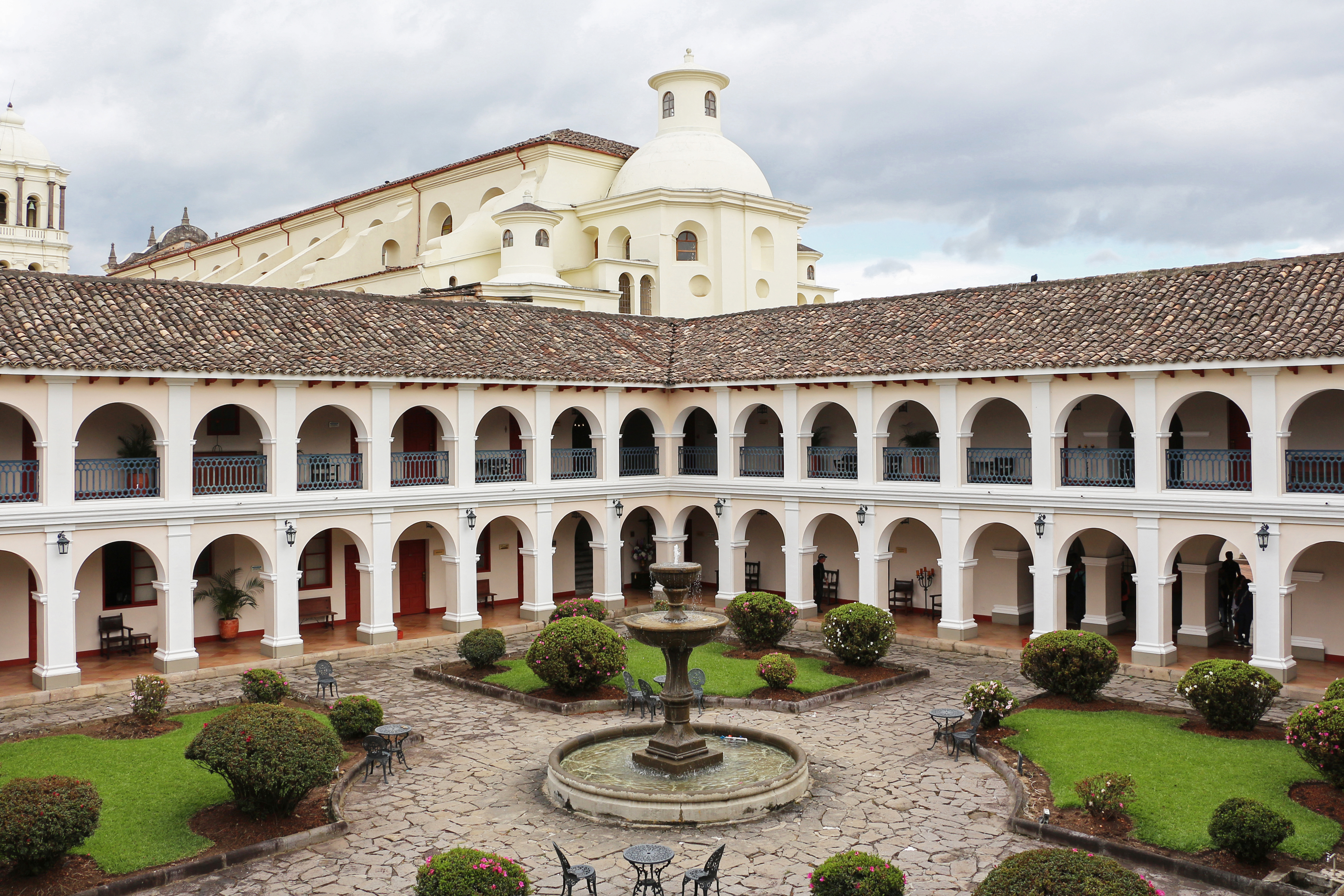
Interior del Antiguo Monasterio, con la iglesia de San Francisco al fondo.

El monasterio se convirtió en colegio de misiones por 1703 bajo el nombre de Nuestra Señora de las Gracias, en esos tiempos el convento tenía una extensión muy grande si contamos las edificaciones con sus ejidos y potreros que llegaban hasta las orillas del río Molino, por esto se le consideraba el conjunto de edificios más grande de Popayán. El claustro de San Francisco fue gravemente afectado por el terremoto de 1736 pero sobre todo su capilla siendo totalmente destruida, comenzando con trabajos de ampliación y restauración no solo del templo sino de todo el complejo en general, por lo que don Pedro Agustín de Valencia donó varios terrenos de su propiedad para este fin, el monasterio perteneció a la Orden Franciscana hasta 1863 cuando fue enajenado por el estado colombiano.
Después de esto se construyó una ornamentada arcada en piedra de frente a la Calle 4 en 1894 por Adolfo Dueñas, posteriormente funcionó en el edificio la Asamblea Departamental del Cauca por varios años hasta 1945 cuando se trasladó para la conversión del convento en un hotel, este proyecto estuvo en manos Hernando Gonzáles que redecoró el interior, construyó la bella fachada neocolonial de hoy en día y destruyó sin reparo la hermosa arcada antes mencionada y reemplazándola por la reja actual, el hotel monasterio no fue tan afectado por el Terremoto de Popayán de 1983 ocasionándole solo unos cuantos desperfectos en su estructura siendo rápidamente restaurados..

#### Claustro de San Sebastián Mártir de la Orden de los Predicadores (Actual Facultad de Derecho de laUniversidad del Cauca)

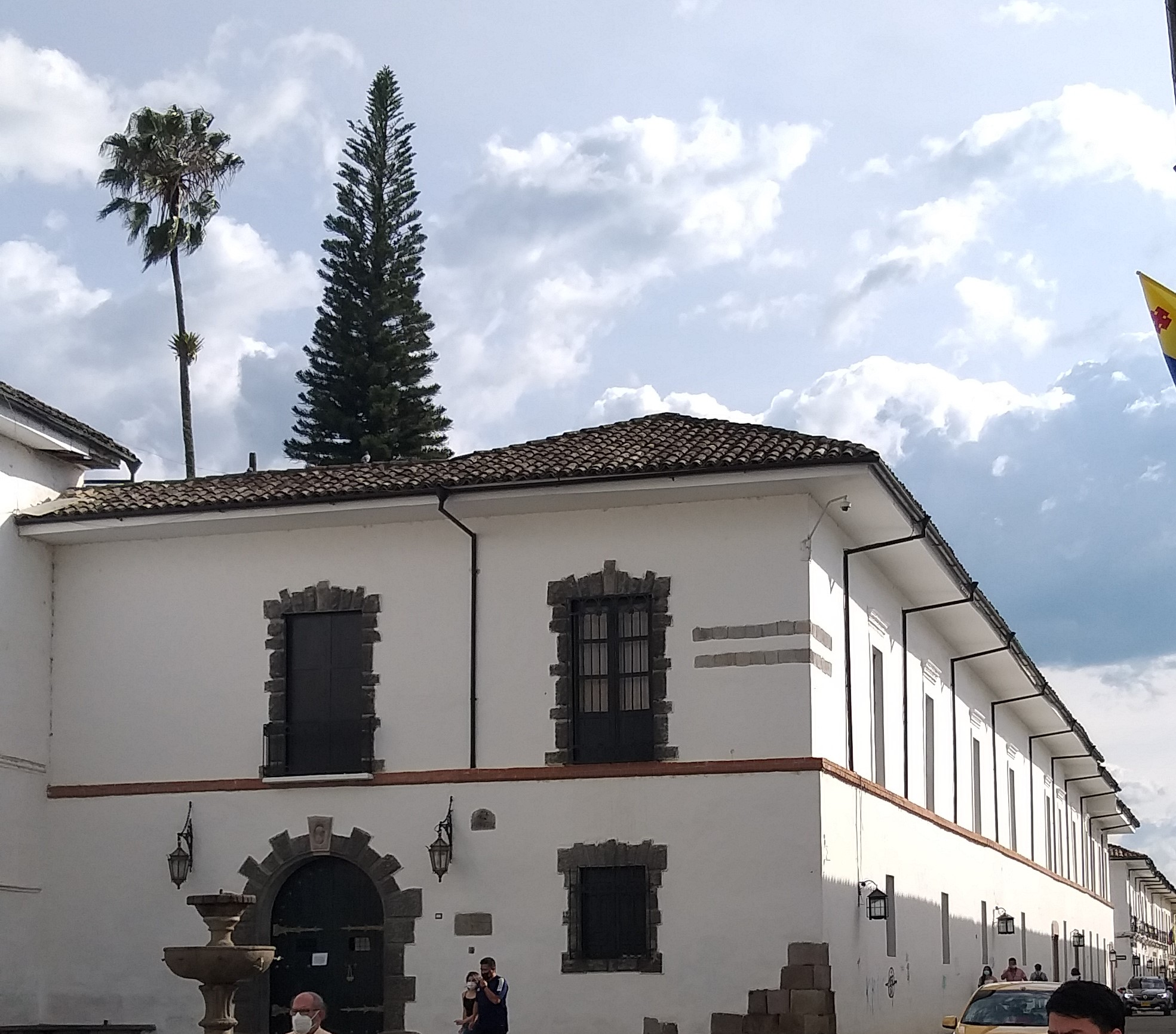
Entrada al Claustro de Santo Domingo con su gran portada en piedra.

Esta emplazado entre las calles del Empedrado, de la Universidad y de la Carnicería (Carrera 5 con Calle 5 y Carrera 4), abarcando casi toda su cuadra a excepción de su Iglesia conventual, la Casa cural y el Paraninfo, es un conjunto imponente y referente insigne de la arquitectura colonial en la región, su magnitud rivalizaba con el convento franciscano en la ciudad, cuenta hoy en día con 6 patios de diferentes tamaños pero de incomparable belleza tanto por su diseño como por las plantas y árboles que adornan su interior, hay que resaltar su valiosa colección de obras de arte sobre todo en el ámbito pictórico de diversas épocas.

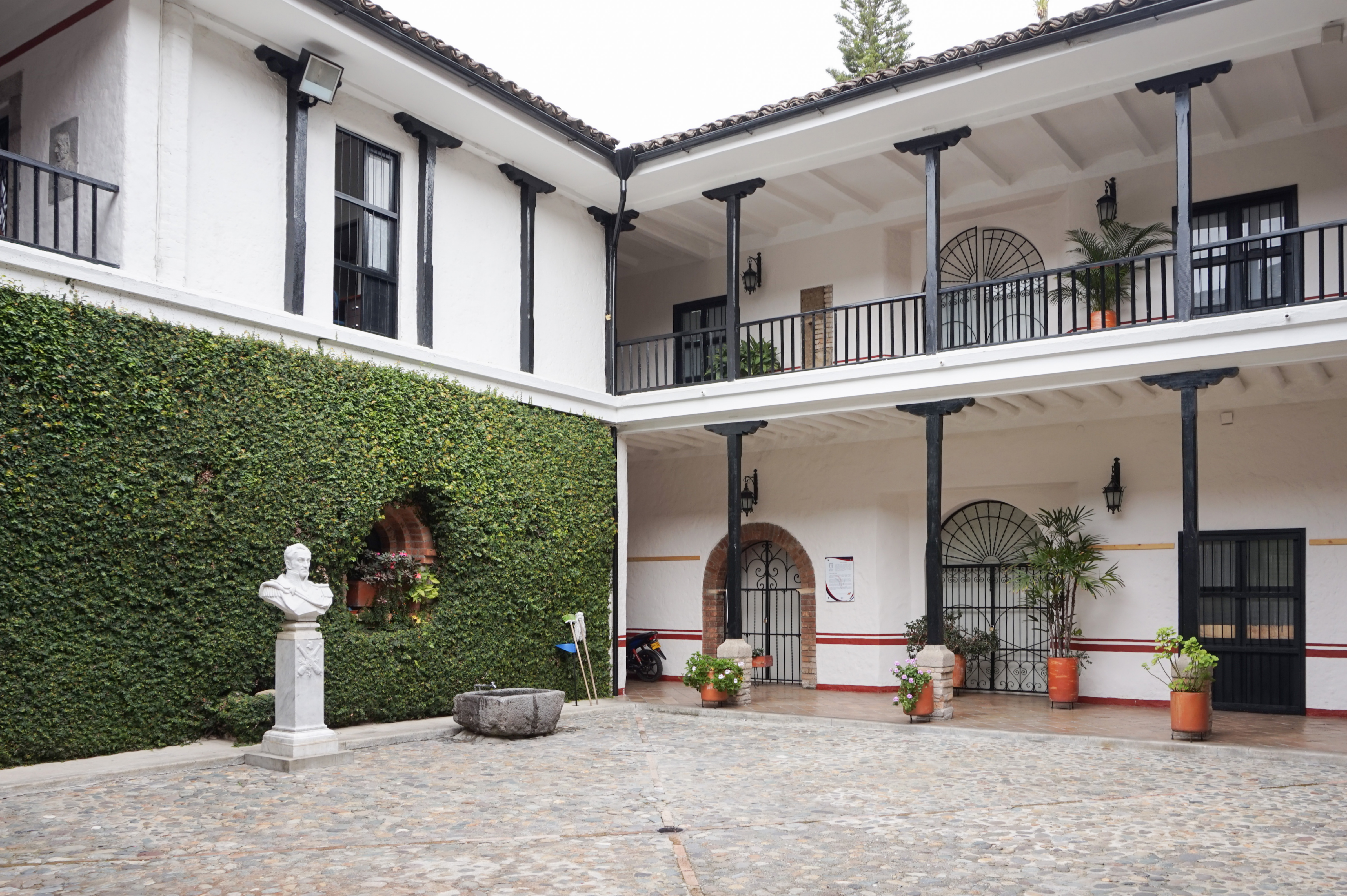
Vista del Patio de Bolívar en el interior del Claustro, con el busto del Libertador en mármol.

La presencia de los padres dominicos en Popayán data hasta antes de 1552 cuando llegan provenientes de España liderados por Fray Francisco de Carvajal, a su arribo a la ciudad no taran en iniciar las obras de una choza de bahareque para el culto de su patrona la Virgen del Rosario y otra para la estadía de los religiosos pero por la fragilidad de los materiales, el conjunto no resiste mucho a los sismos por lo que hubo varias ampliaciones efectuadas en los años siguientes, no fue hasta la destrucción del monasterio en 1736 cuando se construyó el que perdura en la actualidad, más monumental con dos pisos de sólidos muros de tapial, la portada principal de arco de medio punto en piedra que llega por el zaguán hasta el patio principal tipo claustro con corredores sostenidos por pilares de madera en ambos niveles y siendo abastecida por chorros y pozos de agua potable, este convento tenía hasta una huerta en su esquina suroeste donde los frailes cultivaban y obtenían su alimento.
Este claustro perteneció a la Orden de Predicadores hasta el año 1826, cuando los religiosos huyen del continente al darse la total Independencia de Colombia, por lo que la edificación queda en completo abandono hasta que en 1827 por decreto del Libertador Simón Bolívar el antiguo convento pasó a ser la sede de la recién fundada Universidad del Cauca, siendo la Facultad de Derecho hasta el día de hoy. El colosal edificio resistió con buena solidez el Terremoto de Popayán de 1983 habiendo sido afectado unos sectores que ya fueron restaurados.

#### Convento de las Carmelitas (Actual Facultad de Ciencias Humanas y Sociales de laUniversidad del Cauca)

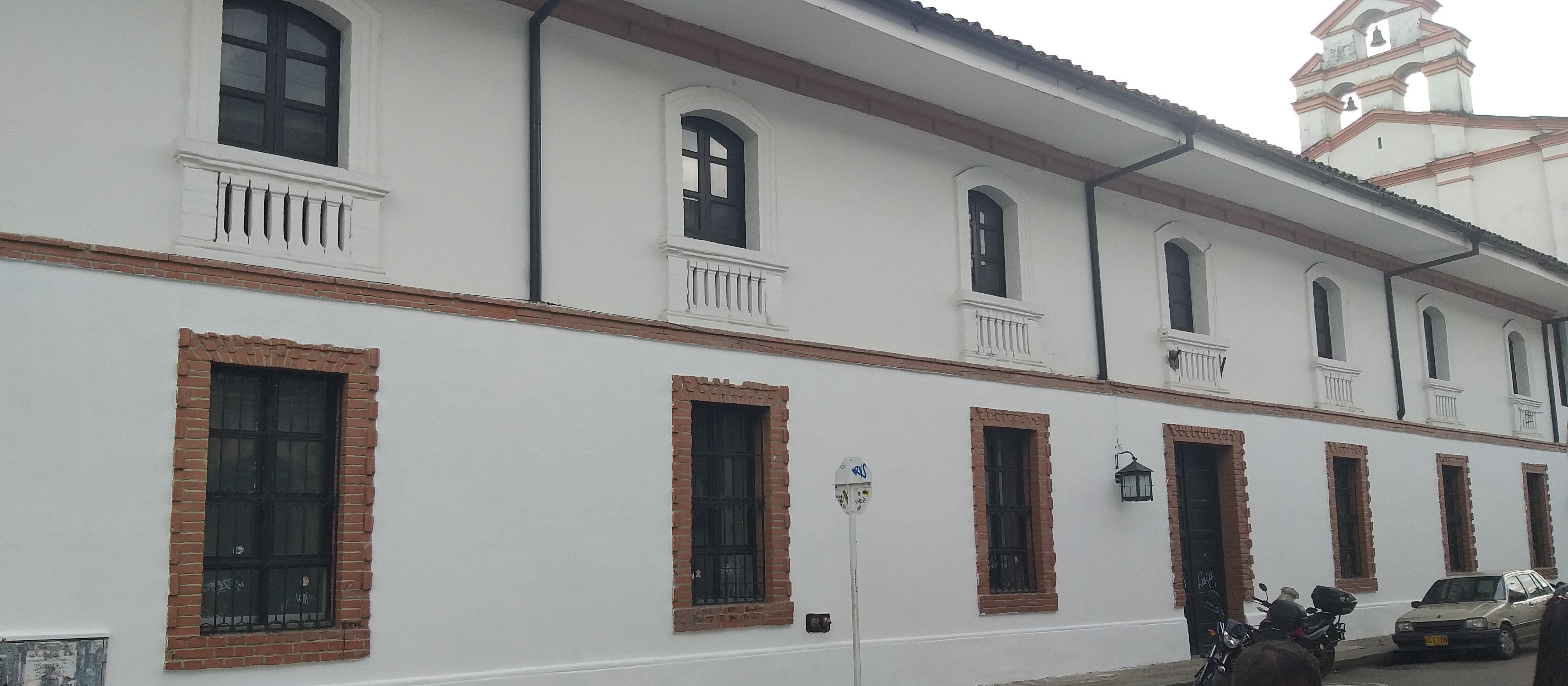
Fachada del Monasterio de los Carmelitas (Popayán)

Este monasterio se localiza entre las calles de la Carnicería, de Santo Domingo y de Los Bueyes (Carrera 4 con Calle 4 y Carrera 3), es uno de los más bellos de la ciudad por sus características arquitectónicas, cuenta con 4 patios muy distintivos por su diseño siendo el principal uno de los más lindos con su pila de agua en cantera labrada y sus jardines, rodeado por sus 40 columnas de forma octogonal que soportan el segundo piso.

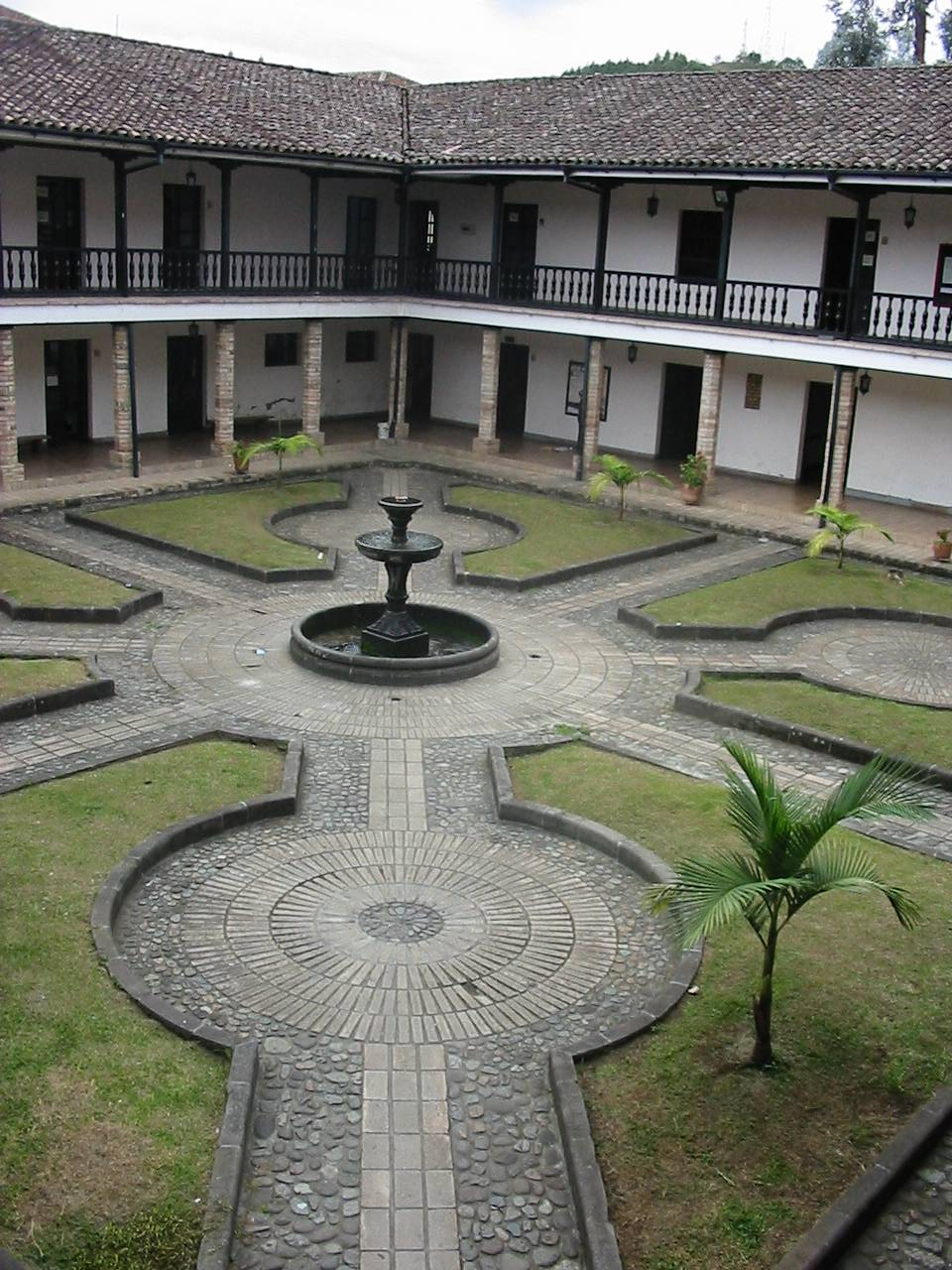
Patio Principal del Monasterio Carmelita

El convento fue fundado alrededor de 1729 por la marquesa de San Miguel de la Vega, doña Dionisia Pérez Manrique y Camberos que beneficio enormemente la misión carmelita en Popayán, en sus inicios fue conocido como Instituto Reformado de Santa Teresa administrado por las monjas, la construcción inició hacia 1730 a cargo del maestro Gregorio Causi que hizo también su iglesia conventual, pero estas obras pararon fugazmente debido al revés que supuso el Terremoto de 1736, el cual averió el monasterio destruyendo parte de su techumbre y de los muros de tapial, al ser terminado el claustro contaba con sus celdas, su pesebrera, el depósito, el comedor de las religiosas y por supuesto su gran huerta que se ubicaba en la parte norte del edificio sobre la calle de La Pamba, actualmente donde está el Palacio Nacional, es de resaltar los bellos balcones que dan hacia la Carrera 4 y la Calle 4 que tiene marco de ladrillo en forma de arco de medio punto con baranda del mismo material, estos rasgos aunado con muchos más elementos del interior, hacen suponer que hubo bastante influencia neoclásica en el diseño del conjunto del Carmen, lo que lo convierten en una joya de la arquitectura colonial de mitad del siglo XVIII.
Este convento fue propiedad de la Orden Carmelita hasta 1863 cuando el gobierno expulsó a la comunidad religiosa, extinguiéndola de Popayán, además confiscó el monasterio convirtiéndolo en bien del estado, no fue sino hasta 1870 cuando se vuelve un colegio para hombres y otro para mujeres por separado, sin embargo esto cambió al ceder la escuela a la Orden Marista lo que hizo que la institución sea destinada solo para varones, esto fue así hasta el año 1952 cuando el convento se hace un bachillerato para damas a cargo de las Monjas Franciscanas que duró hasta 1983 debido al sismo que sacudió la ciudad que debilitó las estructuras del edificio, por lo que fue entregado para su restauración a la Universidad del Cauca que la convirtió en su Facultad de Ciencias Humanas y Sociales siéndolo hasta la actualidad.

#### Claustro de las Monjas de la Encarnación (Actual Sede del Colegio Mayor del Cauca)

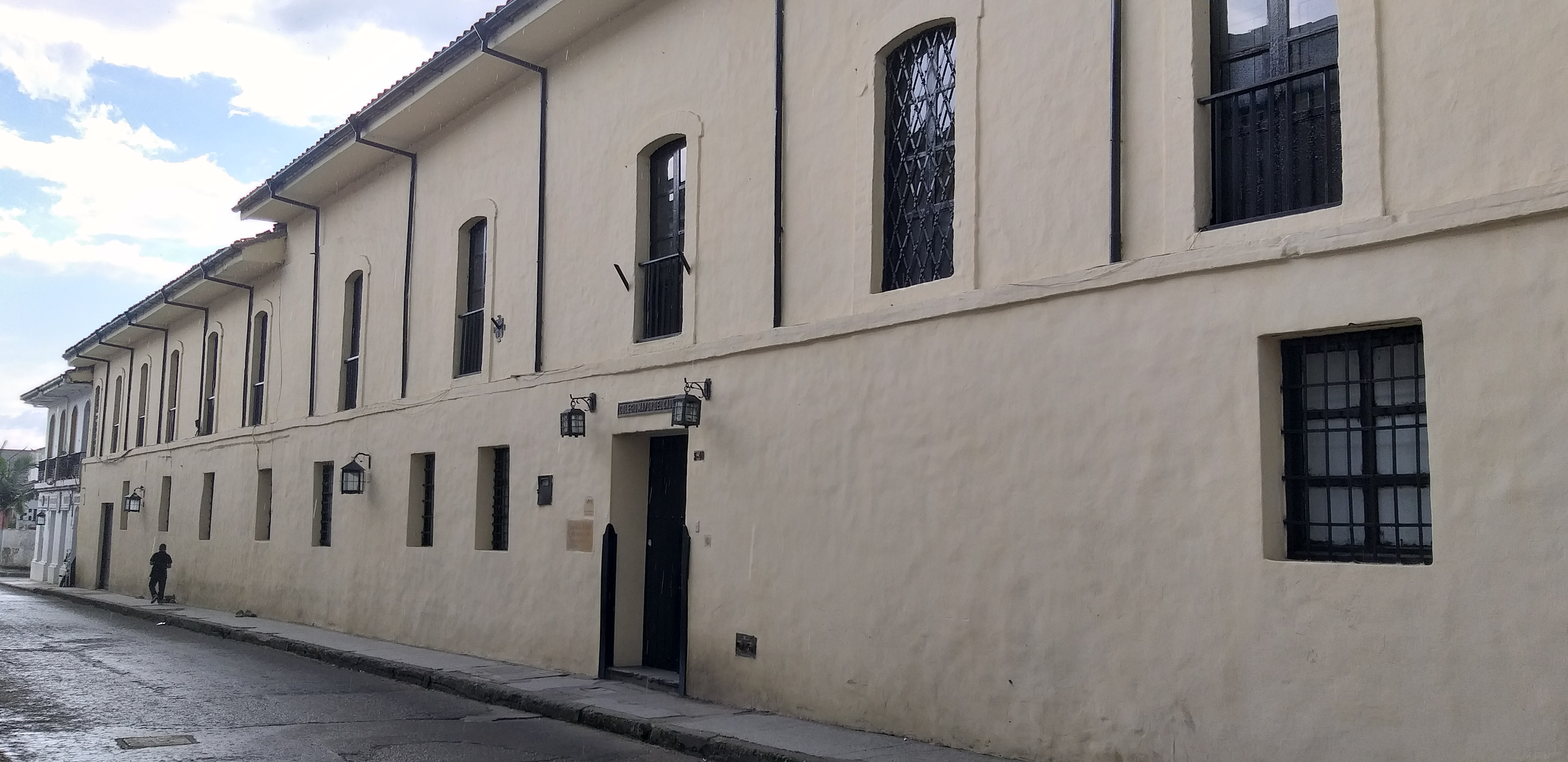
Fachada del antiguo claustro de la Encarnación (Actual Colegio Mayor)

Se encuentra entre las calles del Empedrado, de las Catedrales y el Comercio (Carrera 5 con Calle 5 y Carrera 6), es uno de los edificios más distinguidos de Popayán siendo poseedor de una rica y variada historia que le dio prestigio en toda la región, debido a la secularización del convento fue dividido en varias partes y dada a diferentes propietarios, por lo que actualmente el Colegio Mayor posee la mayor parte del complejo monacal, de este sobresale el bello patio principal empedrado rodeado de una columnata que sostiene el segundo piso con arcos de medio punto rebajados.

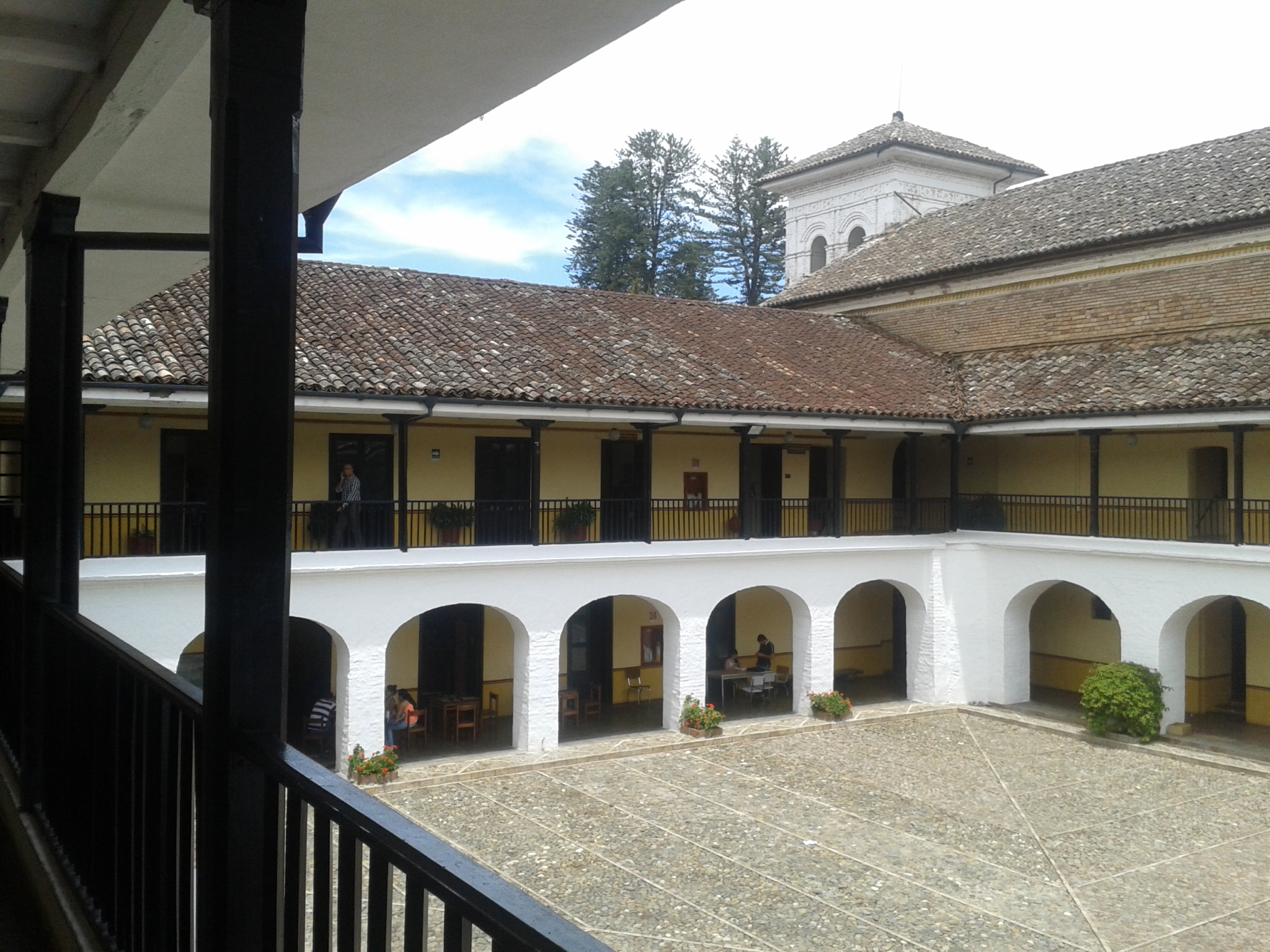
Patio Principal del Claustro de la Encarnación.

La edificación inicial fue ideada y apoyada por el segundo obispo de Popayán Fray Agustín de la Coruña que deseó establecer en la ciudad un convento en el cual puedan tener cobijo desde las hijas de los encomenderos y conquistadores más distinguidos hasta las mujeres más pobres y sencillas de la región, por lo que donó varias propiedades que tenía al oriente de la Plaza Central para este propósito y la custodia del nuevo claustro fue entregada a las Agustinas descalzas, la naciente obra fue en principio una casa muy sencilla de bahareque con una pequeña capilla de paja para el culto, no fue sino hasta después del considerado primer terremoto de la Popayán española en 1564 que la construcción recibió varias ampliaciones, una de estas se desplazó hacia la esquina occidental en la que se levantó un torreón de tres cuerpos cerca de las celdas de las monjas, por esta torre las religiosas tenían una vista privilegiada de la plaza y sus alrededores sin la necesidad de violar el voto de clausura, por esto es que la ciudadanía comenzó a denominarlo como El Mirador de las Monjas.
Hacia finales del siglo XVI, el claustro poco a poco se fue convirtiendo en un colegio para damas sobre todo las señoritas más pudientes de la aristocracia colonial de la ciudad siendo ya más que un simple albergue, por este hecho se suele decir y considerar a este convento como el primer colegio para mujeres de toda Colombia cabe aclarar que esto no se ha confirmado del todo aún, lo que si se tiene muy presente es que esta institución se volvió un polo de enseñanza en la región y hasta en el Nuevo Reino de Granada además de que gracias a los ingresos que generaban los dotes recibidos por las familias ilustres las instalaciones fueron creciendo, hasta que a fines del siglo XVII el complejo adquirió su fisionomía actual e incluso expandió sus terrenos cuando el rey en 1698 les cedió una huerta al sur para el sustento, al ser expropiado este monasterio por el gobierno en 1863 aquellas tierras de labranza sobre la calle de las Cárceles fueron convertidas en una cuadra, la cual sirvió como un mercado improvisado hasta que se construyó a mediados del siglo XX el Centro Comercial Mundo Center o Anarkos, actualmente en ruinas.
Con el Terremoto de Popayán de 1983, la Gobernación del Cauca entregó el claustro en ruinas al Colegio Mayor para su restauración y reedificación la cual ya fue efectuada, siendo su sede principal hasta el día de hoy.

#### Convento de San Agustín (Actual Institución Educativa San Agustín)

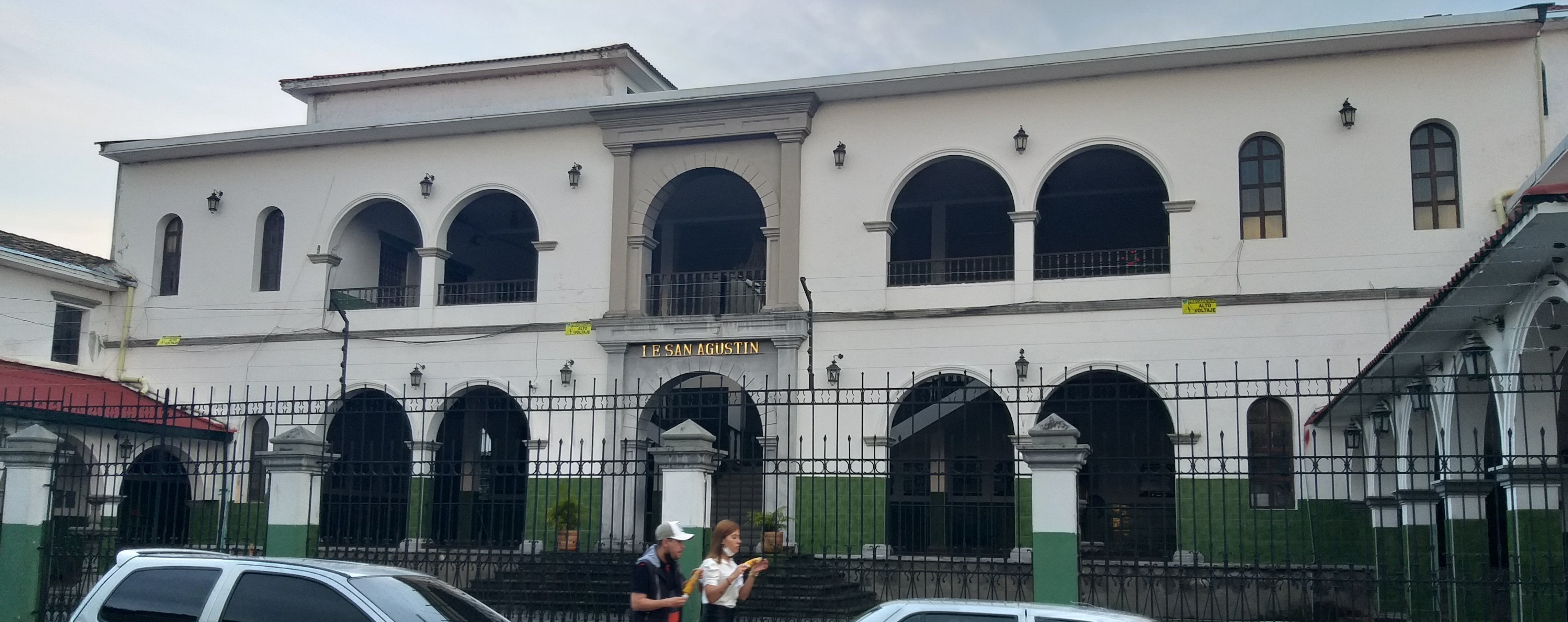
Fachada del Antiguo Convento de los Padres Agustinos en la Calle del Mascarón

Enmarcado entre las calles de El Mascarón, El Achiral, San Agustín y La Cárcel (Carrera 7 con Calle 8 y Carrera 6 con Calle 7), actualmente ocupa casi toda su cuadra a excepción de la iglesia conventual, la casa cural y unos locales comerciales, por lo que es un edificio colosal por su extensión, es además un bello ejemplo de la arquitectura monacal colonial de mediados del siglo XVIII contando en sus inicios con alrededor de 3 patios de estilo andaluz rodeado de arcos, la fachada principal del convento se ubica hacia el occidente sobre la calle de El Mascarón siendo esta de una gran belleza con sus dos pilas de agua en su explanada.

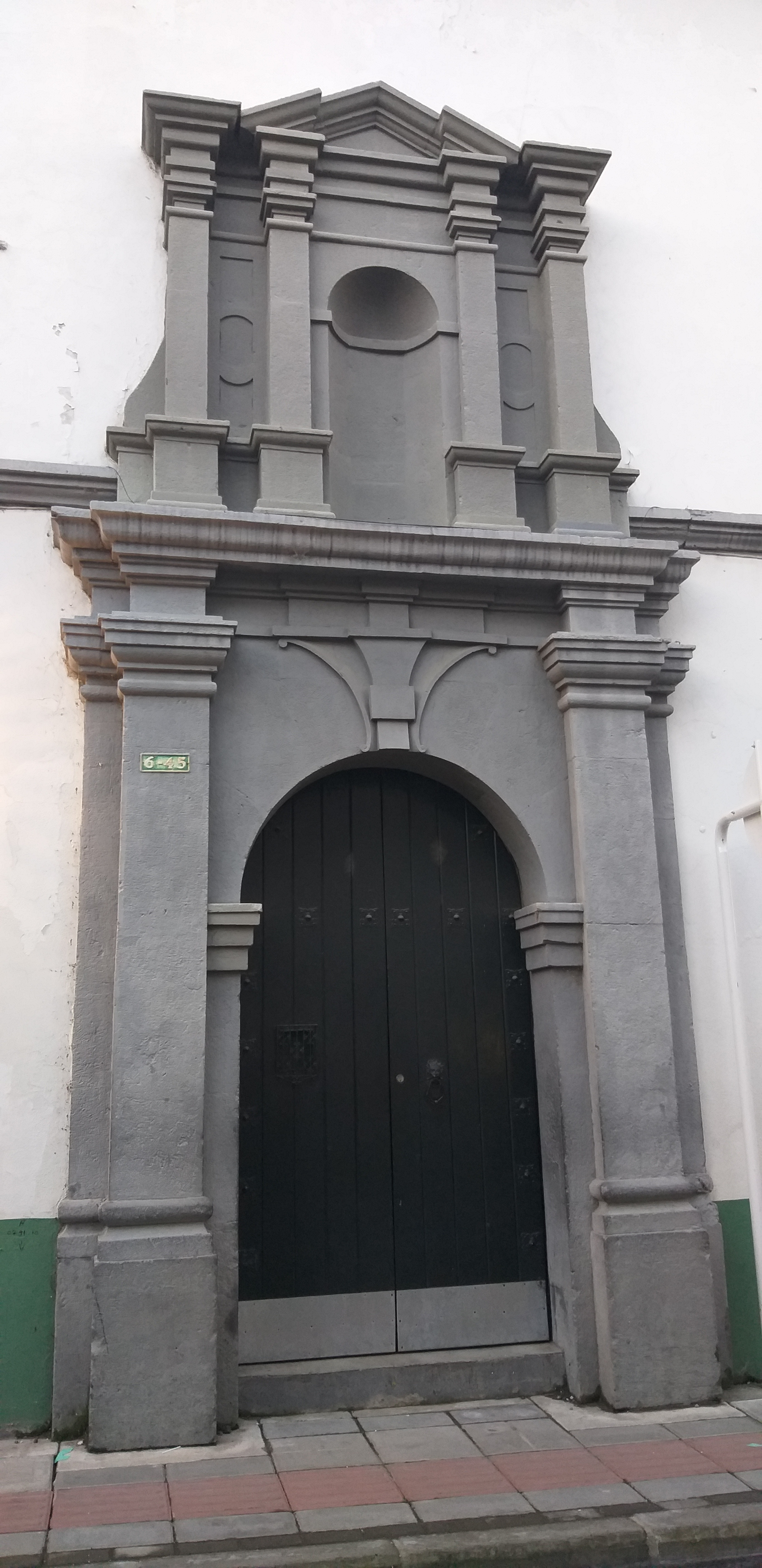
Portada con una hornacina neoclásica sobre la calle de Las Cárceles

La Orden de San Agustín llega a Popayán hacia fines del siglo XVI, para el establecimiento del monasterio se donan unos terrenos al sur de la Plaza Principal de la ciudad siendo esto decretado por medio de una Real Cédula, fue Fray Jerónimo Escobar quien promovió la construcción de las primeras edificaciones fueron bastante sencillas de bahareque y tierra pisada este conjunto incluido el pequeño templo no soportaron el Terremoto de 1736 que las redujo a ruinas, por estos hechos se encargó personalmente de su reedificación la marquesa de San Miguel de la Vega, doña Dionisia Pérez Manrique y Camberos se consta que ella trajo a Popayán al maestro Gregorio Causi para reconstruir las iglesias de El Carmen, Santo Domingo y San Agustín con sus conventos respectivos además de aportar a la construcción cerca de 10000 pesos para las obras, a pesar de todo esto, la culminación del proyecto se vio entorpecida por la lentitud y la utilización de componentes para la construcción de mala calidad.
No obstante, se terminó una edificación imponente de dos pisos hacia el lado norte y de tres plantas en su parte sur debido a la inclinación del terreno, contaba además con una huerta para la agricultura en su esquina sureste para el abastecimiento de los monjes, es de remarcar también las dos bellas portadas de acceso sobre la Calle 7, la primera y la más grande contiene una hornacina encima de la puerta con arco de medio punto, la segunda a pesar de ser pequeña es muy destacable por su frontón triangular que corona el arco de ingreso, en ambos portales se nota bastante la influencia del Neoclásico en la Popayán de esos tiempos. El monasterio de San Agustín como casi todos los de la ciudad, fue enajenado por el estado en 1863 y dedicado a funciones de docencia y enseñanza, no fue hasta mitad del siglo XX cuando las Hermanas Vicentinas se adueñan del viejo convento y lo amplían, construyendo sobre el antiguo huerto nuevas instalaciones y estableciendo así el claustro como sede de la Institución Educativa San Agustín hasta el presente. 

#### Convento de la Congregación de los Hermanos Marista (Actual sede de la Fundación Universitaria de Popayán)

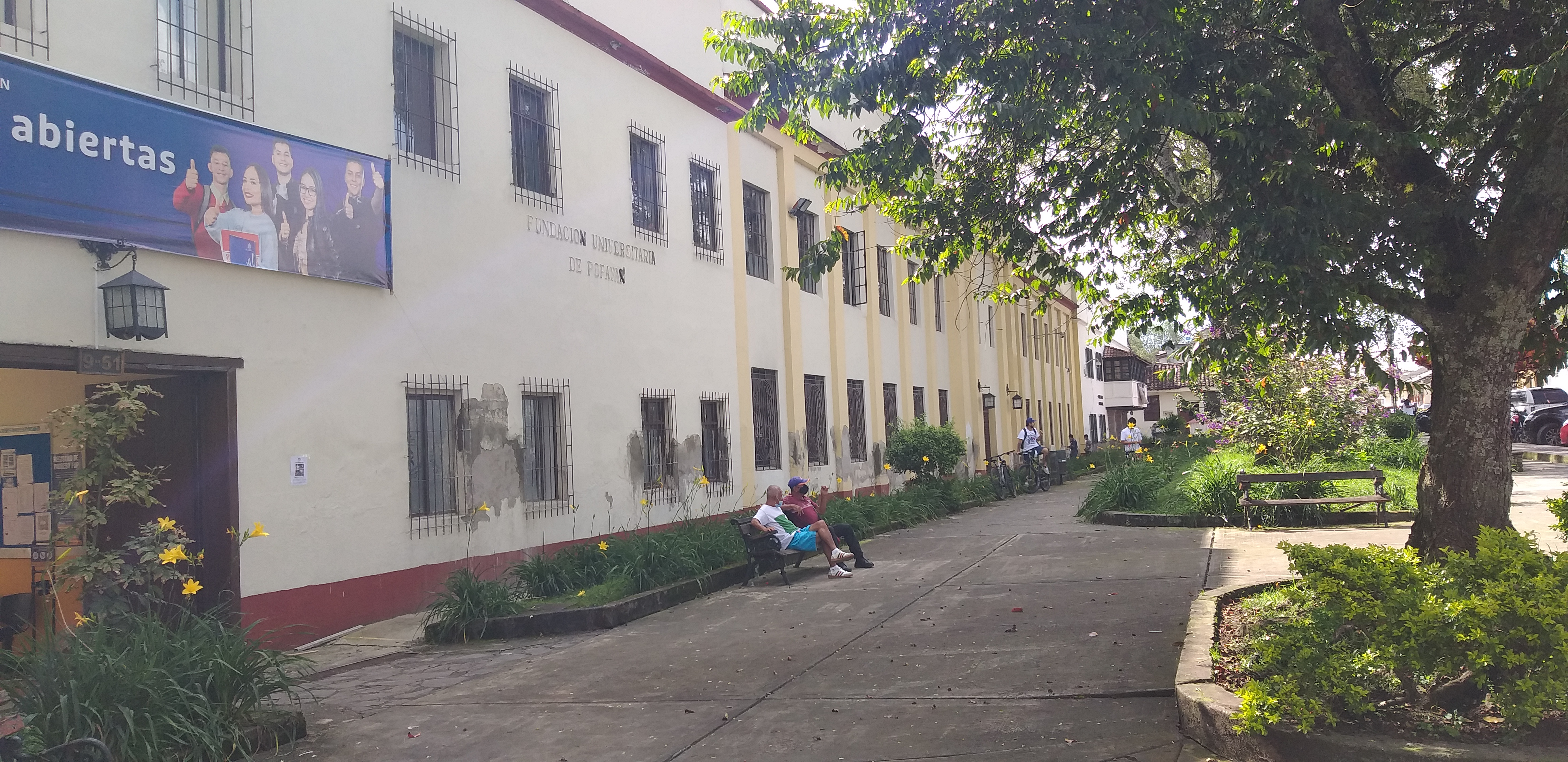
Fachada del antiguo convento neogótico de San Camilo.

Se ubica entre las calles de San Camilo, El Achiral (Carrera 9 con Calle 8) y por la Calle 9 al sur, destaca por no pertenecer a la arquitectura colonial española típica de Popayán sino ser de estilo neogótico de construcción mucho más moderna, al día de hoy cuenta con cuatro patios grandes y amplios con vegetación y ornamentación escultórica, siendo un conjunto bastante extenso si incluimos a la hermosa capilla del claustro dedicada a Nuestra Señora de las Mercedes.

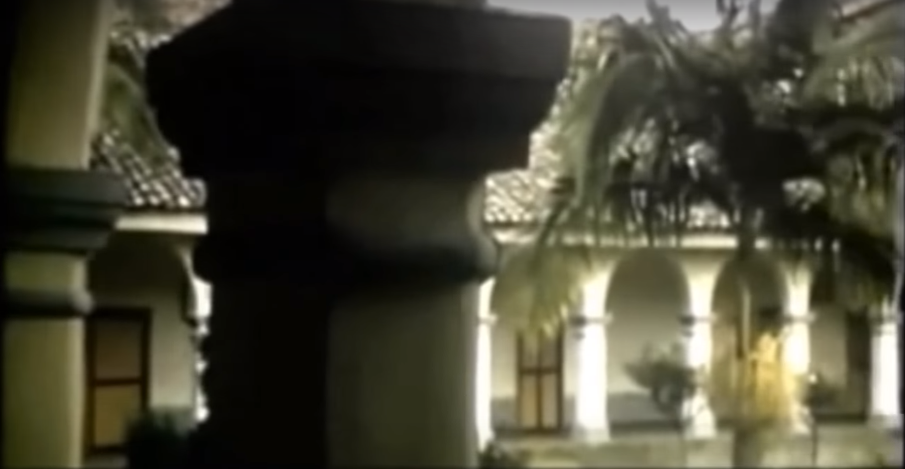
Antigua foto del interior del convento camiliano en la década de los 40

Por la gran devastación que supuso el Terremoto de 1736, la ciudad tuvo que reacomodar varios de los servicios públicos que ofrecía en esos tiempos siendo uno de los más importantes la salud, por lo que el obispo de Popayán hizo traer desde España a los padres camilianos para que se instalaran en la ciudad, al llegar estos, les fueron donados unos solares al suroeste del núcleo urbano con sus potreros en un área conocida como El Achiral donde comenzaron la construcción del claustro, además de una capilla para el culto siendo inaugurado el conjunto hacia 1767 con una misa, después de haberse establecido con éxito los religiosos se encargaron con gran esmero de la administración del Antiguo Hospital del Humilladero ubicado al norte del río Molino, también se inició a arraigar la devoción al Santo Cristo de la Buena Muerte tanto a enfermos como a la población en general; todo esto cambió en 1821 cuando la orden tuvo que ser expulsada de la ciudad por las guerras de Independencia de Colombia ya que todos los sacerdotes eran de origen español, por lo que el estado confiscó y expropio el monasterio pasando a ser bien del gobierno.
Hacia comienzos del siglo XX, el antiguo claustro fue vendido a la Comunidad Marista, por lo que estos emprendieron un proceso de ampliación y mejora a las instalaciones en 1928, destruyendo en su totalidad el viejo convento de una sola planta con arcos de medio punto que rodeaban los patios y la hermosa capilla colonial hacia los años 50 y construyendo en su lugar un complejo de estilo neogótico de 6 patios con diferente extensión el cual se empezó a conocer como Villa Marista, después de haber inaugurado el recinto este sirvió como albergue para la orden hasta 1976 cuando los maristas venden las edificaciones al Ministerio de Trabajo los que dividen en dos el predio, la parte occidental fue destinada para el Fondo Rotatorio del Ministerio de Justicia (Actual Palacio de Justicia) y la oriental para ser el Instituto de Seguros Sociales siendo después adquirida por la Fundación Universitaria de Popayán para ser una de sus sedes.

#### Casa de Jacob

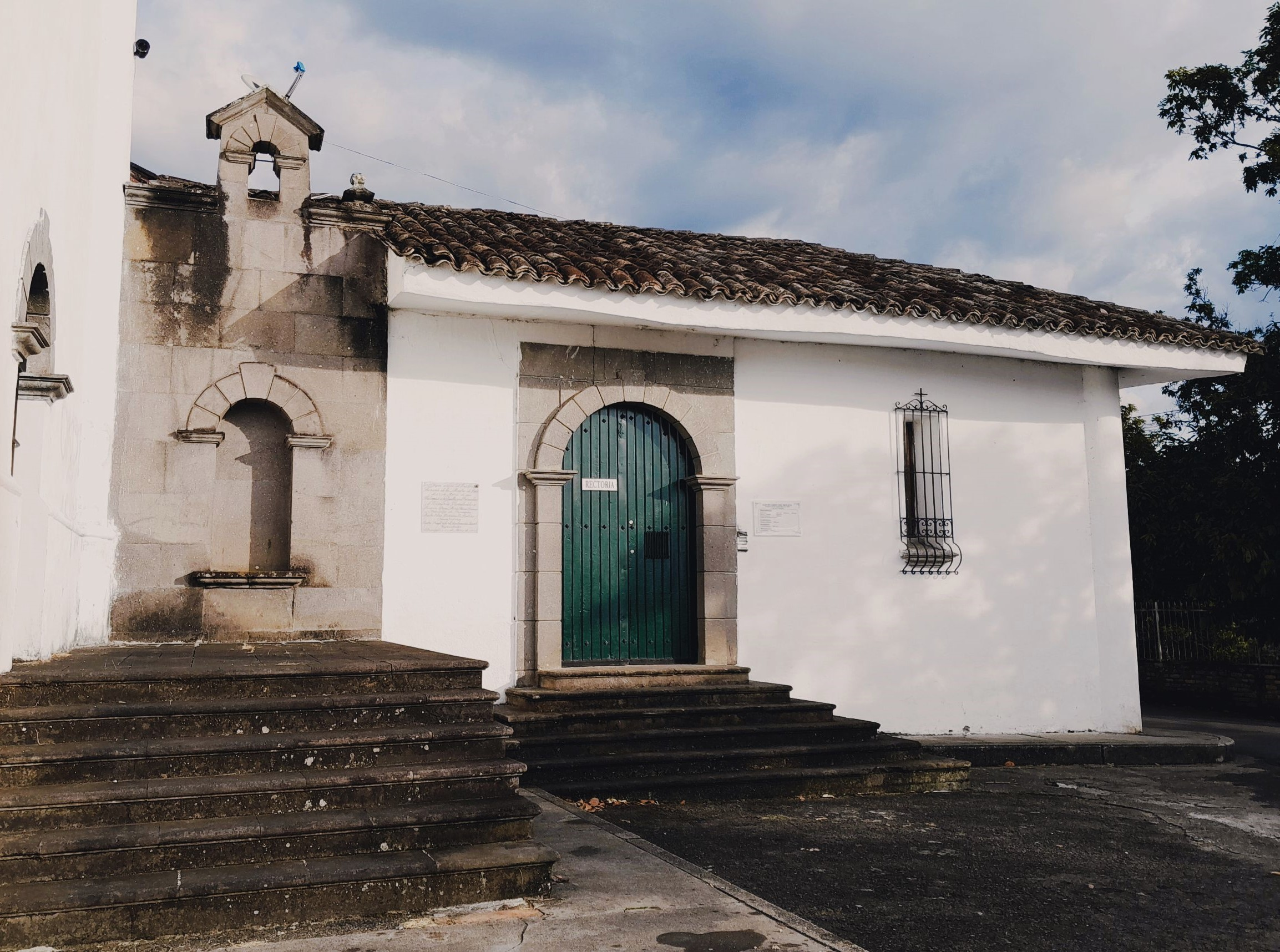
Fachada de la actual Casa de Jacob

Está emplazada hacia el costado septentrional del Santuario de Nuestra Señora de Belén, sobre la Carrera 7 Norte, en la cima de la colina homónima, es un edificio de estilo colonial de una planta y dos patios centrales, cuenta en su fachada occidental a su lado izquierdo con una hornacina coronada por una espadaña de un arco, todo elaborado en piedra. Tiene una sola entrada central enmarcada por una portada en cantera de forma de arco de medio punto y una sola ventana a su diestra, mientras que en la fachada sur están distribuidas 9 ventanas más.
Este edificio data su origen hacia fines del siglo XVI e inicios del XVII donde se ubica el inicio de la tradición de construir un pesebre en una choza pajiza a cargo de los vecinos de El Altozano, La Pamba y Machángara (Actual Lomas de Cartagena), cada año en el mes de diciembre subían los feligreses por entre un camino sinuoso formado en la ladera de la colina que ya era denominado desde ese entonces como ''Los Quingos de Belén''. Ya en la cima se rezaba en torno al pesebre, la novena de aguinaldos entonadas con villancicos y acompañados por la tradicional chirimía.
Sin embargo, en el año de 1679 el liberto comerciante adinerado don Juan de Velasco junto con su esposa doña Gerónima de Velasco y Noguera, adquirieron los terrenos donde se ubicaba la choza pajiza y no fue sino hasta 1681 que comenzaron las obras de una capilla.Concluyéndose en 1689, dedicándose bajo la advocación de Nuestra Señora de Belén, siendo confiada la administración del templo y la casa adyacente a los padres carmelitas.

## Patrimonio civil

### Edificios y Lugares Cívicos.
Popayán fue desde sus inicios una ciudad muy importante en la región, por lo que siempre tuvo la distinción de ser capital de las muchas divisiones político-administrativa que variaron a través del tiempo tanto en extensión como al estado o país al cual pertenecían, desde la primera que fue la provincia de Popayán hasta la creación del actual Departamento del Cauca en el año 1910, la ciudad blanca mantuvo una constante importancia y producto de su relevante estatus, se instalaron en ella diversos edificios de poder público y privado o cívico que dejaron unas hermosas muestras en bienes patrimoniales las cuales algunos se conservan hasta la actualidad.

#### Plaza Central de Popayán. (Parque Caldas)

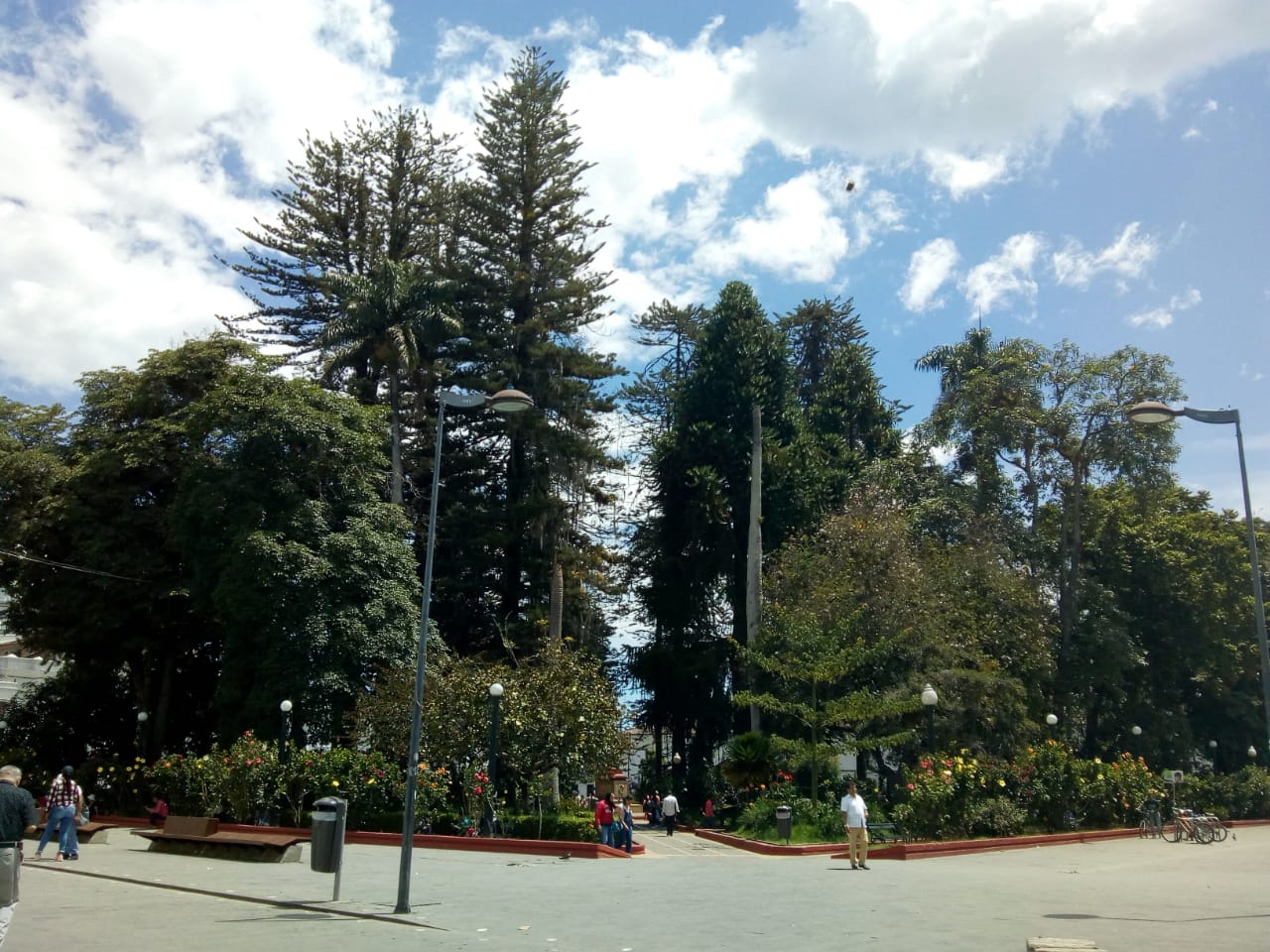
Parque Caldas con sus frondosos árboles de gran altura que engalanan su belleza.

Enmarcado por las calles del Humilladero, de las Catedrales, del Reloj y de San Francisco (Carrera 6 con Calle 5 y Carrera 7 con Calle 4), es y ha sido el centro social y cultural más relevante del centro histórico y de Popayán en si desde sus inicios hasta ahora, cuenta en su extensión alrededor de 10000 metros cuadrados contando en sus alrededores los edificios y sedes más importantes para la ciudad y el departamento tanto en el ámbito político como religioso por ejemplo la alcaldía, la catedral y la gobernación entre otros.

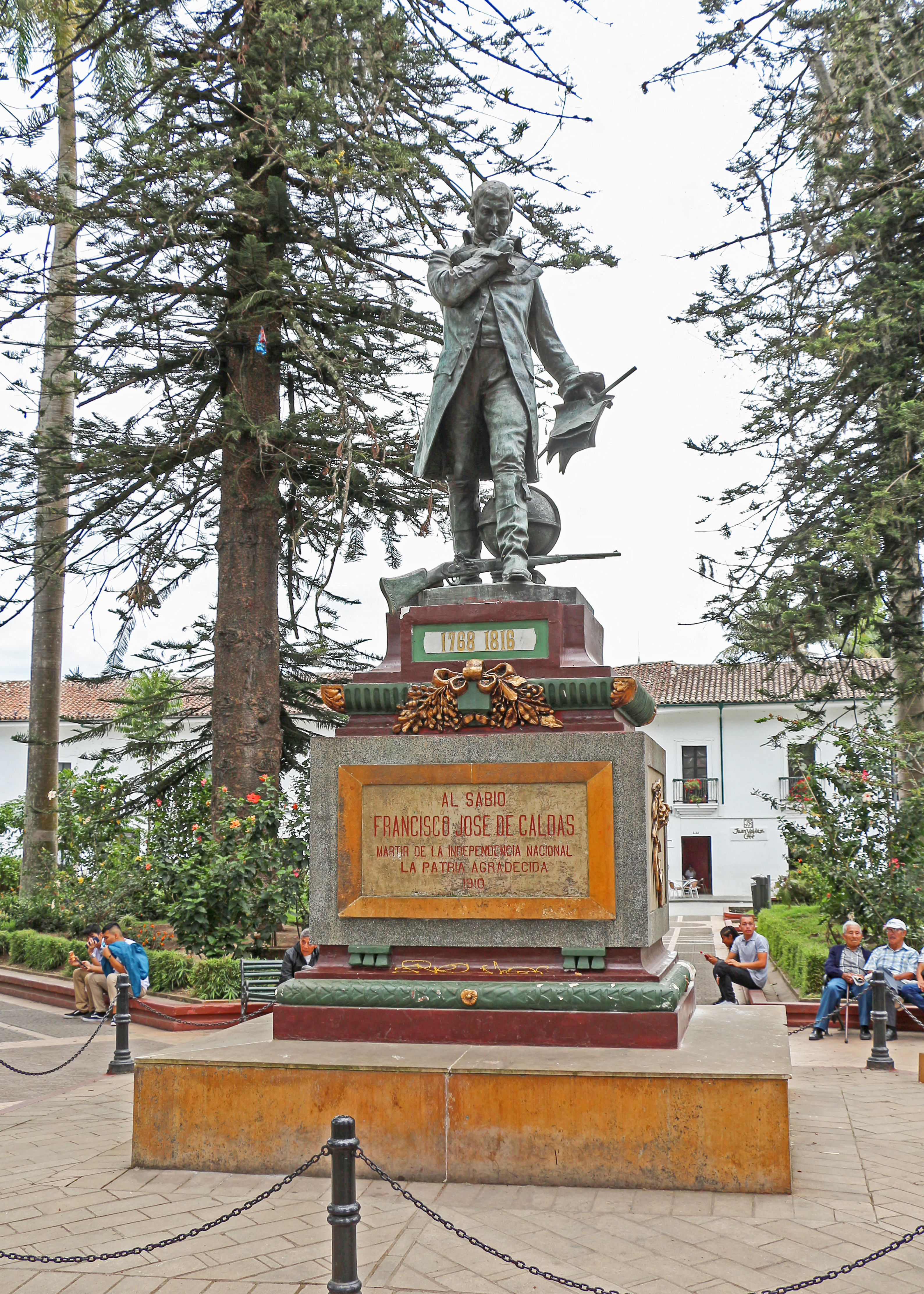
Estatua del prócer Francisco José de Caldas situada en el centro del Parque que lleva su nombre (Popayán)

Cuando el primitivo poblado asentado en las faldas del Cerro de la Eme se desplazó a los valles occidentales, se vio necesario construir una plaza de armas como era típico en las urbes españolas por lo que se trazó la rudimentaria explanada la cual empezó a ser utilizada como mercado, mientras tanto los linajes aristocráticos se repartían los terrenos aledaños para levantar sus lujosas viviendas coloniales, hacia 1538 se instaló en el centro del futuro parque un cepo donde fueron decapitados los españoles Jorge Robledo y Álvaro de Oyón, este patíbulo permaneció en ese lugar hasta 1766 cuando fue reemplazado por un chorro, durante la era de la independencia y el régimen del terror en este sitio fueron ejecutados varios patriotas por órdenes tanto de Pablo Morillo como de Simón Bolívar entre los que destacan José María Cabal, Agustín Agualongo, Carlos Montufar, Mariano Matute y José María Quijano, entre otros.
En 1805 el viejo chorro fue cambiado por una pila de agua en piedra la cual fue llevada al municipio de Timbío en 1910, para disponer la actual escultura de Francisco José de Caldas del maestro Raoul Verlet en conmemoración del centenario de la independencia, en aquella ocasión también Guillermo Valencia pronunció una de sus magnas oraciones en homenaje al Prócer, además que se plantaron los árboles que hoy adornan el parque y se instalaron las bancas de origen francés quedando todo este conjunto cerrado por una verja de hierro y siendo iluminado por unas bellas lámparas que aún persisten pero la reja fue removida en 1940 por trabajos de pavimentación, en este estado perduró el parque hasta que desde el año 2010 se consolidó el proyecto para modificar los entornos de la plaza con una inversión de más de 2300 millones de pesos financiados por FONADE y con el aporte de 550 millones de la Alcaldía de Popayán, se completaron y entregaron las nuevas obras de ampliación, ornato y embellecimiento del área peatonal del parque.

#### El Morro de Tulcán.

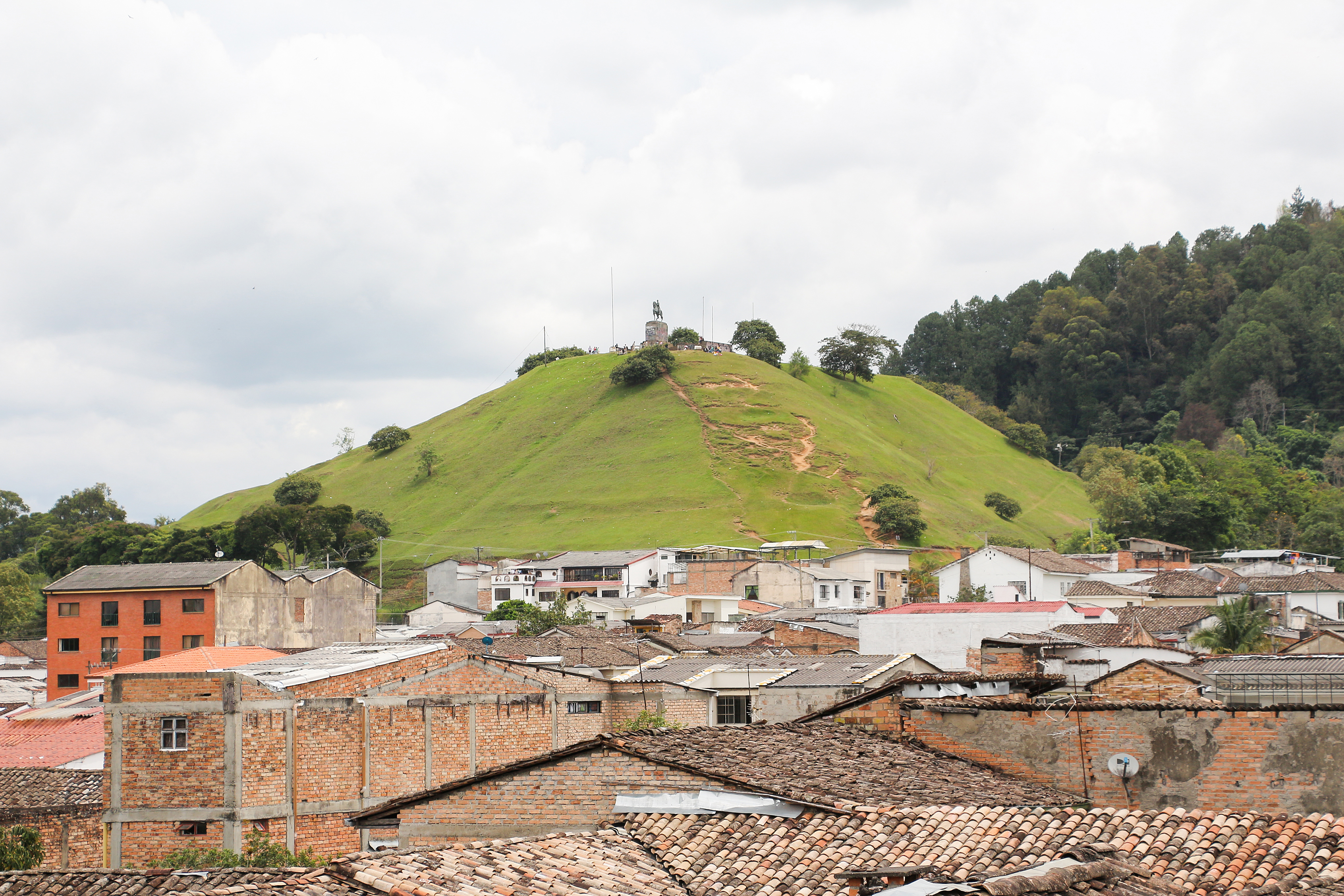
El Morro de Tulcán sobresaliendo de entre el centro histórico de la Ciudad.

Se ubica al extremo noreste del centro histórico en el barrio Caldas, consiste en una pirámide en parte natural y en parte artificial de 80 m de alto datada su construcción de al menos aproximadamente entre los años 800 d. C. y el siglo XIII d. C. durante el periodo conocido como de las ''Sociedades Cacicales Tardías". Pubenence.

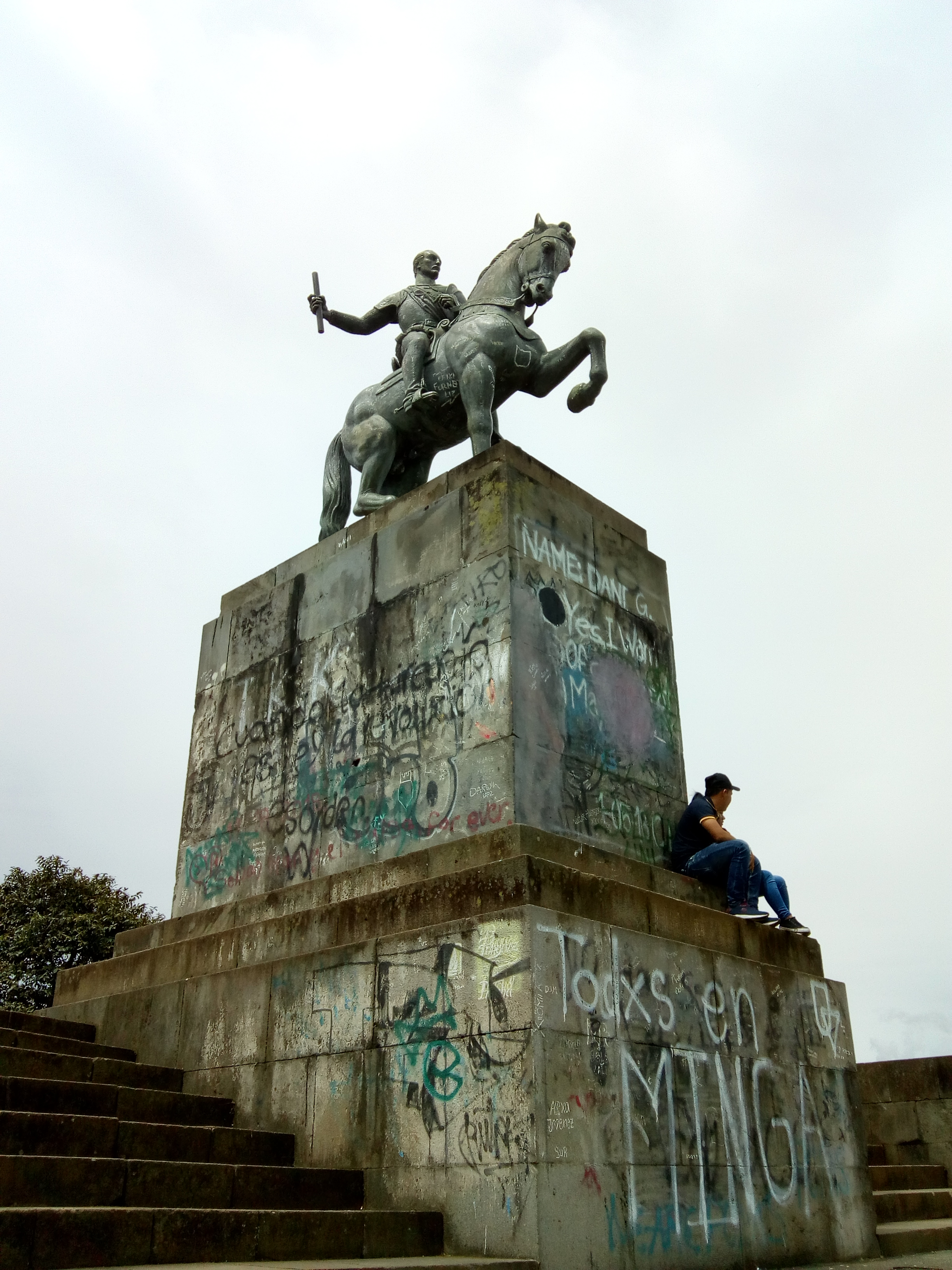
Estatua ecuestre de don Sebastián de Belalcázar fundador de Popayán que se erigía en la cima del Morro.

Este sitio se cree que fue usado para ceremonias rituales e incluso funerarias gracias a los hallazgos encontrados durante las excavaciones llevadas a cabo por la Universidad del Cauca en julio de 1957 bajo la dirección del antropólogo colombiano Julio César Cubillos Chaparro. Se cavaron 13 trincheras donde fueron hallados caminos de piedra, tapizado de canto en la parte superior de la pirámide, escalones y tumbas. Inclusive conchas marinas y piedras preciosas de otros sitios de Colombia y de otras regiones del continente.. Por lo que se concluyó que hubo un lago ya sea artificial o natural que rodeaba la pirámide. Según César Cubillos en torno a esta pirámide existió una cultura muy sofisticada para la época.
A inicios del siglo XX algunos intelectuales payaneses de entre los que se encontraba Guillermo Valencia proyectaron la erección de una estatua del ''Cacique Pubén'' en la cima del Morro que simbolizaría a los pueblos originarios de la región, dicha obra se le encargó al hábil artista Rómulo Rozo pero por razones desconocidas esta desapareció sin que se sepa hasta el día de hoy su ubicación, por otro lado hacia 1940 se ordenó destruir la cúspide de la pirámide y construir el pedestal actual para una escultura del conquistador español Sebastián de Belalcázar fabricada por Victorio Macho en reemplazo a la del cacique, en protesta a estos hechos el poeta Guillermo Valencia se pronunció diciendo: "hay que dejar a los necios con sus necedades; de una obra de arte hicieron un pisa papel". La polémica estatua fue derribada el 16 de septiembre de 2020 por manifestantes de la etnia Misak como un acto simbólico de reivindicación histórica.

#### Palacio Municipal de la Alcaldía de Popayán. (Antigua Casa delCapitán Don Pedro de Velasco)

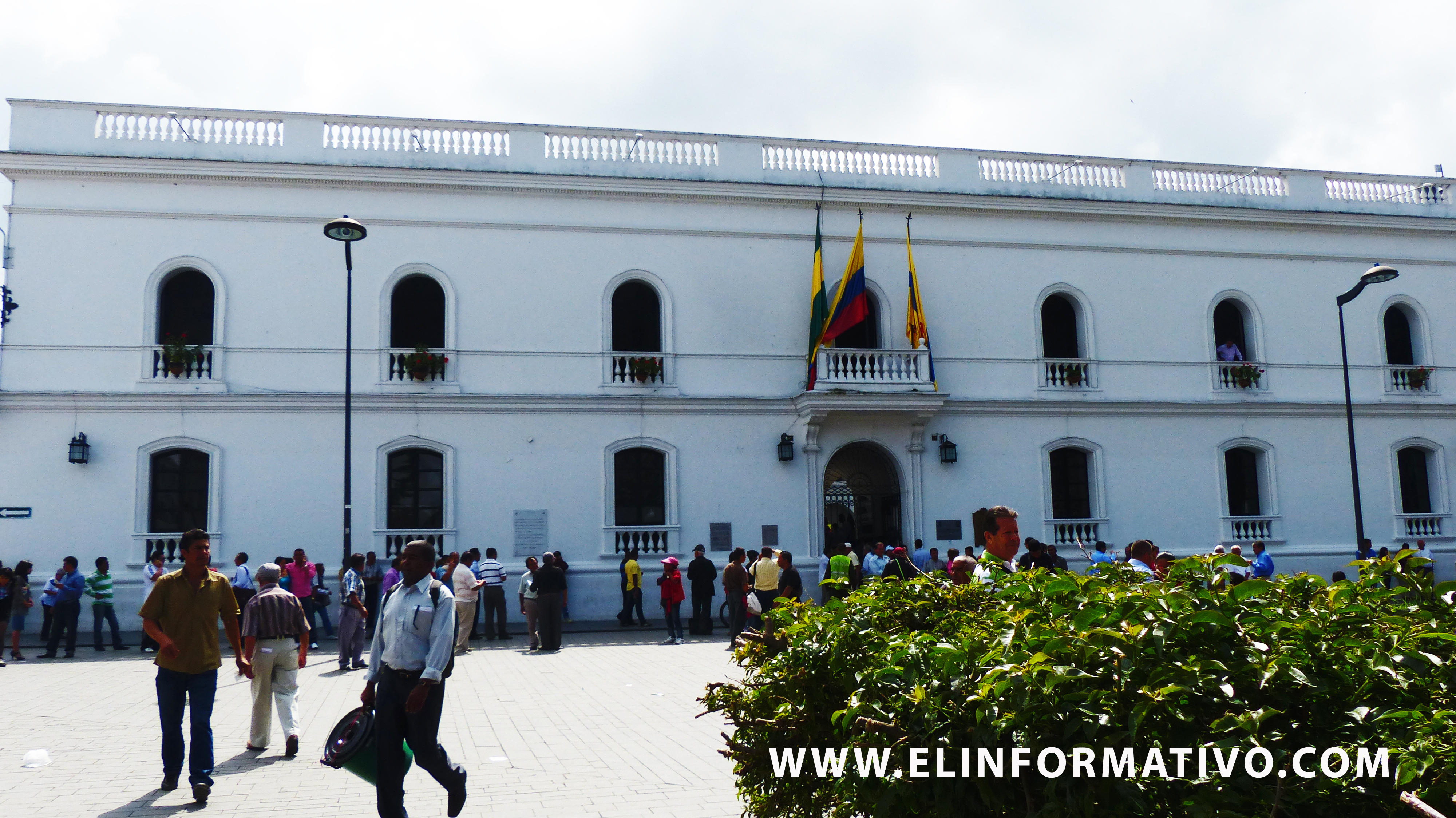
Casa Municipal de Popayán

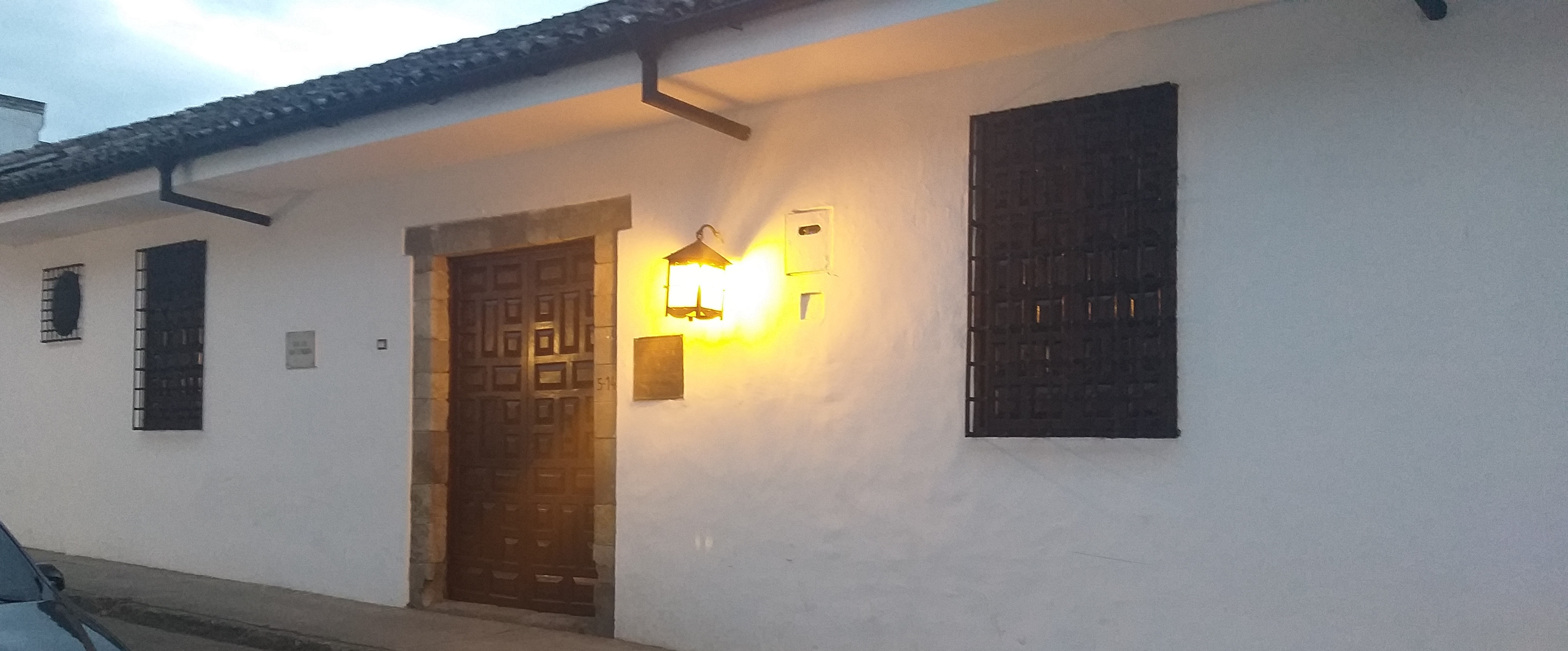
Portal y fachada de la Casa Museo Mosquera.

Se encuentra en la esquina noreste del Parque Caldas sobre las calles de El Humilladero y Santo Domingo (Carrera 6 con Calle 4), es la sede del Alcalde de la ciudad y de su gabinete, el edificio cuenta con una fachada muy particular de dos plantas en estilo republicana alejado del colonial español tradicional, el frontis cuenta con ventanas en el primer piso enmarcadas con arcos escarzanos y en el segundo con arcadas de medio punto además de tener un balcón central sobre la portada de acceso y una baranda de balaustre que corona la cima de la edificación.

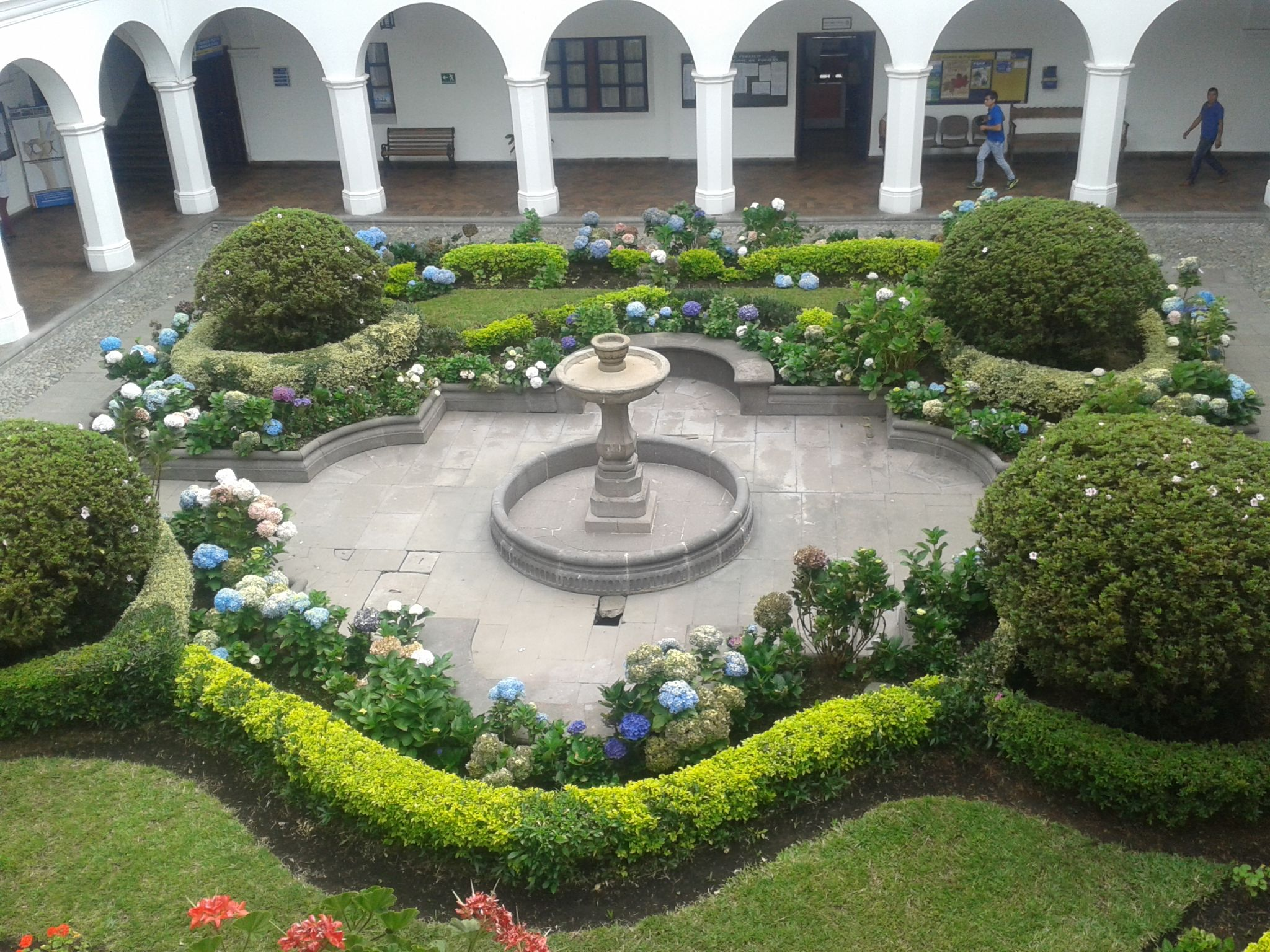
Patio Central del Palacio de la Alcaldía de Popayán

Con el establecimiento efectivo del poder español en Popayán, se comenzaron a dividir los solares y tierras para la construcción de las viviendas y dependencias que la naciente urbe necesitara, el lote de la actual alcaldía se dedicó desde el inicio para ser la Casa Municipal por lo que en principio se construyó una sencilla casa pajiza de un piso para suplir las funciones que le fueron asignadas este inmueble quedaba cerca de la casa del conquistador Sebastián de Belalcázar y el capitán don Pedro de Velasco recibió la propiedad de este lugar, luego de su muerte en 1571 sus descendientes fueron ampliando la edificación hasta que terminó siendo una casona de dos pisos con gruesos muros de tapial, también con una portada en piedra para la entrada principal, un patio son una pila de agua en el centro y rodada de arcadas con techumbre en teja.
La casa permaneció casi sin modificaciones drásticas, hasta que en el año 1909 un fuerte sismo azotó la ciudad, lo que dejó al edificio en pésimas condiciones por lo que fue reconstruido pero en estilo ecléctico, el cual era muy popular por esos días en Bogotá, la nueva alcaldía contó con dos columnas de gran grosor flanqueando el arco de entrada, estas a su vez sostenían un balcón el cual tenía en su cima un bello frontón triangular, las ventanas del segundo piso estaban coronadas por frontones tripartitos y semicirculares intercalados entre sí y contaba también con franjas horizontales paralelas en bajorrelieve que adornaban las paredes de la fachada, todos estos elementos fueron eliminados durante la restauración del palacio después del fatídico Terremoto de Popayán del año 1983, el cual hizo colapsar su esquina noroeste y parte del techo, quedando la construcción como luce hoy día.

#### Palacio de la Gobernación del Cauca. (Antigua Casa del Capital Diego Delgado y de don Manuel José Castrillón Quintana)

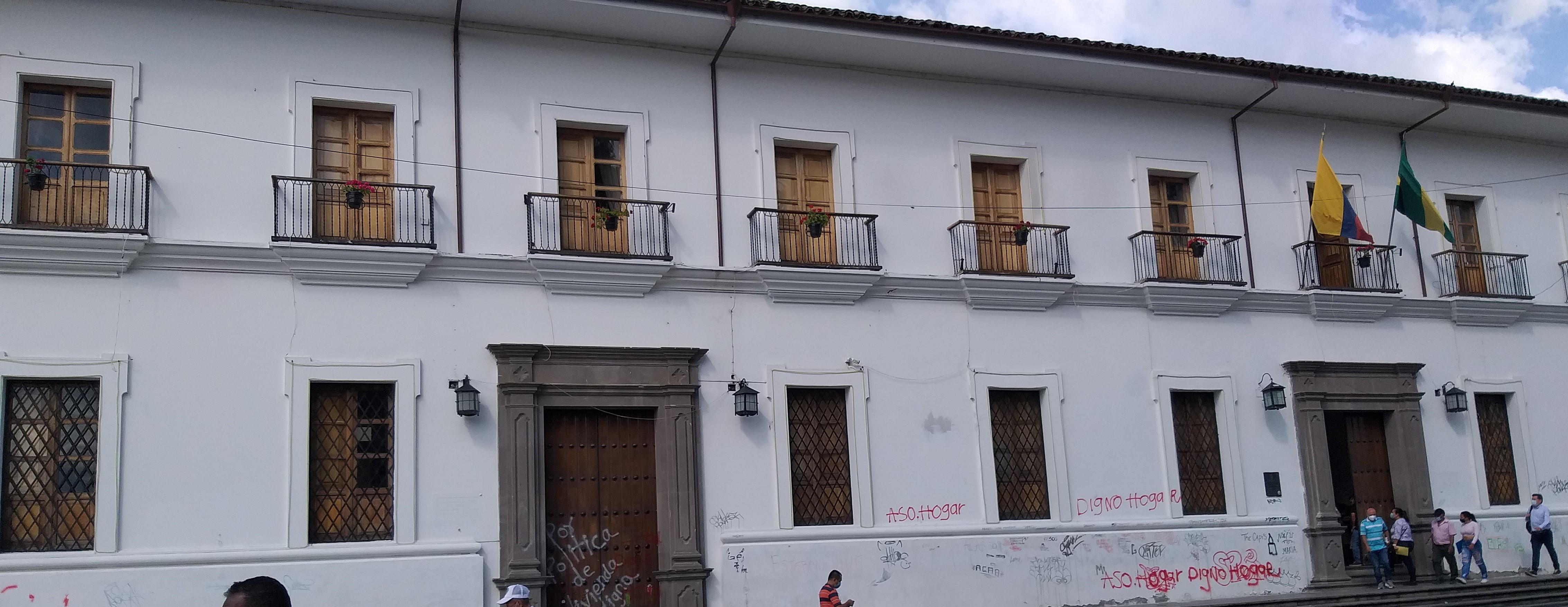
Vista de la Fachada neocolonial de la Gobernación del Cauca.

Se emplaza en la esquina formada por las calles del Reloj y de San Francisco (Carrera 7 con Calle 4) al noroeste del Parque Caldas y es la sede del Gobernador del departamento y sus ramas administrativas, la fachada está hecha en estilo neocolonial de 2 plantas con balcones en su segundo piso y ventanas en el primero, cuenta también con dos puertas de entrada ambas enmarcadas con portales en cantera de piedra, posee en su centro el patio principal rodeado de pilastras de madera pero siendo ocupado casi por completo por una construcción de estilo moderno que contiene oficinas y despachos, también adorna su entorno la escultura Torre sin Fin del Payanes Edgar Negret.

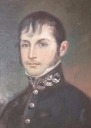
Don Manuel José Castrillón, prócer nacido donde ahora esta la gobernación.

El lote donde está situada la actual casona se piensa que en principio perteneció al conquistador Sebastián de Belalcázar siendo parte de su primitiva casa durante los primeros años de la ciudad, fue cuando don Juan James de Rojas construyó la primera edificación de un solo piso y techo de teja de ahí paso por múltiples propietarios hasta que en 1719 el gobernador Marcos Antonio de Rivera y Guzmán marqués de San Juan de Rivera adquirió el lugar y construyó una suntuosa casona, esta pasó por matrimonio a la familia Castrillón donde tiempo después nacería el prócer don Manuel José Castrillón Quintana y muchos más miembros relevantes de este linaje.
No fue hasta 1909 cuando el departamento compra la vieja estructura siendo esta demolida para construir una gobernación mucho más bella y ornamentada en estilo ecléctico con rasgos republicanos como era común en esa época, la fachada contaba con dos puertas y ventanas de arco de medio punto en la primera plana y con balcones con barandilla de balaustre teniendo en su cima frontones semicirculares, coronando el edificio una cornisa que en su centro tenía un adorno curvo que le daba imponencia a todo el conjunto, por desgracia la gran construcción sucumbió casi por completo al Sismo de Popayán de 1983 y sus pocas ruinas fueron desmanteladas así que se emprendió la tarea de reedificar una nueva gobernación en 1986 siendo inaugurado el sitio tiempo después.

#### Edificio de la Secretaría de Educación Departamental. (Antigua Casa deSebastián de Belalcázar)

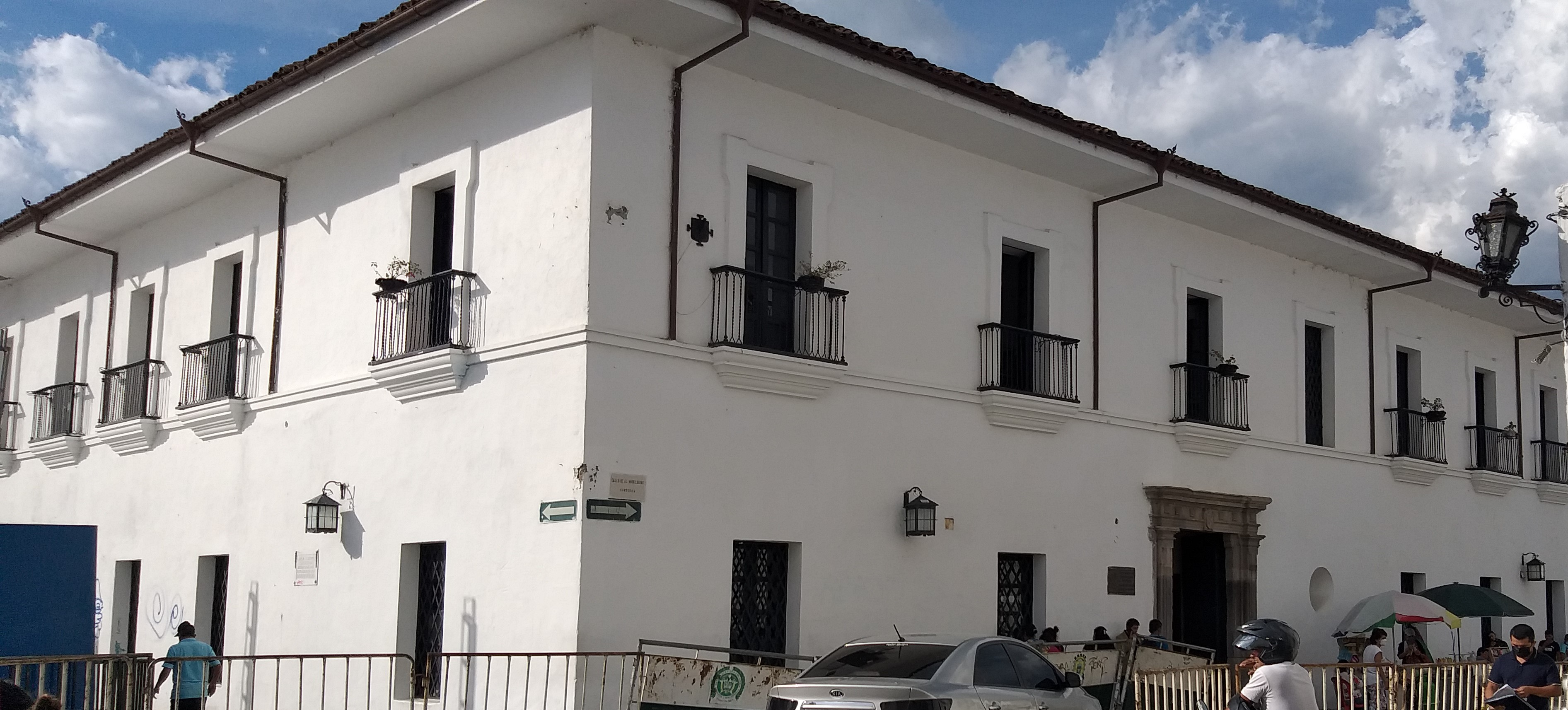
Casa de Sebastián de Belalcázar, actual Secretaría de Educación del Cauca.

Está emplazada en la esquina de las calles de El Humilladero y de Santo Domingo (Carrera 6 con Calle 4) al costado norte y noreste del Parque Caldas, actualmente pertenece al departamento fungiendo esta histórica casona como su Secretaría de Educación, cuenta con dos pisos, balcones en la segunda planta y una hermosa portada en cantera de piedra con un escudo heráldico en la entrada principal que conduce por el zaguán al patio principal con una pila de agua de gran belleza rodeado de pilastras de madera en ambos pisos, también destacan otros 2 como estos en su parte norte, todo esto debidamente techado con teja.

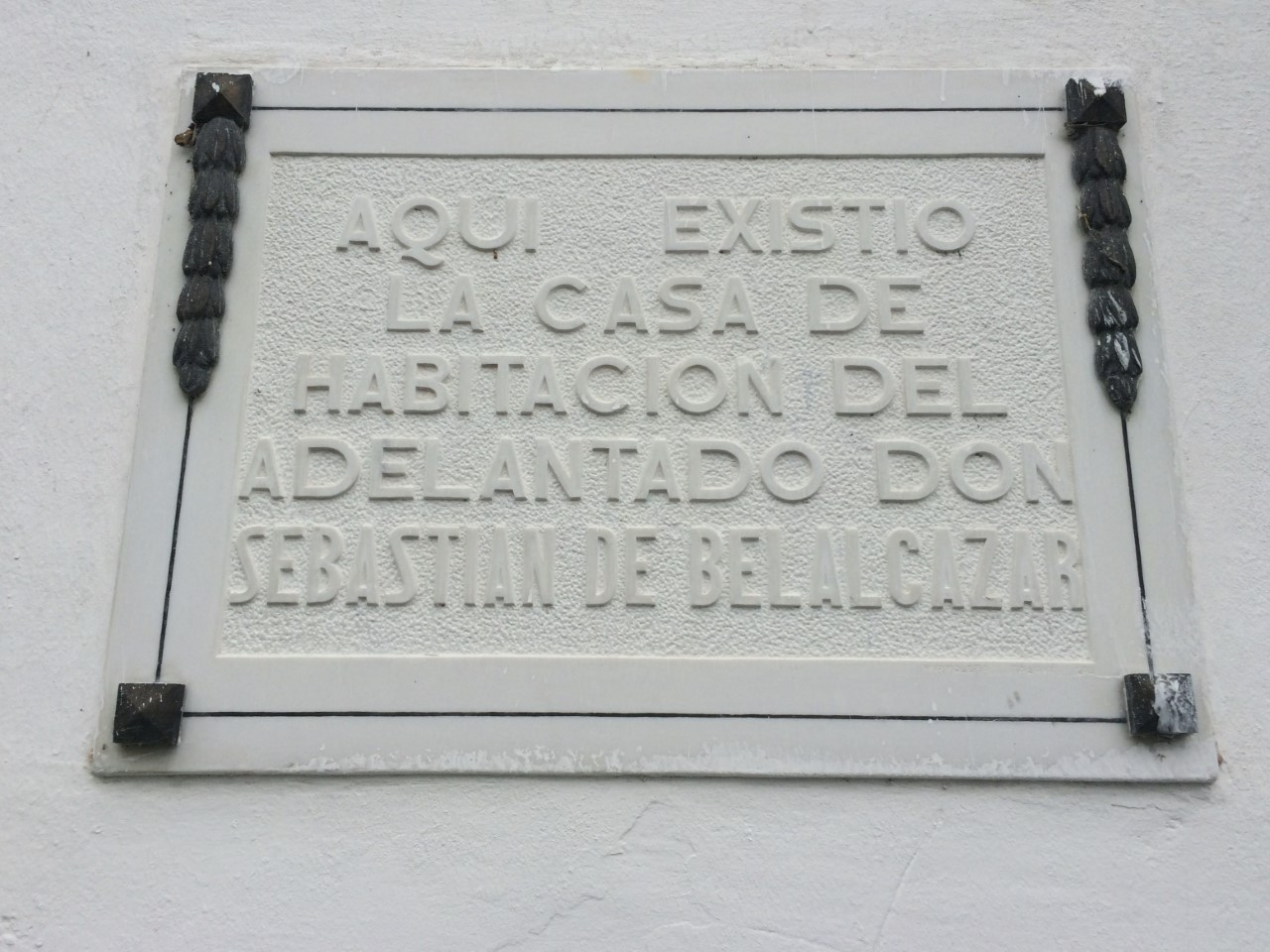
Placa en la casa de Sebastián de Belalcázar en la plaza principal de Popayán (Colombia), ciudad fundada por el Adelantado en enero de 1537.

Al ser establecida Popayán en 1537, los solares y terrenos aledaños a la rudimentaria plaza central fueron repartidos siendo cedida su mitad noreste al conquistador y gobernador don Sebastián de Belalcázar para ser destinada como su solariega vivienda privada, esta primitiva construcción fue de sencilla elaboración, de piso único hecha en bahareque y paja, el fundador tan solo pudo techar la obra debido a su regreso al continente hacia 1550, pero dejando el edificio en manos de buenos artesanos y albañiles, que la lograron levantar, por desgracia un terremoto la derribó, siendo los sucesores de Belalcázar los encargados de mejorar y engrandecer la casona hasta que hacia 1650 pasa su propiedad al Cabildo que le da diversos usos después del sismo de 1736 pasó al señor Don Domingo Ibarra que construyó la actual casa, su hijo inauguró las obras y le dio a la entrada su portal de piedra característico con el escudo de los Ibarra en el centro, permaneciendo el edificio sin modificaciones drásticas.
Esta edificación logró soportar el Terremoto de 1983, siendo adquirida por la Gobernación del Cauca para su restauración poco tiempo después, devolviéndole su gran esplendor y haciéndola parte desde entonces en su gran conjunto departamental.

#### Los Portales. (Actuales Sedes delBanco de Occidentey deBancolombia)

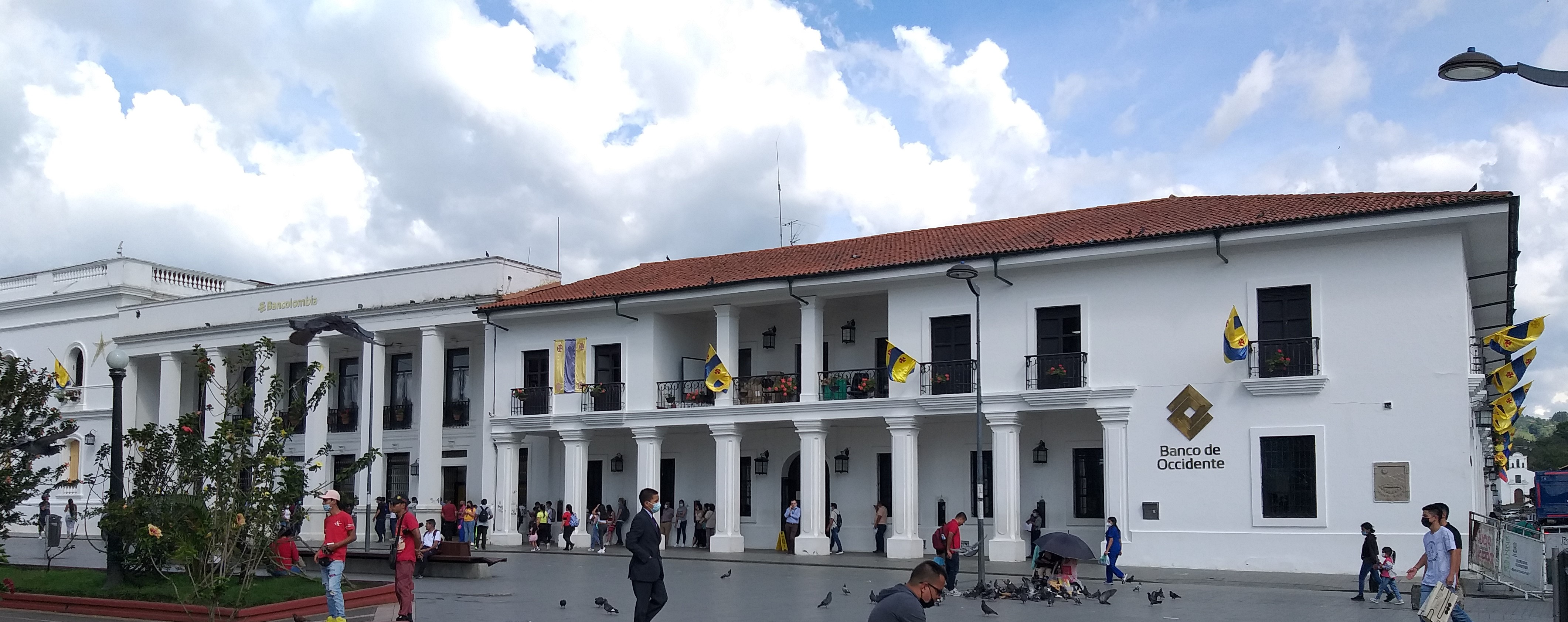
Vista de Los Portales a la derecha de la Alcaldía de Popayán.

Se ubica en la esquina de las calles de El Humilladero y de la Universidad (Carrera 6 con Calle 5) al costado sureste del Parque Caldas, contando su fachada occidental con pórtico sostenido por columnas algo bastante particular e innovador para esos tiempos, además de un segundo piso con balcones y ventanas en ambos lados, una hermosa portada en piedra en su frontis sur y su patio central rodeado de arcos de medio punto.

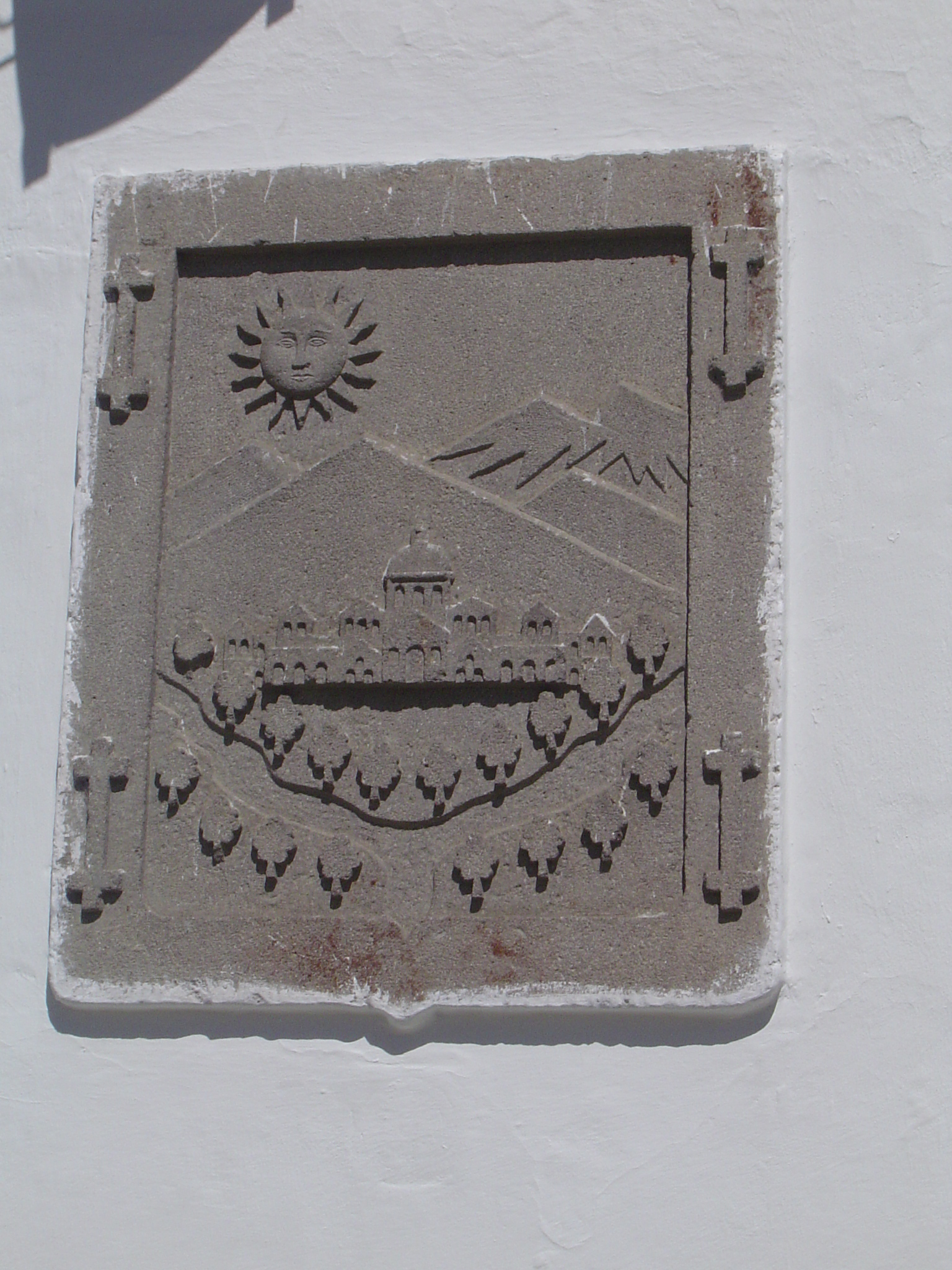
Escudo de Popayán en piedra dado por doña Juana de Austria, sobre la fachada oeste de Los Portales.

Esta edificación fue una de las primeras que levantaron los españoles en Popayán, siendo ideada para servir como mercado los días viernes por lo que el capitán Pedro de Velasco y Zúñiga construyó hacia 1625 una sencilla galería de un piso con columnas que sustentarían el techo de paja hacia la derecha de la antigua vivienda de su padre don Pedro de Velasco, este lugar ejerció sus funciones comerciales hasta que la parte sur de la propiedad pasó a la marquesa de San Miguel de la Vega, doña Dionisia Pérez Manrique y Camberos como herencia de su primer marido don Diego Joseph de Velasco y Noguera, que la engrandeció durante su segundo matrimonio con el marqués don Baltasar Carlos Pérez de Vivero y de la Vega, y le dio su fisionomía actual con doble planta y balcones, haciéndola su residencia durante muchos años, esta casona es también conocida por un pozo subterráneo en forma de cámara cilíndrica coronada por un domo al cual se accedía por unas gradas en mampostería de ladrillo, esta cisterna es única de entre todo el antiguo sistema de acueducto y recolección de aguas-lluvia de la ciudad por su peculiar diseño y por la eficacia que tenía; al morir la marquesa en 1744 sin descendencia, nombra como albacea al padre Bruno de Satta y los jesuitas heredan la casona, que a su vez venden al cabildo y empieza a formar parte del estado.
Hacia inicios del siglo XX, la esquina del edificio se convirtió en el bar Café Belalcázar que fue muy conocido por esa época, además todo el complejo tuvo que ser intervenido debido a un sismo en 1906 modificando su segundo piso, además que el lado norte de Los Portales fue adquirido por el Banco de Colombia en 1943, siendo esta parte demolida y sustituida por la construcción ecléctica de hoy en día. A causa del Terremoto de Popayán en 1983, la antigua casona es arrasada en gran parte sobre todo su planta superior por lo que fue restaurada en su totalidad clausurando el viejo bar y estableciendo la Casa del Consumidor en ella.

#### La Torre del Reloj.

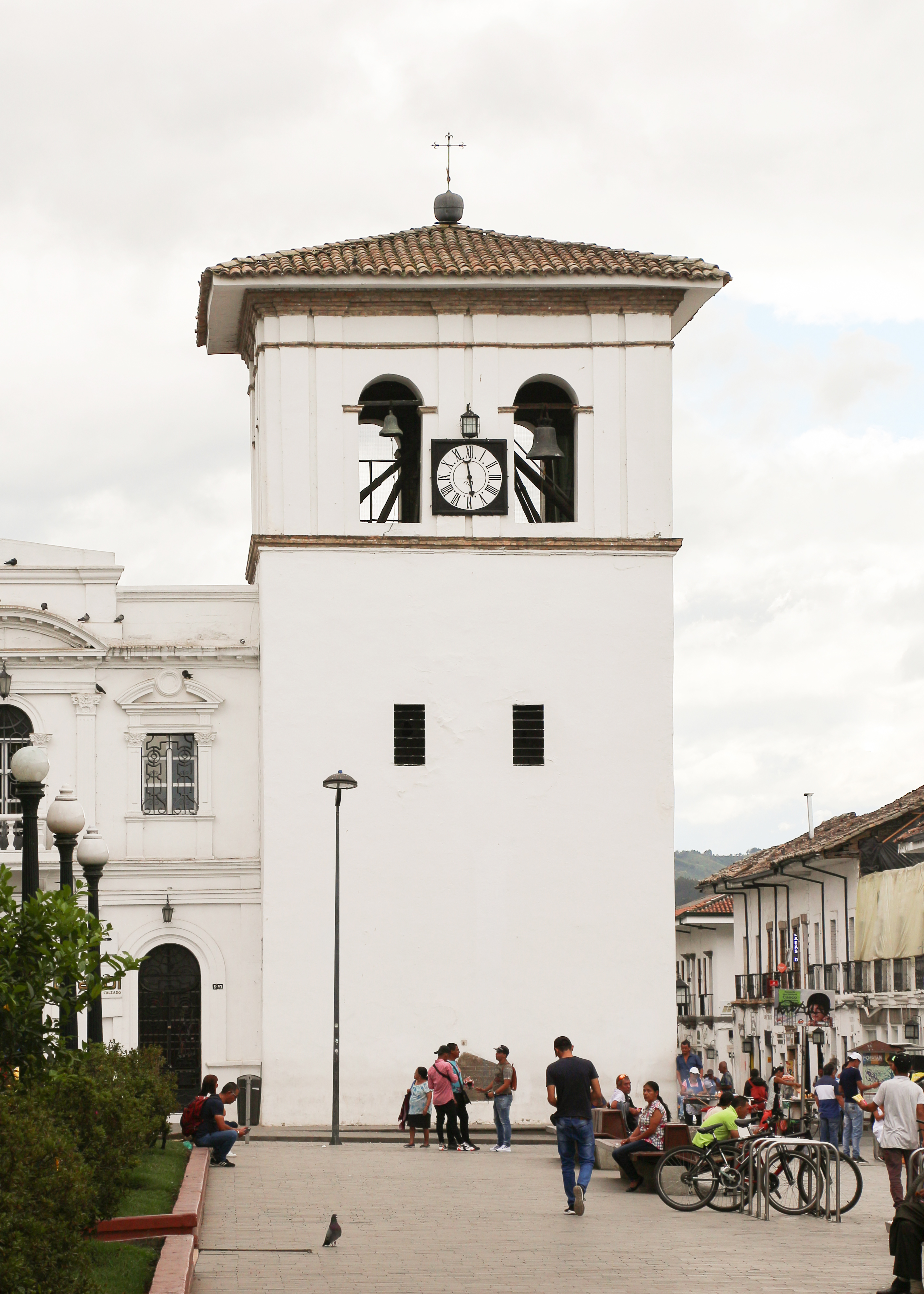
La Torre del Reloj vista desde el Parque Caldas.

Se localiza en la esquina de las calles del Reloj y de las Catedrales (Carrera 7 con Calle 5) al costado suroeste del Parque Caldas, es una de las construcciones más conocidas de la ciudad volviéndose un símbolo distintivo de la misma, actualmente este edificio cumple la función de torre-campanario de la Catedral de la asunción de Popayán a pesar de que se encuentran separadas entre sí por el Palacio Arzobispal de Popayán, consta de un torreón de gran altura con gruesas paredes de tapial y basamento de piedra, cuenta también con dos ventanas en la parte media del lado norte y una en su frontis occidental, el piso superior es el más ornamentado contando con columnas en los cuatro lados separando 2 arcos de medio punto por donde sobresalen las campanas que se utilizan para eventos importantes de la catedral y la ciudad, la edificación está coronada por el techo de teja en forma piramidal y cuenta en lo alto con una cruz la cual tiene a sus pies un orbe. 

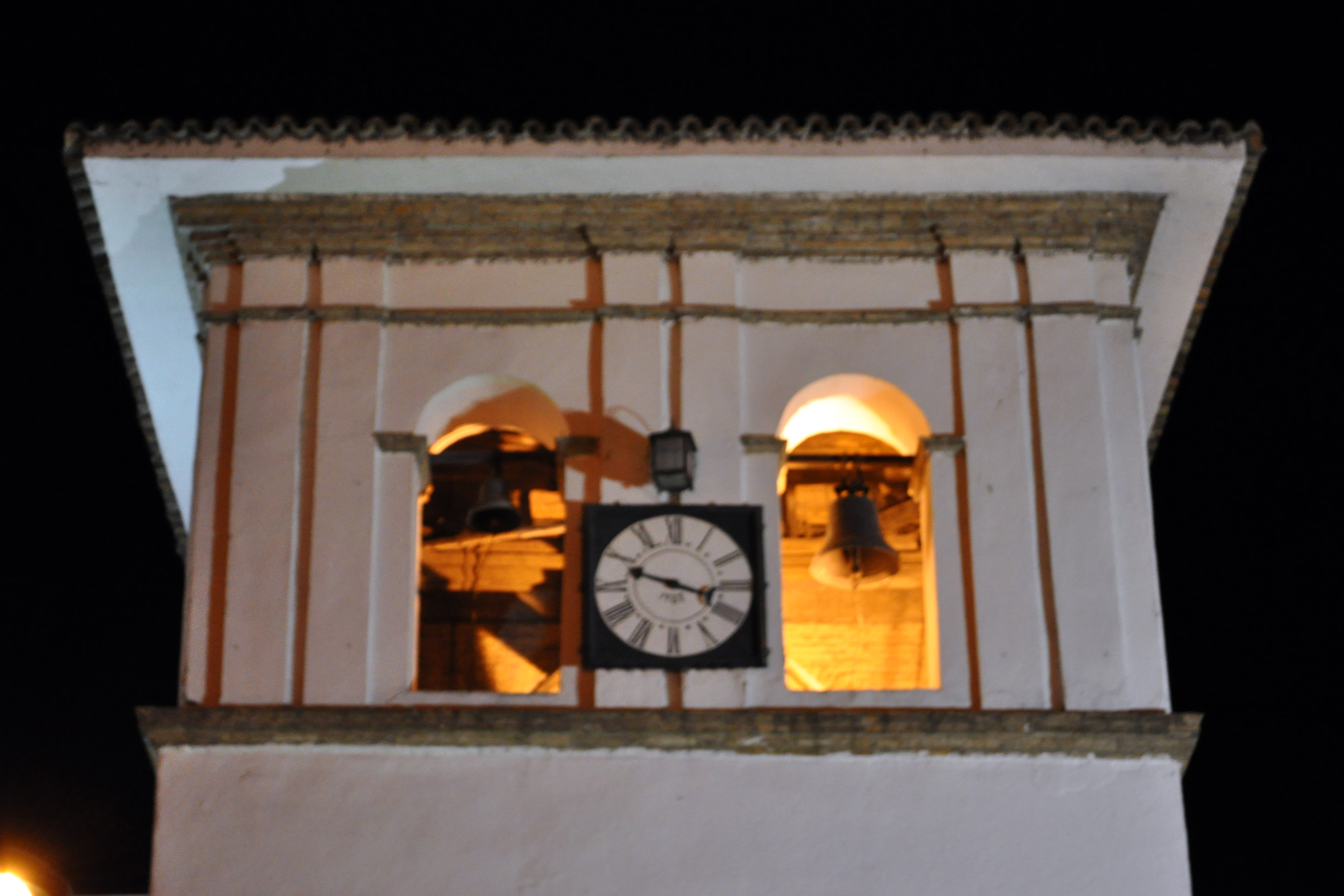
Vista de la parte superior de la Torre con el reloj en medio de sus dos arcos.

La obra original data de 1673 cuando el obispo español Cristóbal Bernardo de Quiroz ideó la construcción de un campanario para la iglesia matriz de la ciudad que en ese tiempo en la su fachada sobre la carrera 7 por lo que se edificó en la esquina adosada a la catedral, el diseño original era de dos plantas de arcadas coronadas con una cúpula, un trazo muy común y probablemente traído de la Nueva España (México) pero por diversos factores la torre quedó con tan solo un nivel de campanas y se tuvo que techar en teja y carrizo. Después de la destrucción de la catedral en 1785, la nueva edificación neoclásica quedó aislada del campanario por un terreno baldío hasta que se levantó la Curia Arzobispal entre ellos.
El famoso reloj que le da el nombre al monumento fue traído de Londres en 1737 con la particularidad de que no trae minutero por lo que según los payaneses es como ''si no pasara el tiempo'', este mecanismo funcionaba gracias a dos pesas de plomo las cuales Antonio Nariño sustrajo para fabricar municiones, la durabilidad del edificio se sustenta con su supervivencia en la mayoría de terremotos que han sacudido a la ciudad, el último de estos en 1983 agrieto sus muros y su estructura siendo esto ya restaurado, este bien patrimonial es también conocido ''La Nariz de Popayán'' nombre dado por el poeta e ilustre hijo de Popayán don Guillermo Valencia en una de sus magnas obras de poesía.

#### Antigua Casa del Gobernador Tacón. (Actual sede delBanco Agrario de Colombia)

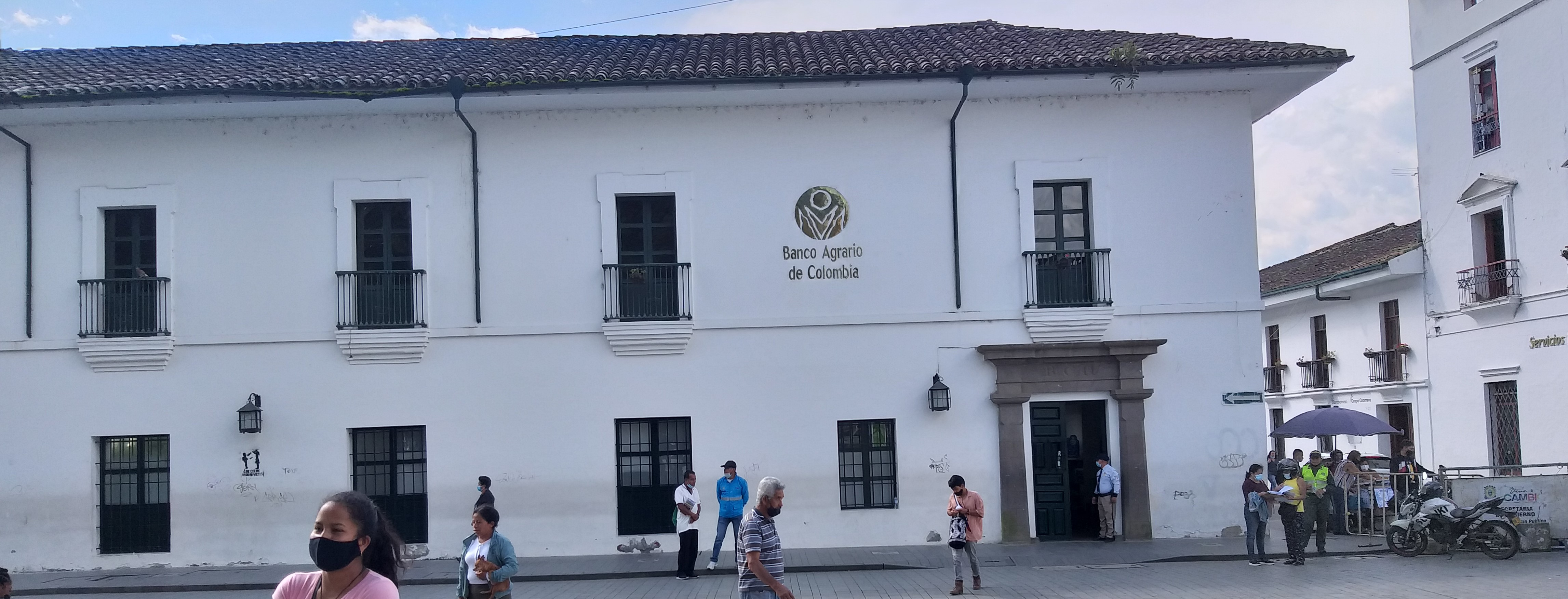
Vista de la casona con su portada en piedra y el letrero del Banco Agrario de Colombia en la fachada

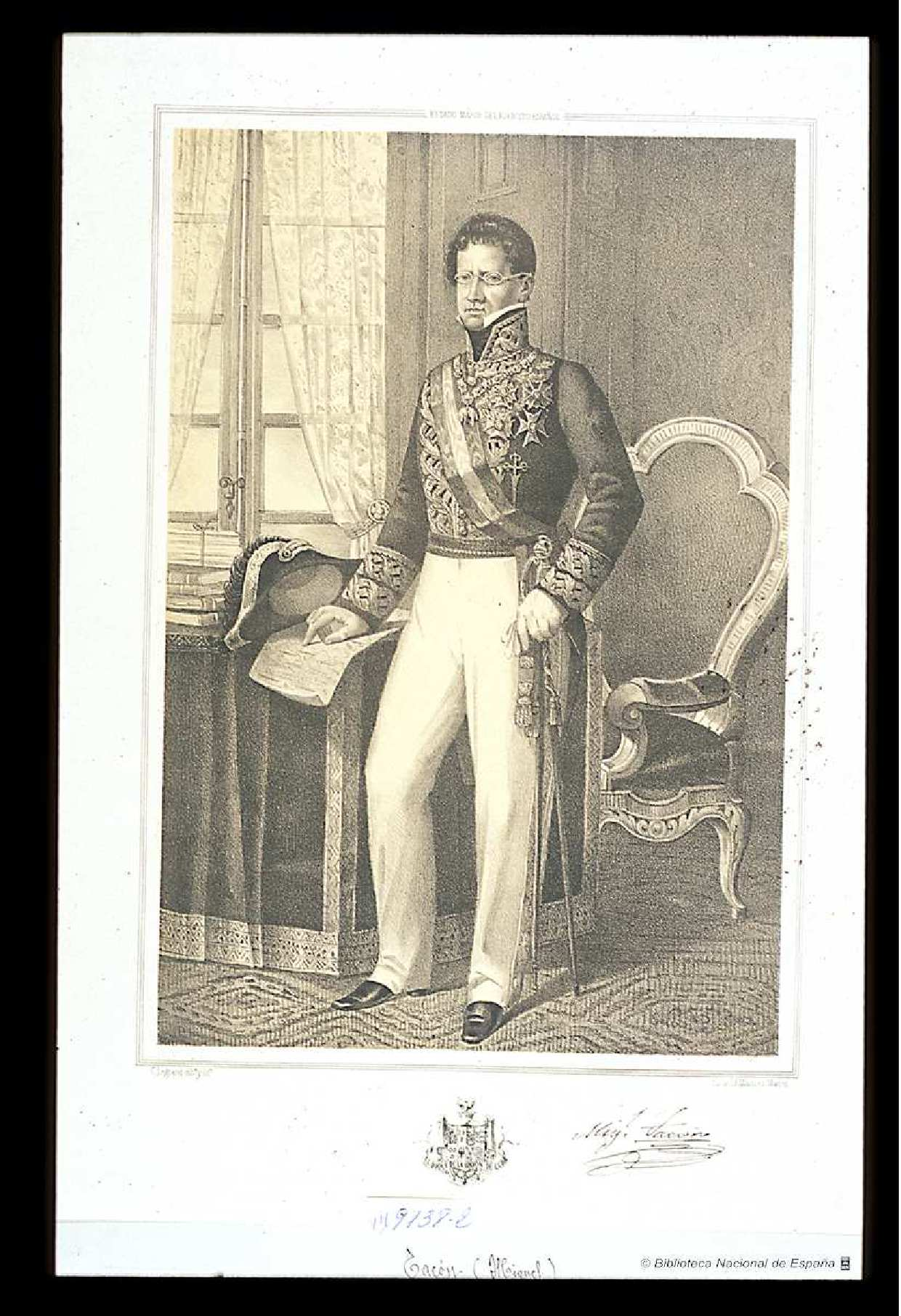
Retrato de Miguel Tacón y Rosique, Gobernador de Popayán y habitante de la casona esquinera que llevó su nombre durante varios años. Litografía de Luis Carlos Legrand

Se encuentra en la esquina de las calles del Reloj y de San Francisco (Carrera 7 con Calle 4) al costado noroeste del Parque Caldas, consta en su estructura con balcones en su segunda planta y ventanas en la primera como ya es costumbre entre las casonas coloniales monumentales del centro histórico de Popayán, también tiene dos portadas en cantera de piedra en ambas fachadas de gran belleza que sirven de acceso al edificio.
Las tierras de la actual casa fueron cedidos a don Juan de Ampudia que la dio por herencia a sus descendientes después de su fatídica muerte, pero estos no levantaron nada más que una sencilla choza para vivienda que no sobrevivió al sismo de 1564 que dejó unas ruinas desoladas, le sucedió otra construcción que se edificó a inicios del siglo XVIII que no resistió al terremoto de 1736 de ahí el señor Luis Solís construye el actual edificio pero este es comprado por don Manuel Agustín Varela procedente de Buga que tiempo después alquilará la parte esquinera para servir como vivienda al nuevo Gobernador de Popayán don Miguel Tacón y Rosique a su llegada a la ciudad, quien fue uno de sus habitantes más distinguidos y cuyo apellido le dio nombre a la casona durante bastante tiempo.
El terremoto de 1983 averió enormemente los muros y el techo, esto conllevó a varias modificaciones drásticas del edificio sobre todo en su interior siendo suprimido su bello zaguán y su distintivo patio central empedrado, además de añadirle sus dos portales de piedra clausurando con esto las tiendas del primer piso y cerrando también la parte descubierta del antiguo jardín, pero todo lo demás fue conservado, después de esta intervención pasó su propiedad al Banco Central Hipotecario y por último al Banco Agrario para ser su sede principal en el centro.

#### El Panteón de los Próceres.

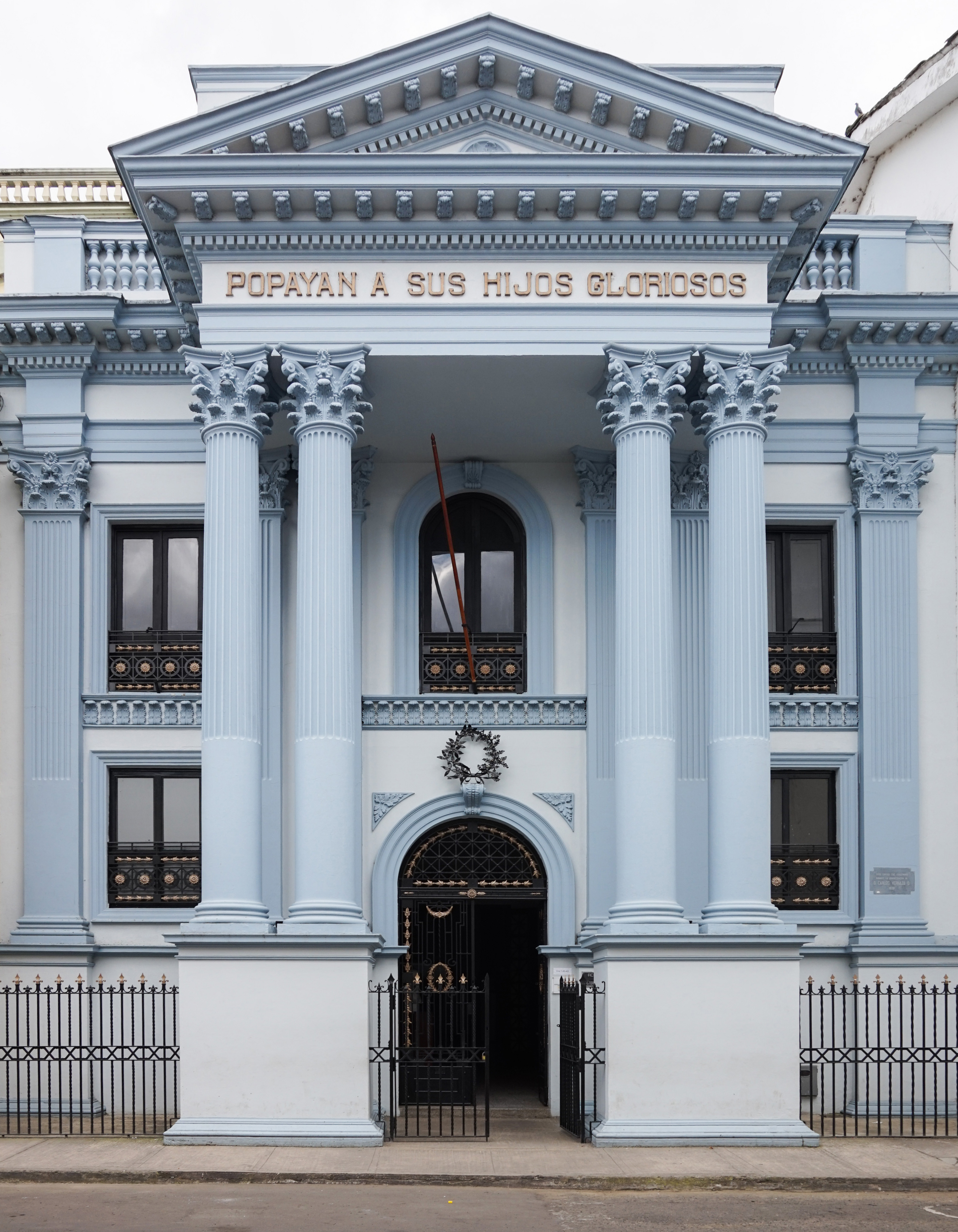
Imponente fachada del Panteón de los Próceres (Popayán).

Se localiza sobre la calle del Reloj (Carrera 7), destaca de entre las antiguas construcciones coloniales y barrocas de la ciudad por su arquitectura ecléctica con claras influencias neoclásicas, es un valioso monumento memorial e histórico ya que aquí yacen las cenizas de los hijos más ilustres y famosos de Popayán depositadas en unas hermosas urnas funerarias como lo fueron: Camilo Torres Tenorio, José María Obando, Francisco José de Caldas, Julio Arboleda, Froilán Largacha, Julián Trujillo, Ezequiel Hurtado, Euclides de Angulo, Francisco Antonio de Ulloa, Miguel Bush, entre otros.

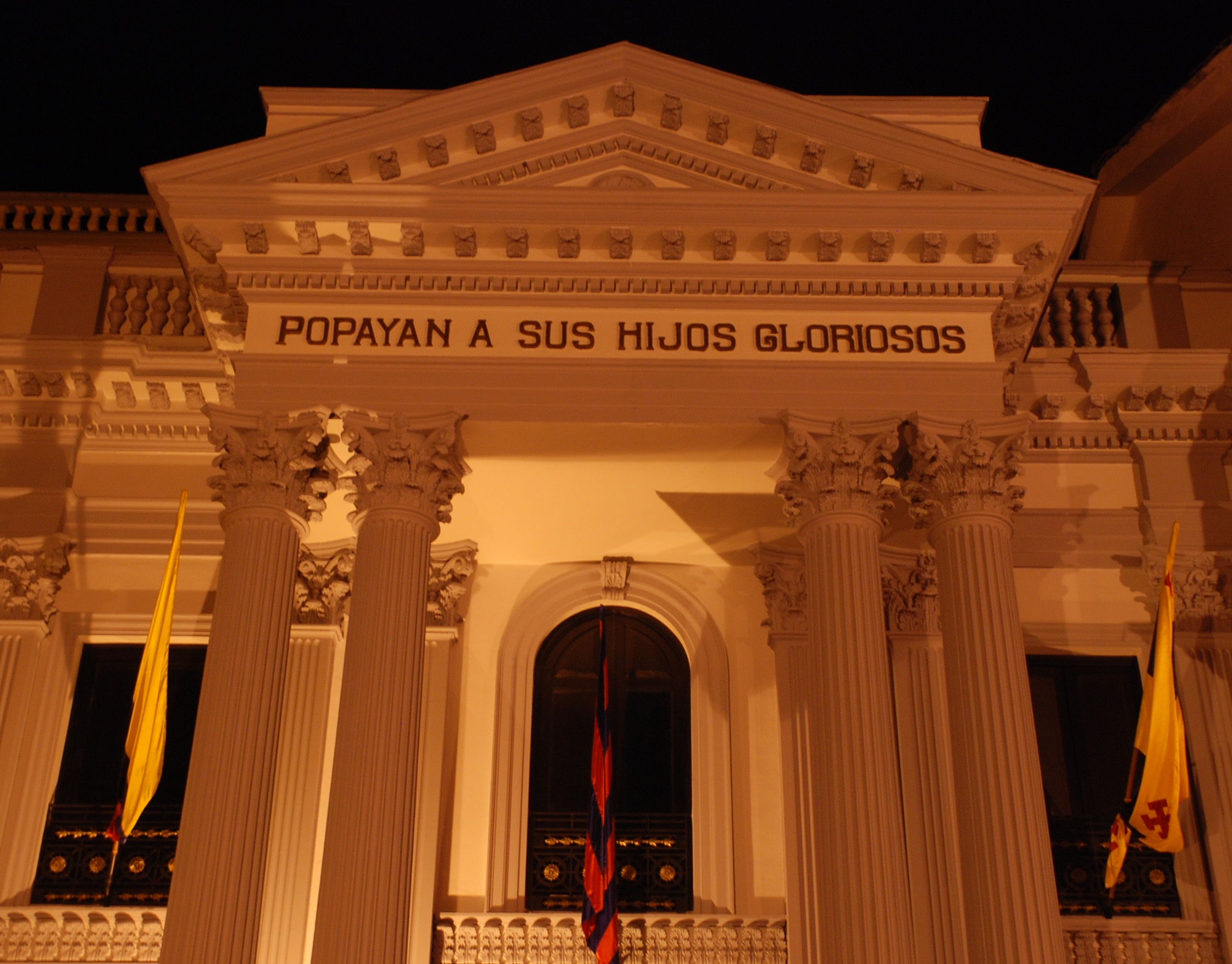
Detalle del frontón triangular y de la inscripción en su friso.

En aquel lugar existió una casa sencilla de un piso con gran portón y cinco ventanas que probablemente fue construida antes del sismo de 1736 logrando sobrevivir a este último, el inmueble después fue utilizado en función de escuela siendo después abandonado dejándolo en ruinas por mucho tiempo hasta que mediados de la década de los 20, la Gobernación del Cauca adquirió la vieja edificación y proyectó la construcción de la sede de la Asamblea Departamental que se inauguró hacia 1928 y perduró aquí hasta el 27 de diciembre de 1940 cuando el sitio pasó a tener su función actual, posteriormente se le cede el cargo de gestión y administración a la Universidad del Cauca el cual todavía posee.
El panteón de los próceres es una bella construcción con elementos únicos de entre los que sobresale sus 10 columnas con capiteles corintios, cuatro independientes que sostienen el frontón y el friso en el que se lee la inscripción ''Popayán a sus Hijos Gloriosos'' y las otras seis están adosadas a la pared sirviendo solo como adorno más no como soporte, en su fachada hay también cuatro ventanas rectangulares flanqueando la entrada y el balcón encima de esta, en forma de arcos de medio punto y entre ambos elementos una corona de laurel en metal en memoria de los próceres y coronando todo este conjunto hay una bella baranda de balaustres. El acceso central da paso al zaguán que tiene en sus paredes laterales placas que recuerdan las batallas más importantes de la región durante el inicio del siglo XIX como las de El Bajo Palacé, Calibío, El Alto Palacé y La Ladera, después de este vestíbulo se encuentra la sala principal donde están los recipientes mortuorios de mármol que rodean un busto del Libertador Simón Bolívar y sobre este un crucifijo en la pared.

#### Teatro Municipal Guillermo Valencia de Popayán.

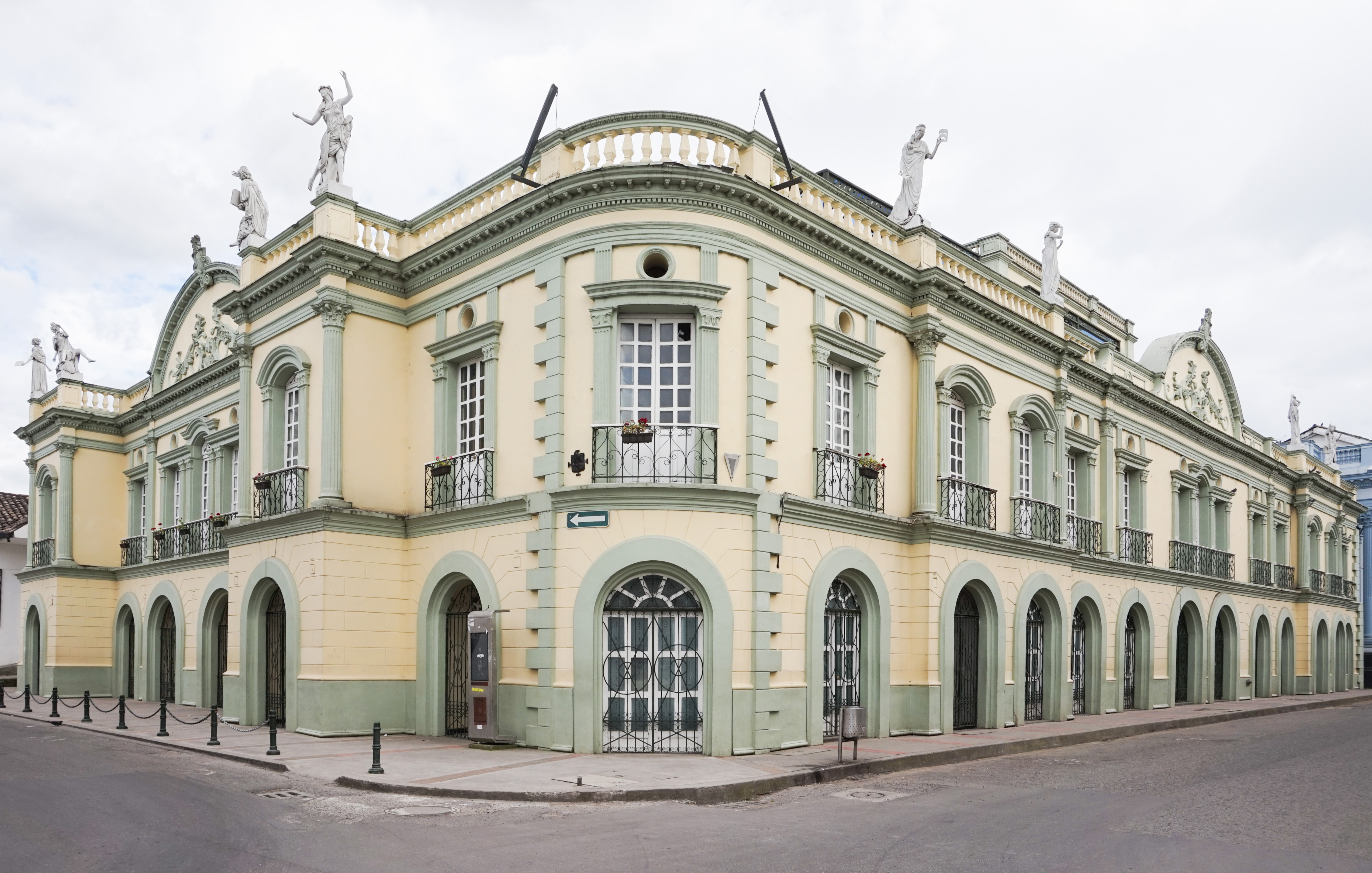
Fachada del Teatro Guillermo Valencia en Popayán.

Ubicado en la esquina de las calles del Reloj y de La Pamba (Carrera 7 con Calle 3) es uno de los polos culturales más conocidos e importantes de la ciudad, además esta edificación destaca por conservar su arquitectura ecléctica clásica de inicios del siglo XX traída de Bogotá, algo que resulta impresionante dado que después de la destrucción de 1983 se dio inicio al auge del ''Estilo Neopopayán'' que buscaba reproducir de alguna forma el viejo estilo colonial sin lograr el mismo resultado. 

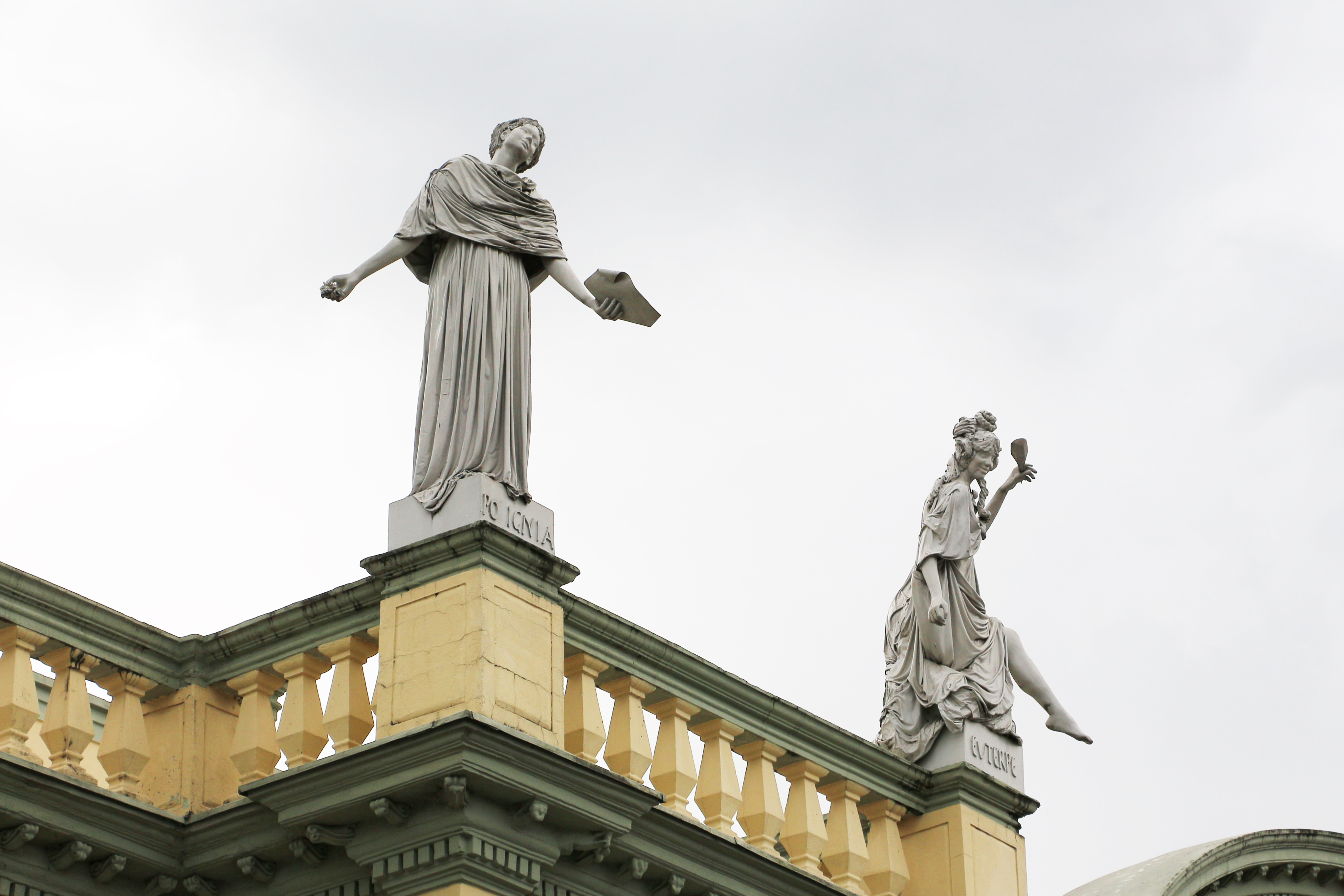
Vista de las esculturas de las musas Polimnia y Euterpe que adornan la cornisa con balaustre del Teatro.

El monumento actual se remonta a los años 1910 y 1920 en los que se planteó la construcción de un teatro municipal como ya se estaba haciendo costumbre en varios lugares del país, entonces se eligió un terreno al norte de la gobernación y la asamblea departamental para efectuar el proyecto el cual estuvo bajo el cargo del ingeniero Obando, este edificio en estilo republicano-ecléctico fue inaugurado oficialmente el 22 de diciembre de 1927 con la presentación de ''El Trovador'' de Giuseppe Verdi de la compañía operática de Adolfo y teniendo como tenor a Hipólito Lázaro. 
Desde entonces el escenario del teatro ha visto pasar a varios artistas y agrupaciones que han deleitado con su presencia y cultura a la hidalga ciudad blanca como lo han sido: Dalia Íñiguez, Andrés Soler, Alicia Alonso, la Ópera de Colombia, La Orquesta de Efraín Orozco, entre otros, a partir de la década de los 60, se convierte en sede del Festival de Música Religiosa que son parte de la Semana Santa de Popayán los más grandes acontecimientos de la urbe, en 1973 el teatro recibe el nombre de Guillermo Valencia por sanción del Senado de la República a la ''Ley Valencia'', con el Terremoto de 1983 el edificio es afectado en gran medida siendo apoyada su restauración por varios maestros y artífices de entre los cuales destaca Edgar Negret, este proceso duró 15 años hasta su reinauguración el 4 de agosto de 1998 con un concierto del Coro de Cámara de Popayán presidido por el vicepresidente Carlos Lemos Simmonds.

#### Sede del Banco de la República.

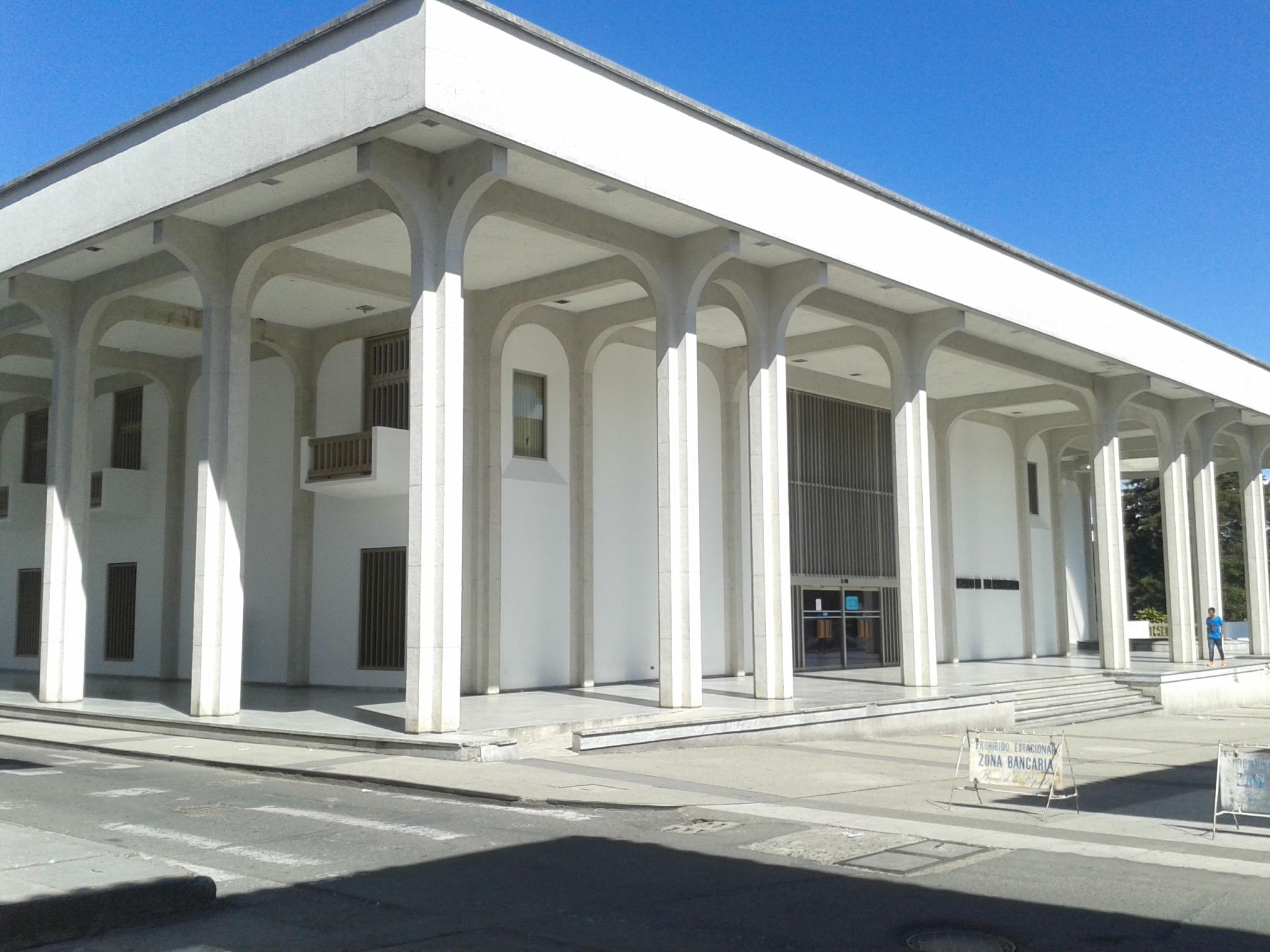
Vista del Banco de la República, actualmente una biblioteca

Esta entre las calles del Humilladero y de La Pamba (Carrera 6 con Calle 3), consta de un edificio de singular diseño en estilo modernista que rememora en forma y belleza a la antigua apadana del Palacio de Darío en Persépolis teniendo en común sus altas columnas que sostienen un enorme techo rectangular, sirviendo esto como un vestíbulo para la sala principal en este caso es la biblioteca, en su fachada sur también cuenta con ventanas y balcones en el segundo piso, mientras en su esquina noreste posee una fuente sobre la cual hay una pequeña cúpula en el tejado, colindando con todo este conjunto se encuentra el parque Julio Arboleda en honor al prócer-poeta. 

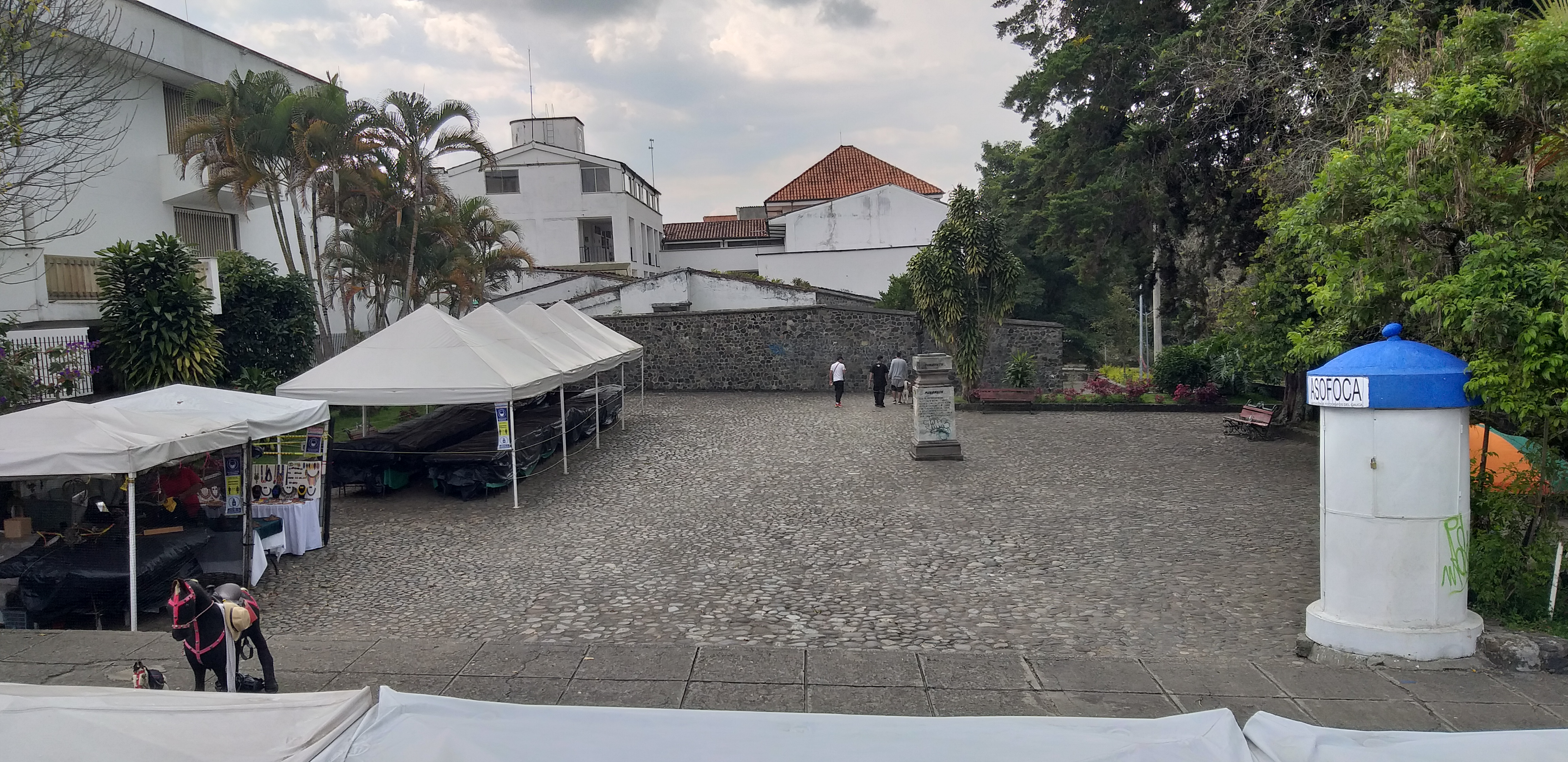
Parque Julio Arboleda en la parte delantera del Banco de la República.

Antes de esta construcción se hallaba la gran casona de don José Rafael de Mosquera la cual abarcaba con sus viejos potreros hasta el río Molino y junto con la Casa Valencia flanqueaban la entrada norte de la ciudad que tenía acceso por medio del Puente del Humilladero, esta casa era conocida por su genial arquitectura propia de don Marcelino Pérez de Arroyo que la diseño, pero a pesar de todo y de su gran valor histórico y arquitectónico, la casa fue demolida en la década de los 50 del siglo XX. 
Después de que esta joya fue desmantelada, el Banco de la República comenzó las obras de su sede en Popayán alejándose del antiguo estilo colonial y el republicano que hasta ese tiempo predominaba en la ciudad y hacerla con cemento y hormigón en estilo moderno siendo inaugurada tiempo después, el Terremoto de 1983 que destruyó la ciudad no afectó a la edificación debido a la calidad y resistencia de sus materiales, además de su estructura bien cimentada, posterior a la tragedia se depositaron en la bóveda del banco las mayores riquezas religiosas y artísticas del centro histórico por temor al saqueo que podían ser víctimas los derruidos templos o el Museo de Arte Religioso. Al concluir todo esto, se estableció la actual biblioteca como un centro intelectual, de lectura y de investigación.

#### Puente del Humilladero.

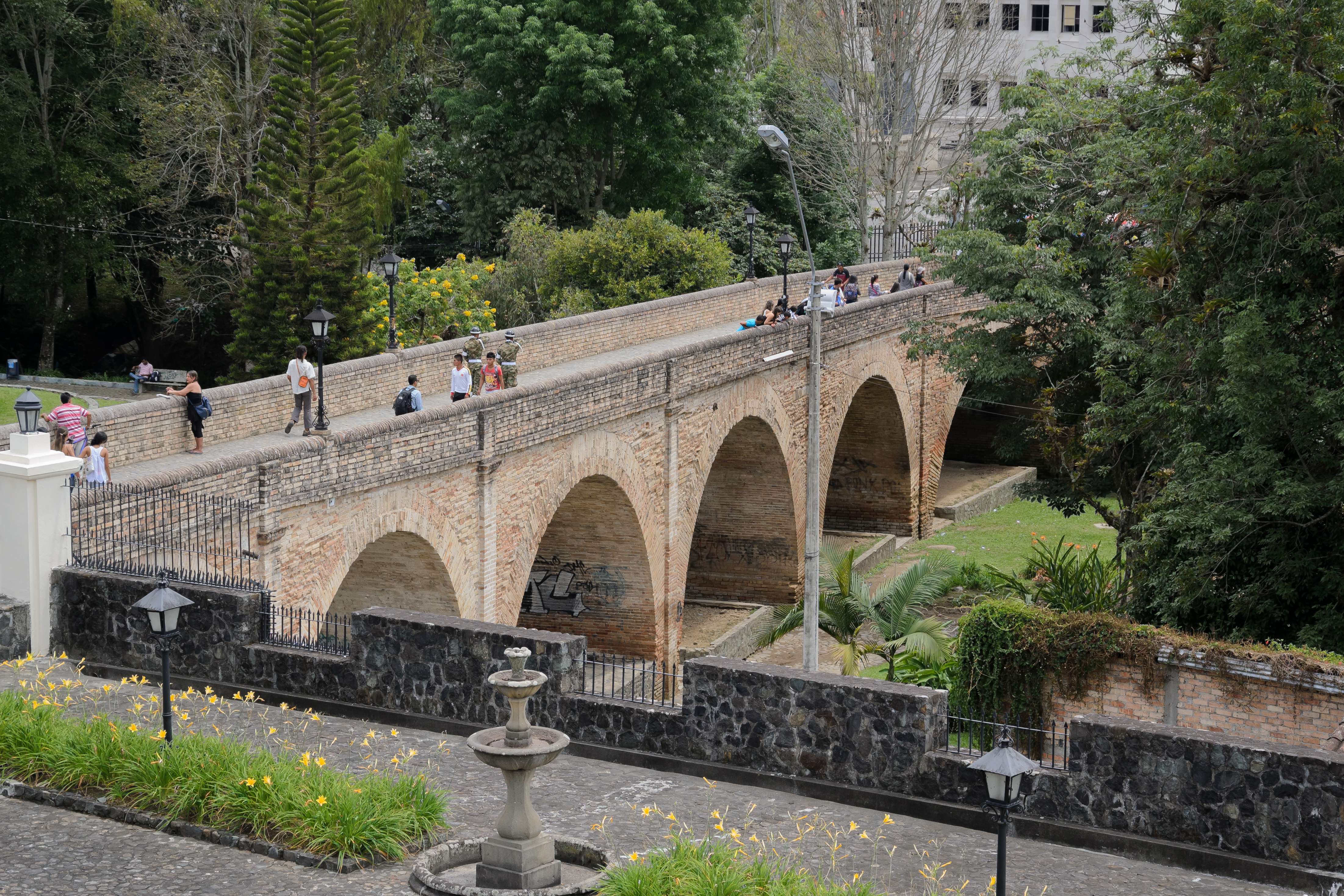
El Puente del Humilladero desde la Casa Valencia.

El Puente de Bolívar más conocido como Puente del Humilladero, es uno de los sitios más emblemáticos y conocidos de Popayán, siendo un punto de encuentro y de turismo bastante concurrido ya que se le valora como una obra maestra de ingeniería de inicios de la época republicana de Colombia, ubicado al noreste del centro histórico da continuidad y nombre a la Calle del Humilladero (Carrera 6) uniendo los barrios Bolívar y Centro atravesando el río Molino, la antigua frontera septentrional de la ciudad.

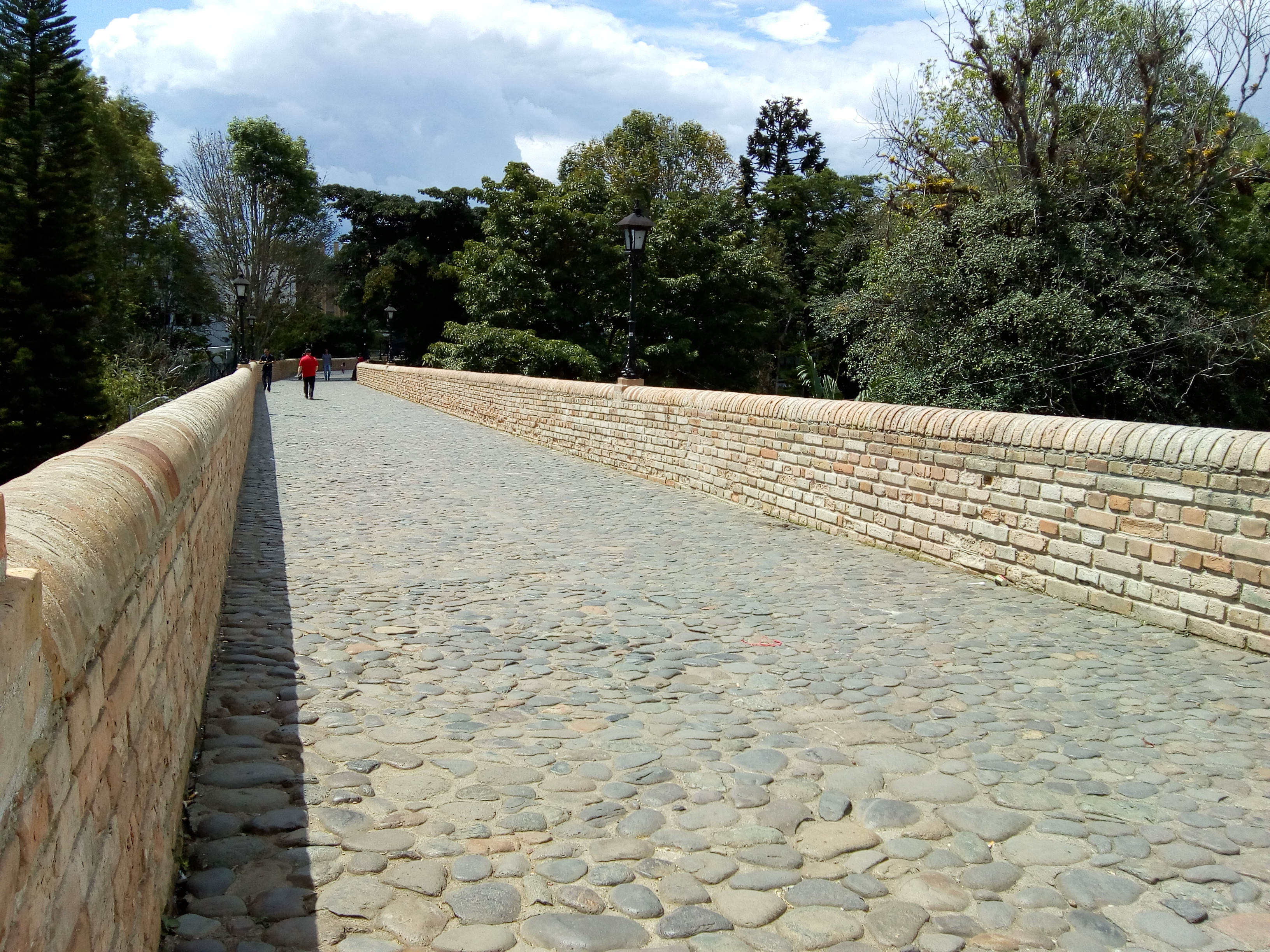
Pendiente del puente con el empedrado original.

La idea de su construcción fue terminar con el problema de la pendiente tan pronunciada que tenía la cuesta del río Molino que dificultaba mucho su ascenso, se dice que era tan empinado que la gente subía casi arrodillada y con la cabeza baja como si se estuvieran ''humillando'' de ahí la tradición popular bautizó este puente como del humilladero. No fue sino hasta mediados del siglo XIX que se proyectó su realización siendo la ejecución y dirección entregadas al religioso franciscano Fray Serafín Barbetti, durando esta obra desde el 16 de noviembre de 1868 hasta el 31 de julio de 1873, al ser inaugurado se consagró como la entrada principal a Popayán por medio del llamado Camino Real del Portazgo Norte, además que se le denominó con el nombre de Puente de Simón Bolívar debido al paso del Libertador por este lugar al liberar la ciudad del dominio español. 
Este monumento hecho en mampostería de ladrillo cuenta con 200 metros de longitud, doce arcos de medio punto con diversas dimensiones que soportan un camino empedrado de 5m de ancho flanqueado por barandas y postes de luz, todo esto con una inclinación de al menos 5% con una ligera curvatura hacia el occidente cerca de la mitad del puente, Debido el sismo de 1983 su arco central sufrió grietas y el pasamanos se derrumbó en unos tramos pero a pesar de esto y gracias a su diseño logró sobrevivir casi intacto, siendo una de las joyas más hermosas que adornan el centro histórico.

#### Puente Chiquito de la Custodia.

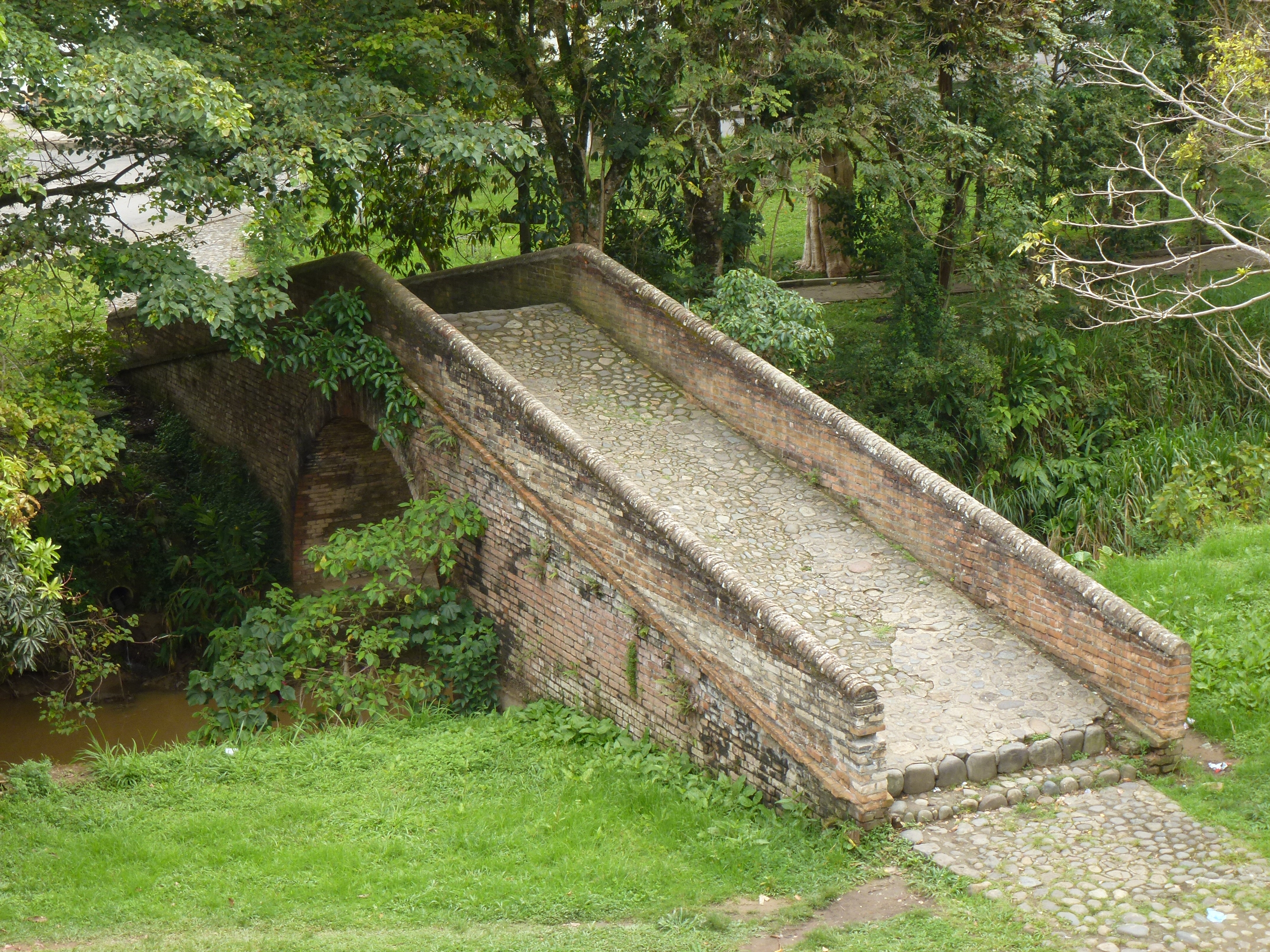
Puente Chiquito o de la Custodia

El Puente Chiquito de la Custodia es un valioso bien patrimonial de la época virreinal española que fue en sus tiempos la única entrada septentrional a Popayán ya que ofrecía la posibilidad de cruzar el río Molino dando continuidad al Camino Real del Portazgo Norte por medio de la Calle de la Herrería (Calle 2A), consta de un puente de un arco que da paso al caudal, sus bases a los lados del afluente dan sustento al piso empedrado que asciende por una pendiente a sus dos extremos hasta encontrarse en el centro adquiriendo una forma triangular, cuenta también con dos pasamanos en las orillas, todo esto en material de ladrillo y calicanto.

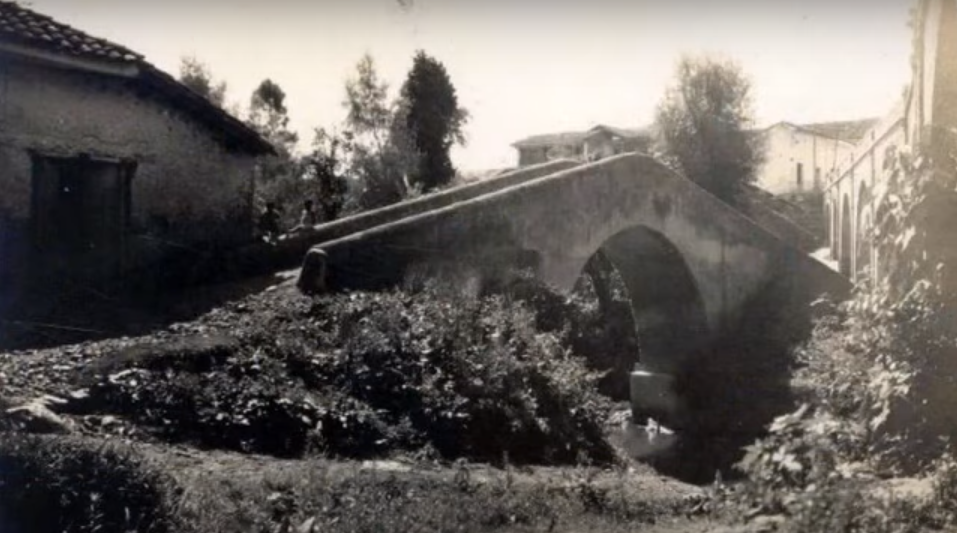
Puente de la Custodia original a inicios del antes de ser arrasado por el río Molino.

Su existencia se remonta hacia comienzos del siglo XVIII, cuando según narra la tradición oral que el rico terrateniente don Jacinto de Mosquera y Figueroa observó en una ocasión a un sacerdote que haciendo cumplir sus deberes con los fieles, llevaba la santa hostia en una custodia y los santos óleos a un moribundo que residía en el barrio ''El Callejón'' actual barrio Bolívar para dar el sacramento de la unción de los enfermos, como en ese tiempo no existía modo de cruzar el río sin tener que atravesarlo a pie, el cura tuvo que hacer uso de un jumento para poder pasar el afluente sin importar lo caudaloso que se encontraba, este hecho conmovió en gran medida al hacendado por lo que financió la construcción del puente de su propio bolsillo, siendo inaugurado en el año 1713 y durante casi 160 años fue acceso principal a la ciudad desde el norte hasta la finalización del Puente del Humilladero en 1873. Por este lugar fue por donde entraron triunfales las tropas libertadoras al mando de Simón Bolívar después de liberar a la ciudad durante la época de la Independencia.
Cabe aclarar que el actual monumento que apreciamos hoy no es el original del siglo XVIII, ya que este fue averiado y casi destruido en su totalidad por una descomunal crecida del río Molino en 1933 teniendo que ser reconstruido en 1940, modificando su orientación inicial que daba hacia el occidente a una más centrada, aumentando también el tamaño de los dos extremos del puente.

#### Palacio Nacional de Popayán.

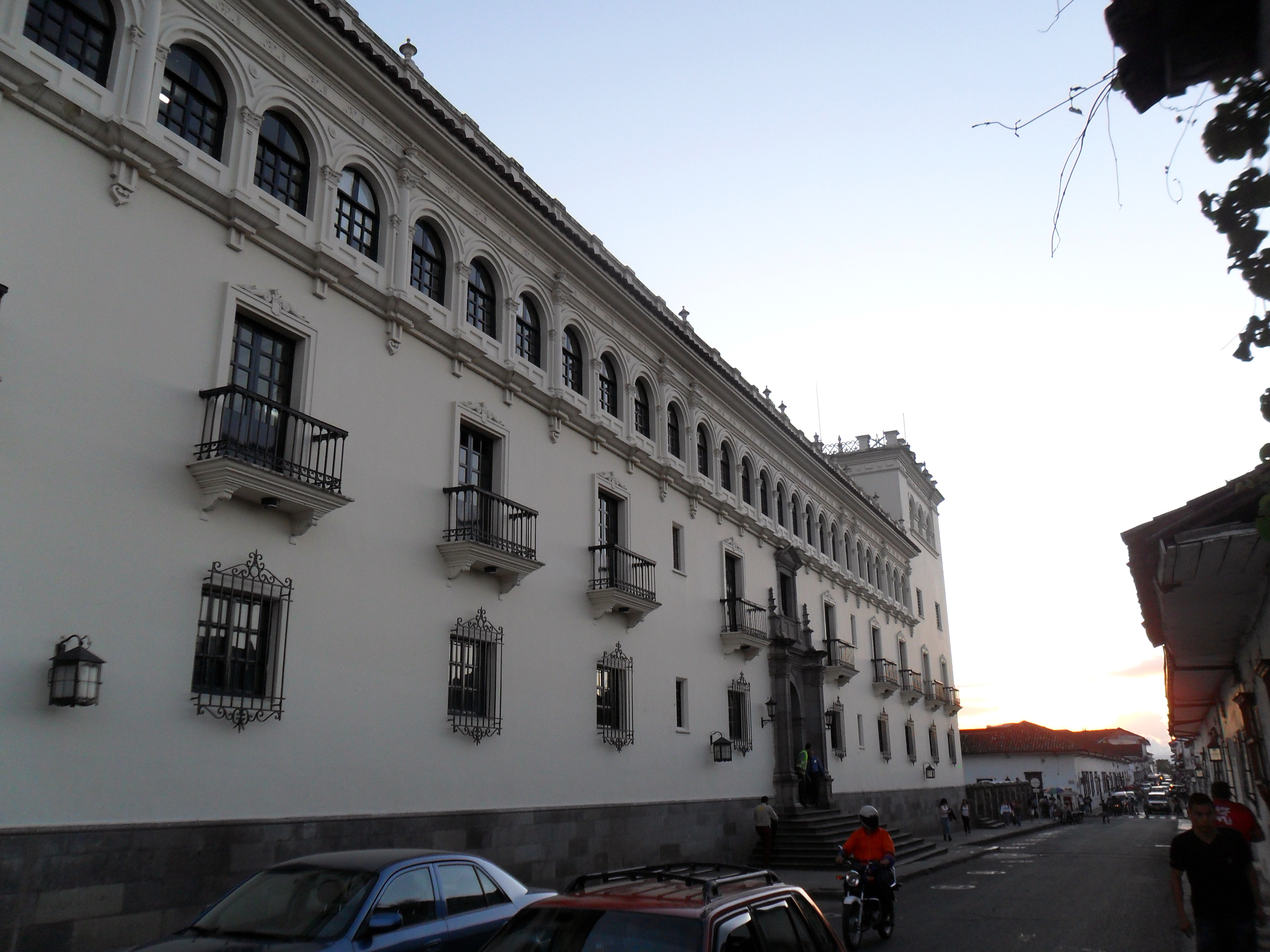
Palacio Nacional visto desde la calle de La Pamba.

El Palacio Francisco de Paula Santander más comúnmente conocido Palacio Nacional, se emplaza entre las calles de La Cruz Verde, La Pamba y Los Bueyes (Carrera 4 con Calle 3 y Carrera 3), abarcando casi la mitad de su cuadra es uno de los complejos arquitectónicos más grandes e imponentes de Popayán, en él trabaja actualmente la sede del Tribunal Superior del Distrito Judicial de la ciudad.

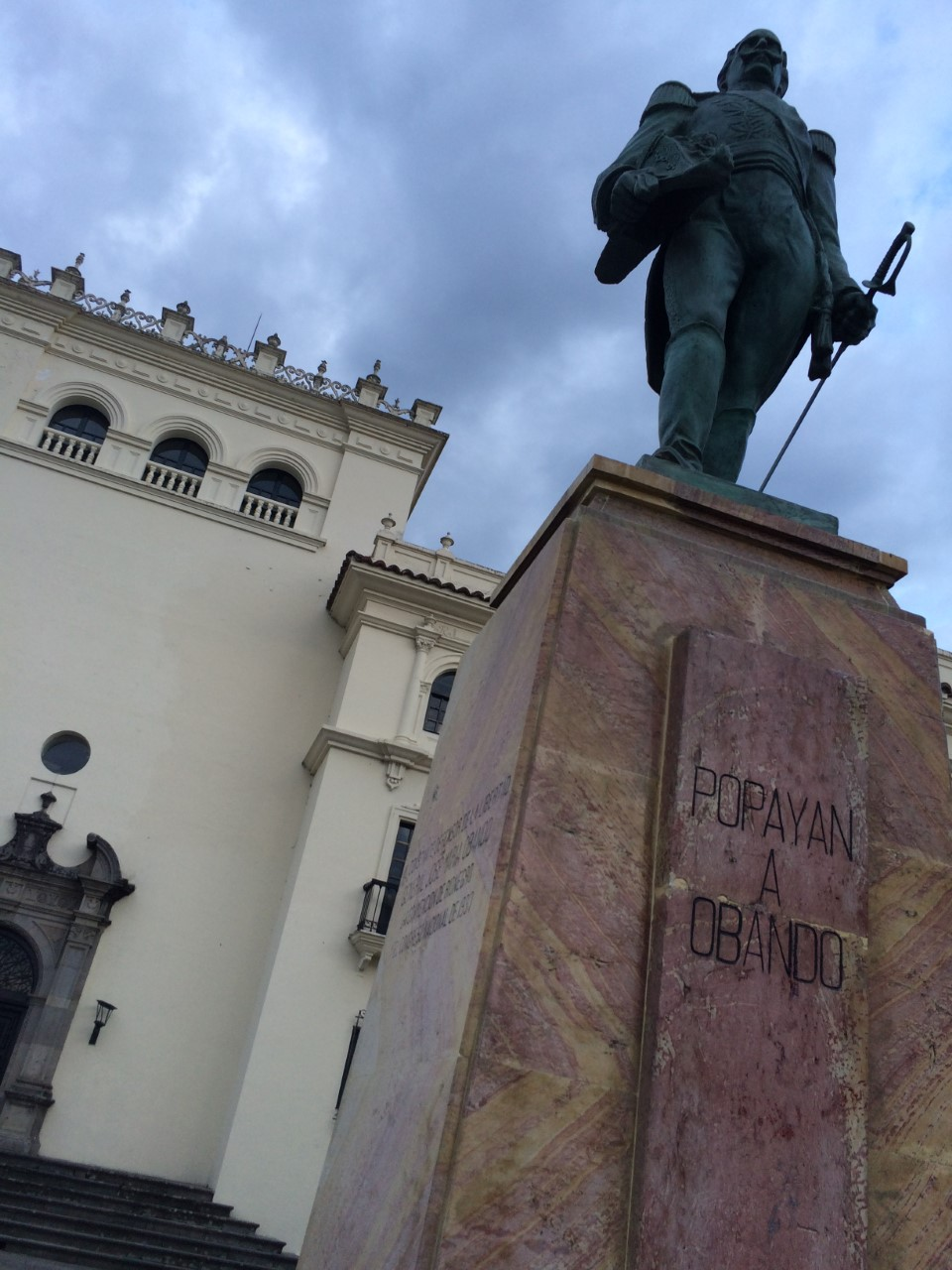
Estatua del general José María Obando en la plazoleta Mosquera al occidente del Palacio Nacional.

Consta de una edificación con basamento en piedra de tres plantas a excepción de su torreón con un piso extra que lo distingue de entre el conjunto, al noroeste se halla la plazoleta Mosquera con la estatua del general José María Obando en el centro, a su constado sur destaca una arcada de medio punto, al este una portada en piedra que da acceso a la torre.
Por el lado de la calle de La Pamba se ubica la entrada principal en cantera de canto a la mitad del palacio bordeado por ambos lados de ventanas en el primer piso y por balcones en el segundo, mientras que el tercero sobresale una sucesión de arcos que enmarcan las ventanas y coronando todo este complejo se halla una bella baranda. Inicialmente este lote fue utilizado como la huerta del convento del Monasterio de los Carmelitas conservando este uso desde la época colonial hasta que el gobierno expropio el claustro en 1863, a comienzos del siglo XX el Ministerio de Obras Públicas adquirió el terreno para construir el Palacio Nacional de la ciudad hecho que se estaba haciendo en varias urbes de la nación, para cumplir este fin se le encargó al arquitecto Hernando Gonzales Varona el diseño del edificio en un estilo ecléctico italiano con ciertas influencias traídas de Bogotá sobre todo basándose en las obras del reconocido Gastón Lelarge, la construcción comenzó hacia 1938 y fue totalmente concluido en 1941 sirviendo al orden judicial desde entonces.

#### Sede de la Junta Permanente Pro Semana Santa de Popayán

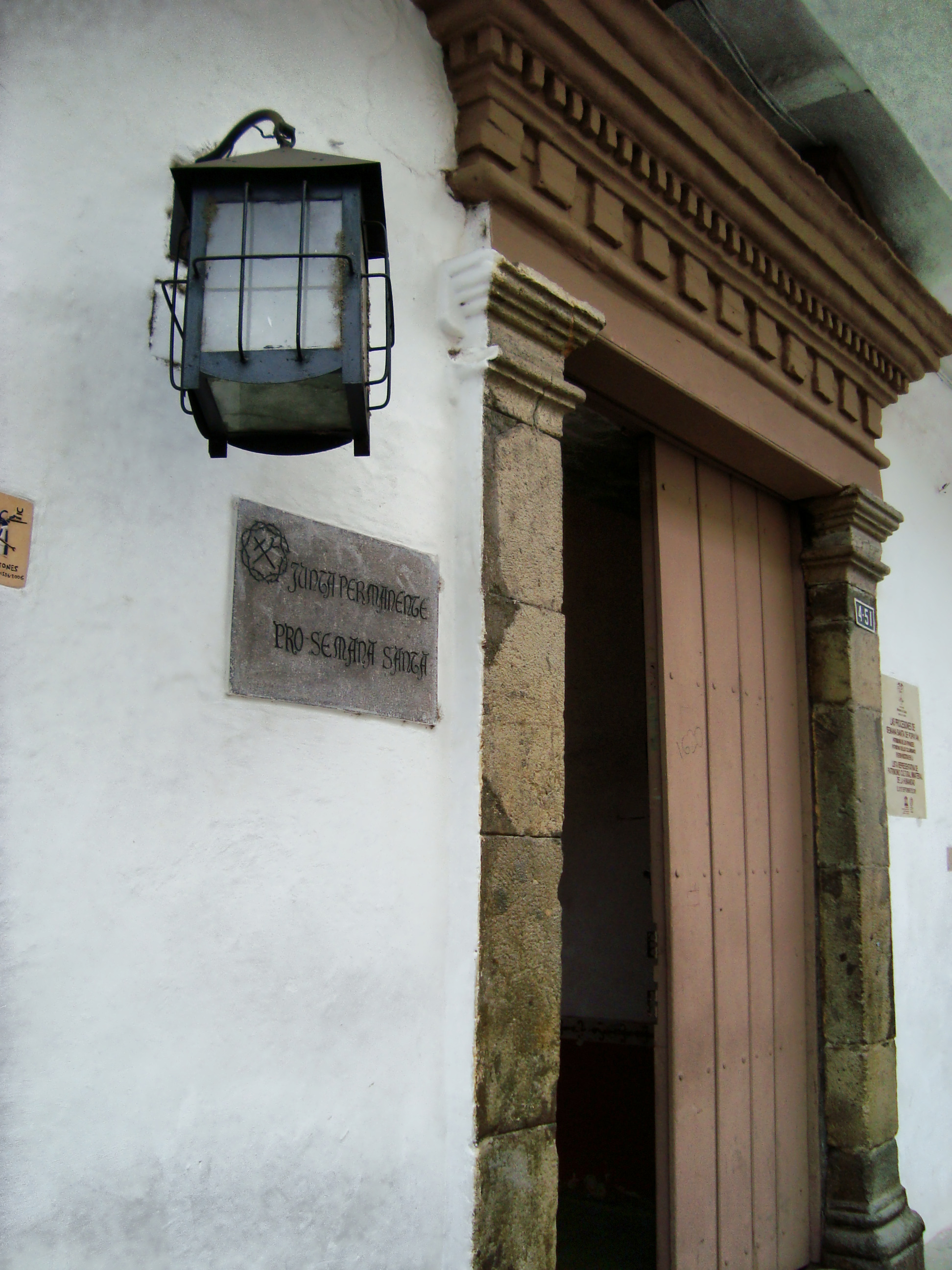
Portal de la entrada a la sede

Asentada a lo largo de la Calle Real de las Catedrales o de la Universidad (Calle 5) justo entre la Casa de la Cultura del Cauca a su izquierda y Casa de Humboldt a la derecha, es una casona de estilo colonial español de un solo piso con 5 ventanas y contado de entrada principal un portón con aldaba de fauno, conjunto el cual está enmarcado con una portada en cantera de piedra con un entablamento neoclásico, cuyo arquitrabe está sustentado por columnas de fuste liso y capitel de orden toscano. Se puede apreciar también sus triglifos y metopas sin ninguna decoración haciendo parte del friso y que en su parte superior sobresale la cornisa que da soporte a los arranques del frontón en forma semicircular, consolidándolo como uno de los portales civiles más bellos del centro. 

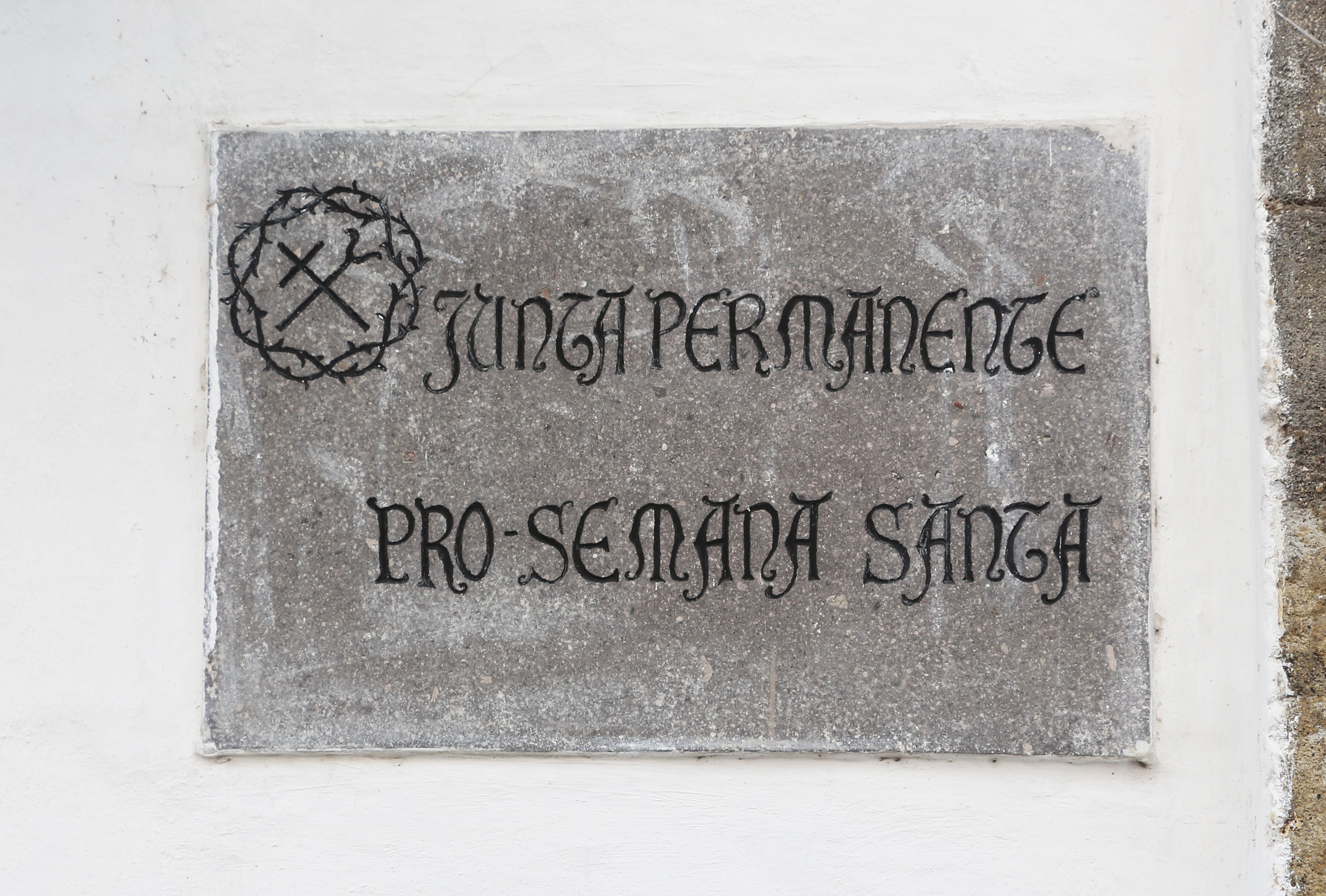
Placa con el nombre de la organización

La casona por otro lado se estima que data del siglo XIX, en concreto se piensa que fue construida tras el terremoto del 16 de noviembre de 1827, aunque varios de sus elementos arquitectónicos datan de la década de los 20 del siglo XX. La entrada central da paso a un elaborado patio empedrado por medio de un zaguán tapizado de canto rodado que lleva a un arco mixtilíneo que es cubierto por una maravillosa reja de hierro forjada, conteniendo en su ornamentación el nombre de la organización duela del edificio y rematada por dos escudos de armas. 
El patio empedrado esta rodeado de pilastras de madera que sustentan el techo del pasillo que aún conserva singulares vestigios de pintura mural, contiene a sus 4 extremos plantas y flores que adornan aun más la belleza del interior. En el centro de todo se halla una elaborada fuente de agua rememorando las casas de Andalucía. Alrededor del conjunto se hayan distribuidas las habitaciones que en su tiempo fueron hogar de las familias más adineradas de Popayán, hoy resguardan en sus recintos, las salas del Museo de las Procesiones de Semana Santa. 
La actual propietaria de la casa es la Junta Permanente Pro Semana Santa, quienes desde su fundación en 1939 se ha dedicado a la salvaguarda, mejora y adecuamiento de los desfiles sacros durante la Semana Santa en Popayán, unos actos culturales tan importantes para la historia mundial que el 30 de septiembre del año 2009, la Unesco las declaró como Obra Maestra del Patrimonio Inmaterial e Intangible de la Humanidad y la casa sede de la organización fue declarada como Bien de Interés Cultural del Ámbito Nacional mediante la Ley 0891 del 7 de julio de 2004.

#### Sede de la Oficina de Registro de Instrumentos Públicos (Antigua Casa de don Lorenzo de Paz Maldonado)

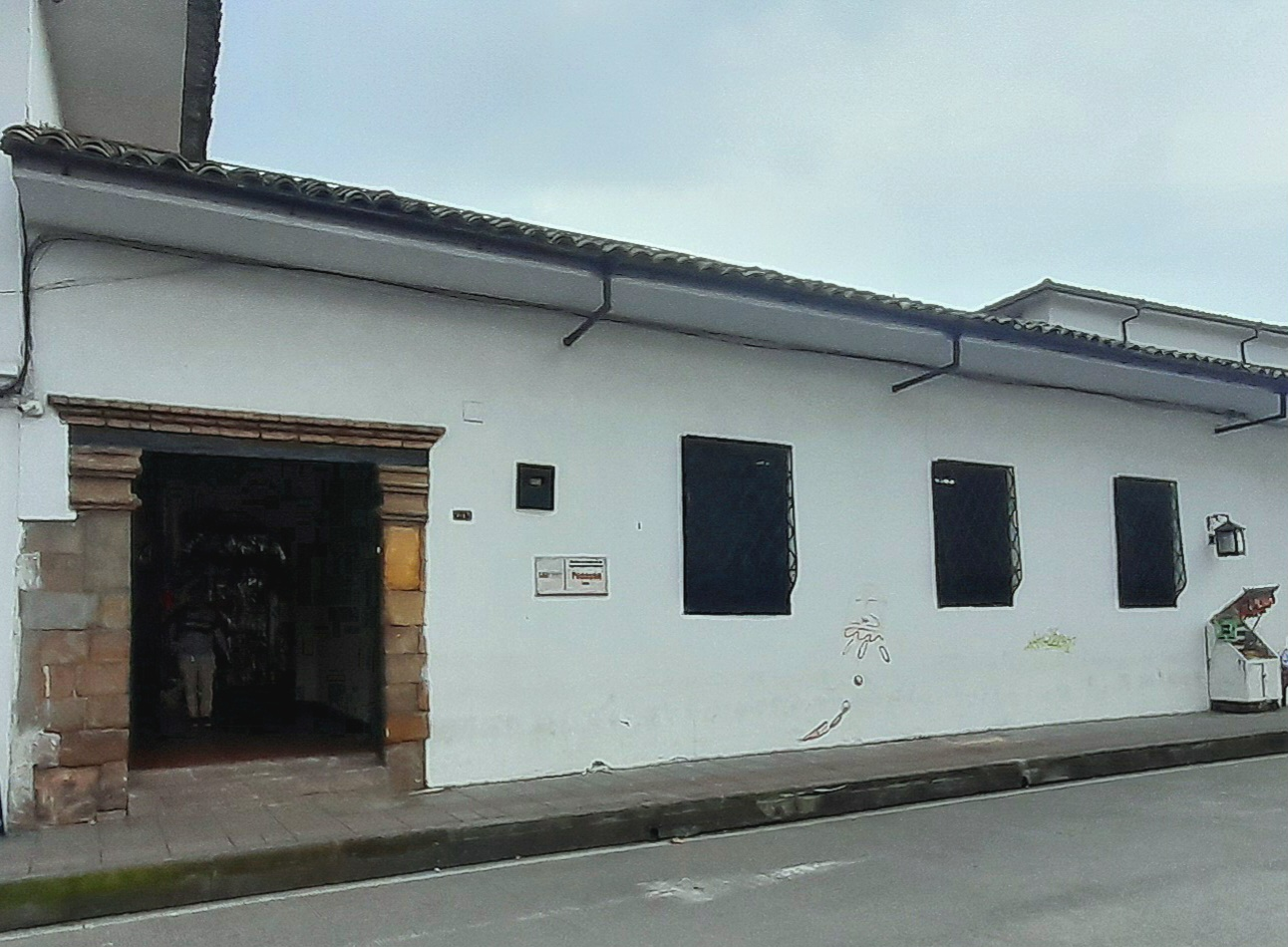
Vista de la casa desde la plazoleta Camilo Torres Tenorio

Se ubica emplazada sobre la Calle Real de San Francisco (Calle 4), es una de las casas más antiguas del centro y de las pocas que aún se conservan en su mayoría integras del siglo XVI. Consta de una fachada de una sola planta, una única entrada enmarcada entre una portada conformada por columnas de bloques de piedra con capiteles de orden toscano que sustentan un dintel a su derecha se hayan sucedidas tres ventanas y el interior está engalanado por un patio central empedrado adornado por exuberante vegetación.

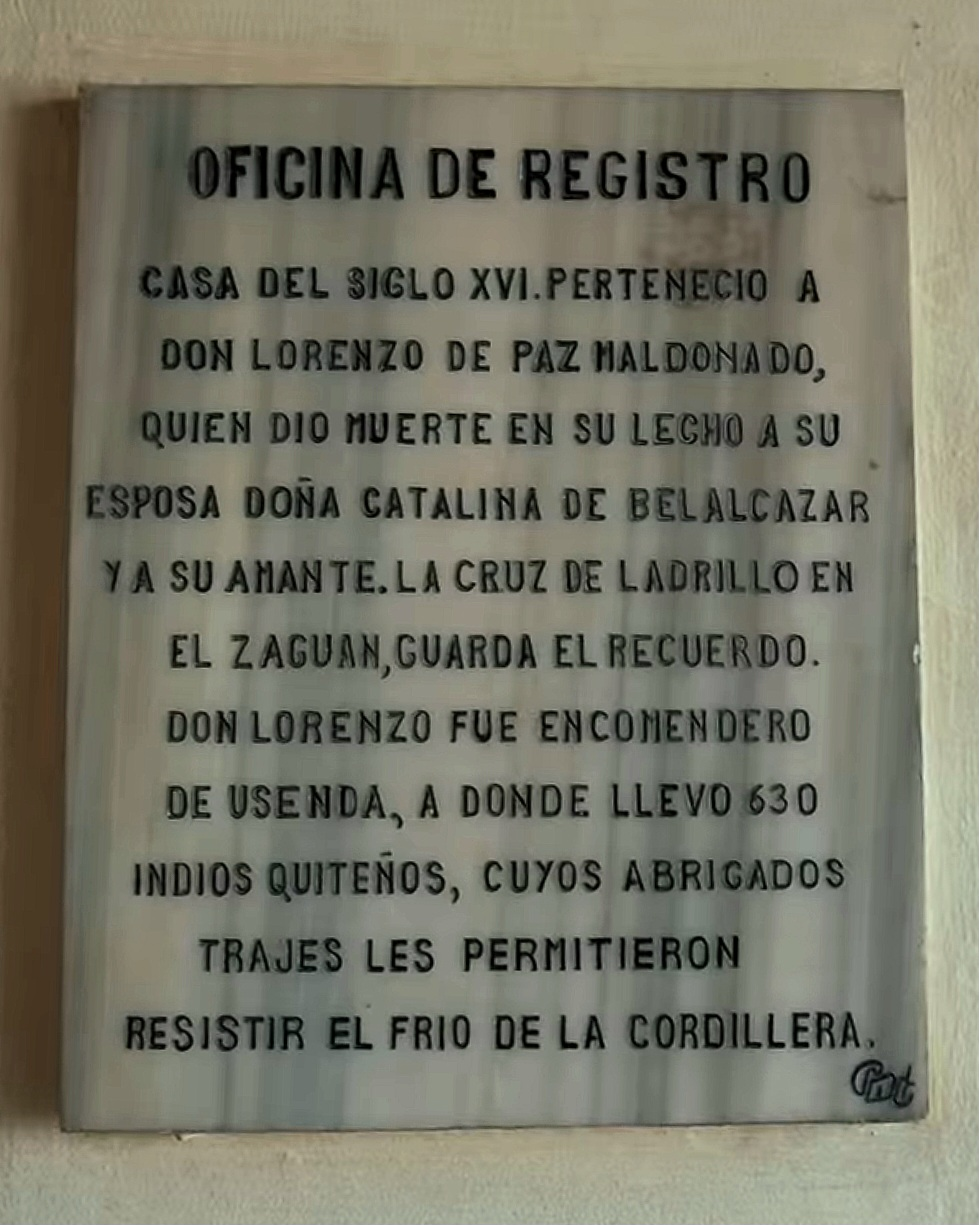
Placa de mármol con la historia de la casa

La historia de este edificio esta íntimamente ligada a la tragedia y la desgracia amorosa, datada del siglo XVI esta casona perteneció en su momento a don Lorenzo de Paz Maldonado, quien era encomendero de Usenda y se había casado desde 1576 con doña Catalina de Belalcázar, nieta del fundador de la ciudad y conquistador español Sebastián de Belalcázar, aconteció que en el 11 de octubre del año 1591 tras 15 años de matrimonio y en nacimiento de un hijo (Antonio Paz Maldonado Belalcázar) fueron descubiertos en pleno acto de infidelidad la señora Catalina con su amante don Francisco García de Tobar con la complicidad de su esclava Bárbula, por su esposo en su lecho dentro de sus aposentos privados.
Desatándose el primer violento crimen pasional registrado de la ciudad, en el cual la pareja fue brutalmente asesinada por venganza a manos de la espada del despechado y engañado don Lorenzo de Paz, su mujer Catalina murió en la cocina mientras su amante Francisco García logró escapar hasta el portón del zaguán donde finalmente fue alcanzado y se le dio muerte, hoy en día una cruz de ladrillo en ese mismo lugar recuerda el trágico episodio que por mucho tiempo fue la comidilla de los vecinos y ciudadanos de Popayán, dado que fue un verdadero escándalo para la época, por otro lado, el encomendero fue llevado a juicio, sin embargo logró librarse de su ejecución gracias a una apelación y a su riqueza, tras ser liberado se volvió a casar después con doña Catalina de Zúñiga Mosquera y Velasco, hija del conquistador don Francisco de Mosquera y Figueroa.

#### Antigua Casa del Banco Central Hipotecario. (Actual Registraduría Nacional del Estado Civil)

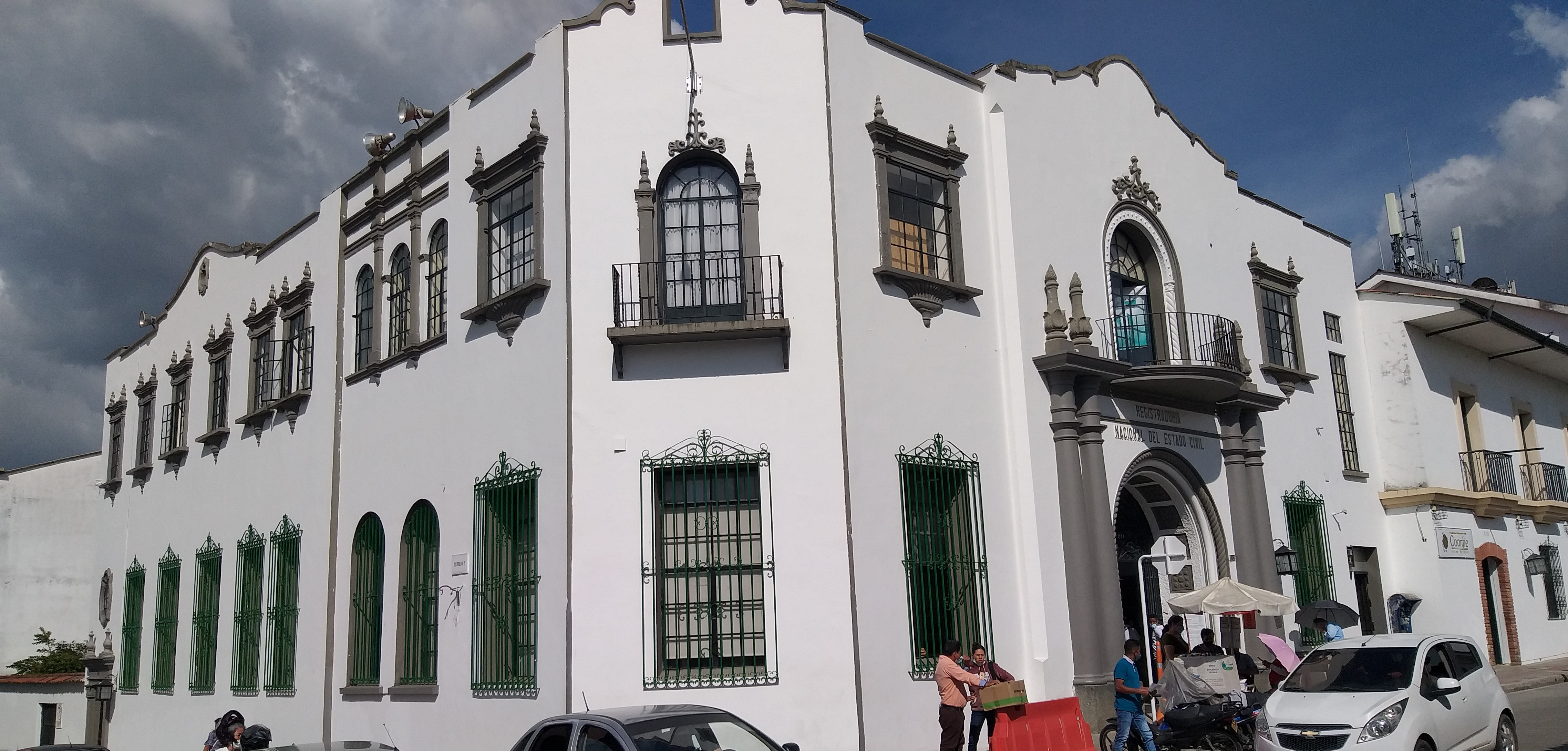
Antigua Sede del Banco Central Hipotecario sobre la Calle Real de San Francisco.

Se encuentra en la esquina noreste de las calles del General Carlos Alban y de San Francisco (Carrera 9 con Calle 4) justo en frente de la plazoleta Camilo Torres y la Iglesia de San Francisco, sobresale de entre sus edificios vecinos por su estilo ecléctico conformado por distintos elementos ''particulares'' alejándose un poco de la arquitectura colonial española. 

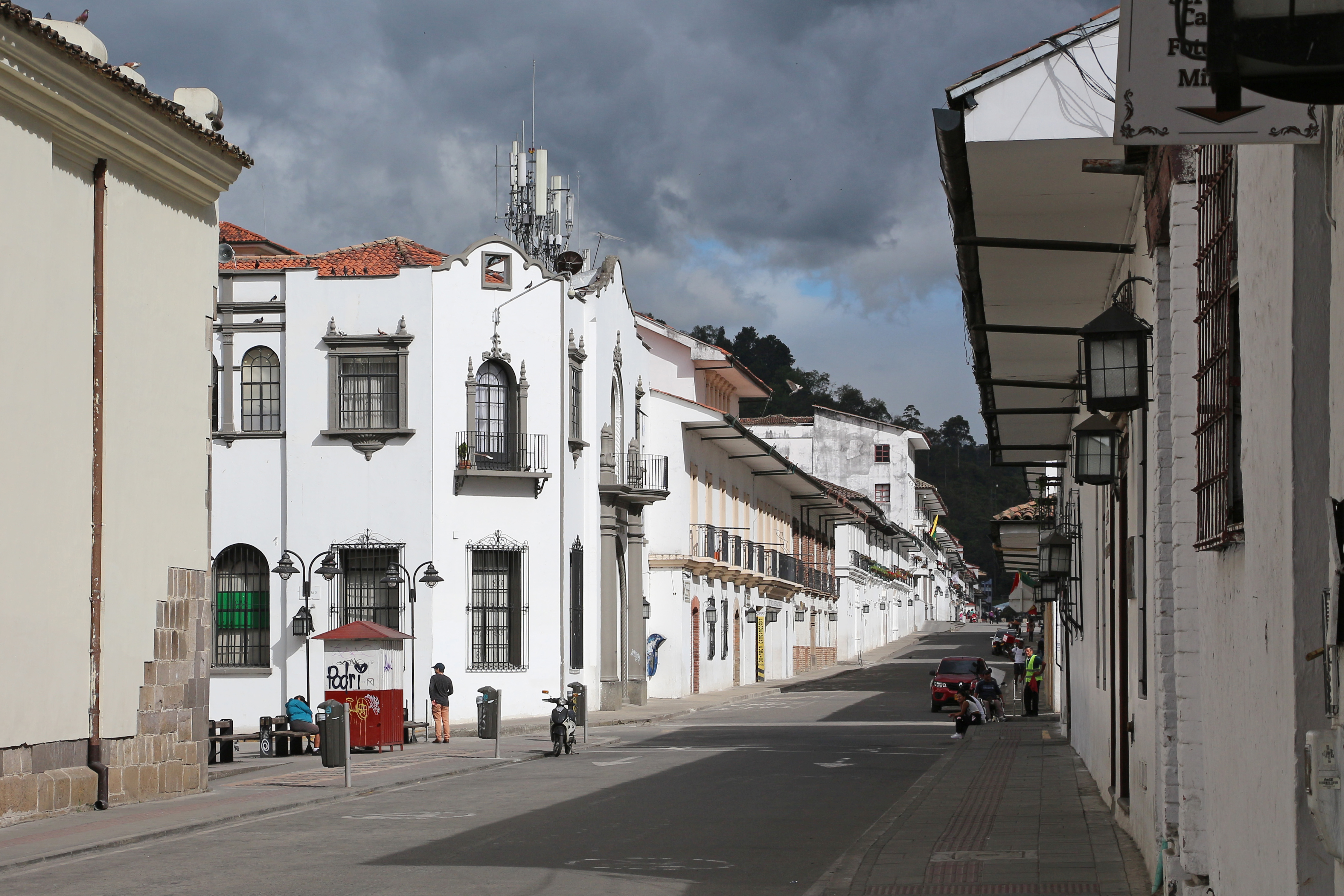
La Registraduría al fondo en el centro de la imagen, destacando su diseño no colonial.

Su fachada de 3 lados consta de dos plantas, la entrada principal se halla sobre la calle 4 consistente en un arco de medio punto de gran tamaño flanqueado por 2 columnas a cada lado de fuste liso que sostienen el balcón rodeado por una baranda metálica, además de este mirador existe otro en la parte de la esquina y sobre este una ranura circular donde antes estaba un reloj de manecillas que en restauraciones posteriores se retiró, las demás entradas de luz del edificio son ventanas de diversos tamaños, marco y forma, en la pendiente de sube por la carrera 9 existe una segunda entrada más pequeña pero con un bello enmarcado de pilastras y un dintel encima de estas. 
Antes de la actual edificación existió una casona virreinal que fue levantada en la mitad del siglo XVII por los acaudalados hermanos encomenderos Francisco y María Teresa Hurtado del Águila como su residencia personal, a causa del terremoto de 1736 esta casona original fue destruida, modificándose su diseño con el añadido de un portal en piedra con el escudo de armas de la familia Hurtado del Águila además de tiendas en el primer piso y las habitaciones en el segundo como se acostumbraba en el denominado ''Estilo Popayán'', ya entrado el siglo XVIII la propiedad es adquirida por el gobernador José Ignacio Ortega quien fue uno de los pioneros en la construcción del Puente Viejo del río Cauca, este histórico bien permaneció sin apenas cambios hasta 1936 cuando fue demolido para edificar la actual casa que pasó a ser la sede del Banco de Colombia, después del Banco Central Hipotecario hasta que finalmente terminó siendo la Registraduría Nacional del Estado Civil.

#### Sede del Club Popayán.

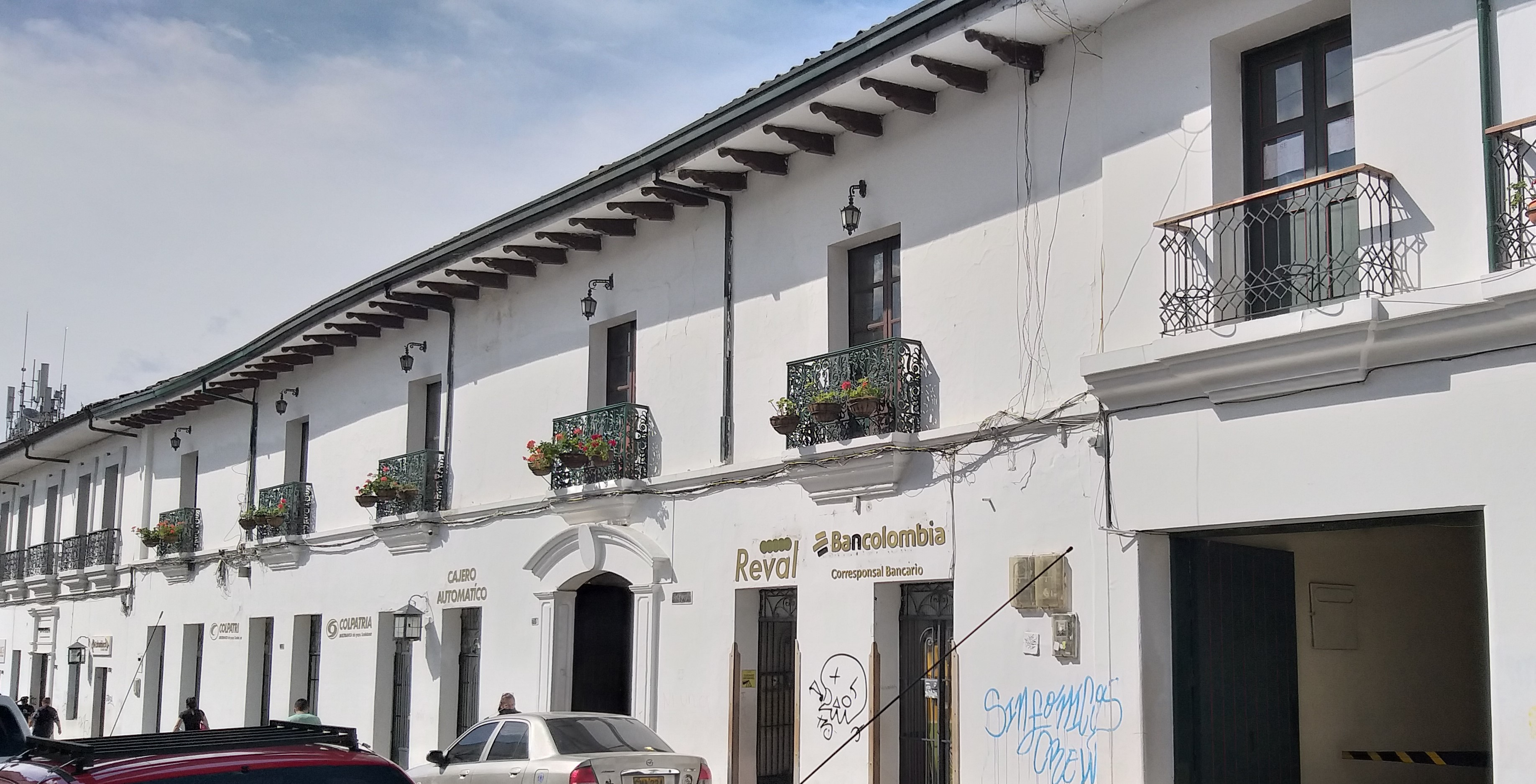
Fachada de la sede del Club Popayán.

Se ubica sobre la Calle Real de San Francisco (Calle 4) a unos cuantos metros del Parque Caldas, es un inmueble patrimonial de gran valor ya que es una de las obras más importantes hechas por el ilustre arquitecto payanes don Marcelino Pérez de Arroyo y Valencia que se construyeron en la ciudad, consta de una casona de dos pisos con 5 balcones en la parte superior, locales comerciales a ambos lados de la portada principal ubicada a la derecha con un diseño singular muy alejado del tradicional de piedra que por zaguán conecta al interior de dos patios rodeados de bellas arcadas, algo muy común en las nuevas viviendas de esa época. 

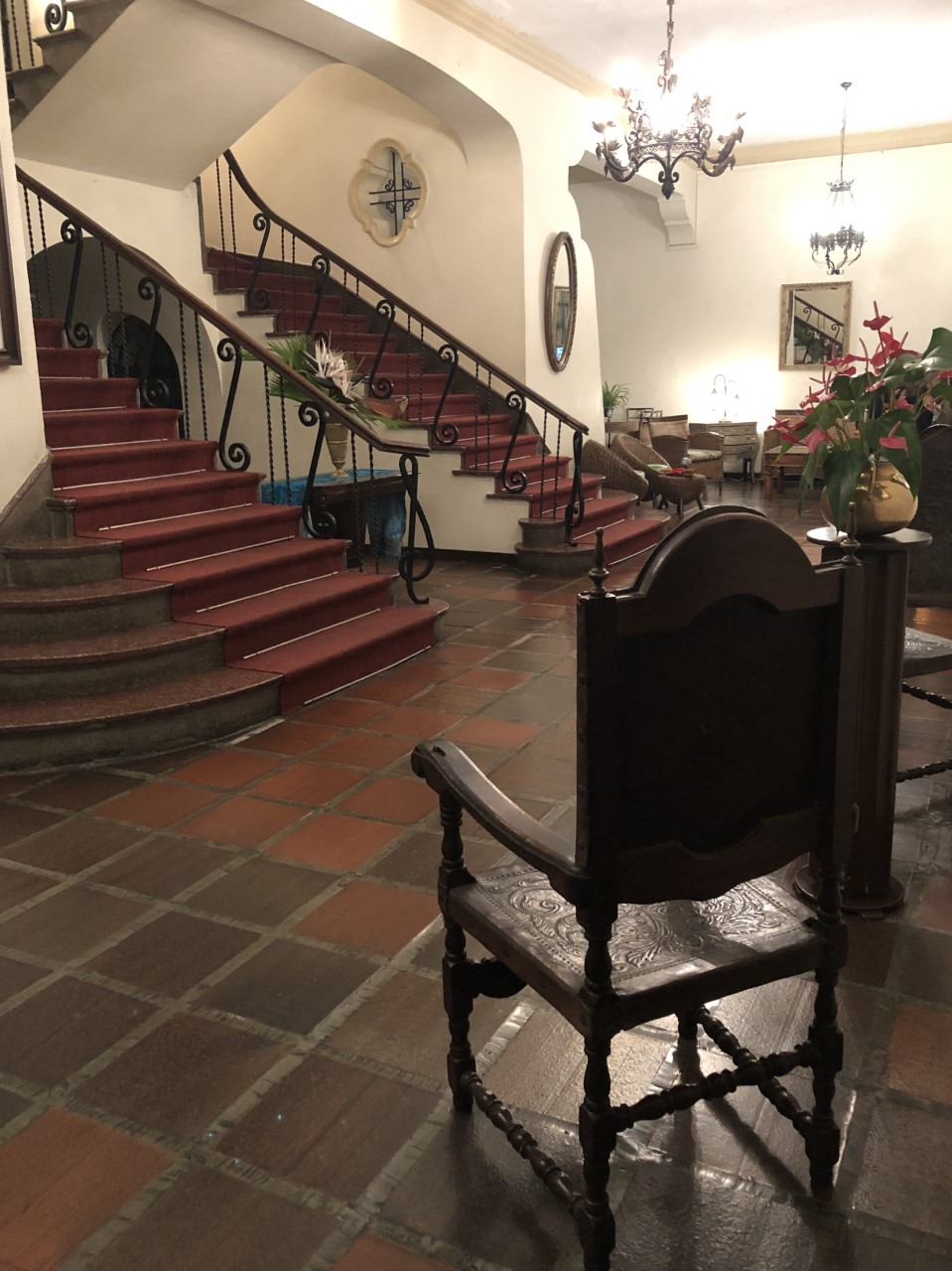
Interior del Club Popayán.

Esta casa fue manda a construir por Andrés Pérez de Arroyo justo en seguida de la vivienda del presbítero Agustín de Sandoval hacia finales del siglo XVIII siendo encargados los planos y la dirección al hermano de don Andrés, el famoso arquitecto Valencia, que le dio como en todas sus obras, su toque personal que consistía en pretender imitar y enaltecer las formas y elementos neoclásicos mezclados con los rasgos tradicionales del colonial español y los materiales que se encontraban más disponibles dieron como resultado la mayor parte del inventario patrimonial de la ciudad. Después de finalizada pasa su propiedad a la Gabriela Pérez de Arroyo que por matrimonio también a la familia Arboleda.
La edificación fue adquirida en 1947 por el club social, que la remodeló y amplió, adaptándola para su nuevo uso sin necesidad de modificar su morfología, estructura y diseño único. En esta casa se hospedó el presidente de la República Marco Fidel Suárez en 1920, cuando pernoctó en Popayán en camino hacia el Ecuador para entrevistarse con el presidente de ese país.

#### Casa''Cuna del Santo Ecce Homo''.

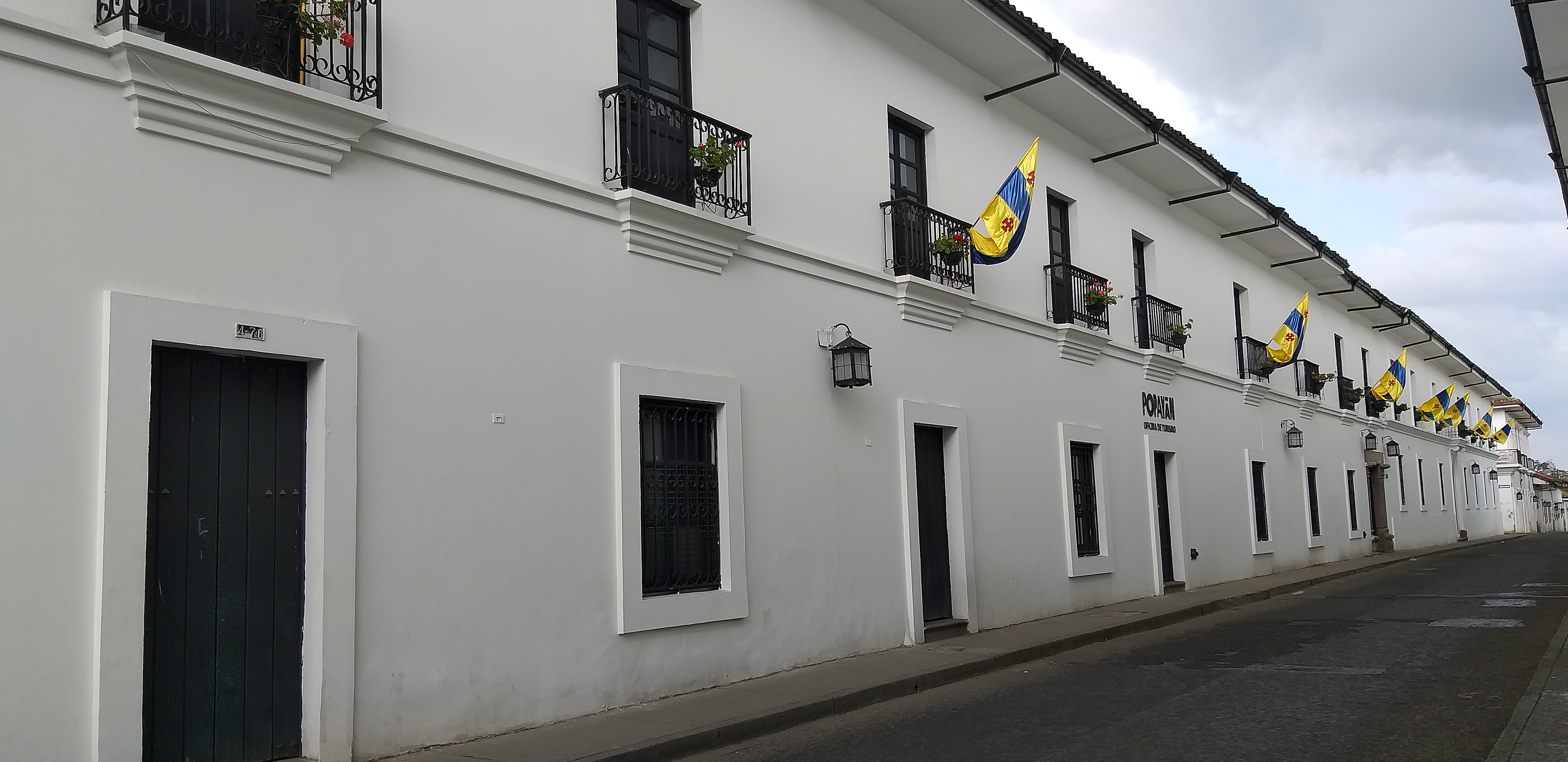
Fachada de la antigua casa de don José Antonio Velasco La cuna del Santo Ecce Homo

Ubicada en la esquina formada por la calle de El Empedrado y la calle Real de las Catedrales (Carrera 5 con Calle 5), es una inmensa casona con 2 pisos que entre sus elementos más característicos se encuentran sus balcones con reja de hierro forjado, sus puertas en madera tachonada y su portada en mampostería de piedra de la cual hay una inscripción en su dintel, en donde se detalla su fecha de finalización con la oración en abreviado ''SE ACAUO + AÑO D 1775'' y es la parte más conocida de la casa.

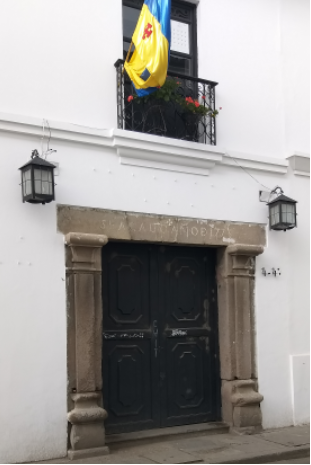
Portada de la casa de don Juan Antonio Velasco

La construcción de esta casa se remonta a fines del siglo XVII antes del terremoto de 1736, en un lote colindante con las residencias de la Marquesa de San Miguel de la Vega (Los Portales) y del Obispo Gerónimo Obregón y Mena (Secretaría de Infraestructura). El impulsor de esta obra fue don Juan Antonio de Velasco (1650-1700), un rico y poderoso comerciante liberto que fue esclavo durante mucho tiempo en Almaguer y que al conseguir su libertad haciendo uso de sus dotes en los negocios, fue escalando en la sociedad hasta ser un respetado hacendado, logrando un ventajoso matrimonio con doña Gerónima de Velasco y Noguera siendo ambos una pareja de extrema piedad y devoción viéndose esto reflejado cuando trajeron desde Pasto, una imagen de Jesús aun sin terminar pero de una belleza sin igual por lo hábil de su talla para que hiciera parte de su oratorio personal ubicado en esta casa, siendo así este lugar la ''cuna'' o primer hogar del venerado Santo Ecce Homo, patrón proclamado de Popayán.
Hasta el año 1681, el santo recibió culto en privado en esta casona y fue gracias a un préstamo con la Catedral, que este Cristo pudo desfilar por primera vez en las procesiones de Semana Santa continuando esa tradición hasta el día de hoy, más aún cuando en 1717, por iniciativa de la familia de Juan Antonio, esta imagen fue cedida a la recién levantada Capilla de Belén ocupando el lugar central hasta la actualidad.
Tras el sismo de 1736, este edificio fue reformado por los hijos de Velasco, añadiéndole el portal de piedra acabado en 1775 y tras la tragedia de 1983, volvió a ser restaurado siendo ahora la sede de la oficina de turismo parte de la sede de la Alcaldía de Popayán.

#### Sede del Banco Popular de Colombia (Antigua Casa del Capitán Diego Delgado y Martínez).

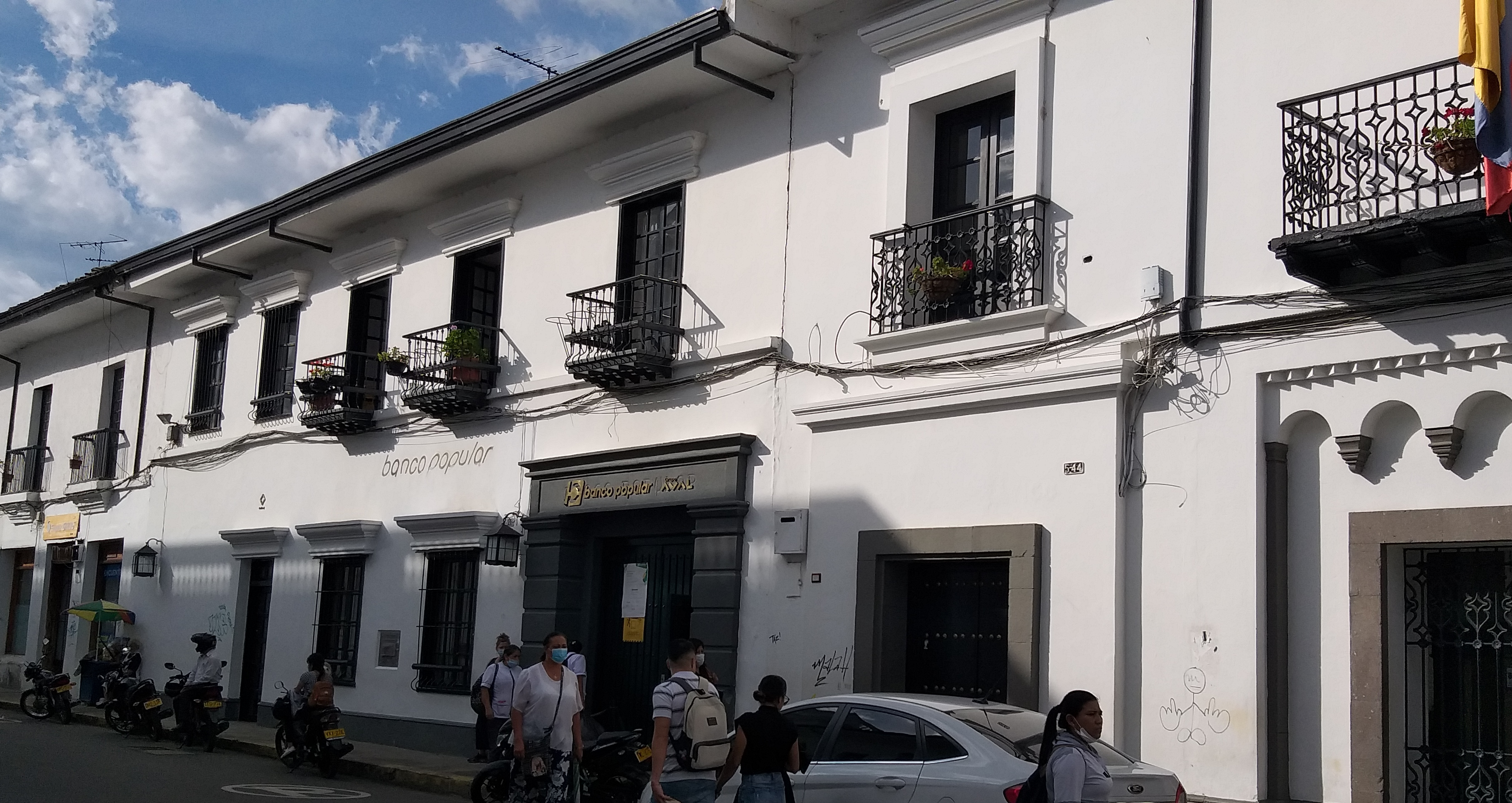
Fachada del Banco Popular, antigua casa de don Diego Delgado.

Esta edificación se yergue sobre la Calle Real de San Francisco (Calle 4) y se constituye de una fachada de ''Estilo Popayán'' de dos plantas, con una portada de ornamentación sencilla resguardando un portón, seguido por dos ventanas y otra entrada, en el segundo piso se destacan sus 3 balcones acompañados por 2 ventanas a su izquierda, además de contar con un patio central en su interior.
Hacia 1553, el capitán don Diego Delgado era el gobernador español de la provincia de Popayán, y acababa de sofocar con éxito la revuelta liderada por el explorador Álvaro de Oyón, hazaña por la cual fue recompensado con su propio escudo de armas cedido por la Monarquía Hispánica en real cédula expedida en 1565. Durante su mandato sobre la recién fundada ciudad, se le fue concedido un solar al norte de la plaza de mercado en donde pudiese edificar su residencia, la cual consistió en una primitiva choza de paja con 'trojas'' para el almacenamiento de provisiones y bienes, por lo precario de su hechura fue devastada por el terremoto de 1564.
Después de la muerte del capitán, su descendencia recibe en herencia el terreno, sobre el cual fueron levantando versiones mejores y más estéticas, pero esta casona fue nuevamente destruida por el sismo de 1736, cayendo su propiedad bajo las manos de don Esteban Pombo y Gómez proveniente de España, quien bajo su dirección la casa obtuvo su fisionomía actual, después de eso habitó aquí doña Beatriz O'Donnell, sobrina del general y ministro de la reina Isabel II, Leopoldo O'Donnell. Durante la época de las campañas libertadoras fueron acogidos en este lugar, don Manuel de Pombo y el coronel estadounidense Alejandro Macaulay en abril de 1812.

#### Casa de Posgrados de la Universidad del Cauca''La Casa Rosada''.

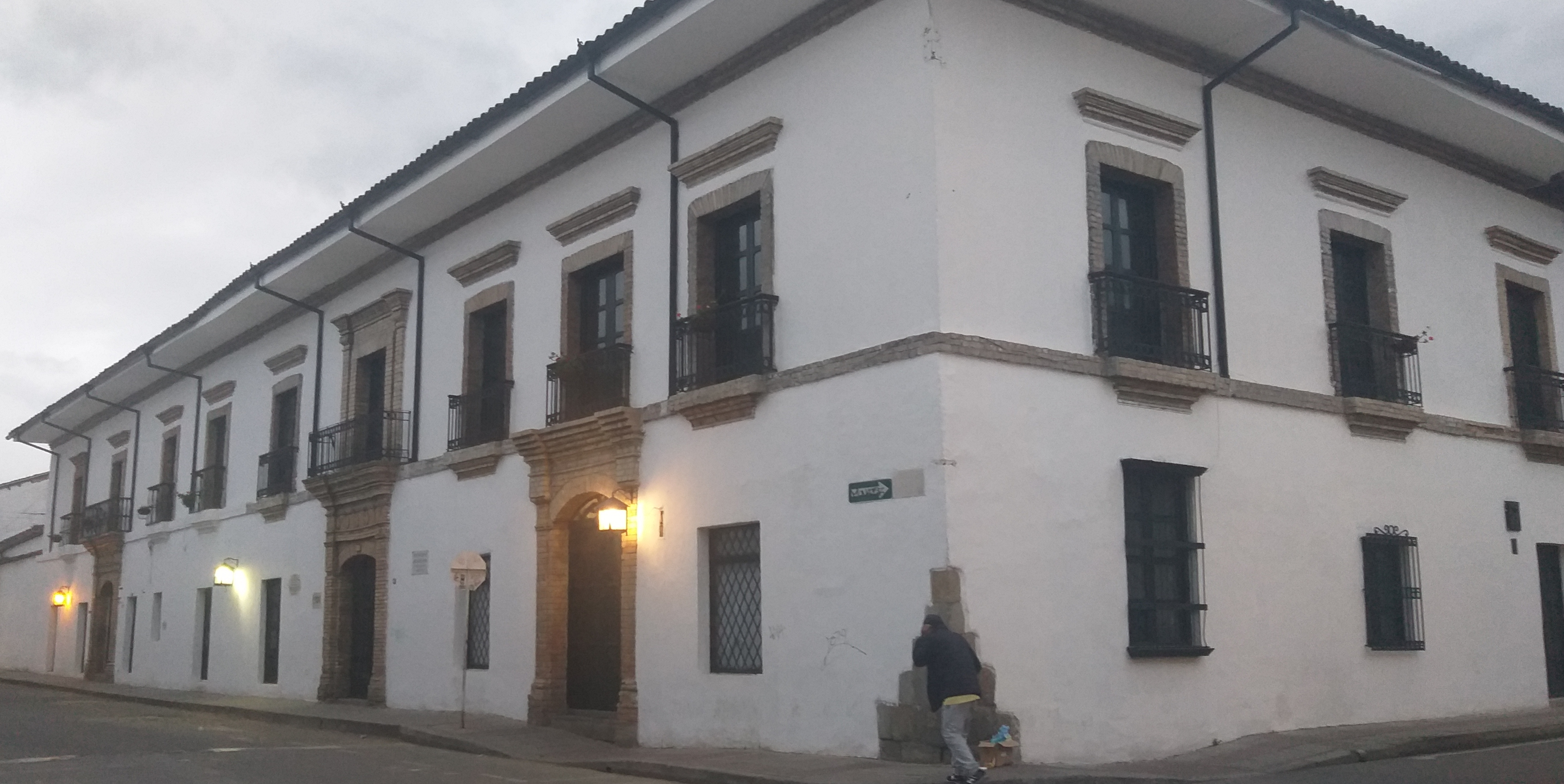
Hermosa fachada de la Casa Rosada en un anochecer.

Esta histórica casona se ubica en la esquina de las calles de La Carnicería y de Santo Domingo (Carrera 4 con Calle 4), en la actualidad es uno de los complejos coloniales civiles mejor conservados y de mayor belleza en su hechura que tiene el centro, su fachada es de dos pisos con dos ventanas en el primero y balcones en el segundo enmarcados en ladrillo. Aunque sus ornamentos más conocidos son sus tres portadas, dos gemelas que contienen su zaguán correspondiente que conduce directamente a sus patios principales empedrados y una tercera cerca de la esquina. Todos los 3 patios centrales con los que cuenta esta mansión están rodeados por una sucesión de arcos de medio punto apoyados sobre columnas de planta cuadrada en ambos niveles, siendo esto uno de sus tantos atractivos al público.

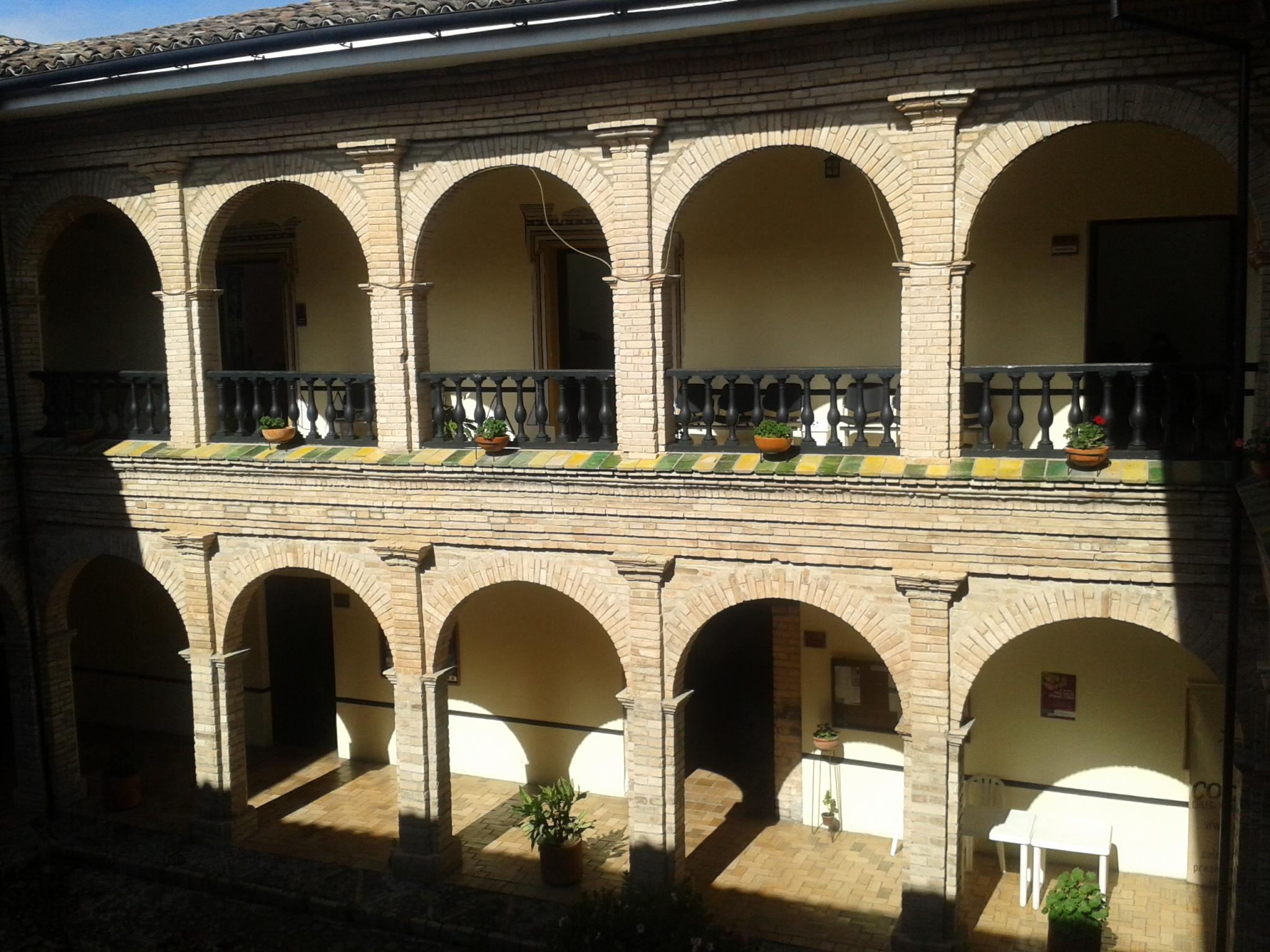
Patio principal de (Popayán).

La historia de este lugar inicia después del violento terremoto de 1736, hasta entonces por este terreno estaba baldío y con un chorro para el abastecimiento de agua y pesebreras de las bestias de carga. Fue el ilustre y adinerado payanes el Alférez real don José Alonso de Velasco quien a finales del siglo XVIII, encargó al gran arquitecto y clérigo don Marcelino Pérez de Arroyo y Valencia la construcción de su residencia, la cual el ingeniero le impregna de elementos de influencia mudéjar, española pero sobre todo neoclásicas como la distribución de la arquería de los patios o el uso de capiteles y columnas de tipo grecorromanos, al ser finalizada, esta vivienda se volvió una de las ostentosas, más hermosas, modernas y mejor decoradas de todas las otras en la ciudad. 
Tal fue el reconocimiento y prestigio que recibió este sitio, que fue designada como la digna morada del Libertador Simón Bolívar ''El Padre de la Patria'' durante una de sus visitas a Popayán, entre el 26 de enero hasta el 8 de marzo de 1822 en medio de las campañas libertadoras del sur de la Nueva Granada, siendo recibido de una manera ''entusiasta con locura y frenesí'' por la población patoja según quedó registrado por don José María Cordobés Moure y rememorado por una placa de mármol en la pared.
Al concluir la independencia definitiva de la Gran Colombia, la propiedad pasó a manos del doctor Francisco José Chaux Paredes y de su esposa doña Adelaida Rengifo Ferrer, fraccionándose luego una parte de la casa para otro miembro de la familia. Uno de los habitantes de esta casona más recordados fue don Francisco Chaux Ferrer quien vivió aquí los primeros años de su vida en compañía de sus padres, recientes adquisidores de la mansión.
Debido al terremoto de 1983, se comprometió la estructura de gran parte de la casa, siendo un punto importante la esquina, por lo que fue restaurada en su totalidad por gestiones especiales de la Universidad del Cauca, propietaria del edificio. Un dato curioso es que desde este recinto y desde el año 2017 cuando fue restituida tras haberse ausentado por más de 110 años, sale la Procesión del Lunes Santo, parte de la Semana Santa de Popayán, dado que el arzobispo de ese entonces no autorizó a ningún templo del centro para el resguardo de las imágenes, por lo que se destinó el patio noroccidental para armar los pasos que reposan entre la arquería hasta la noche del desfile. Sin embargo a partir de 2023 los pasos con sitial de la procesión serán armados y acogidos en la Iglesia del Carmen que queda enfrente, siendo ambos recintos sedes de partida y llegada del desfile.

#### Paraninfo de la Universidad del Cauca''Francisco José de Caldas''.

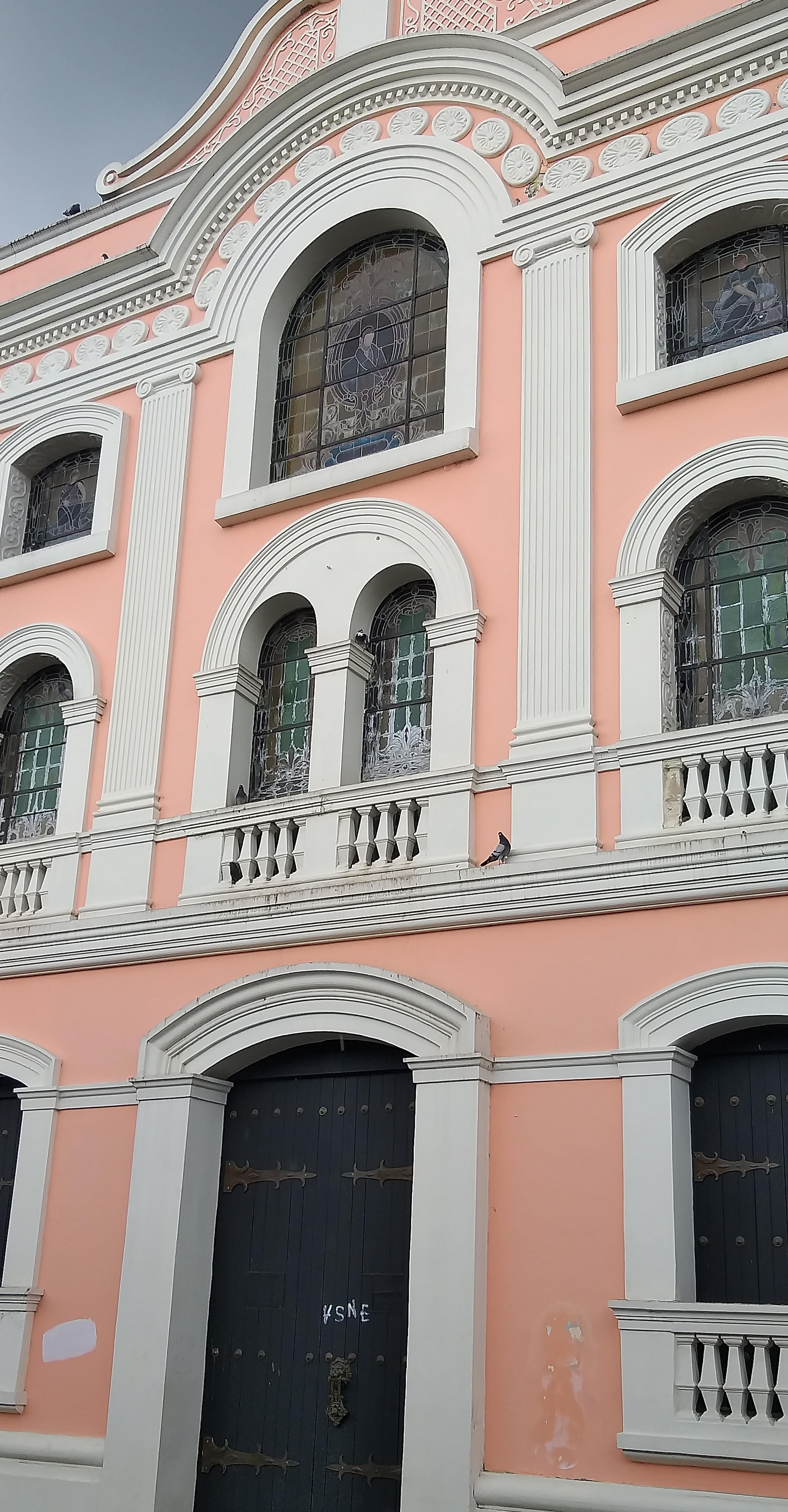
Fachada del Paraninfo de la Universidad del Cauca (Popayán).

Se encuentra flanqueado por ambos lados por el antiguo gran convento de los dominicos o de Santo Domingo (Actual Facultad de Derecho de la Universidad del Cauca) sobre la Calle Real de las Catedrales (Calle 5), destaca en su fachada distintiva y bastante alejada del colonial 'Estilo Popayán'' siendo de claro orden neoclásico y ecléctico fue diseñada por el ingeniero italiano Luis Chiapini, inspirándose en la fachada del paraninfo de la Universidad de Zaragoza, con tres niveles de ventanas, las cuales tienen variedad de estilo en sus arcos que van desde el escarzano, de medio punto hasta un geminado además de tener un remate semicircular coronando el edificio.

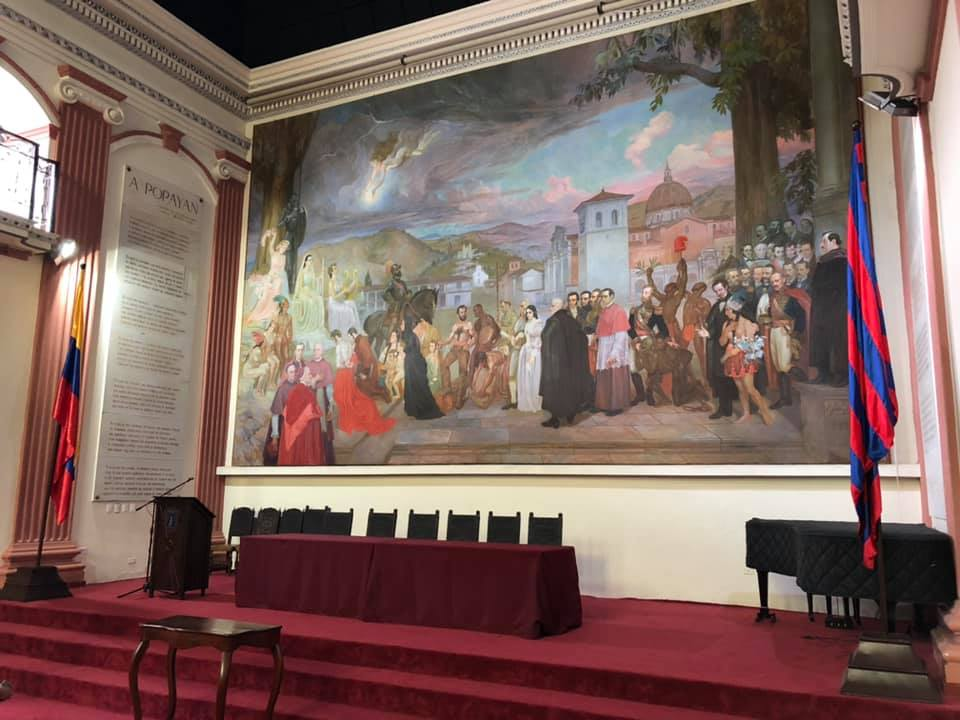
Interior del Paraninfo 'La Apoteosis de Popayán pintada por el artista Efraím Martínez.

La construcción del paraninfo data hasta finales del siglo XIX en el año de 1892, cuando durante la realización de unas masivas reformas y cambios sobre el claustro de Santo Domingo efectuadas por la Universidad del Cauca, se ideó y financió la obra de una sala especial propicia para la celebración de las ceremonias de grados de los estudiantes del alma mater. Su finalización se dio hacia el 23 de abril de 1916 al completarse su bella bóveda, dedicándole este edificio al nombre del recordado sabio payanes Francisco José de Caldas. 
Su interior es imponente y de gran belleza, adosadas a sus paredes lateral hay columnas de color similar granito rojo de fuste estriado con capiteles de orden jónico que sostienen un y separadas entre sí por arcos ciegos en el primer piso, y un balcón en la planta superior bordeado por barandales de hierro a nivel de las arquerías. 
El piso está distribuido de forma descendente con cierta inclinación desde el lado de la fachada hasta el fondo, tapizado en gran mayoría por una alfombra de color terciopelo rojo Vinotinto con su correspondiente reparto de asientos. 
En la pared del fondo, atrás del podio elevado donde se efectúan los grados, está el monumental y emblemático cuadro al óleo La Apoteosis de Popayán pintado por el patojo Efraím Martínez entre 1935 a 1955 con motivo del IV centenario de la fundación de Popayán e inspirado por algunos poemas del célebre político Guillermo Valencia, sobre todo el titulado como ''A Popayán''. Por medio del decreto 2248 11-XII de 1996, fue declarado todo el edificio y la pintura como Monumento Nacional. 

#### Hotel La Plazuela (Antigua Casa del Encomendero).

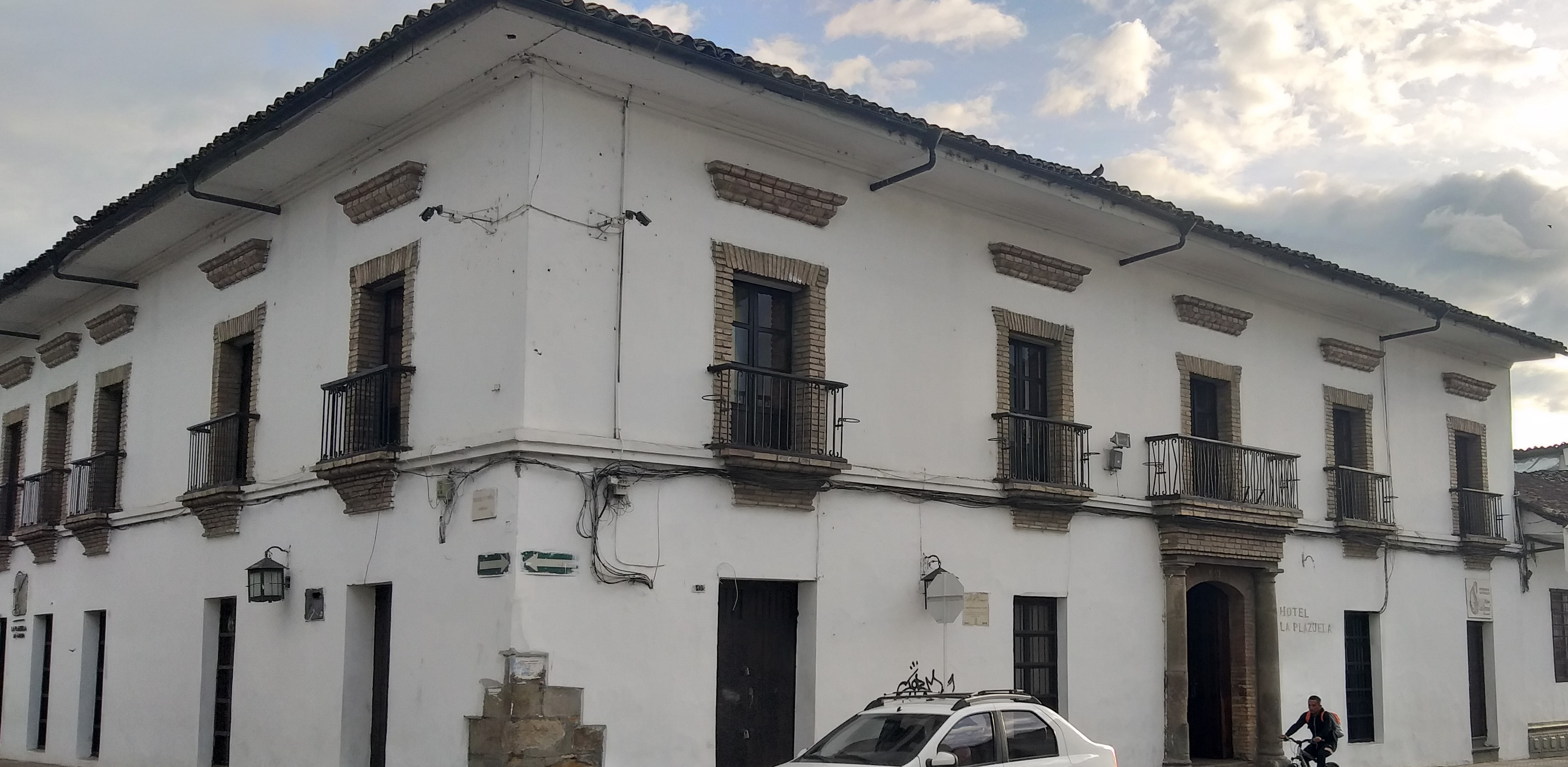
Vista de la fachada con su portada en piedra del Hotel La Plazuela.

Esta casona se encuentra en la esquina formada por las calles de La Compañía y de El Seminario (Carrera 8 con Calle 5), es un conocido hospedaje en el centro por su elegancia y la calidad de su servicio, tanto es así que usualmente se le da una calificación entre 3 a 4 estrellas. Su fachada tradicional de ''Estilo Popayán'' es de gran belleza con su primer piso adornado con ventanas y balcones enmarcados y coronados con un fino ladrillo y cerrados por barandales en hierro. 

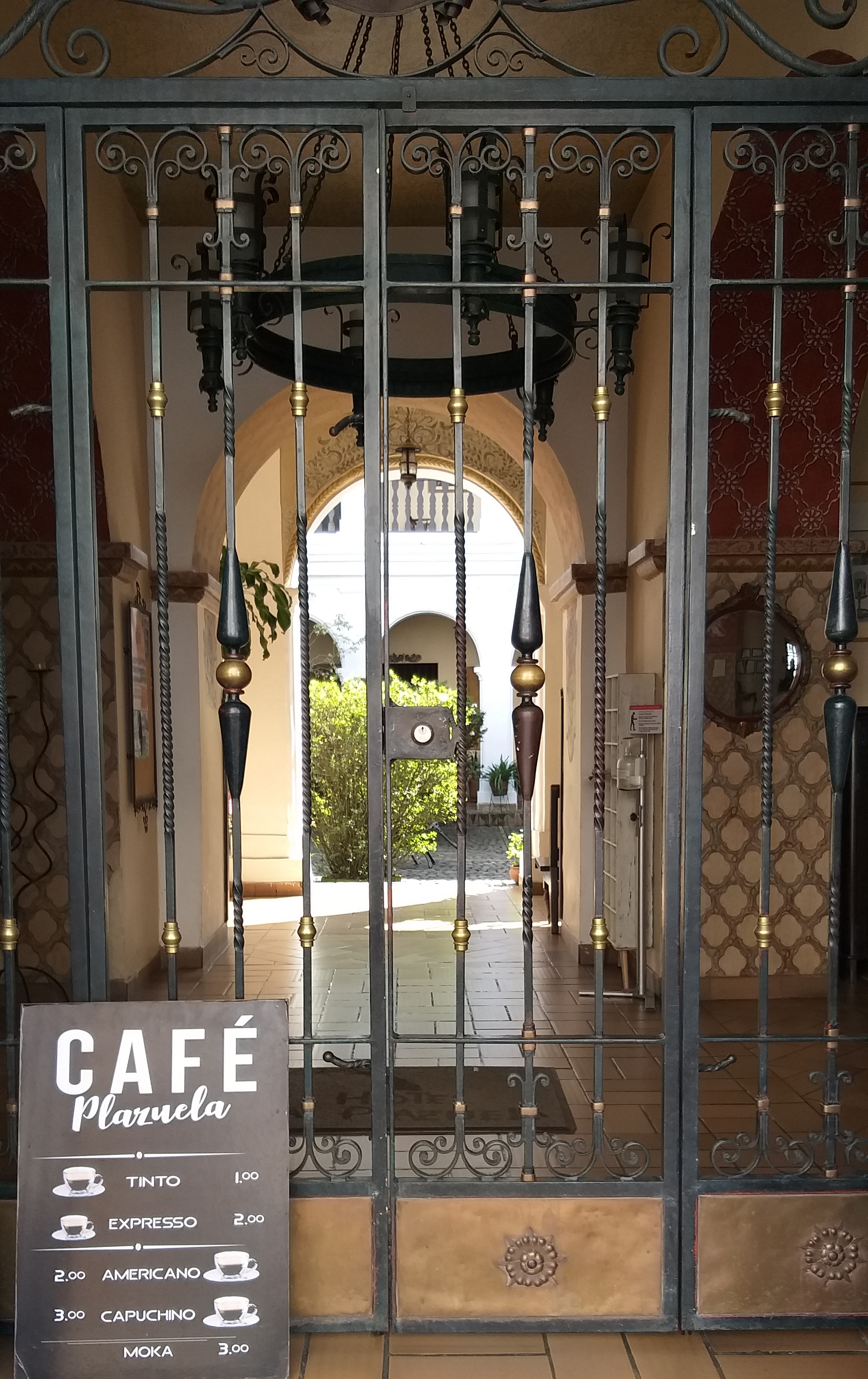
Interior del Hotel colonial.

La gran portada en ladrillo, es de una buena elaboración, el portón está flanqueado por dos columnas de piedra de fuste liso y capitel toscano que sostienen un dintel y sobre este, está el balcón central, en el interior del edificio se ubica el patio central empedrado bordeado en ambos pisos por una arquería de medio punto de influencia neoclásica.
La edificación de la casa se remonta a mediados del siglo XVII, posiblemente se reconstruido en gran parte a causa del terremoto de 1736, fue por doña Juana de Lasso de la Vega que la propiedad de la vivienda pasó a su esposo don Francisco Hurtado del Águila quien era el Encomendero de Chapa y de Julumito, y la razón por la que la casona recibió su nombre durante mucho tiempo. El solar original que tenía sobre la Calle Real de las Catedrales y que servía como huerta y pesebrera fue enajenado y entregado a la familia Torres Tenorio, quienes construyeron sobre el y ahora es la sede de Porvenir: Pensiones y Cesantías, que se destaca por su bello portal de arco de medio punto formado por grandes bloques de piedra cuadrangulares .
En el siglo XIX, los propietarios pasaron a ser la familia del doctor José Antonio Arroyo, hasta que este último se trasladó al sur y vendiendo la mansión a don Julio Chaux Rengifo, cabe decir que en un local enfrente de la iglesia de San José fue fundado ''El Banco de Popayán'' después de la desaparición de el estado del Gran Cauca, también aquí habitaron los padres del doctor Carlos Arroyo del Río quien fue presidente de Ecuador entre 1940 a 1944.

#### El Chorrito de la Pamba.

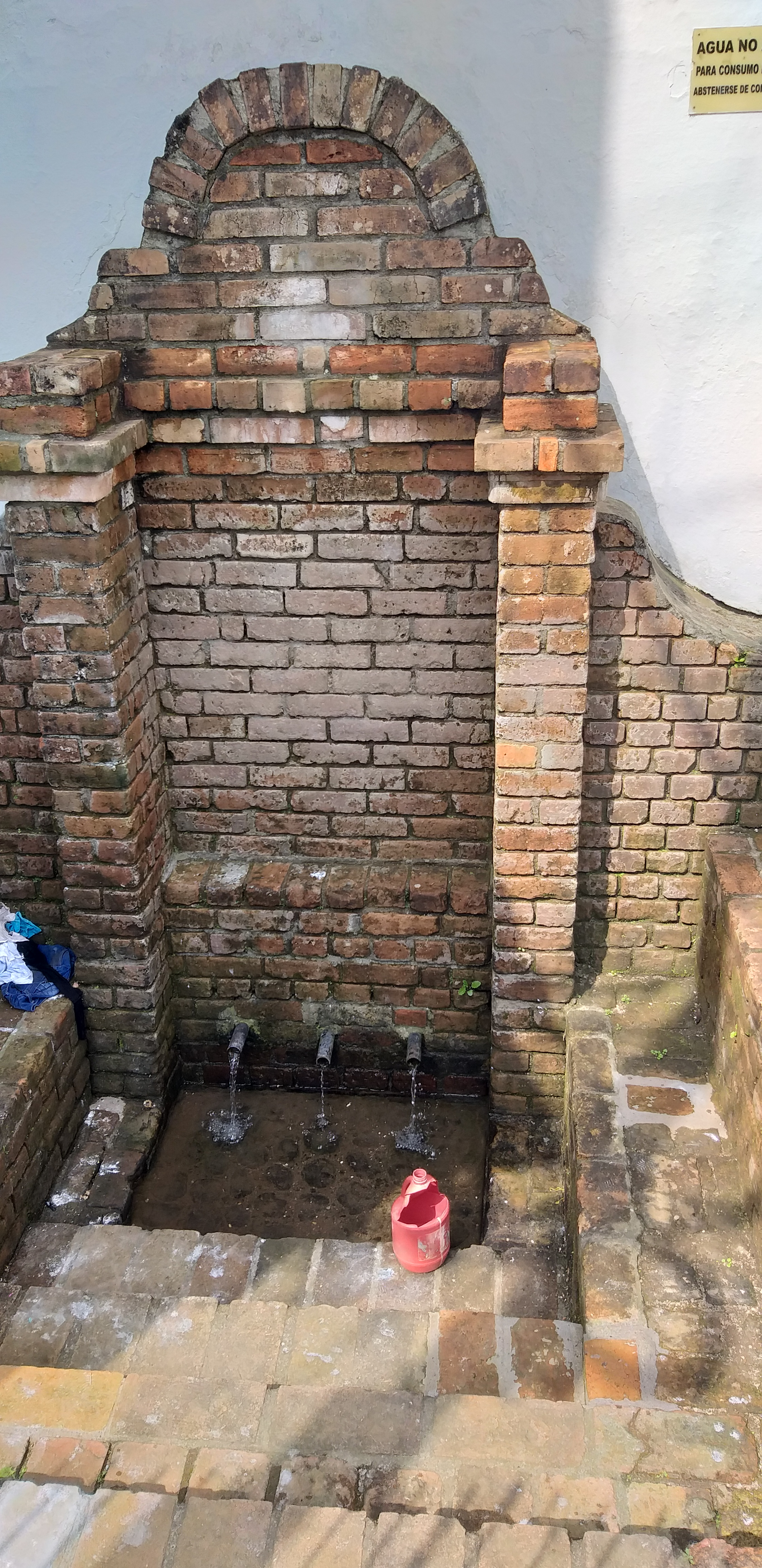
El único de su tipo que no fue destruido.

Localizado sobre la calle del Chorrito (Calle 3) en la parte más oriental del centro histórico de la ciudad, destaca por ser uno de los últimos vestigios visibles de los acueductos que se construyeron para proveer agua a Popayán desde el siglo XVII, siendo incluso catalogada como la fuente de agua más antigua de toda Colombia que aún sigue en uso. 

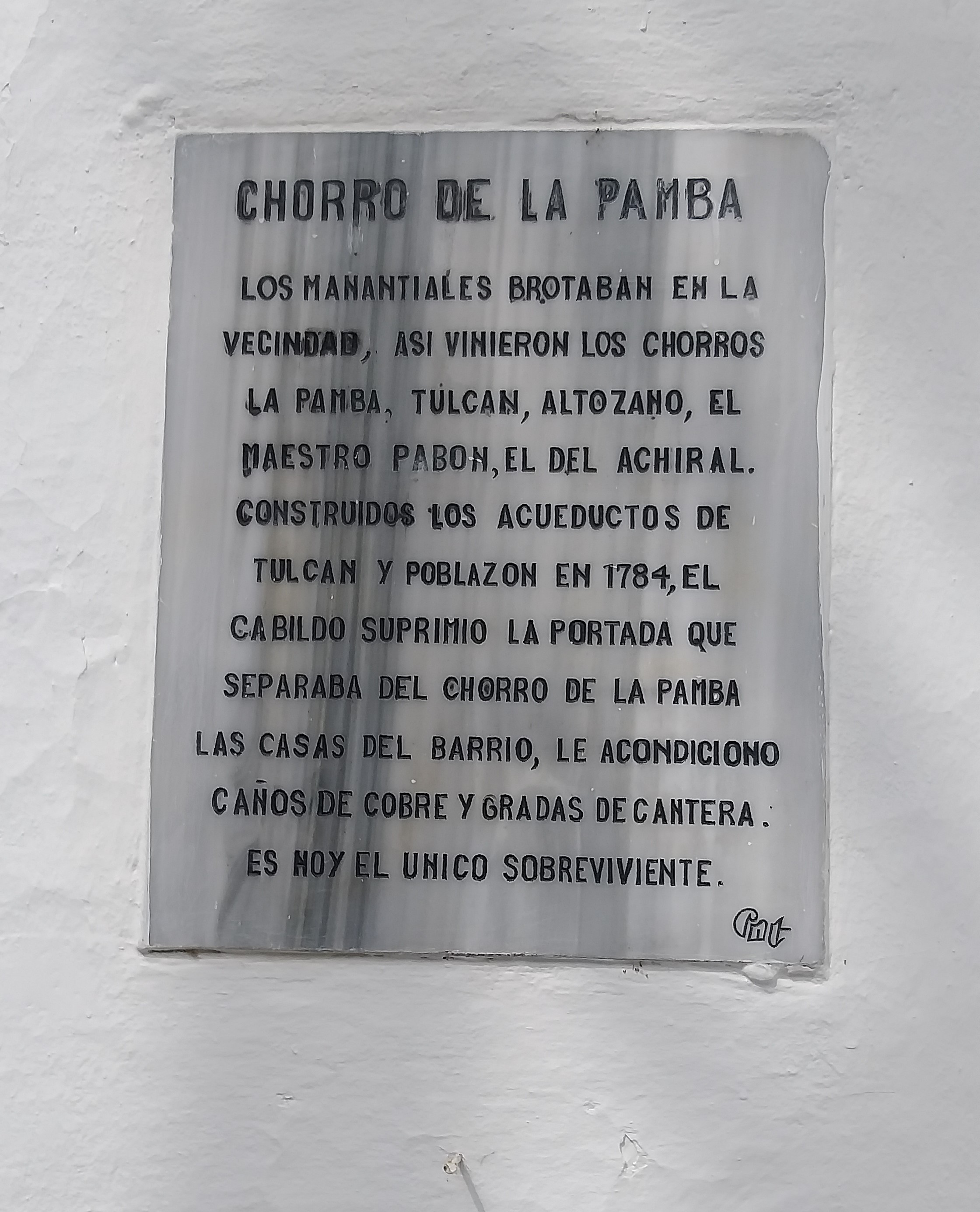
Placa descriptiva en el Chorrito de la Pamba.

El sitio donde se halla el chorro es considerada por los historiadores como el área original de fundación de Popayán en 1537, cuando los españoles encontraron un poblado de indígenas Pubences en las faldas del cerro de la Eme y se asentaron en sus inmediaciones, pero que por diversos motivos se movió el sitio de fundación al actual Parque Caldas, a pesar de esto, la zona siguió teniendo importancia por ser lugar de manantiales de agua fresca que nacía de las entrañas del cerro de las tres cruces es por esto que al ser fundada la Casa Real de la Moneda, don Pedro Agustín de Valencia mando a construir el primer acueducto de la ciudad que partía de aquí hacia el occidente de la ciudad, al ramificarse y ampliarse este abastecimiento de agua se vio la necesidad de crear fuentes públicas donde la gente del común pudiera saciar la falta de este valioso líquido, siendo el chorrito de la Pamba el primero en ser creado y sucesivamente se fueron construyendo más chorros en diversas partes del centro, como los de: 
- Altozano
- El Mascarón
- Maestro Pabón
- El Achiral
- San Juan de Dios
- Tulcán
- El Chorrito
- San Camilo
- Las Pilas de la Carnicería y de la Plaza central

#### El Chorrito de San Camilo

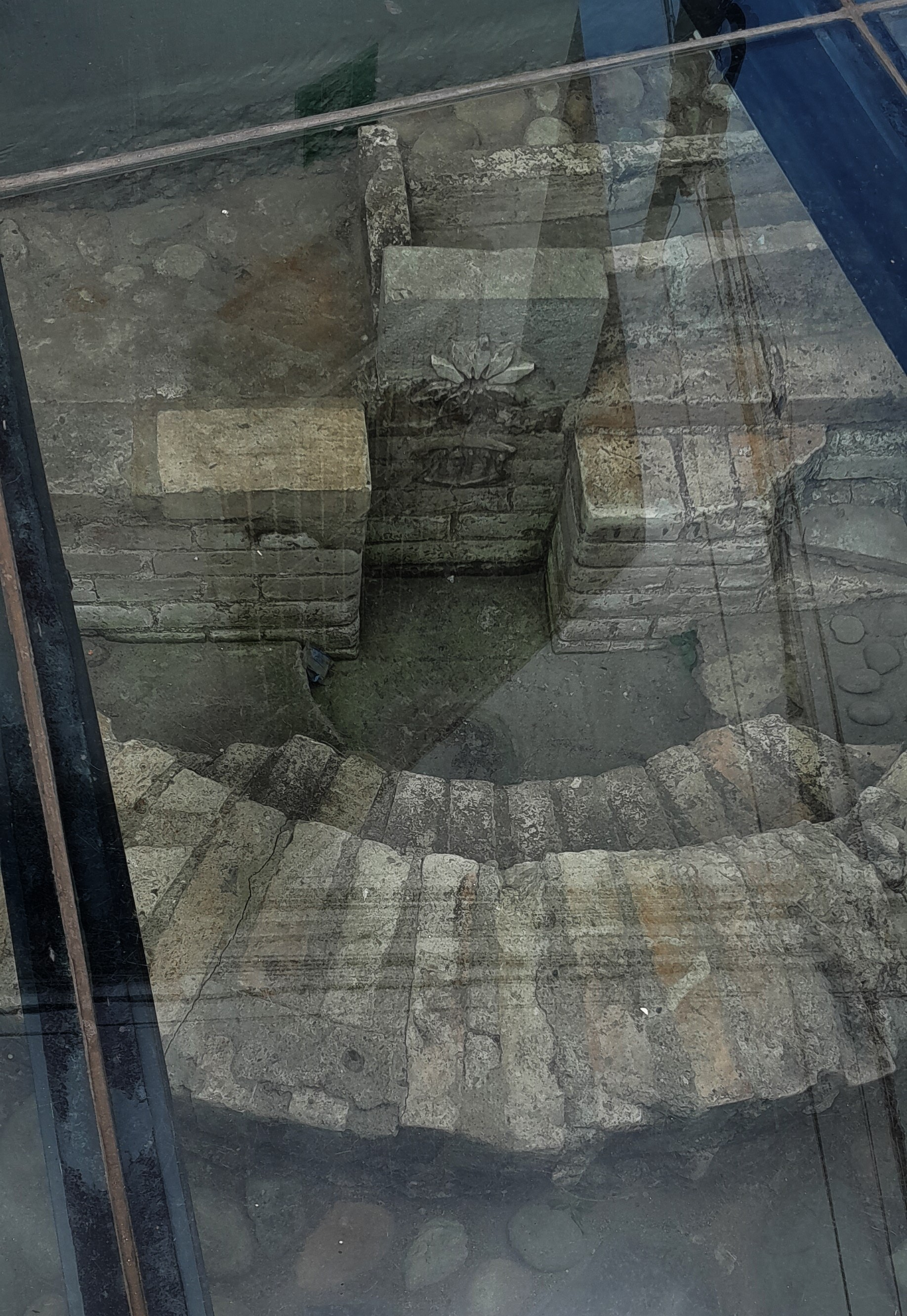
Fuente del siglo XIX

Situado en la esquina formada por la confluencia de las calle de la Calle de la Compañía (Carrera 8) y Calle 10, diagonal al Asilo y Capilla de San Vicente de Paul y adjunto a una de las sedes del Hospital Susana Lopéz de Valencia. Consiste en una de las antiguas fuentes de abastecimiento de agua para servicio público de la población del Popayán de fines de la época colonial e inicios de la república, siendo una de las víctimas del progreso de la ciudad durante la primera mitad del siglo XX, fue sepultada en tierra y bajo el hormigón de la pavimentación de las calles empedradas.
Hasta antes de su redescubrimiento, el Chorrito de la Pamba era la única fuente de agua que aun sobrevivía y funcionada de entre todas las que llegó a albergar la ciudad, no obstante, fue durante la realización de unas obras de recuperación vial efectuado por Movilidad Futura S.A en el año 2019 que se desenterró la centenaria fuente.

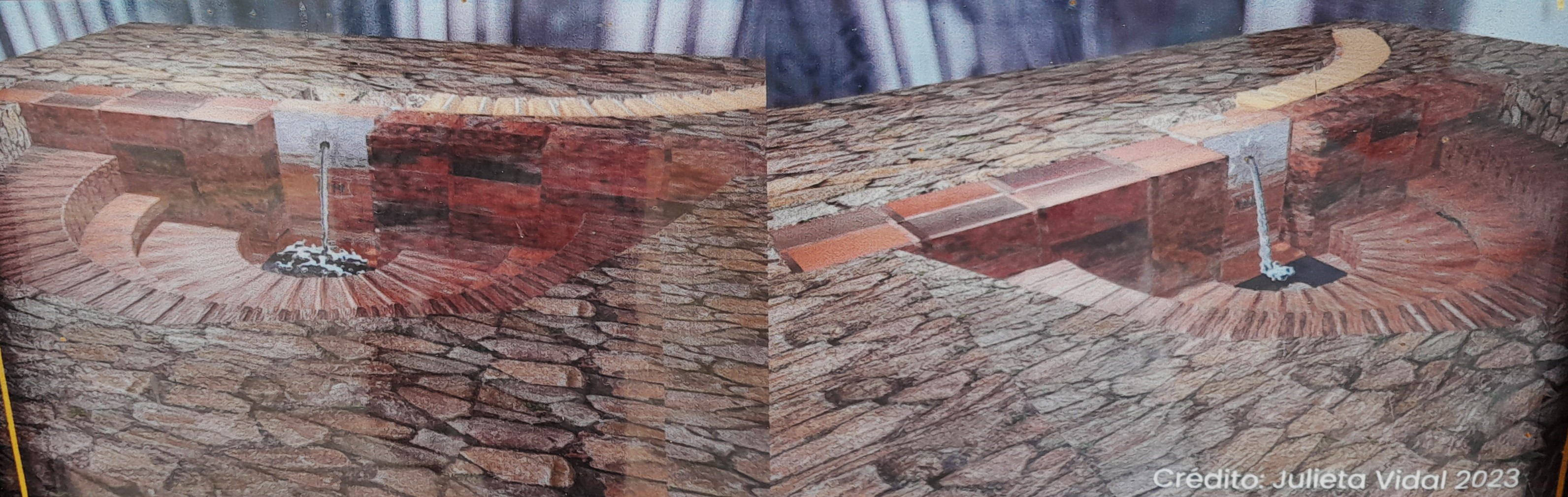
Reconstrucción digital del chorrito por Julieta Vidal (2023)

Según señaló Martha Hernández Arqueóloga de Movilidad Futura SAS: “Miramos que la placa que dice 1919 la asociamos a la reconstrucción que se hizo al principio del siglo 20, hacia abajo nosotros encontramos calicanto que es la pega antigua que se utilizaba en el siglo 17, 18 y 19 inclusive al siglo 20 pero básicamente es una estructura del siglo 19”.
Tras diversos estudios arqueológicos y paleográficos a los antiguos archivos, se llegó a la conclusión de que se trata de un chorro de abastecimiento de agua pública para el sector de San Camilo hecho en estilo colonial en el siglo XIX, su tercer escalón fue reparado en el siglo XX, pero al poco tiempo fue enterrado en el olvido. 

### Casas de Personajes Ilustres de Popayán.
Popayán es conocida como la Madre Fecunda o la Ciudad Procera, ya que fue cuna de varios y distinguidos personajes que ayudaron a la historia de Colombia y de Hispanoamérica en general contando en su haber con 16 presidentes de la república, varios próceres mártires que dieron su sangre por la libertad y otros muy ilustres patojos, conservándose varias de sus casas natales como recuerdo de sus hazañas y logros.

#### Casa Museo Guillermo Valencia. (Casa del Regidor)

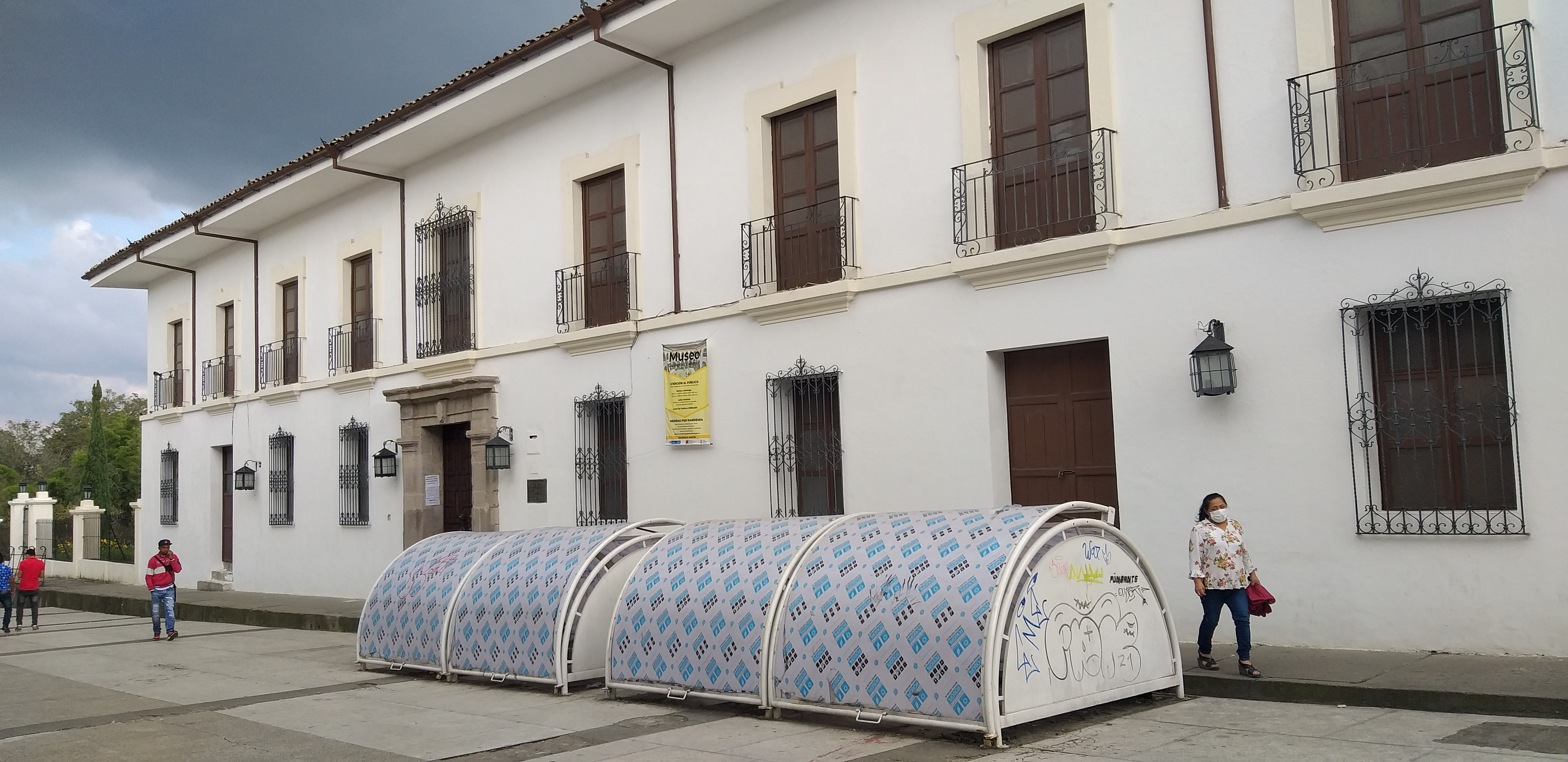
Fachada de la Casa Guillermo Valencia Popayán

Emplazada entre las calles del Humilladero y de La Pamba (Carrera 6 con Calle 3) es sin duda una de las muestras patrimoniales más completas que podemos apreciar en la actualidad, se trata de una casona monumental de dos pisos al más puro ''Estilo Popayán'' de fines del siglo XVIII, su fachada es bastante semejante a las otras grandes casonas pertenecientes a las poderosas familias aristocráticas asentadas cerca a la Plaza central o Parque Caldas.
Fue mandada a construir a petición de don José Gregorio Angulo, con planos del ilustre arquitecto payanes don Marcelino Pérez de Arroyo y Valencia, siendo una de sus obras en pie más completas y conocidas, en ella se resalta un claro estilo neoclásico del cual el arquitecto Valencia era fiel propagador y difusor demostrado esto en cada obra que realizaba, siendo la ciudad de Popayán custodia de alguno de estos monumentos, sobresale la utilización de columnas lisas y arcos de medio punto en ambas plantas de los dos patios con que cuenta la edificación, también su patio norte es muy característico ya que es la parte más fotografiada y conocida de la casona, que descansa sobre la pendiente que forma el Río Molino y que en su centro se halla una estatua de cuerpo entero del maestro Guillermo Valencia rodeada de verdes jardines y una fuente en cantera en la parte delantera.

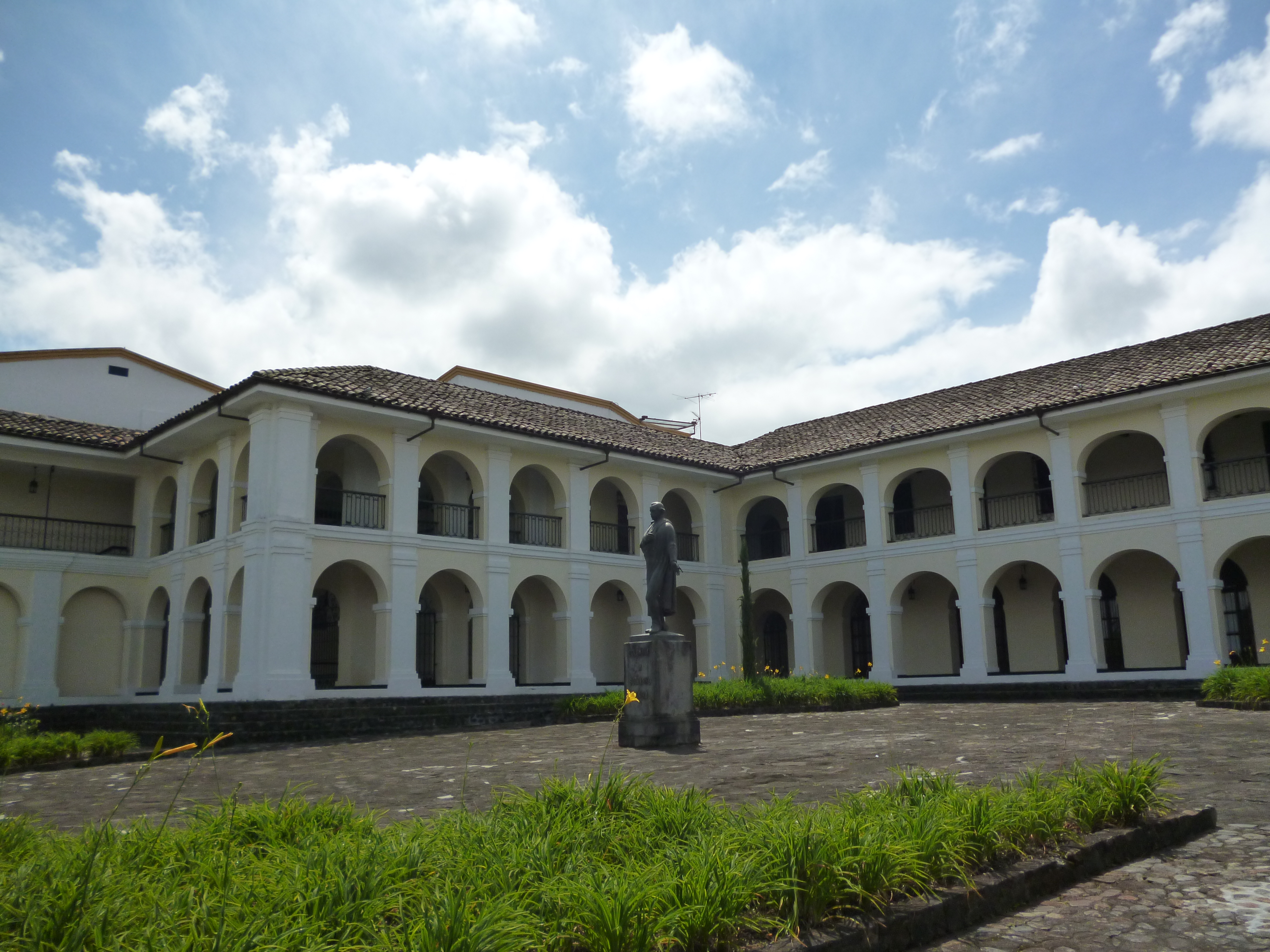
Patio norte de la Casa Valencia

Años después de su finalización, la casa paso a manos de la familia Angulo Diago, y a posterior pasaría a ser la residencia principal de la familia Valencia, que entre los cuales uno de sus miembros más conocidos era don Pedro Agustín de Valencia, fundador de la Casa Real de la Moneda de Popayán y I Conde de Valencia por decreto del rey Carlos IV de España. Entre los huéspedes destacados de este edificio está Alexander von Humboldt que fue acogido aquí en 1801 y el escultor Victorio Macho quien hizo la estatua ecuestre del adelantado don Sebastián de Belalcázar en el morro de Tulcán.
A comienzos del siglo XX, se emprendió una serie de reformas para el engrandecimiento y restauración de la casa, como la ampliación del patio norte, la modificación de las rejas y vanos de hierro forjado de sus fachadas dándoles así un toque más moderno, pero sin duda la adquisición más importante se dio en los años 60 cuando se cambió la portada de ladrillo original por la de mampostería de piedra que tenía la antigua casa don José Rafael Mosquera que se encontraba enfrente (Actual Banco de la república) y que fue demolida por esos años.
Con la muerte del maestro Guillermo Valencia en 1943 se adecuó una sala en el patio trasero para que sirviera como mausoleo en el que fue enterrado junto con su esposa Josefina Muñoz de Valencia y gracias a la ley 80 de 1943, del gobierno de Alfonso López Pumarejo, se declaró esta casona como monumento y patrimonio nacional

#### Casa Caldas.

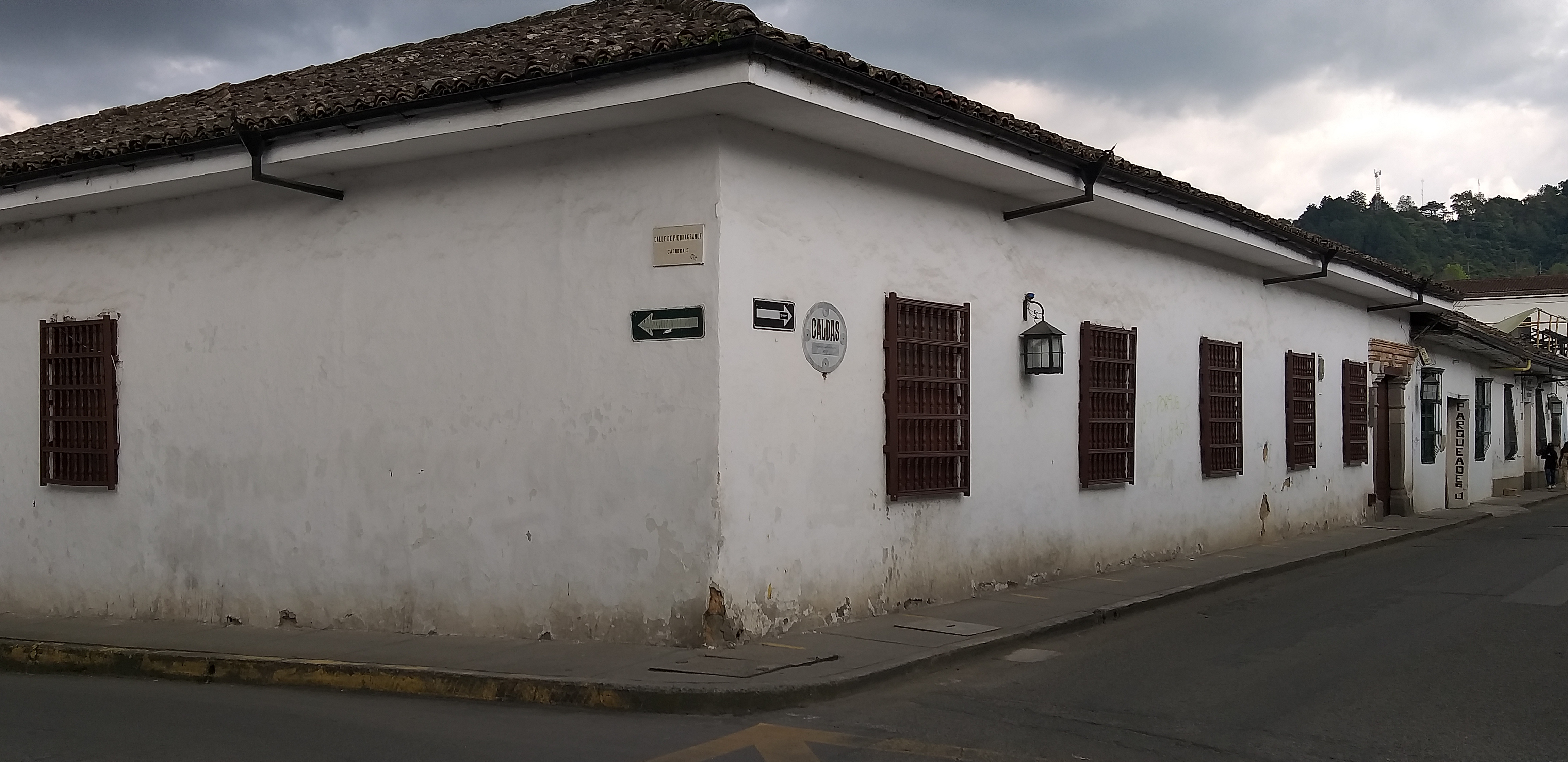
Casa natal de Francisco José de Caldas

Ubicada en la esquina formada por las calles de PiedraGrande y de La Pamba (Carrera 5 con Calle 3) es una casa de estilo colonial de una sola planta que tiene una gran importancia histórica, tanto por su estilo como por las personas que la habitaron, consta de una fisionomía sencilla con un patio central empedrado pero de una belleza especial reflejado en la carpintería y tallado de sus ventanas y el portón principal pero sin duda alguna lo que más sobresale a la vista es la hermosa portada en piedra y ladrillo muy bien ornamentada con motivos florales a ambos lados del dintel de madera, el cual reflejaba el poder adquisitivo de la familia a la que pertenecía. 

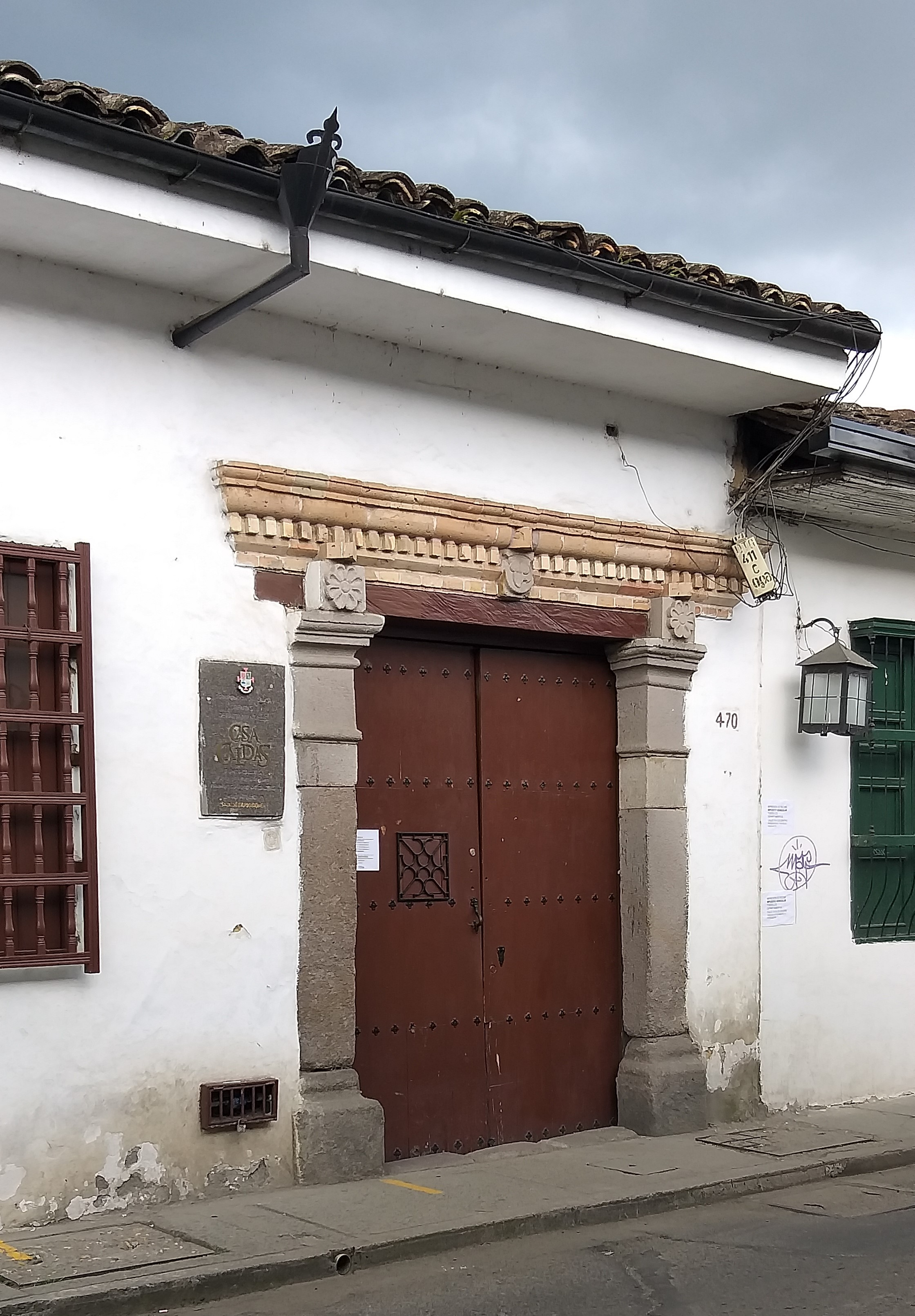
Portada en cantera y ladrillo de la Casa Caldas.

La edificación de esta casona data hacia mitad del siglo XVIII bajo el mando de don José de Caldas quien junto con su esposa doña María Vicenta Tenorio y Arboleda fueron los padres de Francisco José de Caldas más conocido como ''El sabio Caldas'' que nació en esta casa en 1768 siendo el quinto de los 15 hijos que tuvo el matrimonio en común y que mucho tiempo después se encargaría de la ampliación de esta vivienda hacia el norte, aprovechando la pendiente del río Molino para la construcción de sótanos para que sirvieran de almacenes de alimentos, chorros de agua en piedra, pesebreras para los animales y demás estancias necesarias para el mantenimiento de esta casa, rasgos característicos en las casas aristocráticas construidas a lo largo la calle de La Pamba y en la ladera sur del río Molino. 
Después de la ejecución del sabio Caldas en 1816, este sitio siguió albergando a los demás miembros de esta familia, siendo colocada una placa de mármol en la fachada hacia el año 1905 conmemorando su gran aporte de la patria, A pesar de que sufrió varios daños por el terremoto de 1983, estos fueron refaccionados y devueltos a su estado original gracias a la ayuda de la gobernación del Cauca con fondos del Banco de Reconstrucción y Fomento, en la actualidad es una de las casas más conocidas de la ciudad, siendo un punto de referencia para la cultura, la botánica y la ciencia de la región y el país en general. 

#### Casa Museo Mosquera y el Centro de Investigaciones Históricas''José María Arboleda''.
Se encuentra en la esquina de las calles de PiedraGrande y de La Pamba (Carrera 5 con Calle 3) al costado derecho de la casa Caldas, consta de la estructura típica de las casas de las familias aristocráticas coloniales asentadas en ese sitio, de un solo piso pero aprovechando la pendiente pronunciada formada por el río Molino para la construcción de sótanos para diversos usos como pesebreras para las bestias, almacenamiento de provisiones o abastecimiento de agua. 

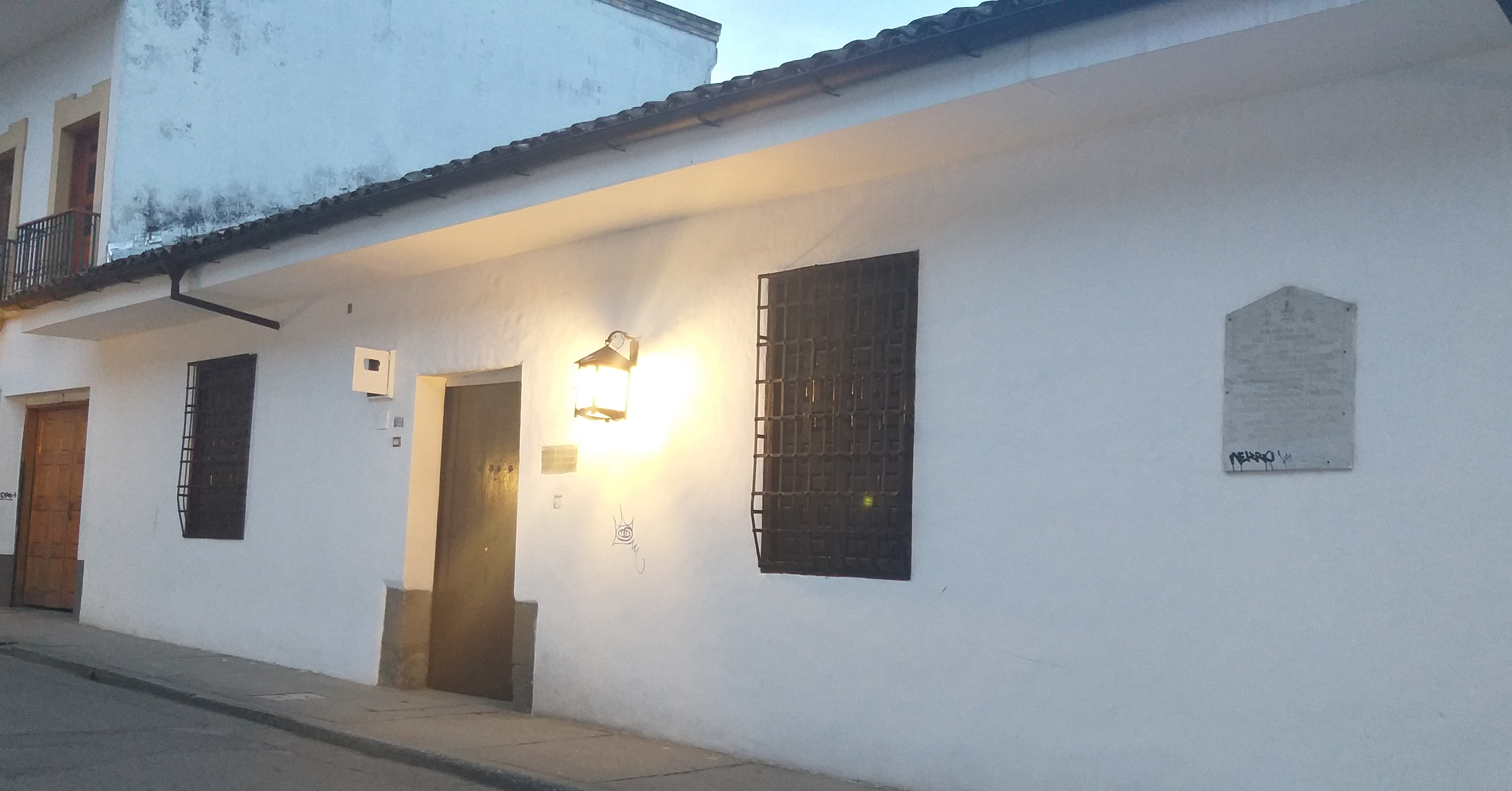
Fachada del Centro de Investigaciones Históricas

Tanto la casa Mosquera como el Centro de Investigaciones Históricas datan de la misma fecha de fines del siglo XVIII, ya que esta última fue destinada para la servidumbre que incluía a criados y esclavos, contaba con un gran portón con zaguán hacia la calle 3 y otra hacia la carrera 5 (actualmente modificadas o suprimidas), en total el complejo cuenta con cuatro patios empedrados de gran belleza que se comunicaban entre sí por medio de escaleras en piedra que daban como resultado un balcón o mirador hacia la ribera del río Molino donde antes se hallaban amplios potreros para la ganadería pertenecientes a los Mosquera.
En esta casa nacieron personajes muy importantes para la historia de Colombia como los hijos fruto del matrimonio entre don José María Mosquera y Figueroa con doña María Manuela Arboleda Arrachea de entre quienes se destaca a: Joaquín María Mosquera, Tomás Cipriano de Mosquera, Manuel José Mosquera y Manuel María Mosquera. Alojándose también en esta casona ilustres personas de gran relevancia como lo fue Simón Bolívar ''El Padre de la Patria'' entre el 23 de enero al 12 de febrero de 1829 y Antonio José de Sucre ''El mariscal de Ayacucho'' durante dos ocasiones entre enero y marzo de 1822 y en enero y mayo de 1830 siendo todas estas visitas conmemoradas con placas de mármol en las paredes de este edificio.

#### Casa Julio Arboleda Pombo (Actual Casa Museo Luis Eduardo Ayerbe González).

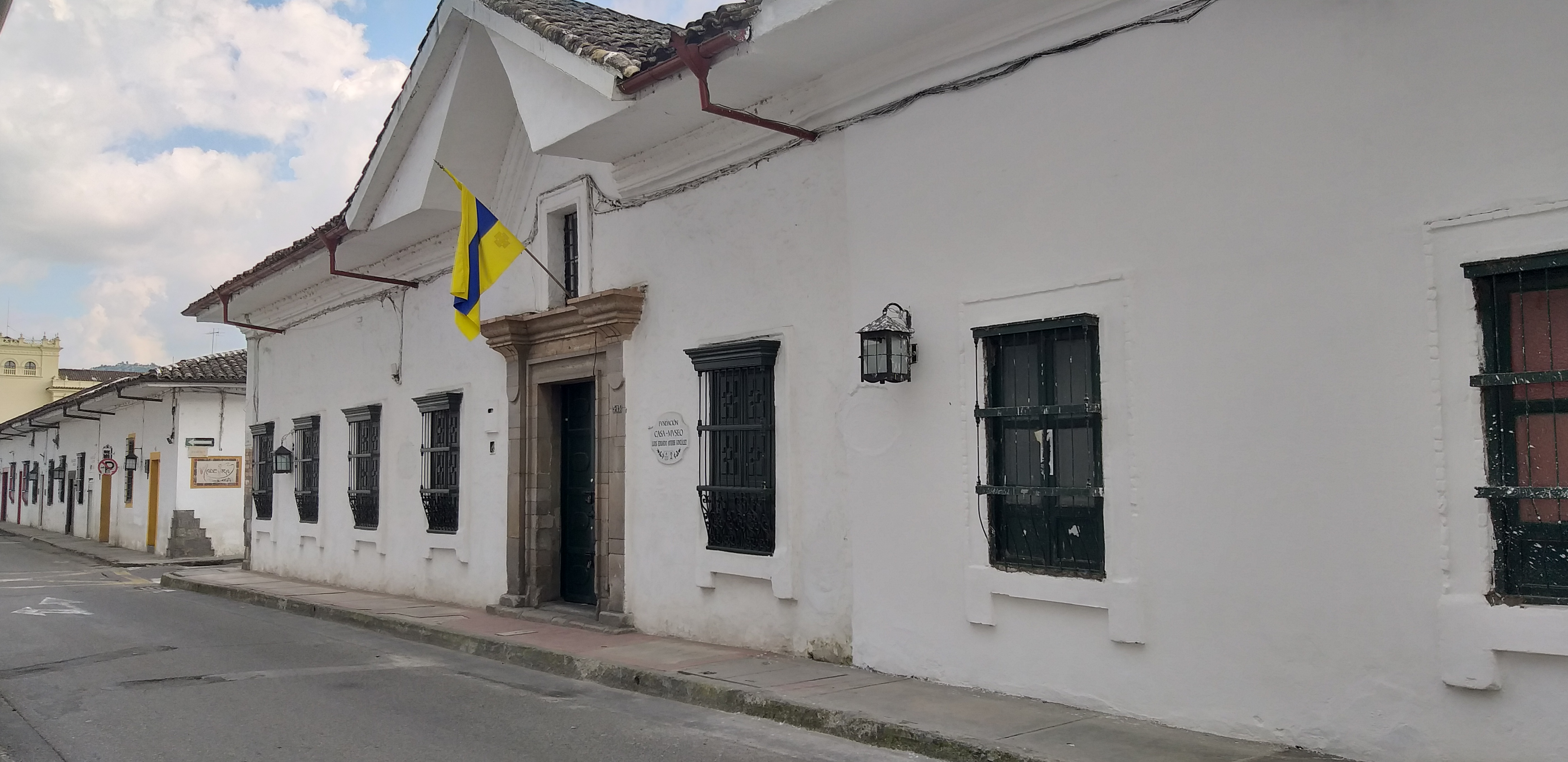
Casa de don Julio Arboleda Pombo en Popayán

Esta hermosa casona de un piso se emplaza en la esquina de las calles de Piedragrande y La Pamba (Carrera 5 con Calle 3) enfrente de la Casa Museo Mosquera, es una de las tantas casas con una inmensa riqueza tanto histórica como arquitectónica construidas en torno a la calle de La Pamba, tiene en su fachada una destacable portada en piedra siguiendo el tipo de las viviendas adineradas coloniales típicas de Popayán, el elemento que más sobresale a la vista es duda su techo triangular a dos aguas, cuya distribución se asemeja a un frontón grecorromano de la época clásica.

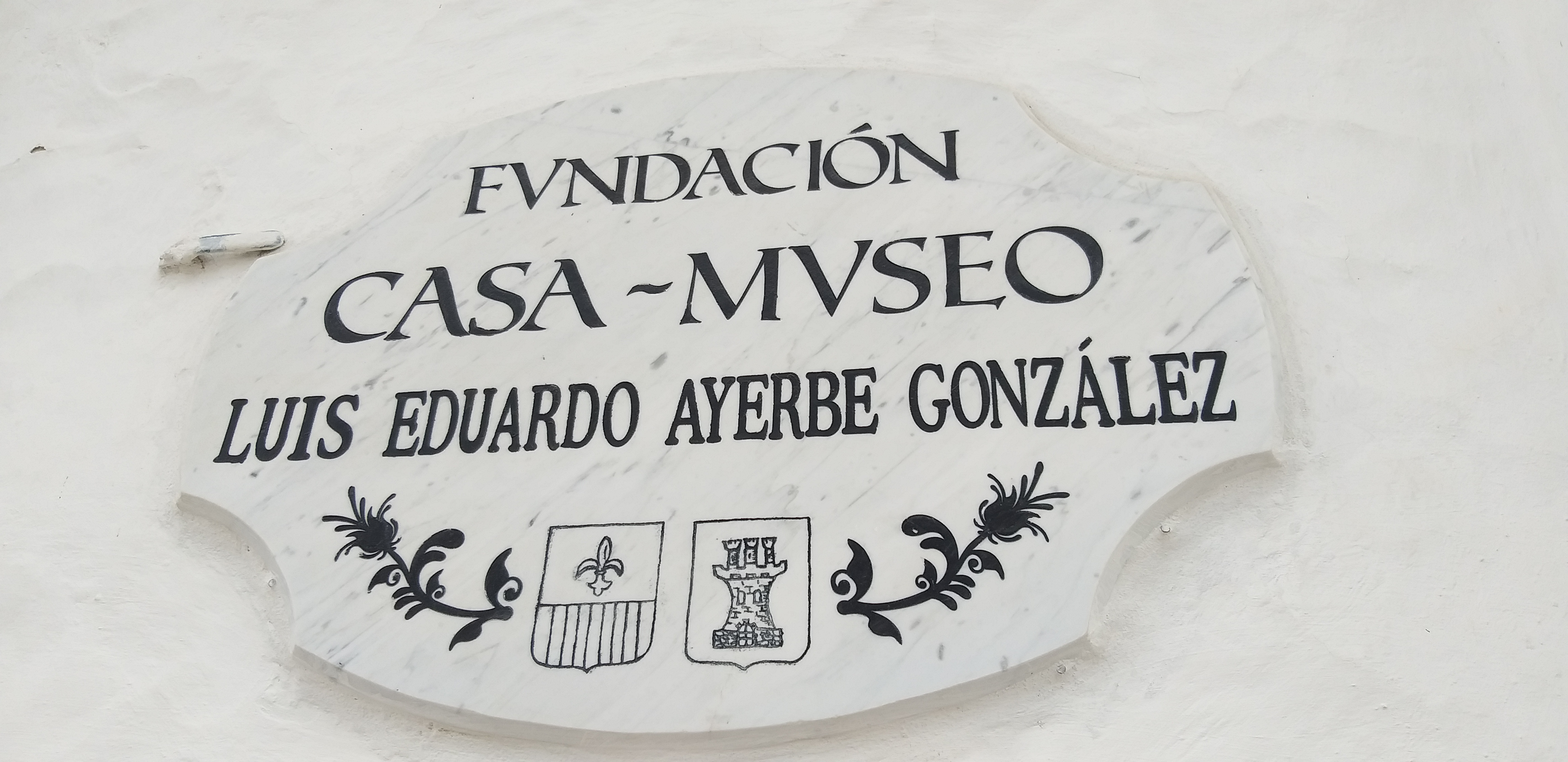
Placa del museo existente en la Casa Julio Arboleda

Siendo su edificación remontada hasta los años 1830, fue don Julio Arboleda Pombo O'Donnell, quien después de un largo viaje por Europa, quiso construirse su propia vivienda en su ciudad de origen familiar, por lo que construyó esta magnífica obra con claros rasgos clásicos provenientes de Pompeya siendo esto reflejado en su hermoso patio octagonal debidamente empedrado rodeado de columnas de fuste liso con capiteles rojos sosteniendo un friso dorado con metopas que contienen diferentes motivos que van desde bueyes hasta la cornucopia, destacándose imponente en medio del patio una estatua del dios mercurio volador con su caduceo copia del original hecho por Juan de Bolonia hacia 1567.
Después del terremoto de 1983, la restauración del edificio fue financiada y dirigida por la Gobernación del Cauca y en la actualidad funciona en el interior la Casa - Museo ''Luis Eduardo Ayerbe González'' donde se exhibe una gran cantidad de arte sacro de diferente procedencia y los paramentos e imágenes que se usa en la Procesión de Lunes Santo restaurada en el año 2016 y perteneciente a la Semana Santa de Popayán, siendo homenajeado el principal gestor de ese hecho el arquitecto Ayerbe quien dio nombre al actual museo.

#### Casa Museo Negret y Museo Iberoamericano de Arte Moderno.

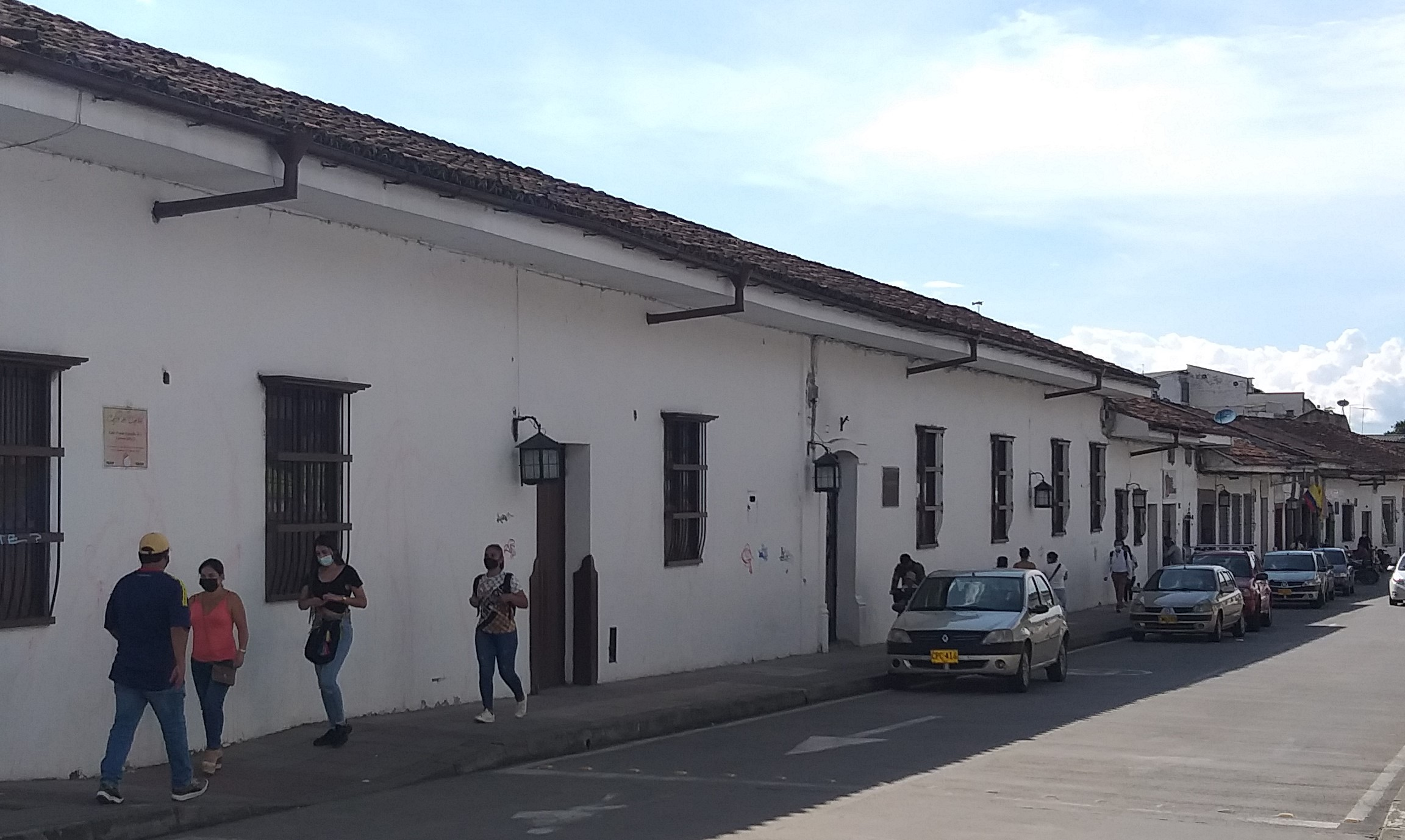
Casa Museo Edgar Negret en Popayán

Este inmueble se ubica sobre la calle del Cacho (Calle 5), recibiendo este nombre por la curva que tiene esta vía semejante al cuerno de un bovino, consta de una casa de un solo piso con un sencillo portal central blanco adornado con un arco escarzano, contando también con dos patios empedrados y un chorro o Lavapiés muy bien conservado de forma elíptica, lo que denota el estatus de las personas que habitaron en ella, ya que el contar con abastecimiento de agua privado era un privilegio que solo podían darse las clases aristocráticas de Popayán.

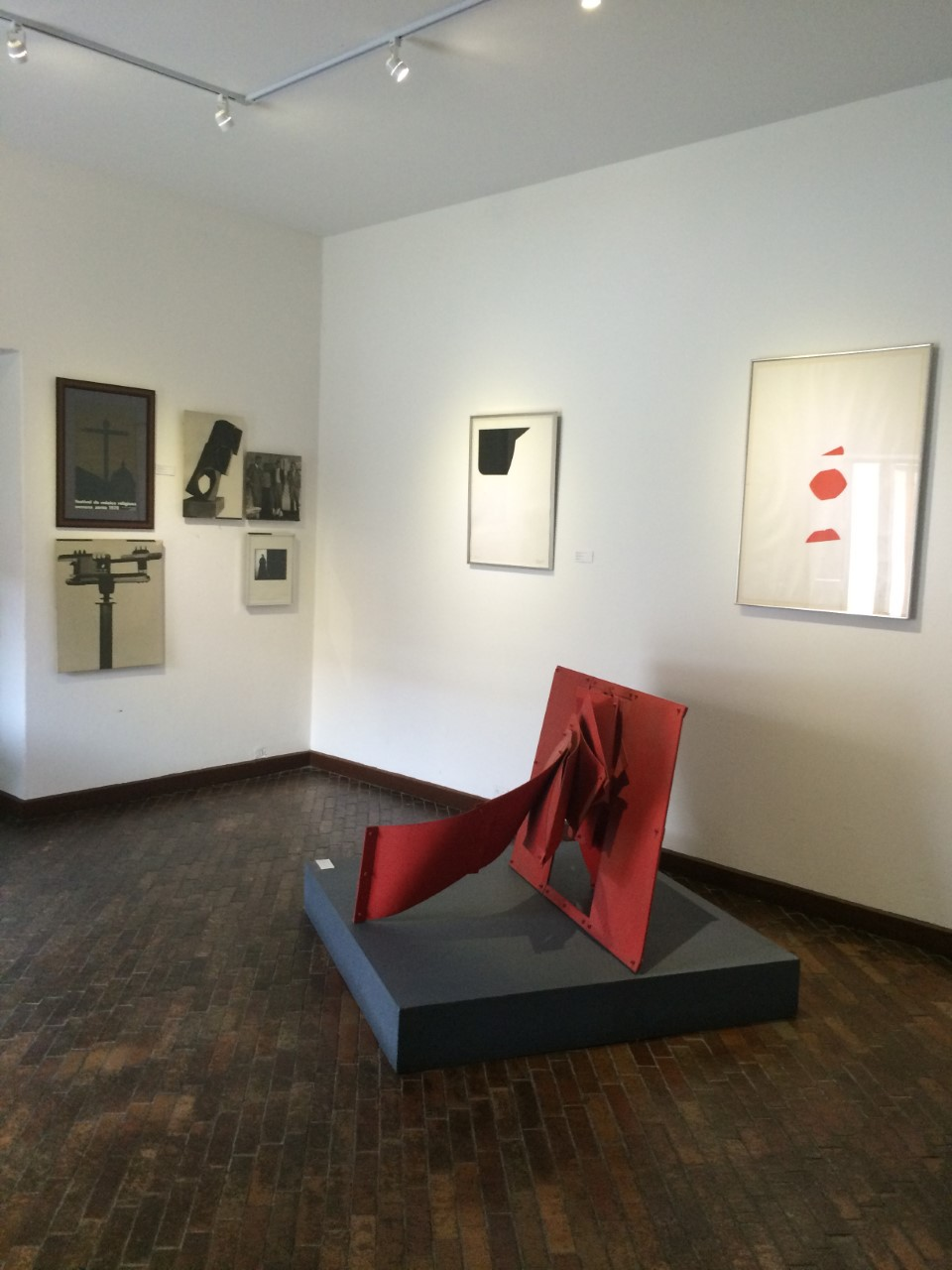
Interior del Museo Iberoamericano de Arte Moderno, dentro de la Casa Negret

La hechura de esta casa se remonta hasta el siglo XVIII, el sitio donde fue erigida constituía el punto más occidental de la ciudad colonial, siendo conocido como el Portazgo Real de Occidente, al unirse esta calle del Cacho con la calle Real de San Francisco por medio de la calle de la Moneda, de aquí partía el camino que comunicaba a Popayán con El Tambo. No fue sino hasta alrededor del año de 1930 que esta vivienda fue adquirida por el general Rafael Negret, quien por apego a esta su casa natal, se la compró a doña Rafaela Bejarano y aquí él se instaló con su mujer, doña María Dueñas y su hijo el famoso escultor payanes Edgar Negret Dueñas, nacido en una casa por la calle de Belén en el barrio de Altosano, pasando igualmente aquí algunos años de su vida.
Hacia la década de 1980, la ''Fundación de Arte Contemporáneo de Popayán'' obtuvo el edificio y que el mismo fuera nombrado un lugar de utilidad pública, por desgracia el terremoto de 1983 destruyo la casona y la entidad propietaria se encargó de la reconstrucción respetando su diseño original con pequeños cambios para su nuevo uso, fundándose así el Museo Iberoamericano de Arte Moderno en homenaje al artista Negret que falleció en 2012 a la edad de 92 años lejos de su ciudad de nacimiento, pasando también a ser conocida esta edificación como Casa Museo Negret, exhibiendo no solo interesantes muestras y piezas de la corriente modernista, sino algunas pertenencias de la familia Negret Dueñas en buenas condiciones que muestra la forma de vivir de las familias tradicionales en el Popayán de mediados del siglo XX.

#### Casa Museo Guillermo León Valencia.

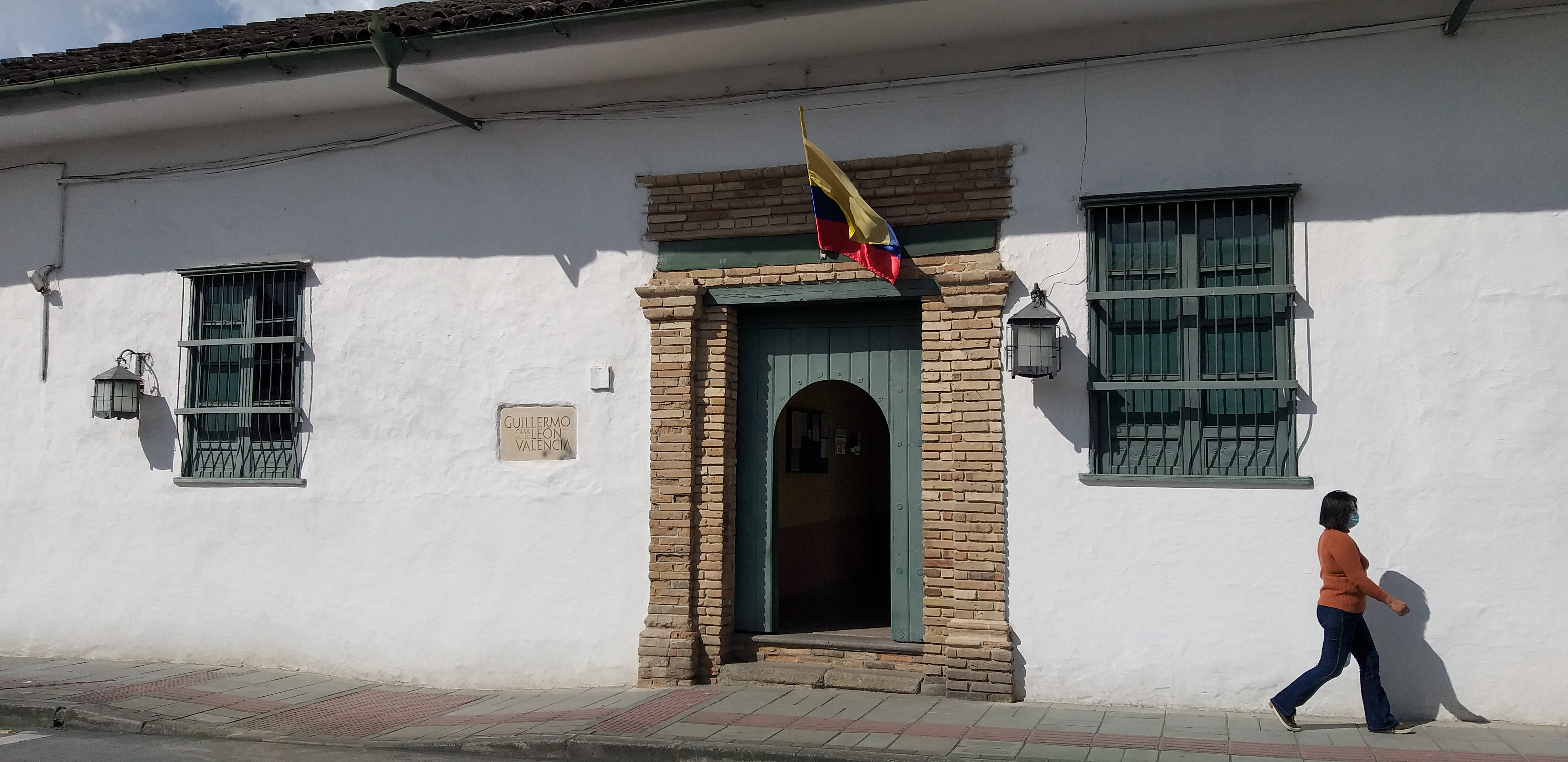
Fachada de la Casa Museo Guillermo León Valencia

En la esquina de las calles de La Lomita y de El Seminario (Carrera 10 con Calle 5), se localiza este bello edificio de gran valor cultural e histórico para la ciudad, contando en su fachada sur con un destable portal en ladrillo engalanado por una bandera tricolor, además de tener en el costado occidental de la casa un antiguo portón por donde en el pasado salían y entraban las mulas de cargas y la servidumbre que atendían a los aristócratas que vivan allí, en su interior tiene 2 patios empedrados flanqueados en sus lados por las habitaciones y estancias, además de un solar en la parte posterior, un elemento muy común en la época colonial.

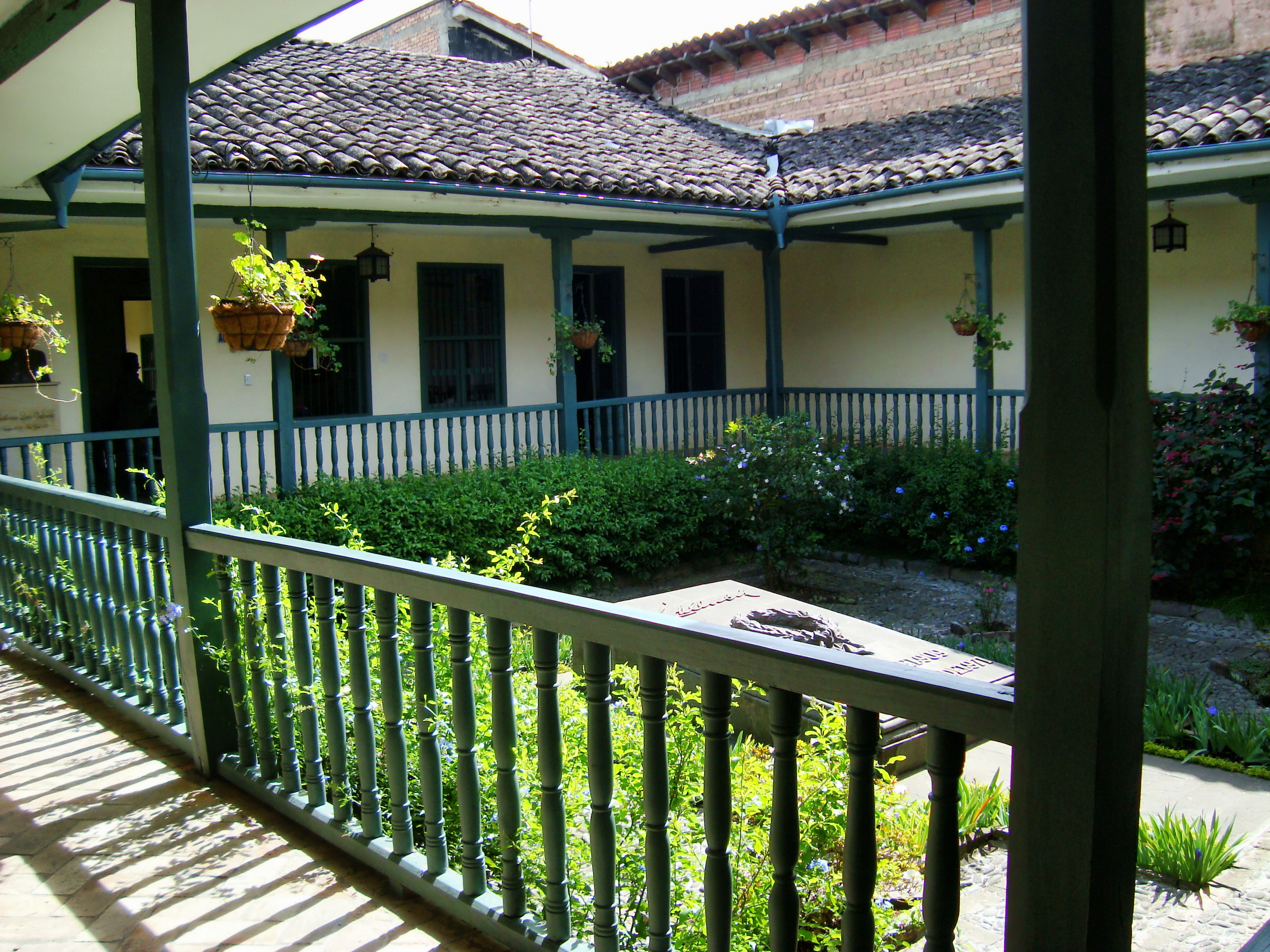
Patio principal de la casa donde está enterrado Guillermo León Valencia.

Esta casona data aproximadamente del siglo XVIII, hecha aproximadamente durante el auge del Estilo Popayán, que tuvo lugar después del terremoto de 1736, siendo de estos años la mayoría de casas de ese sector. No fue sino hasta mediados del siglo XX, que esta propiedad fue adquirida por el futuro presidente de Colombia Guillermo León Valencia, que había nacido en el sector de la calle de La Pamba (Calle 3 #6-80), contando su casa natal con su respectiva placa conmemorando este hecho.
Después de la muerte del expresidente en Nueva York en noviembre de 1971, el Ministerio de Cultura junto con el Museo Nacional de Colombia y la Fundación Guillermo León Valencia fundaron el museo que funciona en la actualidad, con la finalidad de preservar los hechos y el legado del político payanes, teniendo en su colección una ingente cantidad de registro fotográfico de la época, además de algunas pertenencias y sobre todo en el patio principal se halla la tumba del mandatario, el cual fue sepultado aquí en el 2008 después de haber sido trasladados desde la casa de su padre, hoy Museo Guillermo Valencia, descansado ahí hasta el día de hoy.

#### Casa de la Familia Arboleda (Actual Museo Arquidiocesano de Arte Religioso).

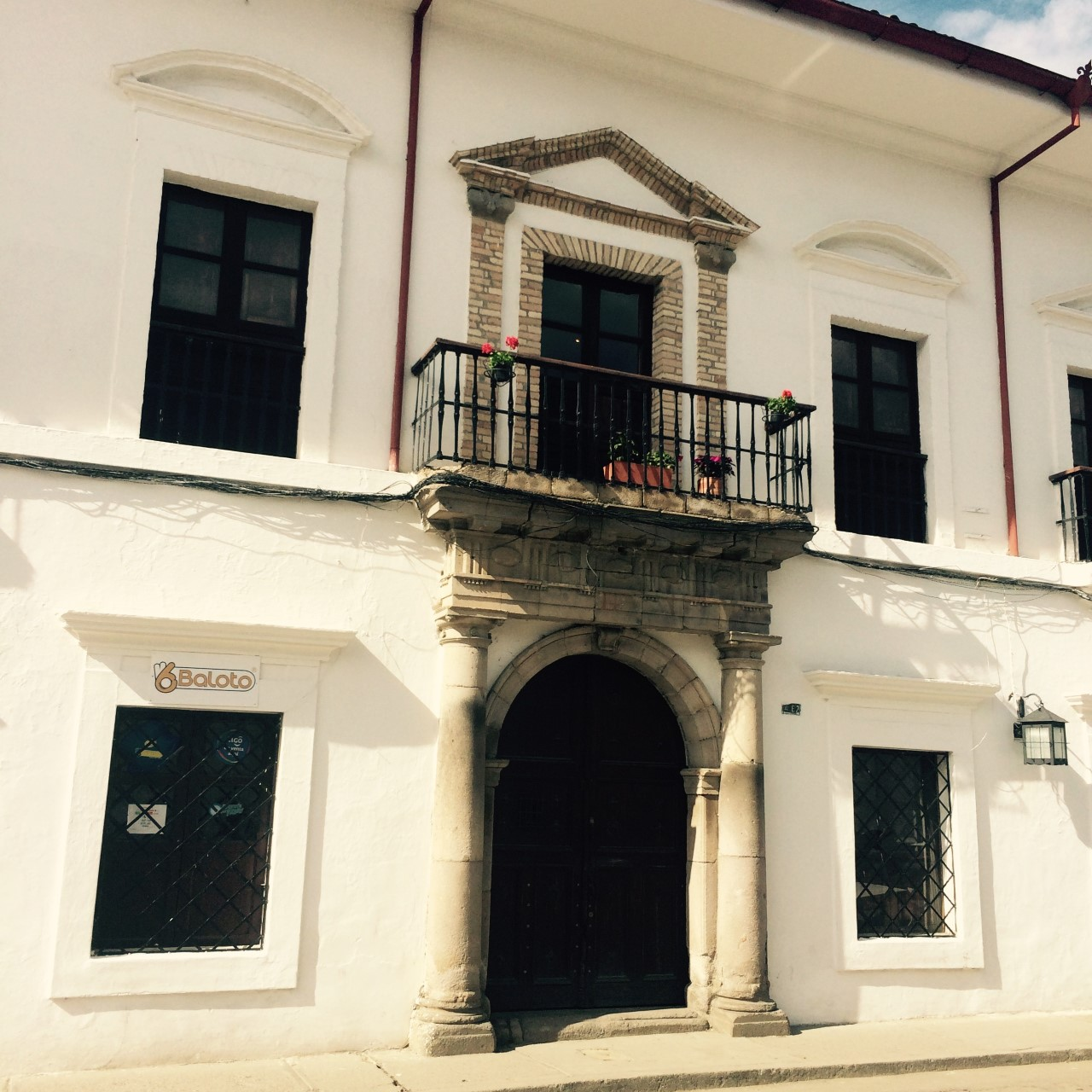
Fachada del Museo de Arte Religioso de Popayán.

Esta majestuosa casa se halla emplazada sobre la Calle de Santo Domingo (Calle 4) consta de dos pisos en donde el primero resalta por sus ventanas con un marco cuadrangular y miradores en el segundo piso coronados por frontones semicirculares, también engalanan su fachada dos hermosos portales fabricados en mampostería con sus respectivos balcones enmarcados en ladrillo y con un frontón triangular en la parte superior. Todo esto soportado por un bello friso con triglifos y metopas tallados y columnas de tipo toscano en piedra que flanquean un arco de medio punto que guarda el portón de entrada. Hacia fines del siglo XVIII, más concretamente en la década de 1780, se datan los inicios de las obras del actual edificio de manos del célebre arquitecto y clérigo don Andrés Marcelino Pérez de Arroyo y Valencia a petición de la Familia Arboleda tras el sismo de 1736, proyectándolo bajo el más puro estilo neoclásico, del cual él era un ferviente propagador en cada una de sus construcciones más célebres que se pueden hallar tanto en Popayán como en Cali. 

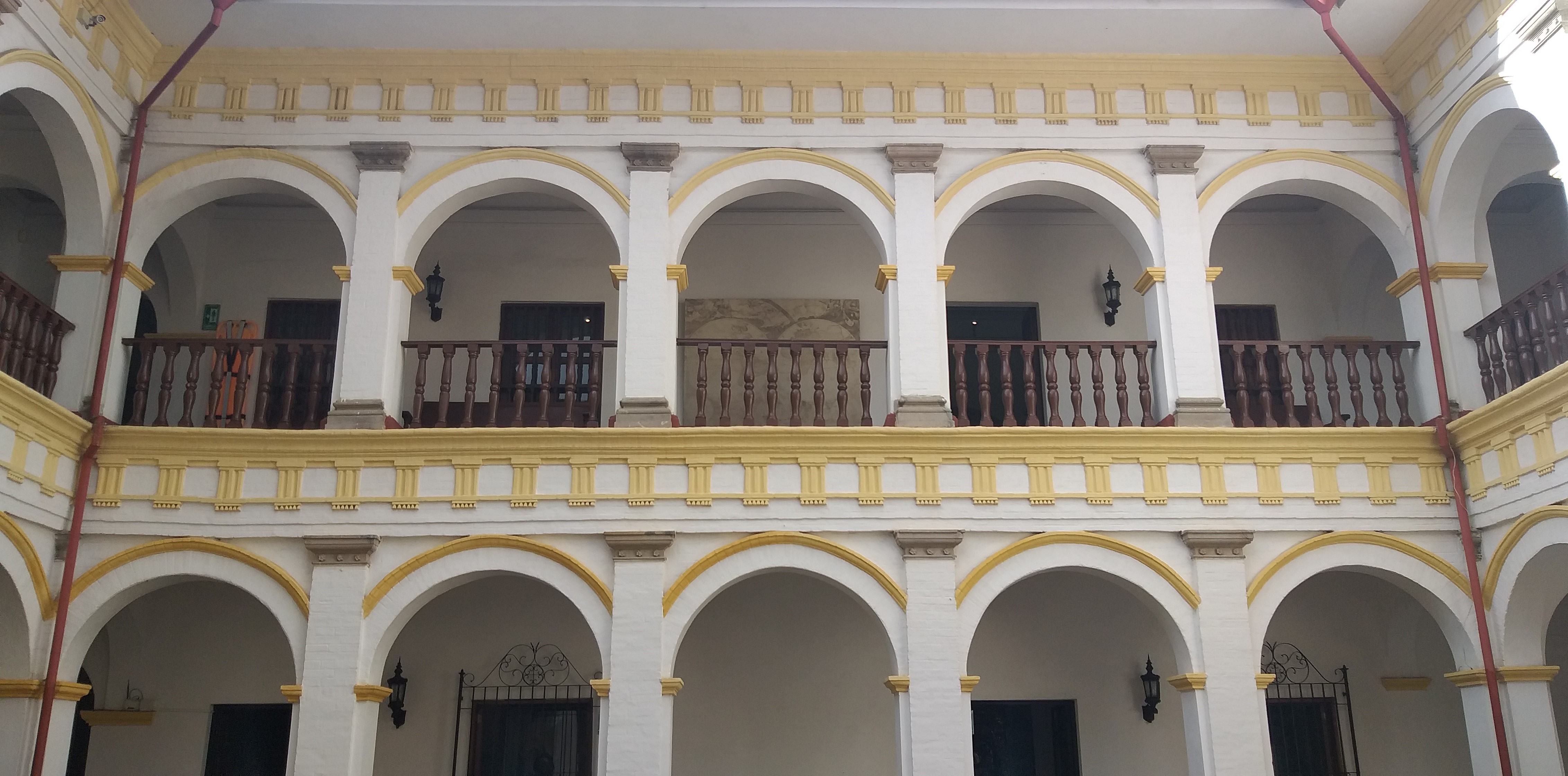
Patio principal del Museo Arquidiocesano de Arte Religioso

A mediados de 1786 se estima la finalización de la mansión, contando en su interior con dos patios empedrados bordeados de una preciosa arquería en ambos pisos, decorados con elementos clásicos y vivos colores sus paredes, en la explanada trasera se levantó una bodega de forma circular que actualmente resguardan las más hermosas custodias de estilo payanés que en la antigüedad le pertenecían a las iglesias de la ciudad para la celebración de los oficios religiosos, pero que con el saqueo del tesoro eclesiástico y los sucesivos tiempos turbulentos en el país, se temió seriamente la pérdida permanente de este patrimonio.
Con el propósito de salvar y preservar el arte colonial de la arquidiócesis de Popayán se fundó el 21 de septiembre de 1979, el ''Museo Arquidiocesano de Arte Religioso'' funcionando como tal hasta el presente, en 1983 tras el devastador terremoto acaecido en la ciudad esta institución sirvió como refugio para las obras que aún permanecían en los templos y corrían el riesgo de ser hurtadas, ampliando así su colección que van desde óleos e indumentaria sacra hasta imaginería y paramentos de la Procesiones de Semana Santa de la ciudad, abarcando distintas épocas desde el siglo XVI hasta el XX.

#### Casa de la Cultura del Cauca (Casa Jorge Isaacs)

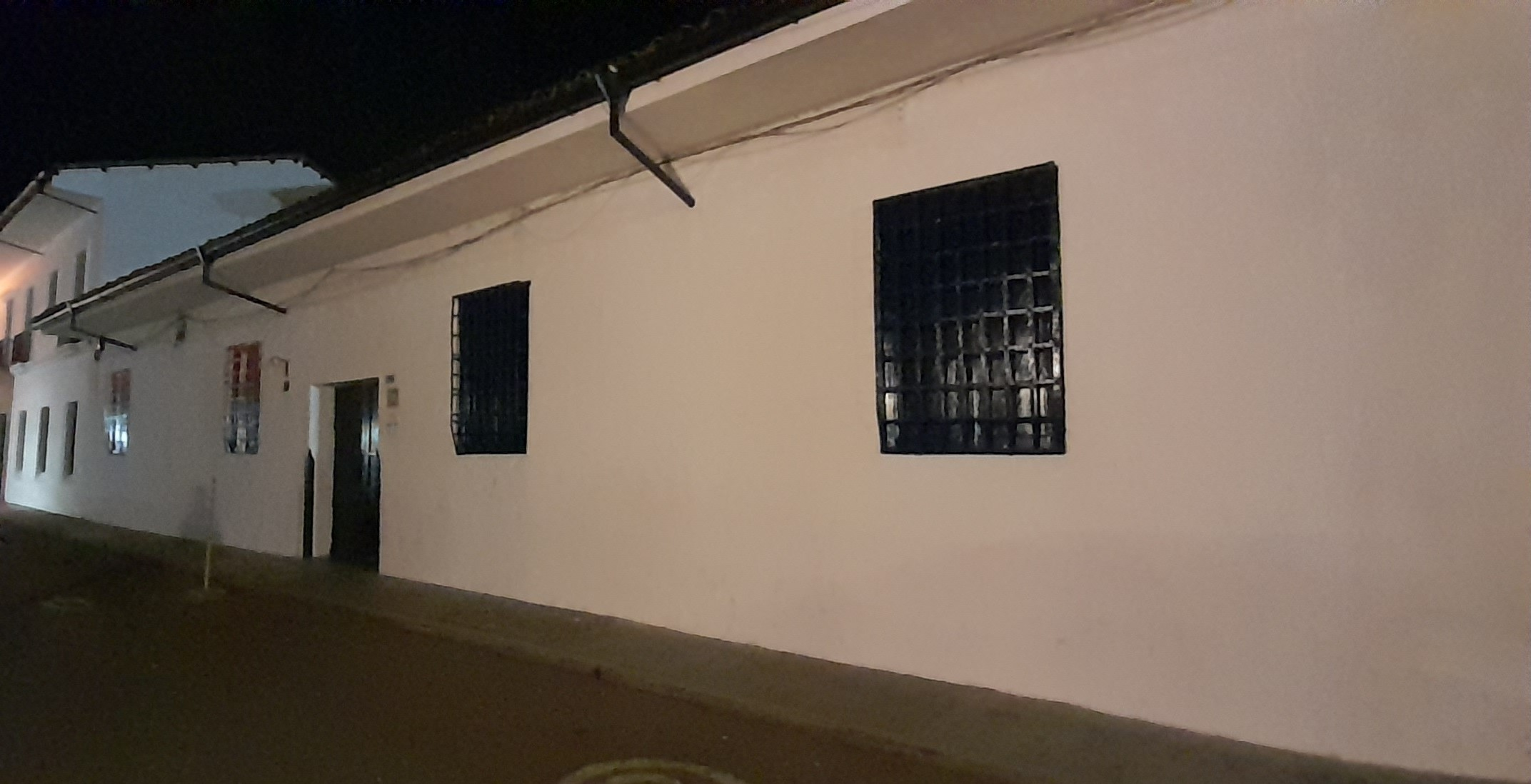
Fachada de la Casa de la Cultura

Situada sobre la Calle Real de las Catedrales o de la Universidad (Calle 5), entre el Centro de Posgrados de la Universidad del Cauca y la Casa de la Junta Permanente Pro Semana Santa. Consta de una estructura muy colonial de un solo piso, tiene una sola entrada sin portal y cuatro ventanas de madera cubiertas con reja de metal, siendo dos a cada lado de la puerta. La edificación costa de dos patios empedrados consecutivos y un último al sur donde se situaba el jardín y cocina de la vivienda (aun se conserva uno de los hornos originales). 

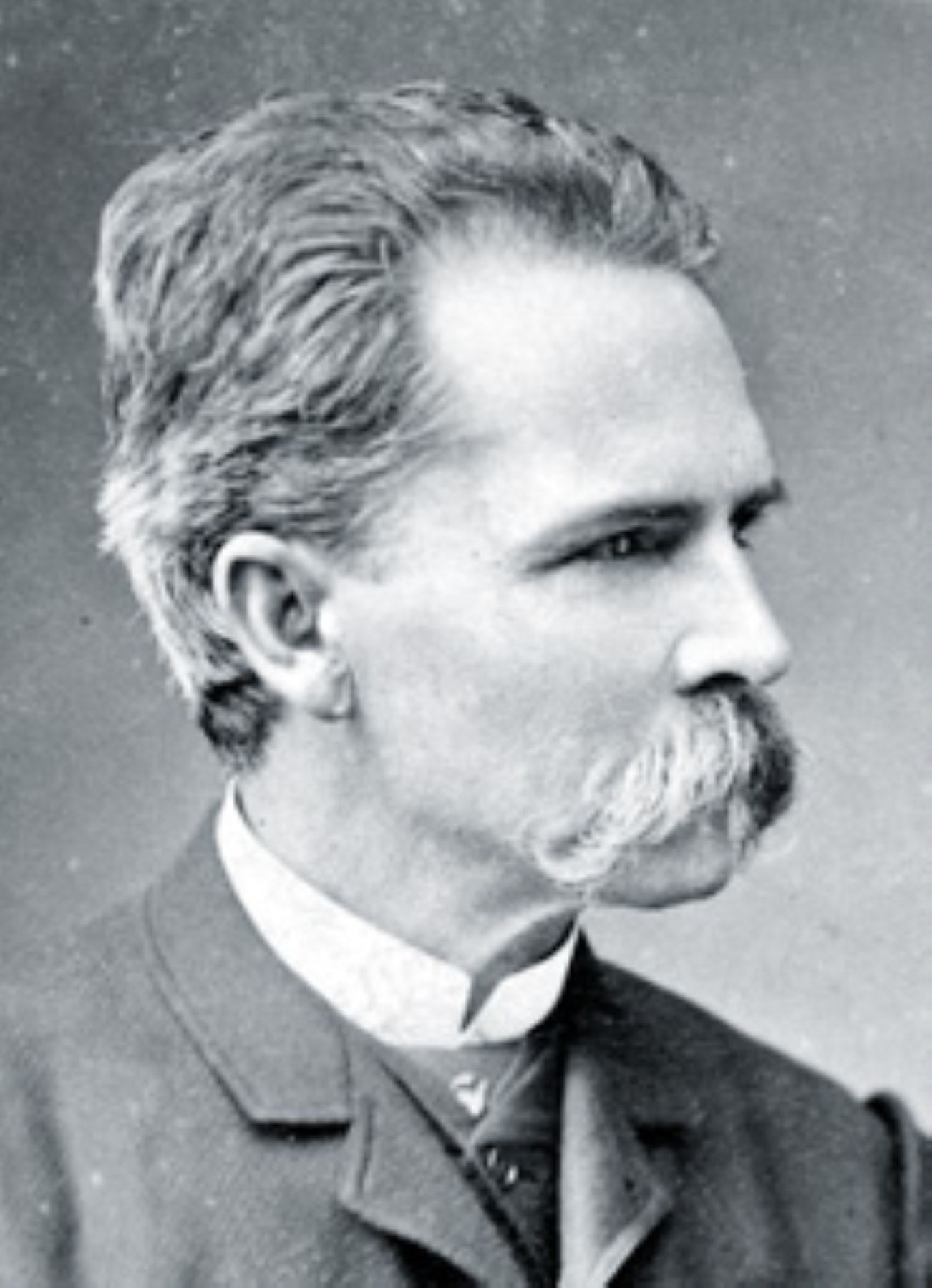
Uno de los ilustres huéspedes de la Casa, fue el novelista y escritor caleño Jorge Isaacs

El primer patio consta de una fuente central rodeada por plantas y flores ornamentales que a su vez es bordeada de pilastras de madera que sustentan el techo y que a sus alrededores se distribuían las antiguas habitaciones pero que actualmente sirven como oficinas. Para pasar a la segunda estancia hay 3 entradas, una central y dos laterales, este patio es totalmente empedrado por lozas de piedra y que en la mitad se halla un chorro doméstico que data del siglo XIX, concretamente del año 1867 como dicta una inscripción por encima de la boca del caño.
La edificación que se la data comúnmente hacia el siglo XVII, siendo muy posiblemente contemporánea con la contigua Casa de la Junta Permanente, siendo uno de los pocos ejemplos de arquitectura netamente colonial española anterior al violento terremoto del 2 de febrero de 1736 que aún sobreviven en el centro histórico. Fungiendo en la actualidad como la sede de la Casa de la Cultura del Cauca.
Con el pasar de los años, esta casona albergó a varias personalidades y familias importantes para la historia payanesa, inclusive nacional. Sin embargo, el que más se recuerda fue el poeta y novelista Jorge Isaacs, nacido en 1837 en Santiago de Cali, vivió durante parte de su adultez mientras impartía clases en un instituto La breve estadía del autor de la novela ''María'' en este edificio quedó en la memoria de la población, tanto así que se le dio su nombre a la casa, conservándolo hasta la actualidad. Fue declarada como Monumento Nacional de Colombia junto a todo el centro mediante la Ley 163 de 30 de diciembre de 1959.

#### Casa Torres Tenorio. (Actual Facultad de Artes de la Universidad del Cauca).

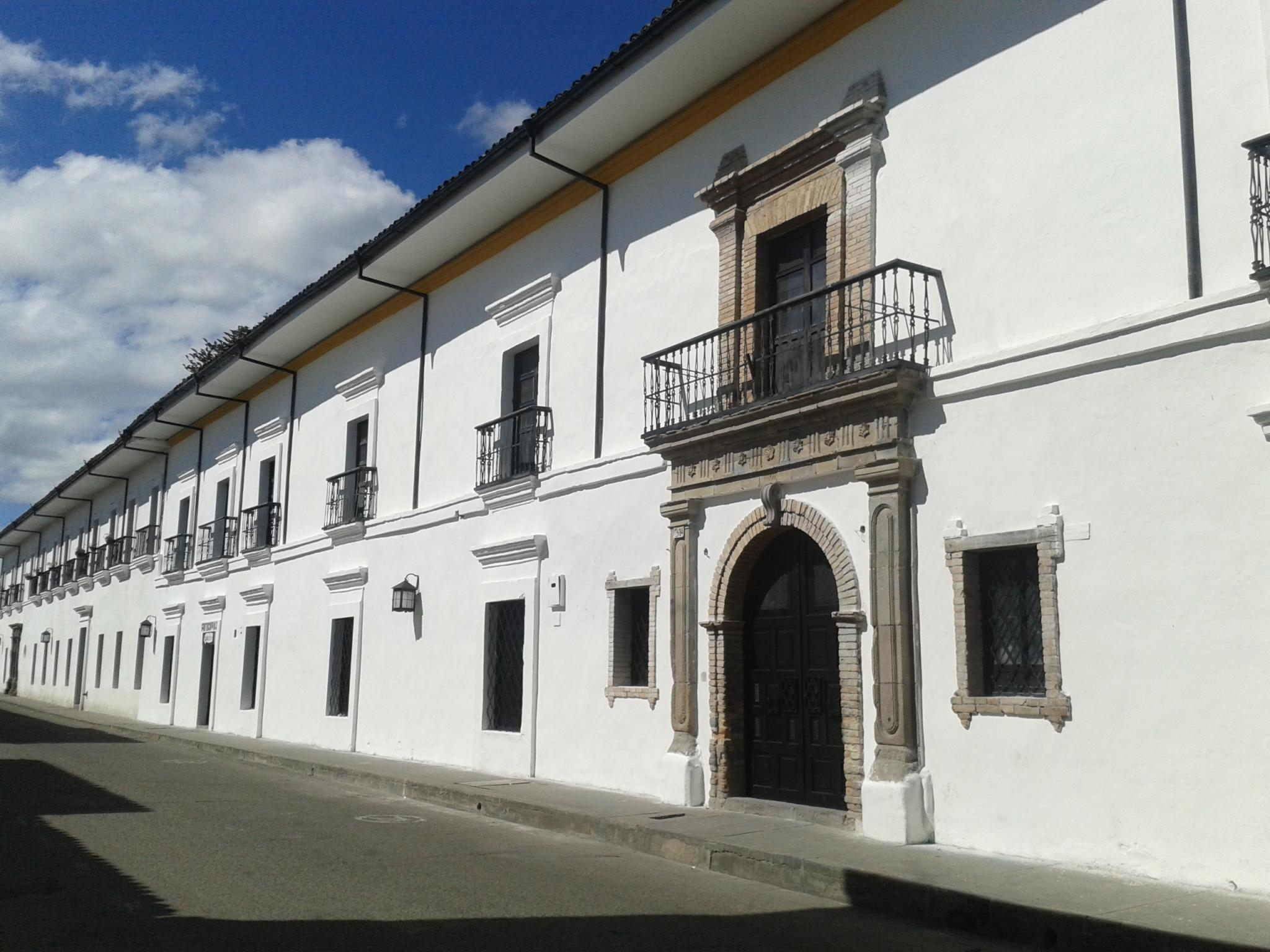
Fachada de la casa de don Jerónimo de Torres sobre la calle del Humilladero.

Se encuentra en la esquina de las calles del Humilladero y de La Pamba (Carrera 6 con Calle 3), su planta es de dos pisos con un portal en cantera y ladrillo como acceso principal, con balcones en el segundo piso y ventanas en su piso inferior, dándole todos estos elementos de influencia neoclásica aires de imponencia y esbeltez, propia del Estilo Popayán.

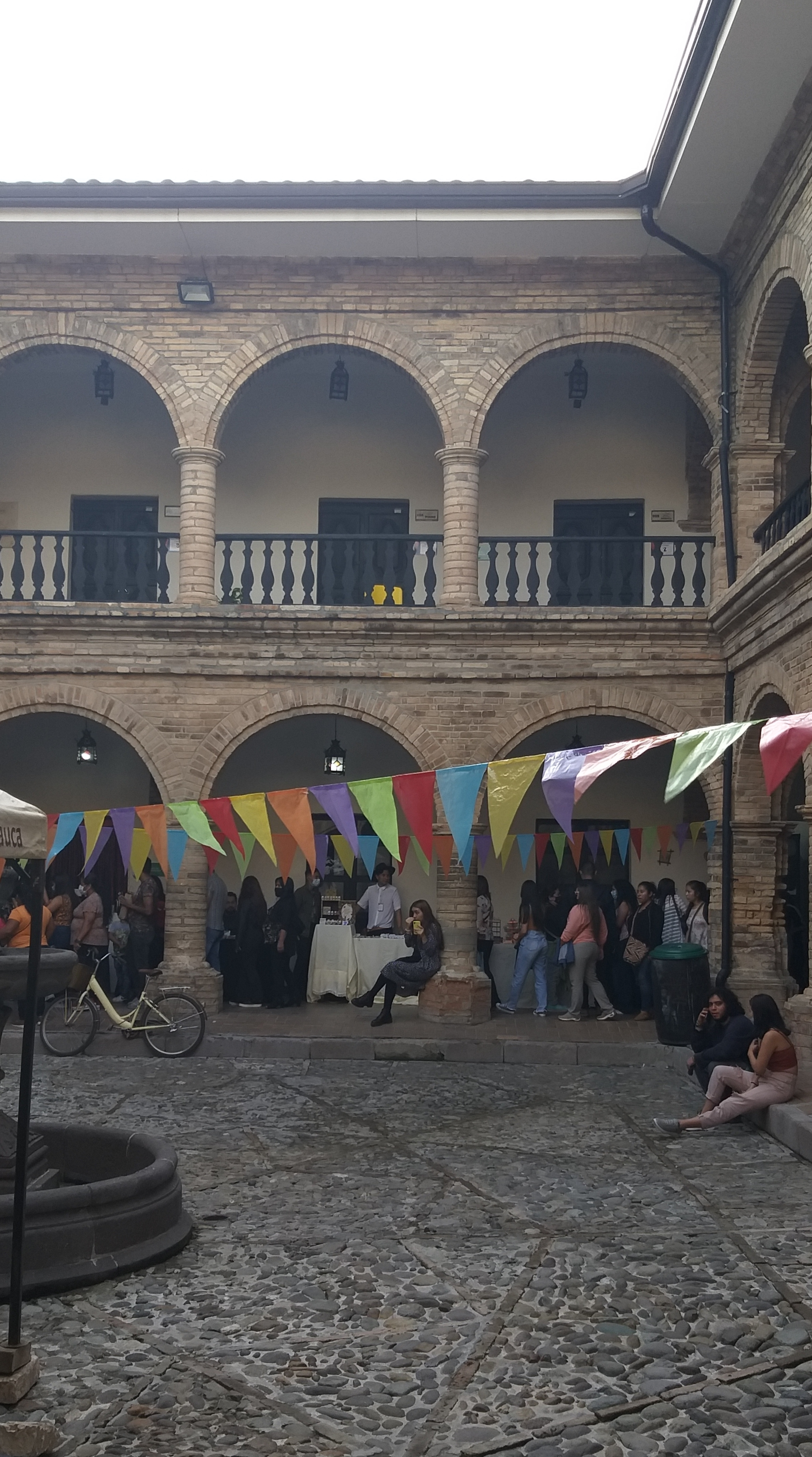
Patio central de la Casa Tenorio en Popayán

Se estima el inicio de las obras hacia 1802 y según la inscripción del portal sitúa su finalización en 1809, la dirección y planos fueron encomendados al distinguido arquitecto don Marcelino Pérez de Arroyo que desempeñó su labor a cabalidad, dejando una de las casas coloniales más hermosas y amplias que tiene el centro histórico, digna morada de su promotor, el rico minero, terrateniente y estanciero el doctor don Jerónimo de Torres Tenorio, hermano del conocido Camilo Torres Tenorio, siendo ambos próceres entregados de la independencia de Colombia.
La casona contiene en total 4 patios empedrados de tipo claustros rodeados de columnas toscanas de ladrillos en ambos niveles en la explanada principal, sin embargo, no es en todos los patios, siendo postes de madera los que bordean en las otras estancias, conservándose hasta el día de hoy, los antiguos chorros y pilas que fueron fabricadas para embellecer la casa, siendo alimentadas por un acueducto privado, lo que denota el poder adquisitivo de la familia Torres Tenorio.
Gracias al terremoto de 1983, la edificación fue restaurada por la Oficina de Reconstrucción de la Universidad del Cauca, quitándole todas las modificaciones que sufrió la obra desde su construcción, revitalizando su valor histórico y belleza original. Actualmente el complejo es propiedad de la Universidad del Cauca, funcionando aquí su Facultad de Artes.

#### Casa del Regente.

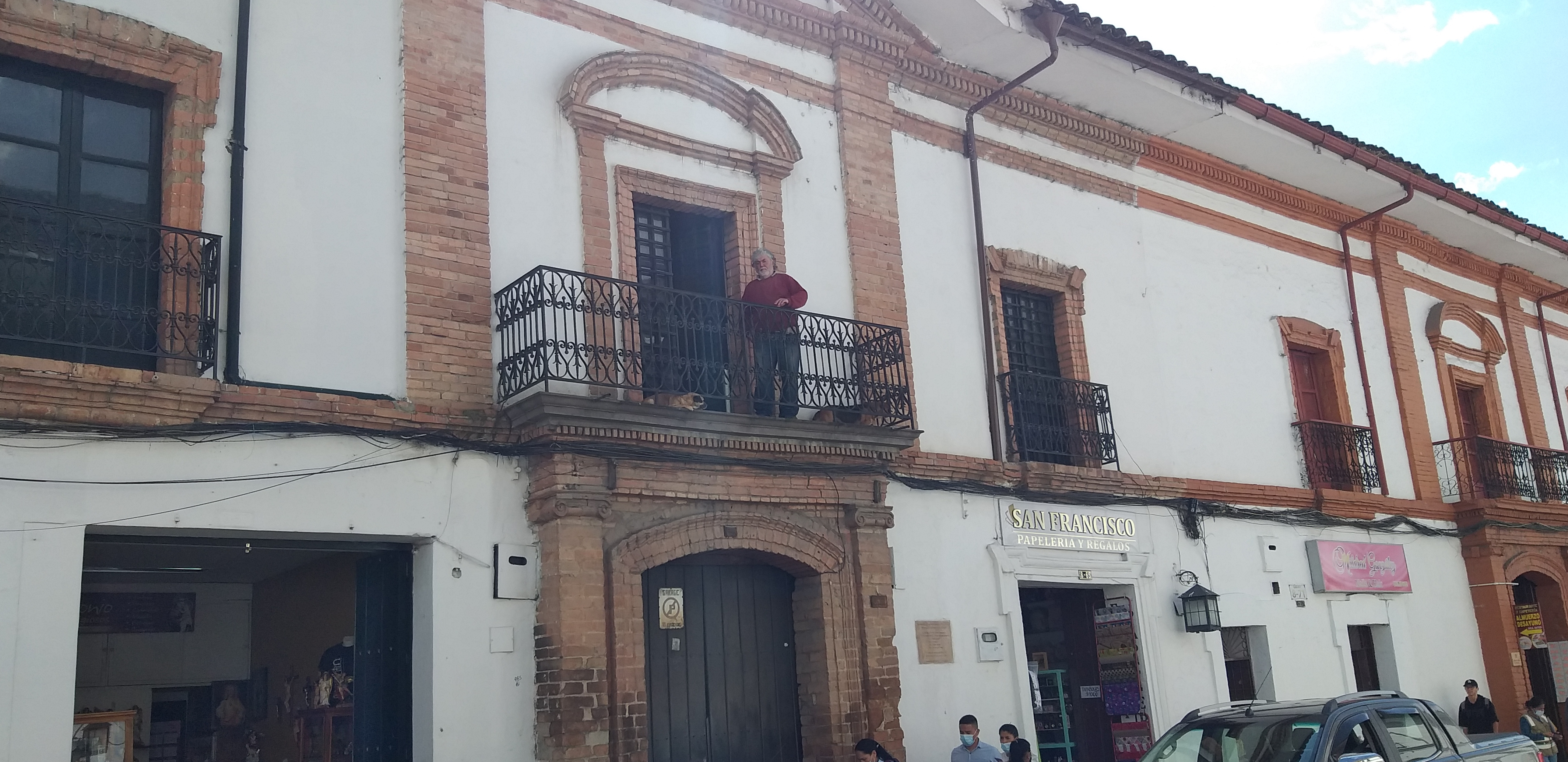
Imponente fachada de la Casa del Regente.

Se halla en la esquina de las calles del General del Carlos Alban y de El Seminario (Carrera 9 con Calle 5), es una esbelta casona con dos accesos principales enmarcados en portalones de ladrillo cocido de gran calidad que sustentan ambos un balcón coronado por motivos clásicos semicirculares y en la entrada central, se destaca en lo alto un frontón triangular que sobresale del techo de teja y que es claramente de influencia neoclásica, esta mansión cuenta también con dos patios empedrados que están rodeados por una sucesión de arcos de medio punto en ambos niveles y su distribución es la típica en los siglos XVII y XVIII, que después fue denominado como ''Estilo Popayán''.

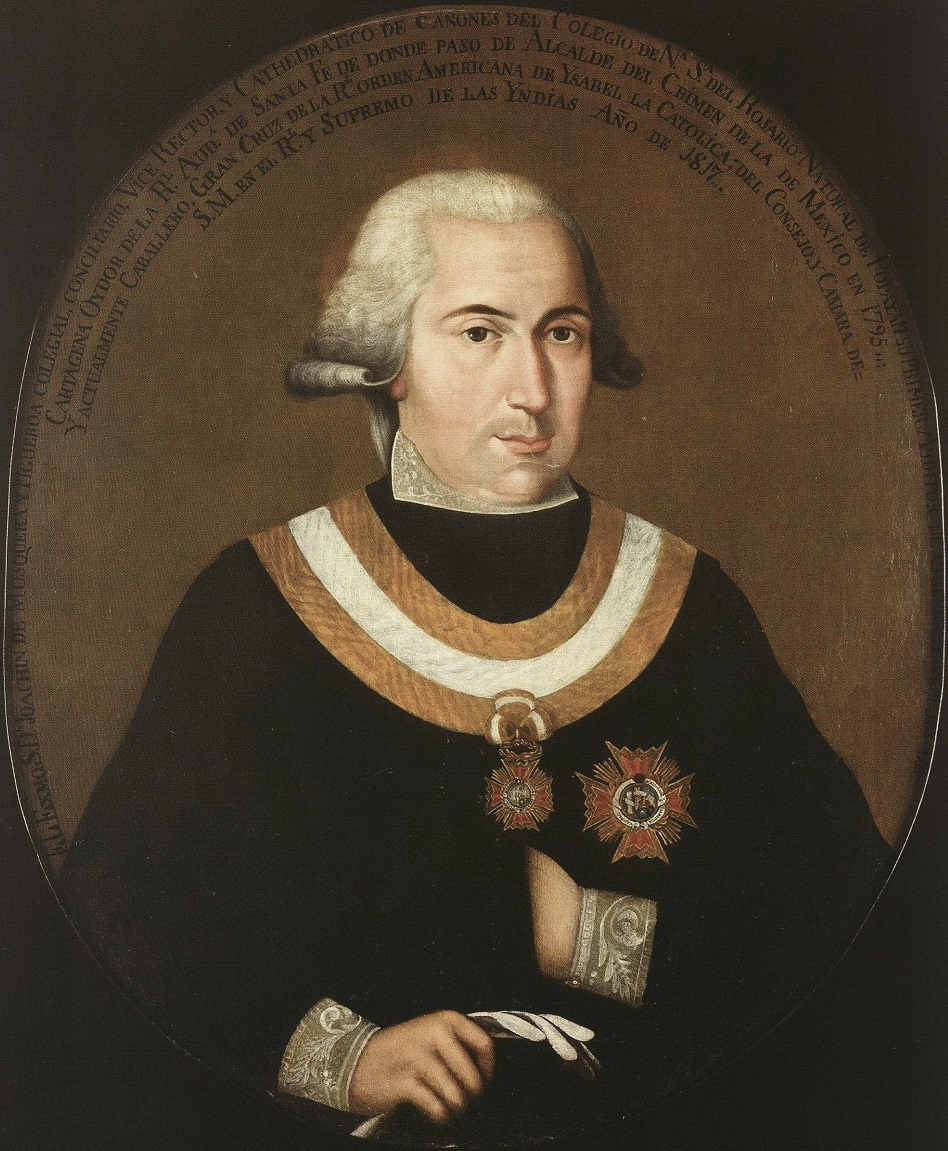
Don Joaquín Mosquera y Figueroa fue regente de España en 1812 y propietario de esta casa.

Las crónicas y la datación sitúan las primeras obras de esta casa hacia fines del siglo XVIII, cuando la ciudad apenas se recuperaba del devastador desastre de 1736, fue ideada por del ilustre clérigo payanes don Marcelino Pérez de Arroyo y Valencia, quien fue contratado por el doctor Joaquín Mosquera y Figueroa quien tuvo la iniciativa de edificarse una residencia digna de su posición social, por lo que al día de hoy es una de las obras más bellas y de mayor valor arquitectónico que se conservan que haya construido don Marcelino en la Nueva Granada. Para esos momentos, la familia Mosquera y Figueroa era una de las más influentes en el virreinato e incluso en todo el imperio español, por la riqueza que acumulaban y todas las tierras y negocios que poseían, además de contar con destacados miembros que hicieron historia en toda Hispanoamérica. Por lo que esta casona refleja claramente su poder ante la demás aristocracia payanesa. 
Don Joaquín Mosquera y Figueroa, llegó a tal punto de eminencia en la corte española, que fue nombrado como regente en 1812, ejerciendo y gobernando como tal el imperio durante la crisis que conllevaron las invasiones napoleónicas a la península ibérica y la convulsionada política europea que experimentaba un cambio en su forma de gobierno, por lo que tal acontecimiento, de tener a un payanes rigiendo la monarquía, llevó a que los pobladores conocieran a la mansión como la Casa del Regente, nombre que tuvo durante mucho tiempo.
Durante el siglo XX, aquí se fundó y estuvo en primera instancia el Colegio Champagnat, conmemorándose este hecho con una placa de mármol en la fachada. El edificio no fue seriamente afectado por el terremoto de 1983, siendo reforzados sus tejados sin haberle alterado sus características originales.

#### Otras Casas de Personajes Ilustres de Popayán.
- Casa de Miguel Arroyo Hurtado (Actual sede del SENA).

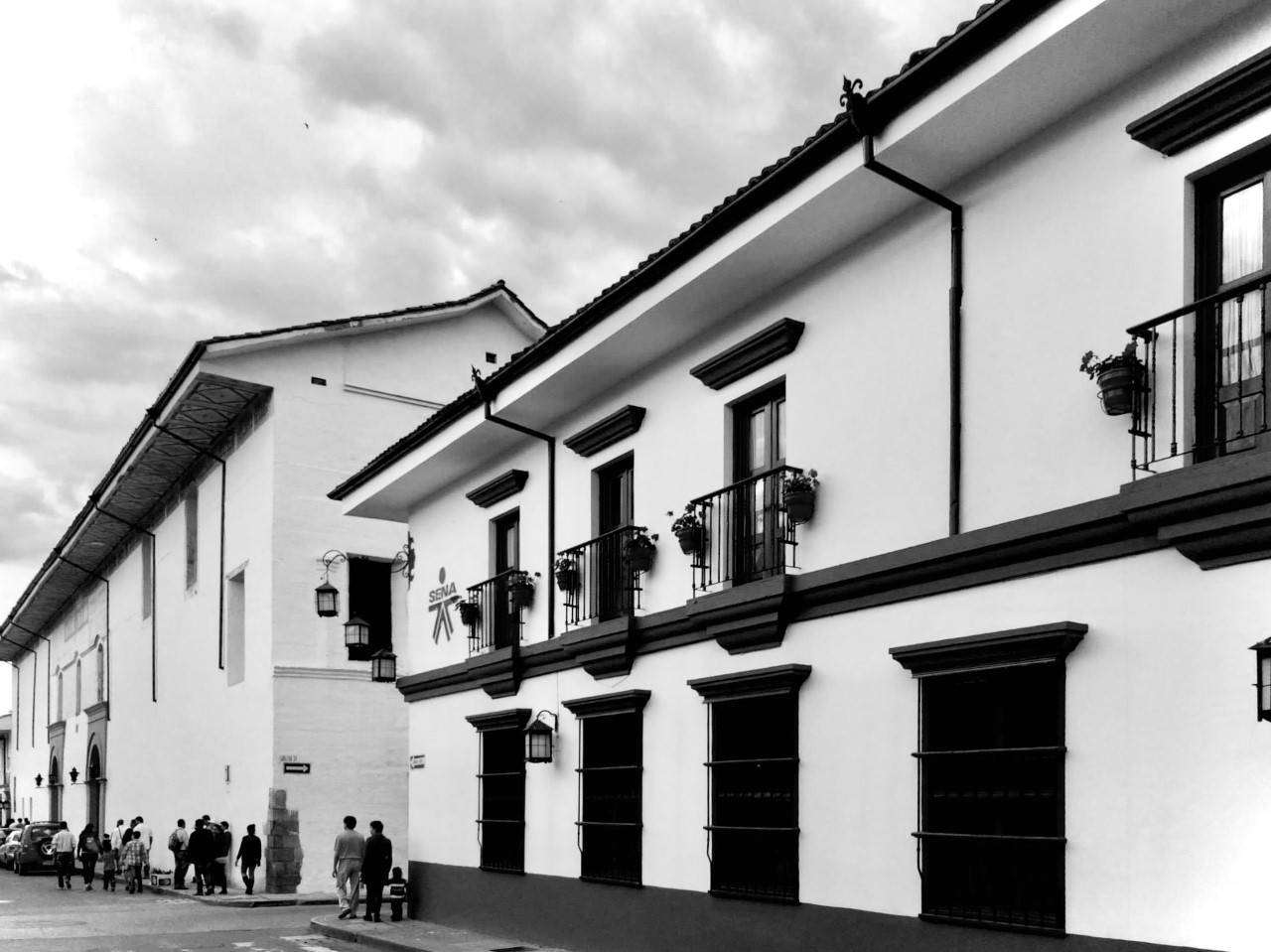
Casa de Miguel Arroyo con la iglesia de El Carmen al fondo.

Esta casa se encuentra en la esquina de las calles de Los Bueyes y El Altozano (Carrera 3 con Calle 4), resalta su fachada de ''Estilo Popayán'' consistida en su primer piso de ventadas flanqueando el portal principal que con dos columnas de orden toscano sostienen el balcón central habiendo otros 18 a sus lados y en las dos caras de la cara a lo largo del segundo piso. Existe otro acceso por la calle de los bueyes similar al portal mayor que por medio de un zaguán conduce al patio que ya no es empedrado.  

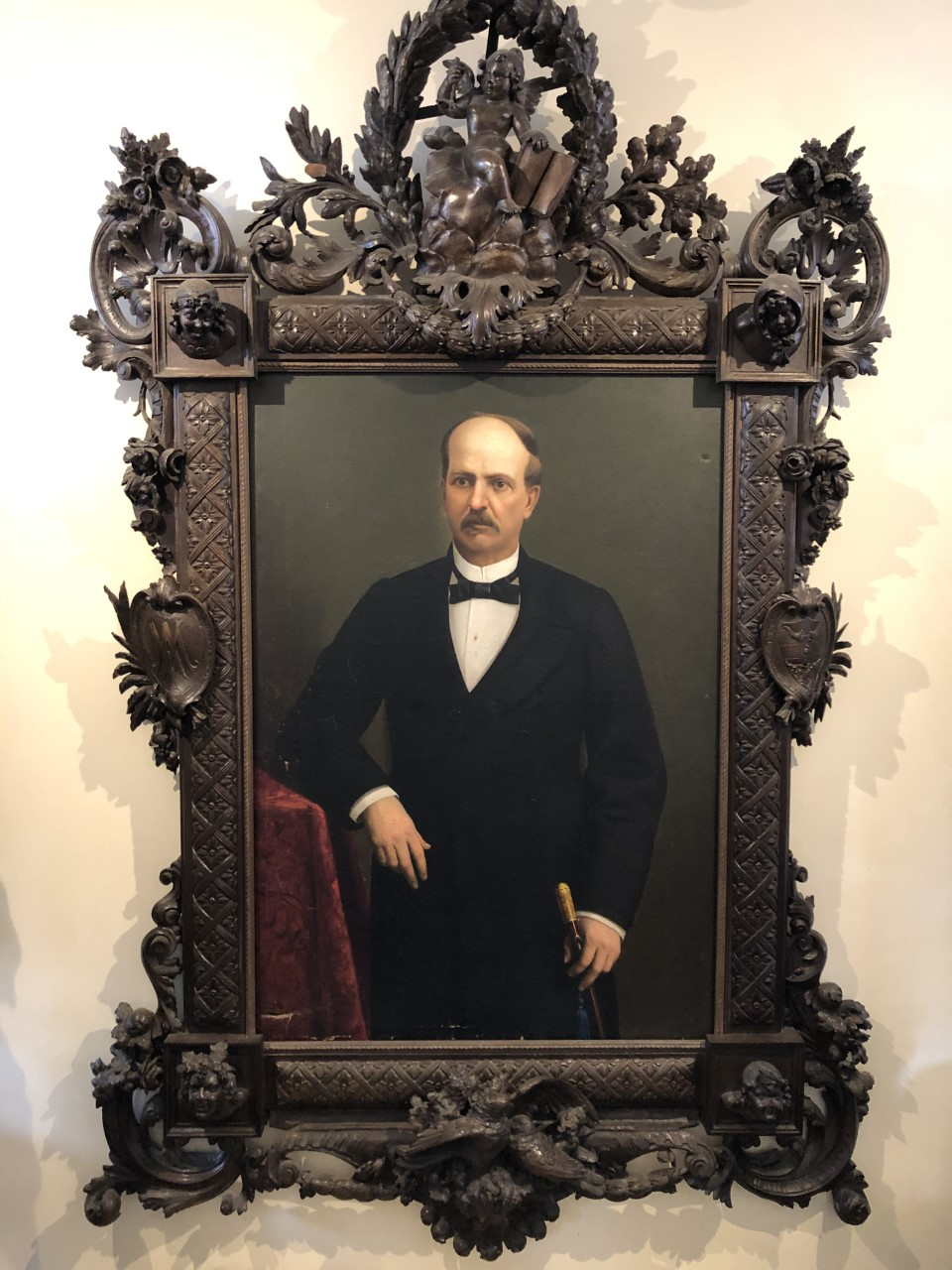
Retrato de don Miguel Arroyo Hurtado, habitante de la casona, actual sede del SENA.

Las crónicas mencionan la existencia de una casa en el centro de la actual cuadra, cuyo solar se extendía hasta la esquina, sirviendo como pesebrera y huerta. El propietario del inmueble era don Bernardo Arboleda que por esos días fungía como teniente gobernador pro tempore de Popayán, en sustitución a don Francisco Ferrer. A pesar de la gran riqueza y poder del dueño, la vivienda resultó bastante humilde en su fisionomía, sin poder reflejar el poder y influencia que correspondía a la clase social a la que se pertenecía.
Hacia la mitad del siglo XIX, el terreno del solar fue comprado por don Miguel Arroyo Hurtado que sería recordado por ser el último gobernador del Estado Soberano del Cauca en el año de 1892, instalándose en su mueva casona que mandó a construir sobre el terreno adquirido con su esposa Margarita Diez-Colunje y Pombo. Durante la época republicana, se destacó por ser una de las últimas muestras vivientes de la arquitectura del ''Estilo Popayán'' que se mantenía aun integras en el centro histórico.
Por acción del terremoto de 1983, se averió y se comprometió bastante la estructura de la mansión por lo que el Servicio Nacional de Aprendizaje (SENA) tomó posesión del lugar, destruyendo las ruinas sobrevivientes y levantando de nuevo el edificio, respetando su arquitectura original pero en ''Estilo Neopopayán'', agregándole resistencia antisísmica y convirtiéndola en una de sus sedes en la ciudad.
- Casa de don Toribio Maya ''El Apóstol de la Caridad''

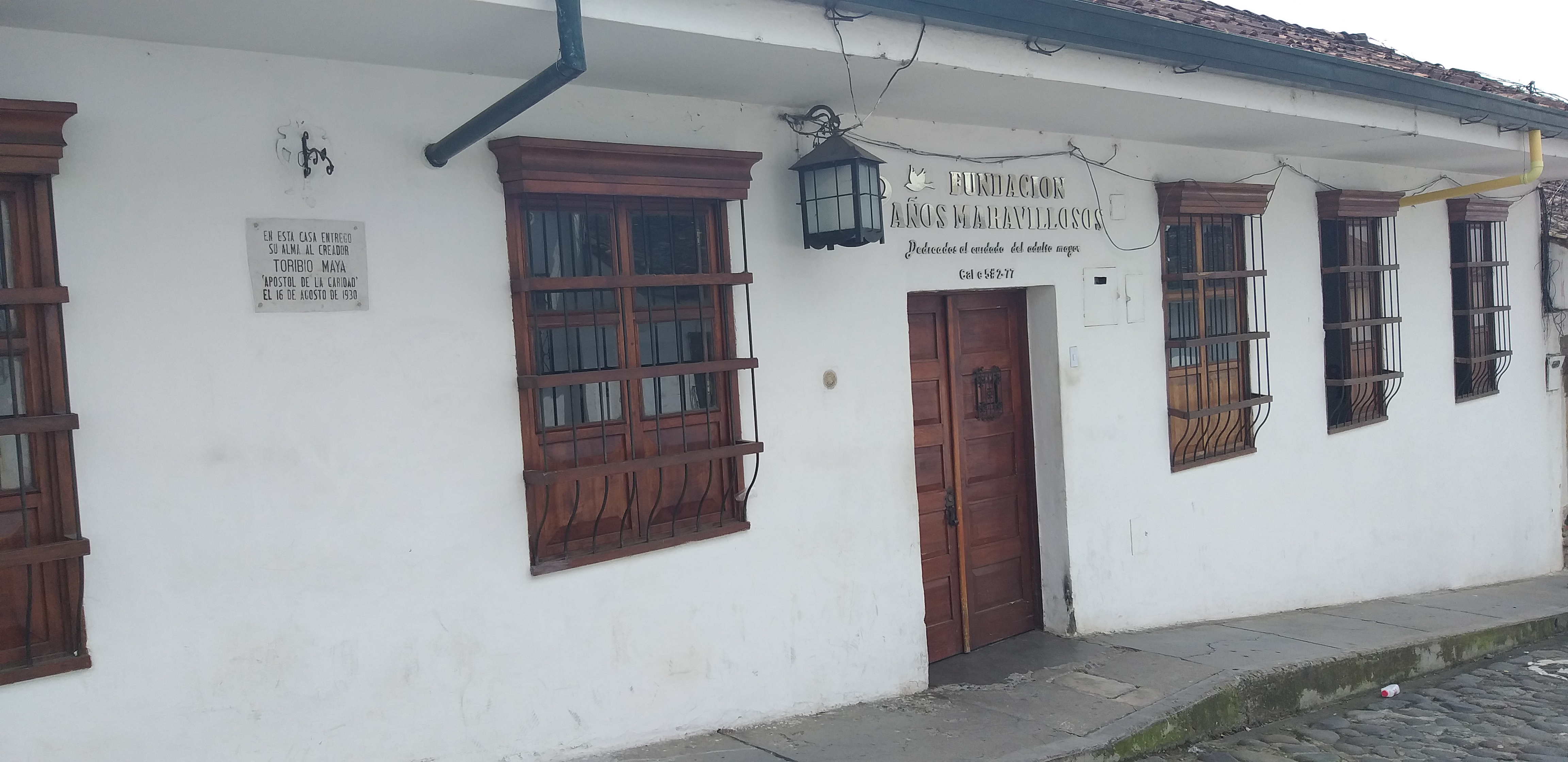
Casa donde murió don Toribio Maya

Situada sobre la calle de La Ermita (Calle 5), también conocida en antaño como La Calle Real de Las Catedrales, es una casa de composición sencilla de un solo piso con un portón central, con cinco ventanas a sus lados resguardadas con las típicas barandas de influencia española y un patio empedrado en el centro del edificio.

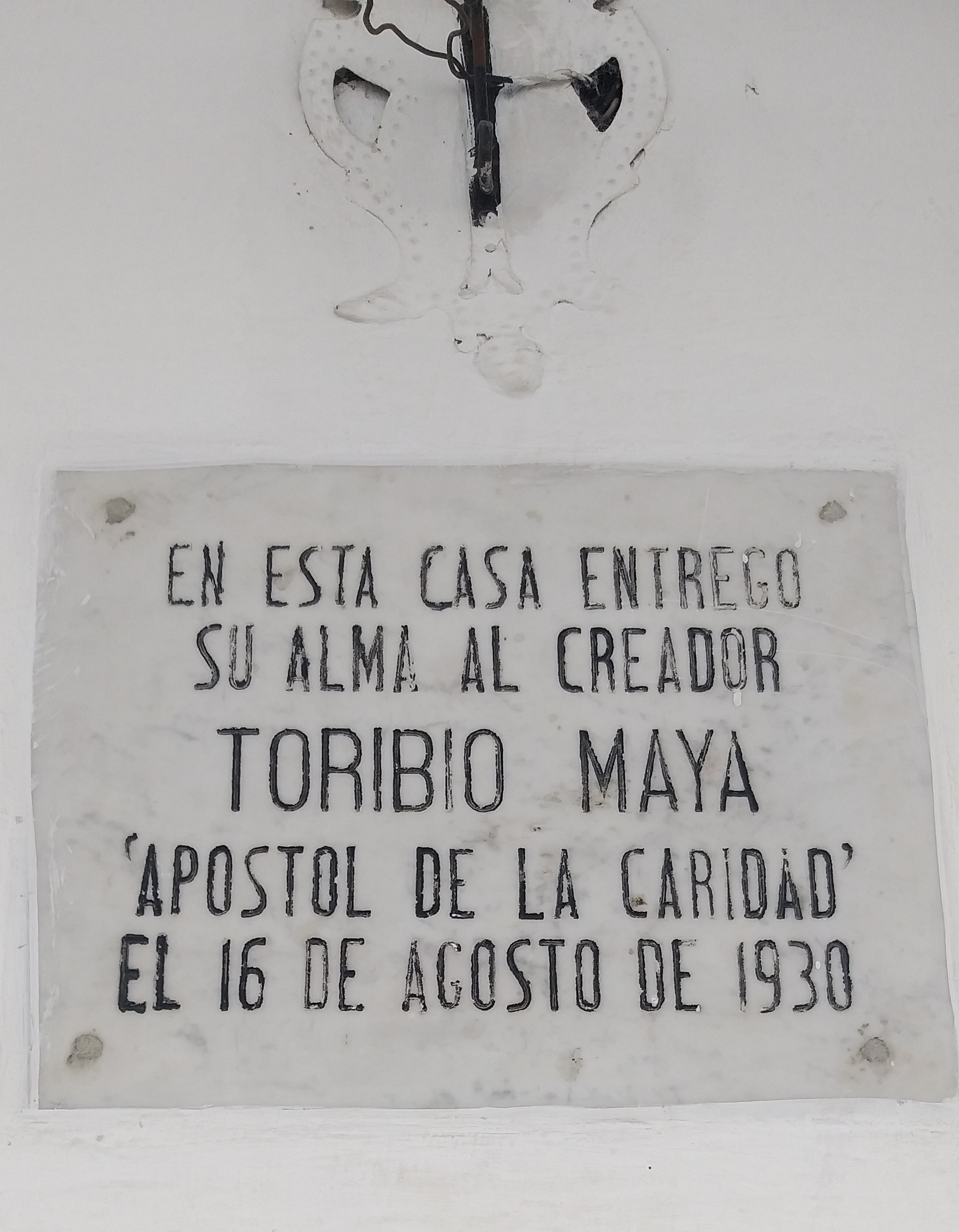
Placa en la casa de don Toribio Maya

En la actualidad funciona en el lugar la Fundación Años Maravillosos, un geriátrico dedicado al cuidado de los adultos mayores, más que todo los que se encuentran en estado de vulnerabilidad, prestándoles servicios que van desde la alimentación hasta el acompañamiento personal, acciones que rinden homenaje a un payanes que lo dio todo por la defensa y ayuda a los más necesitados y marginados y que entregó su alma al creador en esta misma casa, tal como lo dicta la placa que fue puesta en la fachada en su memoria.
Toribio Maya Sarmiento más conocido ''El Apóstol de la Caridad'' nació en la ciudad de Popayán en la provincia de Popayán el 27 de abril de 1848, hijo de don Tomás Maya y de doña Dolores Sarmiento teniendo la pareja en común 22 hijos. Desde temprana edad fue presentado virtudes especiales, caracterizándose siempre por su piedad y servicio a los demás, retirándose siempre a la periferia de la urbe, donde habitaban las personas de clase baja y a ejemplo de Jesucristo les brindaba alimento, remedios y víveres, fue tal su fama que cientos de personas iban a consultarlo y visitarlo hasta su casa. Don Toribio murió con olores de santidad por una bronconeumonía en su vivienda a los pies de la Ermita el 31 de agosto de 1930 en su ciudad natal en el Departamento del Cauca, iniciándose su proceso de beatificación en la década de 1940, siendo hoy en día reconocido como Siervo de Dios por la Iglesia católica.
- Casa de los Pombo

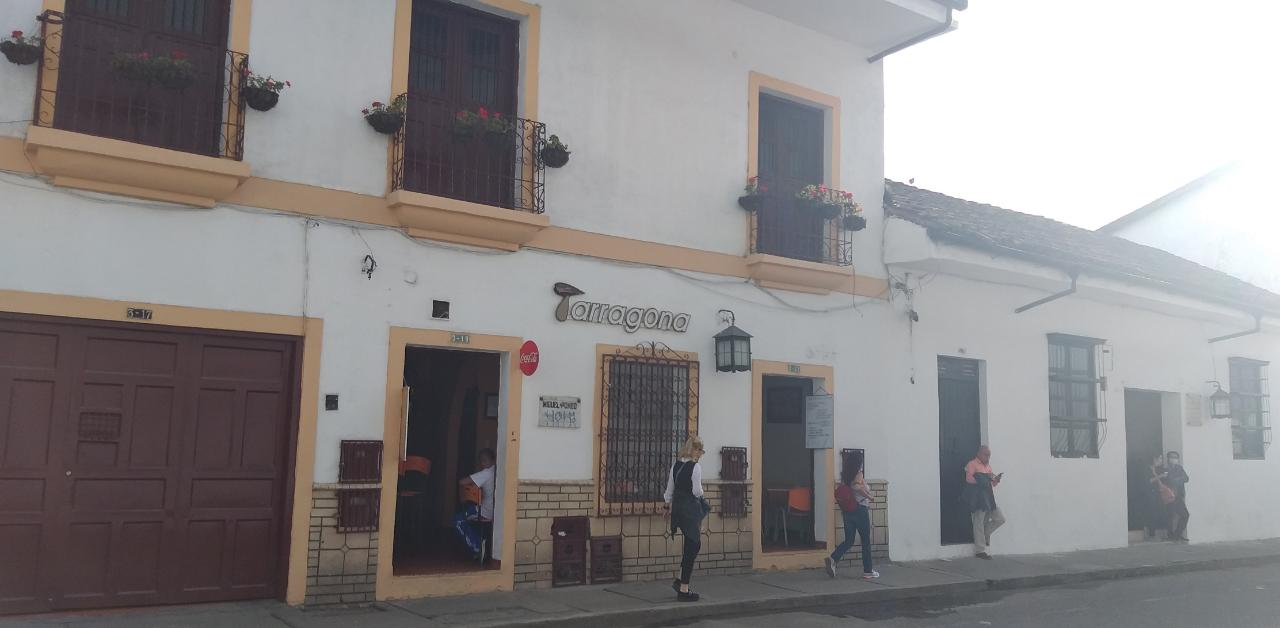
Casa de la familia Pombo en la calle 4.

Emplazada a lo largo de la calle de Santo Domingo (Calle 4), justo en frente de la iglesia del Carmen y colindando con la Casa Rosada, se compuso en su inicio de una casa sencilla de un piso de estilo colonial más en concreto del ''Popayán'' que surgió después del terremoto de 1736. 

La historia de la casa se remonta al primer cuarto del siglo XVIII, cuando estos terrenos de la cuadra conformaban un extenso solar que pertenecía en esa época al encomendero don Juan de Angulo, después de 1736 hace su aparición don Esteban de Pombo y Gómez un visionario constructor venido desde la península ibérica para fundar aquí su linaje que en el futuro sería de gran importancia para la región y el país. 

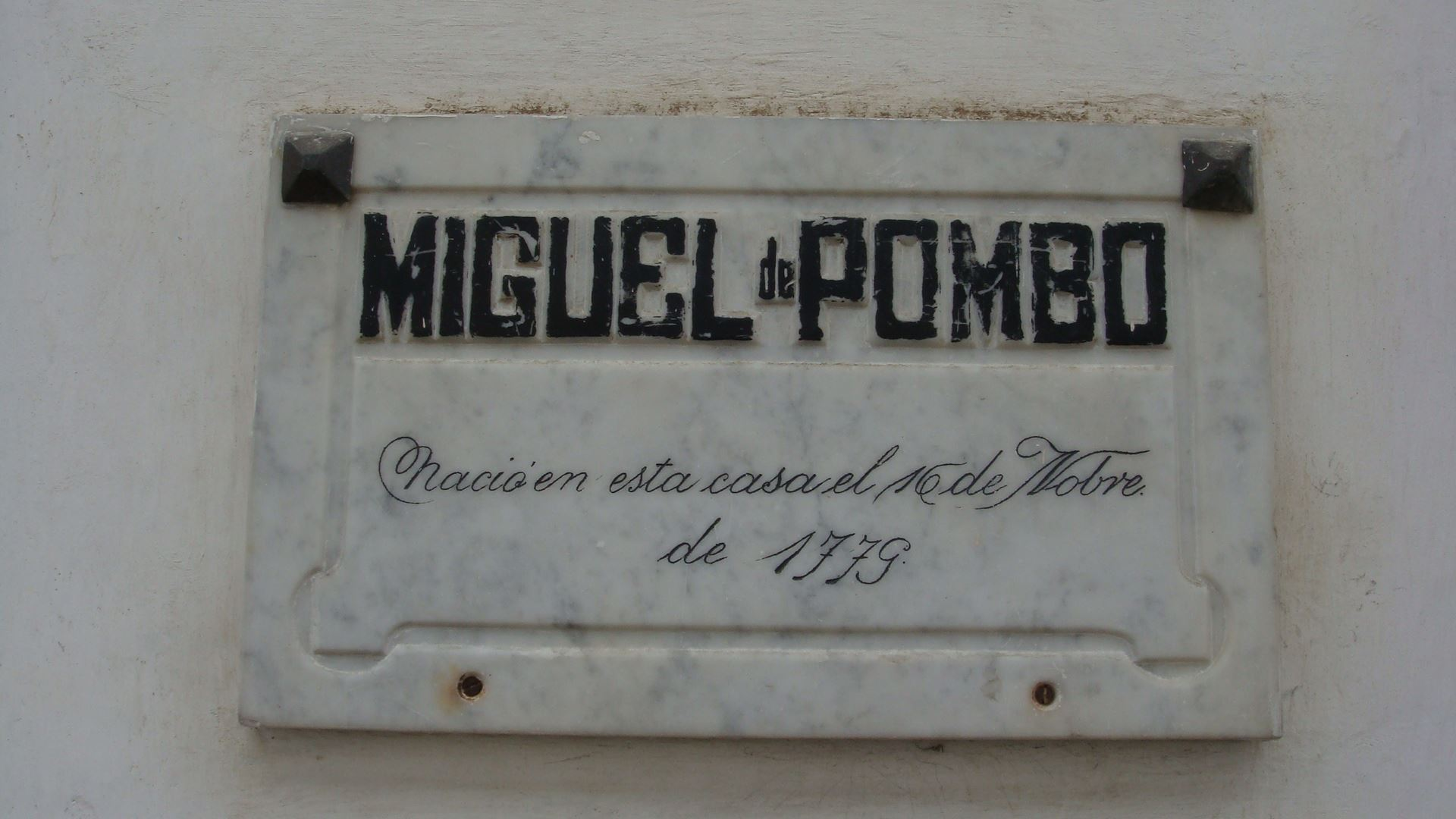
Placa conmemorativa al natalicio de Miguel de Pombo.

Construyendo aquí su residencia para el y la descendencia que engendró con su esposa doña Tomasa Ante y Valencia, adquiriendo los terrenos en 1738, la casona se componía de la zona de la familia en el centro de la cuadra y otra de locales comerciales en la esquina que se construyó de 2 pisos. Falleciendo su fundador hacia 1774, dejando como legado una escuela que se cree que funcionaba en su vivienda y varios de sus hijos que destacaron como don José Ignacio de Pombo y Ante (1761-1815), o como doña Petronila Agustina de Pombo y Ante quien del matrimonio quien tuvo con su primo Juan Antonio Pombo nacieron los próceres Miguel de Pombo (el 16 de noviembre de 1779) o Francisco Antonio Pombo (el 23 de abril de 1789). Como último hijo de don Esteban, se destaca a don Manuel de Pombo y Ante que junto a su esposa Beatriz O'Donnell fueron abuelos del Dr. Sergio Arboleda Pombo y Rafael Pombo. 
El terremoto de 1983 hizo colapsar la esquina, la cual nunca se reconstruyó quedando solo como parqueadero y local de arepas, mientras que la parte oriente de la casa de una planta fue demolida y se levantó otra de dos pisos donde hoy funciona un café, sobreviviendo intacta nada más la parte occidental que tiene una placa recordando a Carlos Albán.
- Casa de doña Dionisia Mosquera. (Actual sede del Acueducto y Alcantarillado de Popayán)

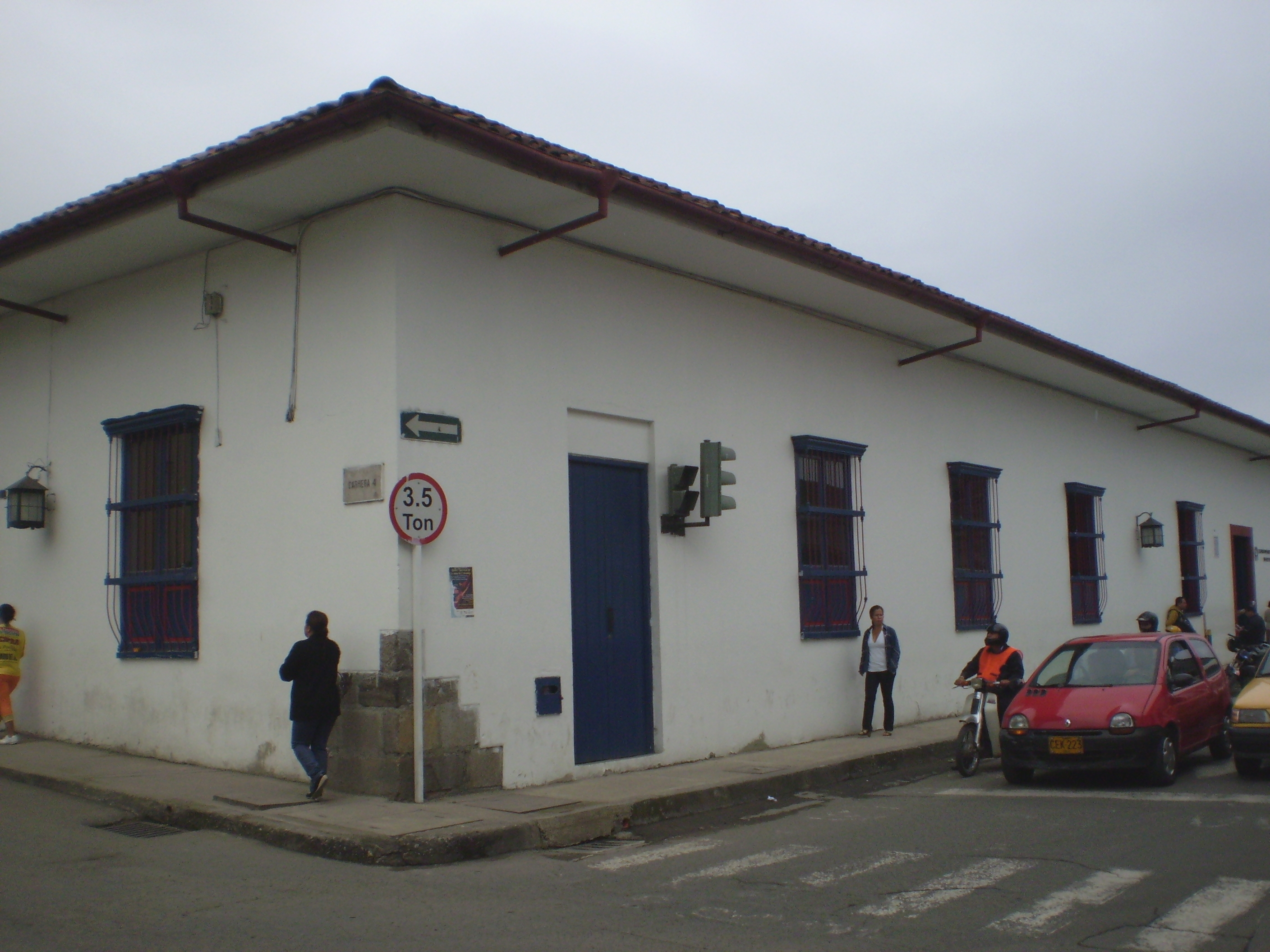
Sede del Acueducto y Alcantarillado de Popayán

Se localiza en la esquina formada por las calles de La Cruz Verde y de La Pamba (Carrera 4 con Calle 3) diagonal al Palacio Nacional Francisco de Paula Santander, se constituye de una casa de una sola planta con varias ventanas cerradas por las tradicionales rejillas coloniales, un acceso central y otros secundarios incluido un gran portón usado para el ingreso de la servidumbre y las bestias de carga en el pasado.
Hacia mitad del siglo XVIII es que se constata la construcción de esta casa la cual se inició después de 1738 en estilo ''Popayán'' y fue por disposición y financiación de don Pedro López Crespo de Bustamante para ser residencia de él y su esposa doña Dionisia de Mosquera Bonilla, la zona de la esquina era la parte dedicadas al ámbito social como el del negocio familiar mientras que la que daba plenamente a la calle de La Pamba era para los sirvientes y esclavos que entraban todo tipo de víveres para el mantenimiento de la casona y de sus amos.

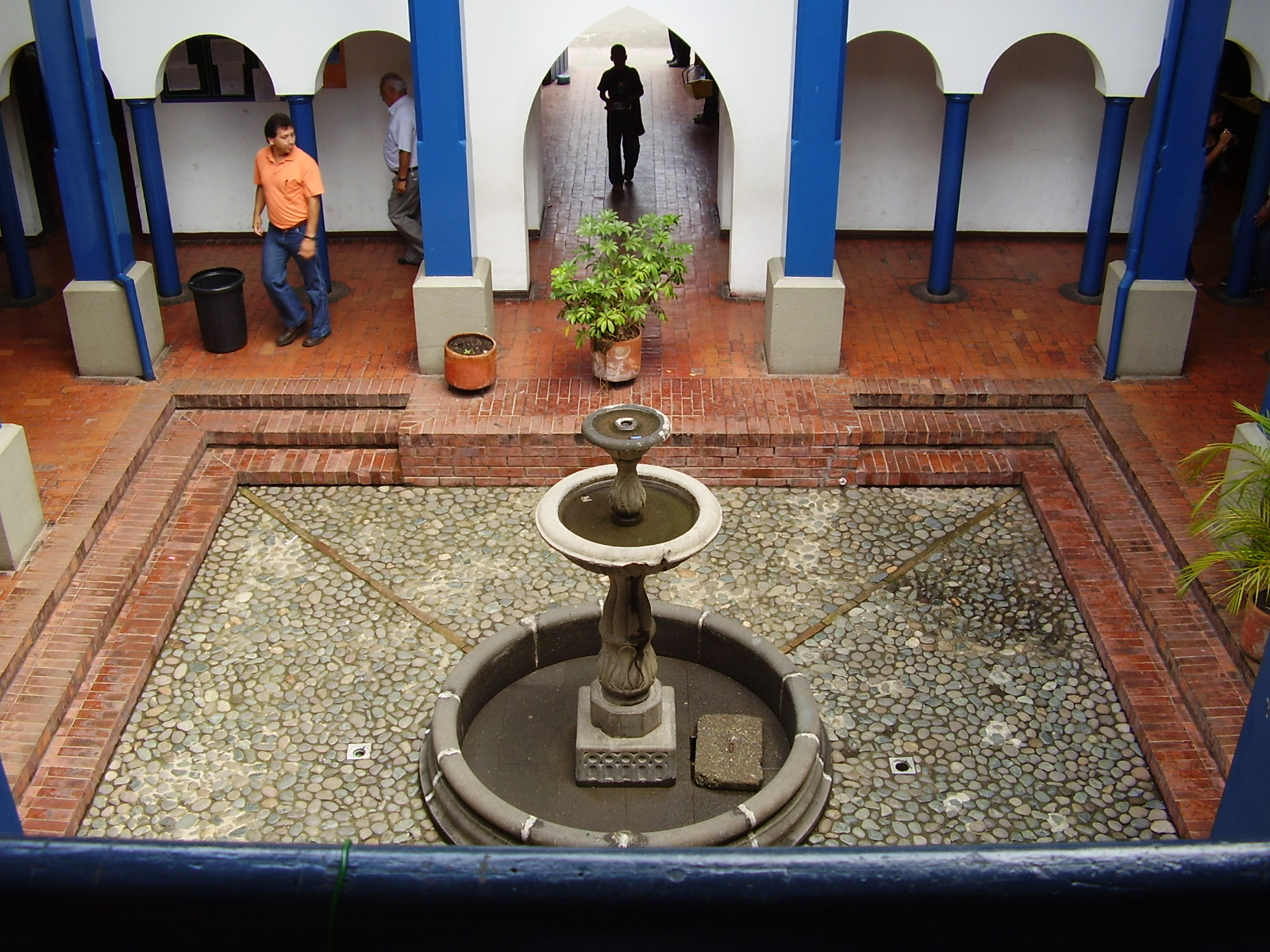
Patio interno de la casa del Acueducto.

Pero sin duda alguna por lo que es conocida esta casa fue el crimen pasional ocurrido aquí que tuvo como protagonistas al matrimonio Bustamante-Mosquera, todo aconteció la noche del lunes 29 de enero de 1770 cuando don Pedro Crespo regresaba de un largo viaje que había realizado a las Antillas para promocionar y surtirse de productos para su tienda en Popayán. Se cuenta que él al ingresar por el costado oriental del edificio su esposa Dionisia salió a recibirlo a pesar de hallarse ''enferma'', cuando de repente el esclavo Francisco Ficher le asestó un golpe en la cabeza dejándolo inconsciente, por lo que el esclavo Pedro Fernandez de Borja procedió a cortarle la respiración y asfixiarlo con una ruana para que Joaquim Perdomo, quien era mayordomo de la hacienda ''La Herradura'' le diera una puñalada, para que después con un cuerno de toro afilado a propósito rematan a Bustamante. Para aparentar un supuesto ataque animal a don Pedro, el cuerpo fue abandonado en la esquina de la calle de La Pamba, aunque después de una ardua investigación ordenada por la Real Audiencia de Quito y comandada por Joseph Ignacio Ortega, se descubrieron a los culpables y las motivaciones las cual era un amorío secreto entre doña Dionisia y don Pedro Hermenegildo García de Lemos y el embarazo fruto de esta relación, aunque ella pudo escapar a Almaguer, la hija ilegítima que concibió fue Ana María García de Lemos Mosquera quien tiempo después sería la madre del general José María Obando.
- Casa de don Cristóbal Manuel de Mosquera y Figueroa

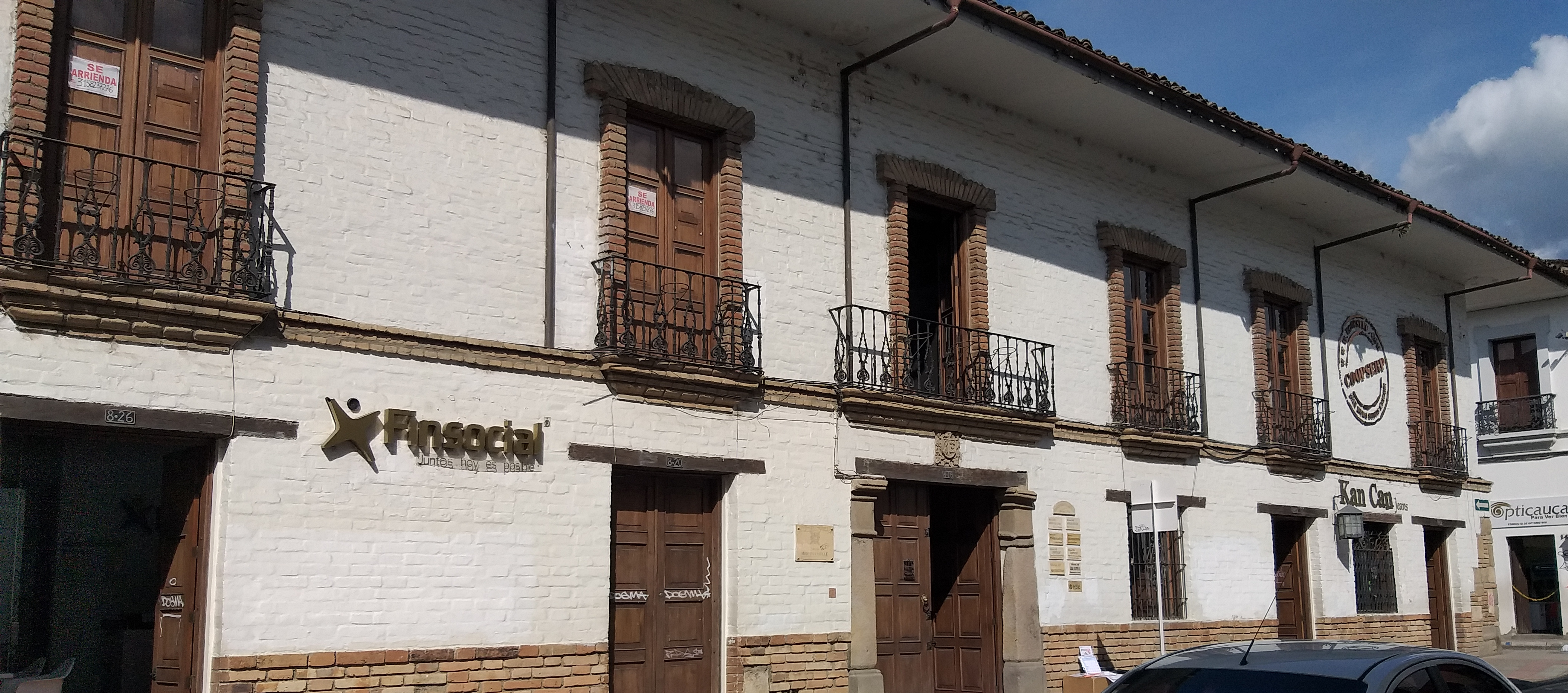
Actual casona, antigua vivienda de la familia aristocrática de los Mosquera y Figueroa.

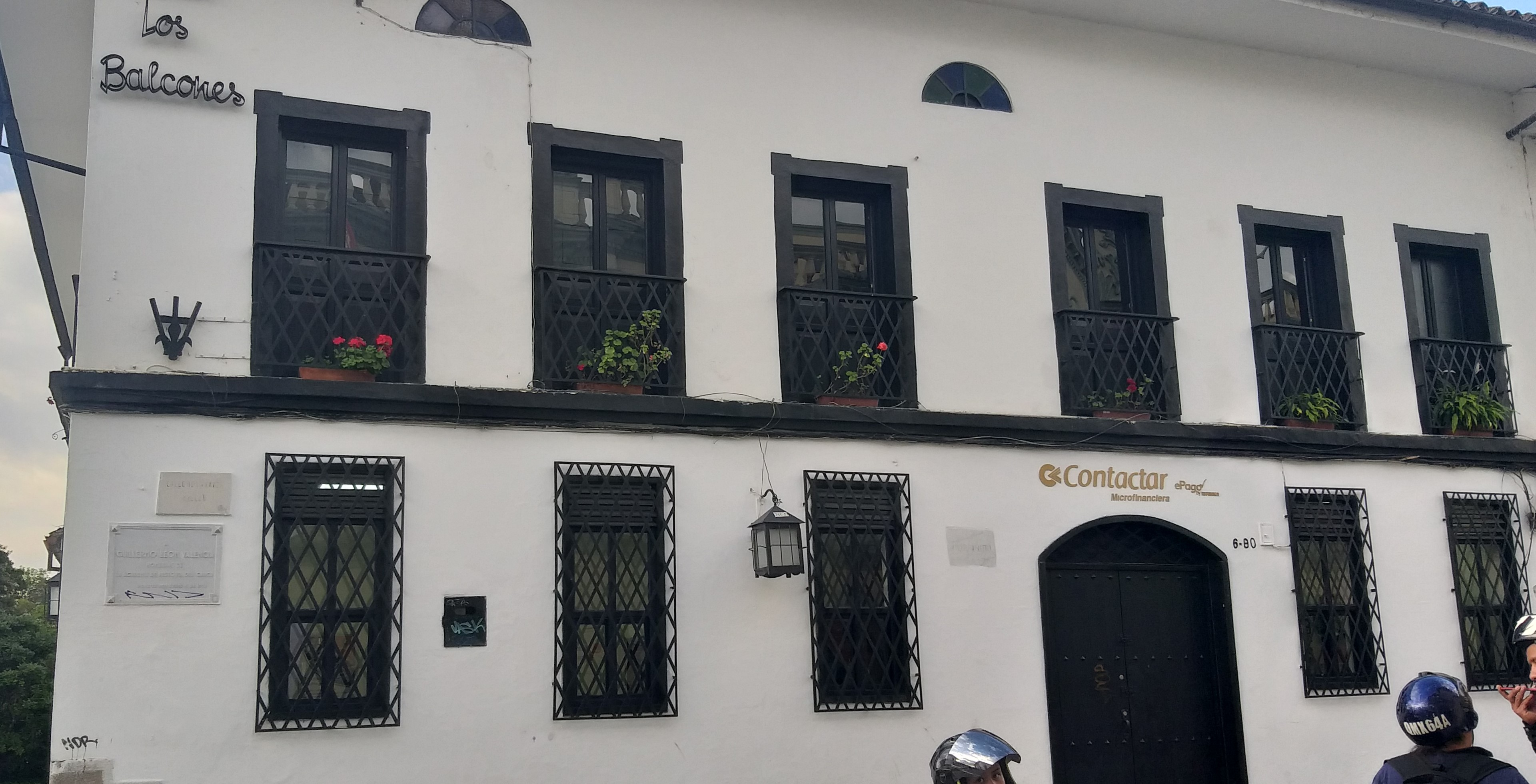
Casa donde nació el presidente León Valencia.

Se encuentra en la esquina de las calles de La Compañía y Real de San Francisco (Carrera 8 con Calle 4) es una casa de doble piso en cuya parte inferior se ubican locales comerciales y el bello portón que está flanqueado por cos columnas de piedra que sustentan un dintel de madera y coronando el acceso está el escudo heráldico de la familia Mosquera y Figueroa, de aquí se llega al patio central empedrado por medio de un zaguán.

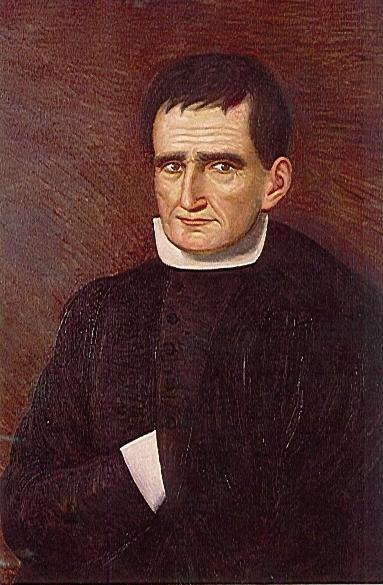
Joaquín Mosquera, Regente de España.

 La imponencia y buenos materiales con los que fue hecho el edificio denota la alta posición económica de feudo burgués que llegó a tener su constructor.
Esta casona fue mandada a construir por don Cristóbal Manuel de Mosquera y Figueroa hacia la mitad del siglo XVIII, convirtiéndose así en la cuna de la familia Mosquera y Figueroa, tal fue el caso que aquí nacieron sus hijos como el prócer don Mariano Mosquera y Figueroa junto con su hermano don Francisco Martin Mosquera (ambos llegaron al mundo en el costado occidental del segundo piso), además también aquí llegaron la descendencia de don José Patricio Mosquera como por ejemplo el Dr. Joaquín Mosquera y Figueroa (regente de España (técnicamente rey) o don José Marcelino Mosquera y Figueroa quien construyó la hacienda de Calibio (lugar de la célebre batalla homónima).
La casa original permaneció casi inalterada durante la época independentista y republicana pero desafortunadamente en el terremoto de 1983 el edificio fue seriamente afectado a tal punto que se tuvo que demoler en su totalidad y reconstruido por el Banco Central Hipotecario que le dio una apariencia de estilo ''Neopopayán'' pero bastante apegado a lo que fue su diseño original, hoy en día funcionan dentro varias oficinas de abogados o locales comerciales en el exterior.
- Casa de don José Rafael Arboleda Arroyo (Actual sede de la Escuela de Posgrados de la Corporación Universitaria Autónoma del Cauca).

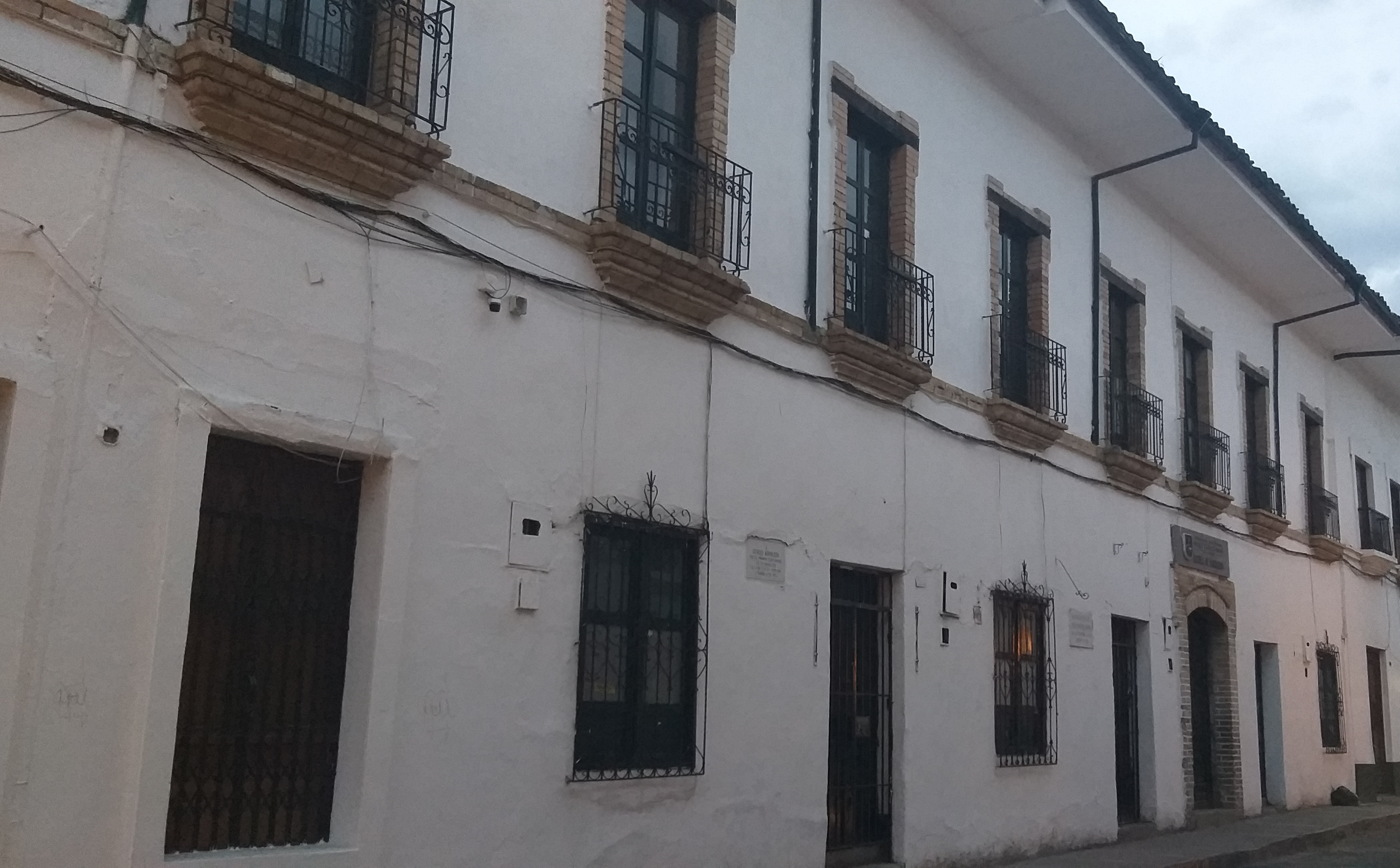
Casa donde se alojó el libertador Simón Bolívar.

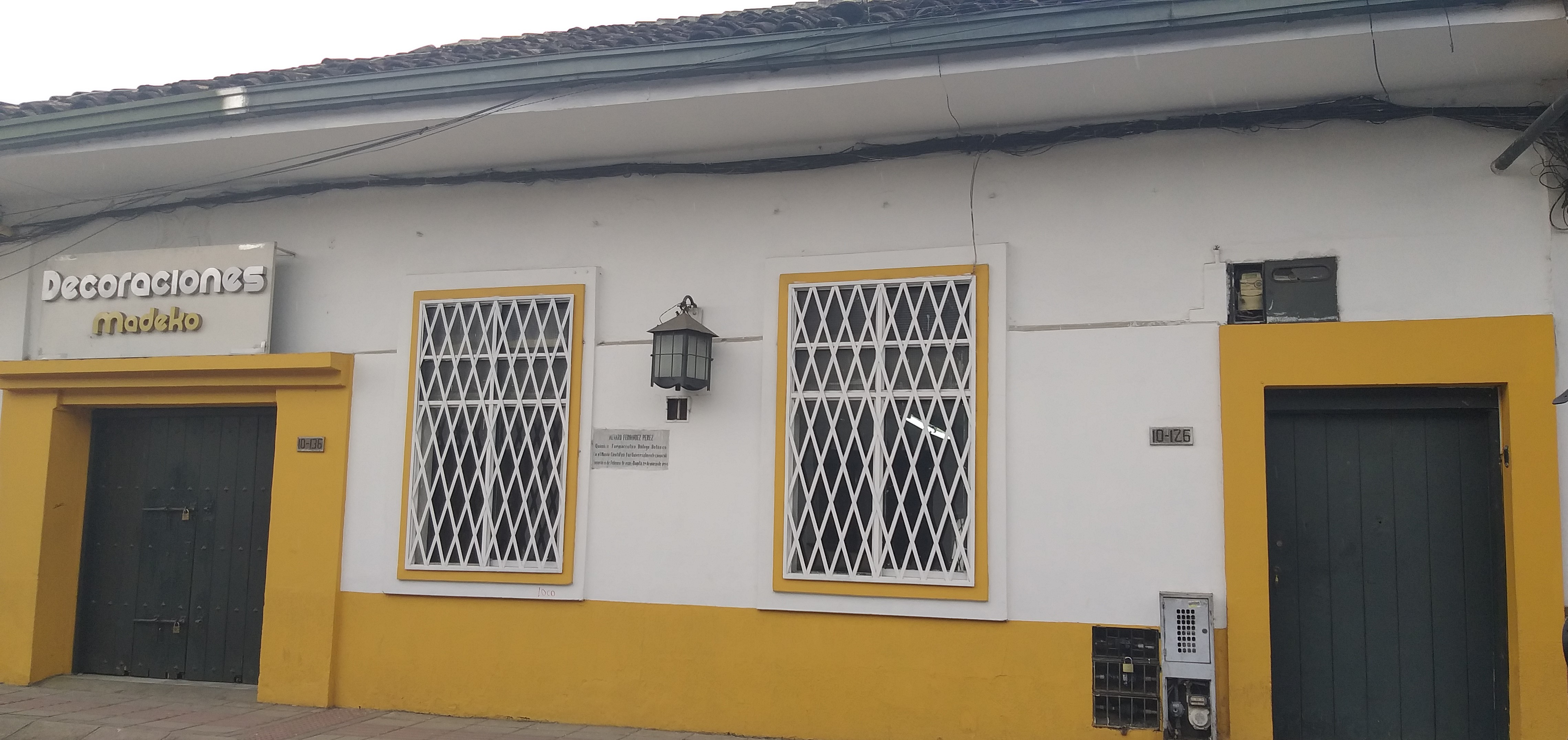
Fachada de la casa del químico farmacéutico payanes

Situada a lo largo de la calle de La Pamba (Calle 3). es una casa de estilo ''Popayán'' de dos pisos, en el cual el primero es utilizado para diversas actividades comerciales o de índole administrativo. la entrada principal se compone de una bella portada en ladrillo de influencia mudéjar, de este material también son los marcos de los balcones del segundo piso los cuales están cerrados con rejas de hierro.

El libertador habitó esta casa en dos ocasiones.

Este edificio data de los años posteriores al sismo de 1736, el cual fue un acontecimiento que trajo el nacimiento de una arquitectura formada por el colonial español y el neoclásico, fue por disposición de don Francisco Arboleda y Hurtado para ser la casa de la descendencia que tuvo, entre ellos destaca su nieto don José Rafael Arboleda Arroyo, quien obtuvo la propiedad del inmueble durante la época de independencia. Siendo entonces residencia de él junto con su esposa doña Matilde Pombo O'Donell quienes fueron ambos padres del poeta Julio Arboleda y el periodista Sergio Arboleda (personajes ilustres criados aquí). El estatus que tenía la familia Pombo Arboleda al ser grandes hacendados feudo burgueses sustentados en la esclavitud, su economía dependía de ese tipo de mano de obra.
Un hecho importante que es recordado por una placa de mármol en el exterior de la fachada fue cuando el Libertador Simón Bolívar fue acogido aquí en dos de sus visitas a Popayán entre el 23 al 30 de octubre de 1826 al llegar del Perú y otra entre el 19 de noviembre al 15 de diciembre de 1829 después de su victoriosa campaña en Ecuador, siendo siempre recibido por su gran amigo don José Rafael quien moriría en Pisa en 1831.
Al casi no ser afectada por el terremoto de 1983, la Gobernación del Cauca utilizó la casona como su sede provisional ya que el palacio ecléctico había sucumbido al sismo hasta que se construyera el actual en estilo ''Neopopayán''. Hoy en día este inmueble pertenece a la Corporación Universitaria Autónoma del Cauca.
- Casa natal del Presidente Froilán Largacha.

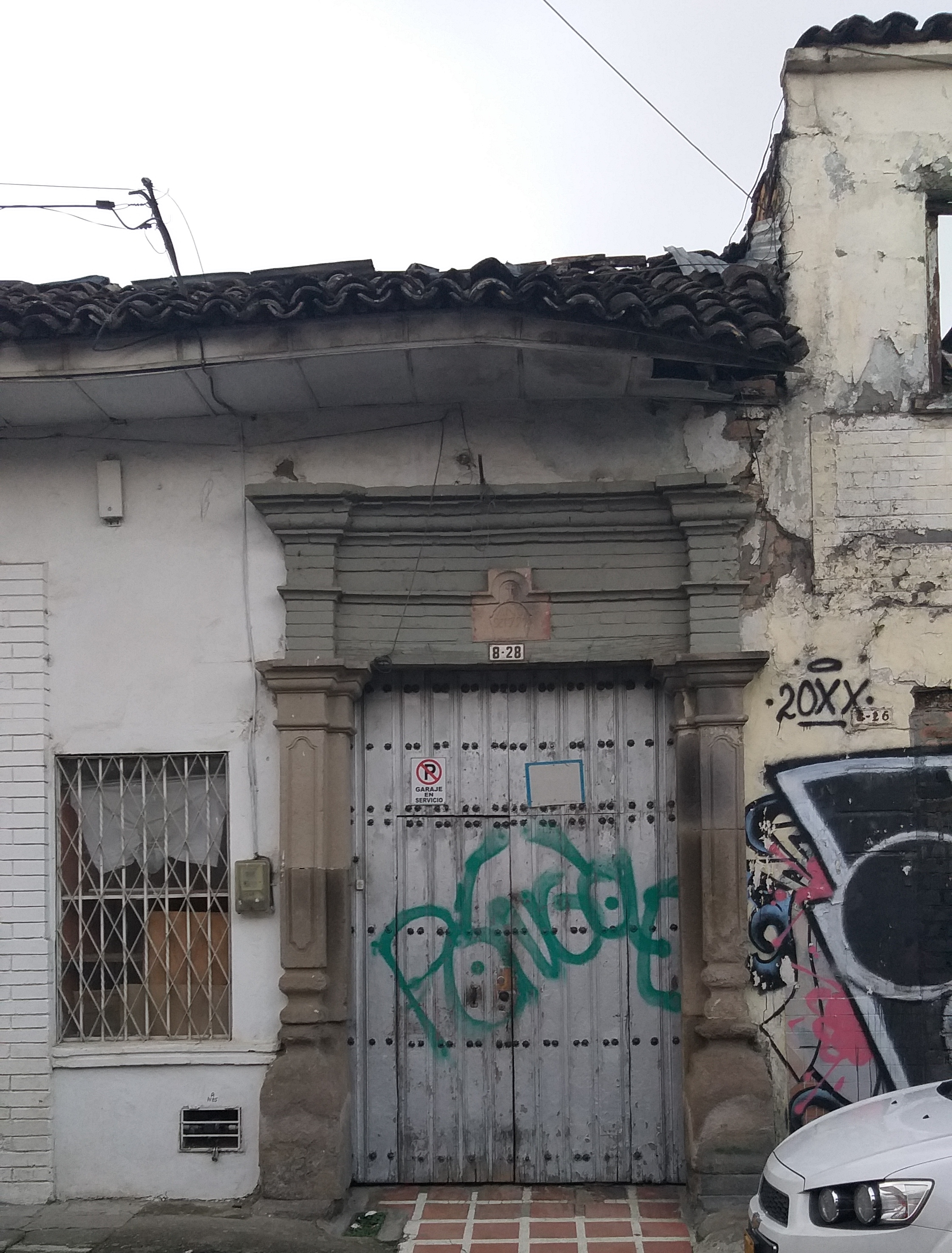
Portada en ladrillo y piedra de la casa natal del presidente.

Emplazada sobre la calle de El Mascarón (Carrera 7), consta de una casa de un solo piso, cuyo elemento más representativo es la gran portada que resguarda al portón en madera tachonada. Echa en piedra y ladrillo de tonalidad grisácea, según la piedra clave coronada de una cruz ubicada en la parte inferior del arquitrabe se constata que el año de culminación de aquella obra es de 1797. 

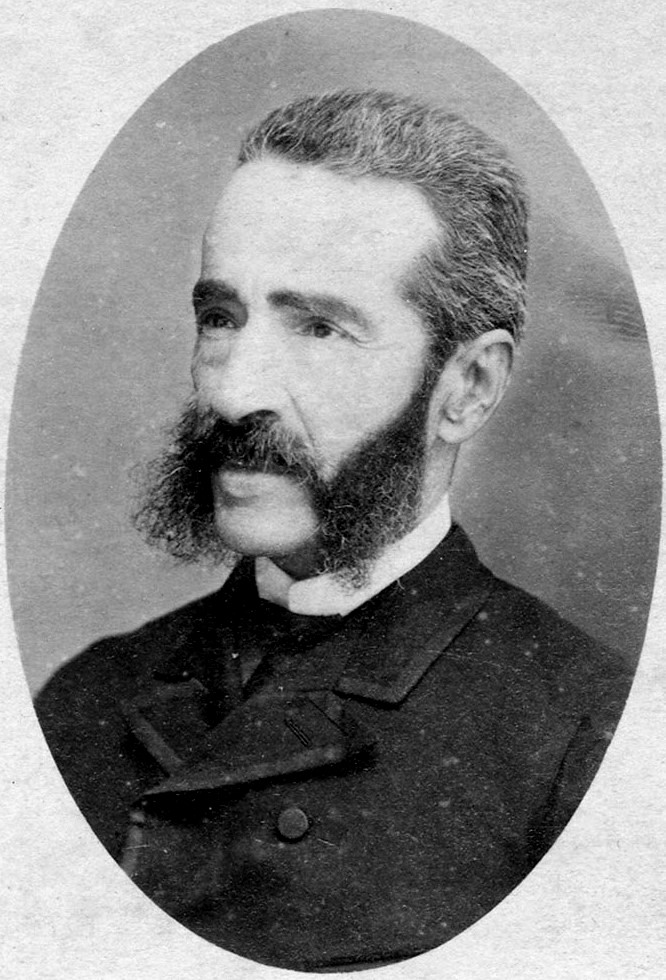
Foto del presidente encargado Froilán Largacha

Esta casa data de fines del siglo XVIII, tal como lo dicta la piedra clave mencionada anteriormente, hecha en estilo ''Popayán'' es de fisionomía de una sola planta con un local al lado izquierdo del bello portal que bien pudo ser la entrada de la servidumbre en los tiempos coloniales como en las casa de los hacendados asentados sobre la calle de ''El Mascarón'' cuyo nombre tan peculiar se debe a la existencia una cuadra al norte (esquina de las Carrera 6 con Calle 7) de un chorro de agua surtido de los acueductos del Poblazón y de Tulcán, construidos por don Jacinto de Mosquera y Figueroa, este en particular tenía una monstruosa máscara en cantera de piedra tallada que vomitaba el agua por su boca, razón por la que la calle fue bautizada así por sus pobladores.
Resguardado por esta vivienda, nació el 15 de diciembre de 1823 quien sería el segundo presidente de los Estados Unidos de Colombia desde 10 de febrero de 1863 hasta el 14 de mayo de 1863, el Dr. Froilán Largacha Hurtado, fruto del matrimonio formado por Felipe Santiago Largacha Tenorio y María Josefa Hurtado Hurtado, por lo tanto vivió y se crio durante muchos años en esta casa. Actualmente la casa está en muy malas condiciones, hay grafitis en el portón, el alero corre el riesgo de colapso y hay un edificio abandonado colindante, sumando las pocas o nulas acciones de restauración hacen más crítica la situación.
- Casa natal de Guillermo Valencia (Actual sede del Banco Coomeva)

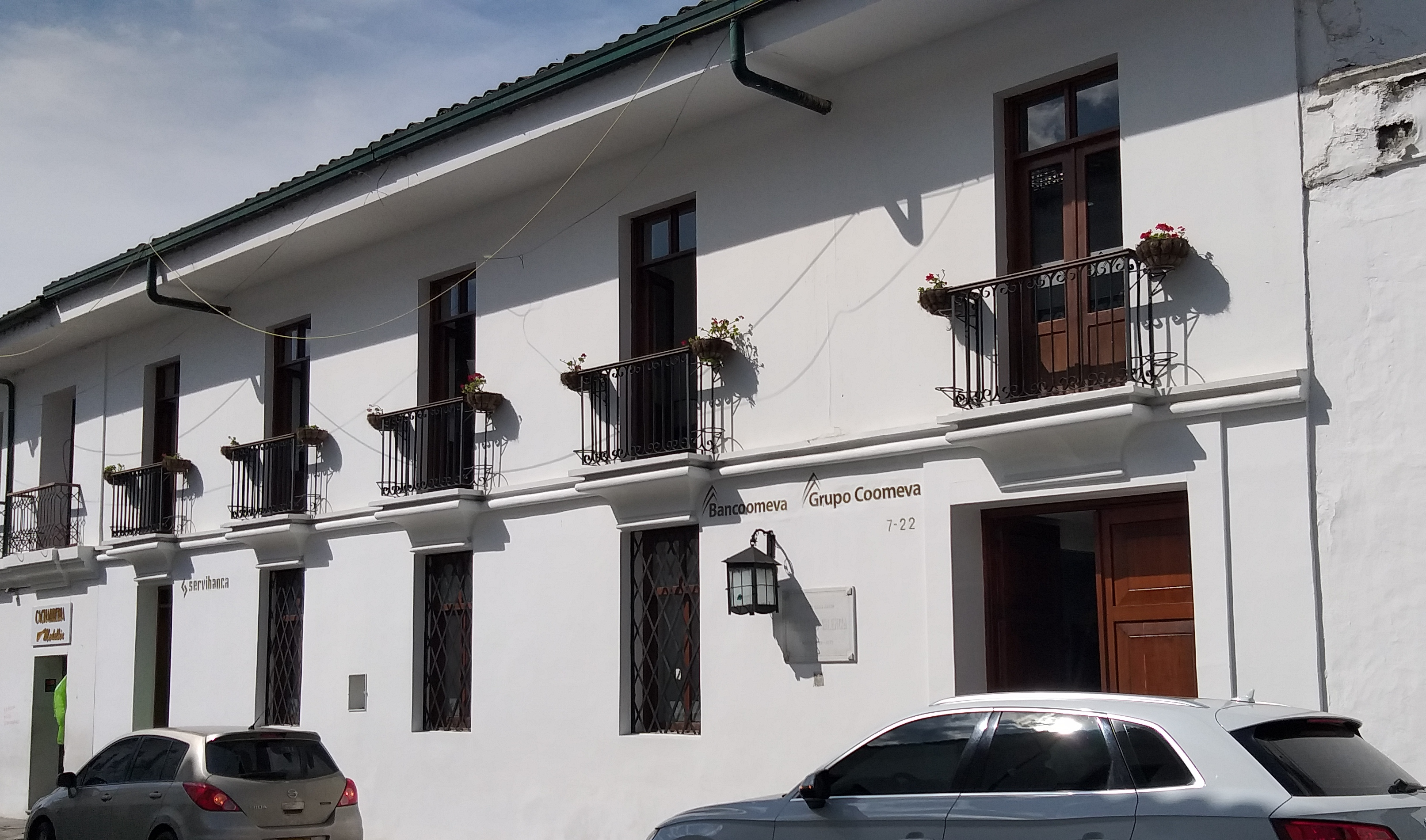
Casa donde nació el gran maestro Valencia.

Se halla sobre la calle Real de San Francisco (Calle 4), es una casona de doble planta de estilo ''Neopopayán'' con la entrada principal ubicada al oriente y otra secundaria al occidente, seguida por 3 ventanas y sobre cada una de estas un balcón dando un total de 5.

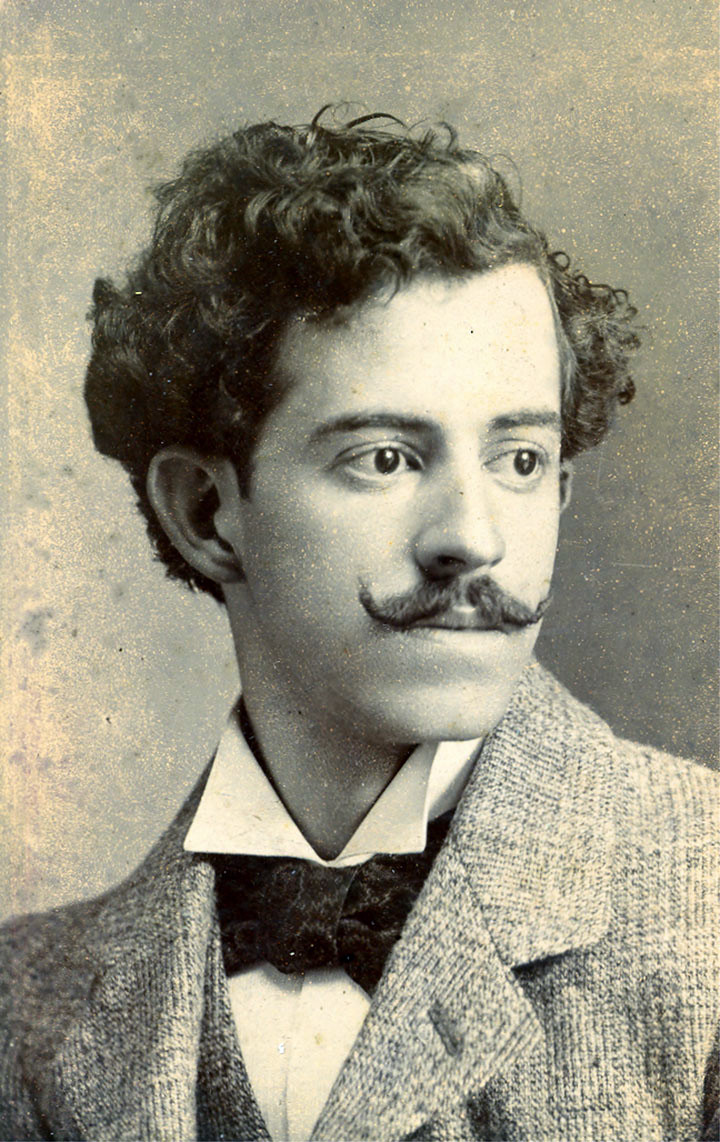
El poeta Valencia vino al mundo en esta casa.

Se sabe que antes del terremoto de 1736, el solar que estaba enmarcado entre las calles Real de San Francisco y de La Pamba fueron repartidas entre varios personajes ilustres de la época tales como el caso de don Andrés Marcelino Pérez de Arroyo y Valencia o del presbiterio Agustín de Sandoval, fue este último quien construyó en el predio del edificio actual incluyendo la esquina (que posteriormente sería separada y demolida para levantar la sede del Banco del Estado pero que fue derrocada y hoy está la sede del Banco AV Villas en estilo ''Neopopayán'').
Después de varios años y muchas reconstrucciones, la casa terminó con fisionomía sencilla de un piso a pesar de su ubicación y estar flanqueada por las suntuosas construcciones del Club Popayán (Estilo Popayán) y del Banco del Estado (Estilo Ecléctico y Republicano) hacia fines del siglo XIX, fue en este tiempo y cuando era el propietario y residente del inmueble el Dr. Joaquín Valencia Quijano cuando su esposa doña Adelaida Castillo Silva alumbró en esta vivienda el 20 de octubre de 1873 al célebre poeta y maestro Guillermo Valencia, quien sería candidato a la presidencia de la República de Colombia en 1917 pero siendo derrotado por Marco Fidel Suárez, intentándolo otra vez en 1929 pero de nuevo quedando de segundo tras el liberal Enrique Olaya Herrera, conocido también por ser el precursor de la Junta Permanente Pro Semana Santa de Popayán para evitar la pérdida de las procesiones (actual Patrimonio Inmaterial de la Humanidad). El maestro Valencia finalmente falleció el 8 de julio de 1943 a los 69 años. En cuanto a su edificio natal, fue remodelado en 1979 para darle un segundo piso, gracias a esto, no sufrió daños en el terremoto de 1983.
- Casa de don Joaquín Mosquera - Figueroa y Arboleda (Casa natal de Guillermo León Valencia).

Se encuentra en la esquina de las calles de El Reloj y de La Pamba (Carrera 7 con Calle 3) justo enfrente del Teatro Municipal Guillermo Valencia y colindante con la Casa Obando. Es una casona de dos pisos en estilo ''Neopopayán'' cuya entrada principal es un portón enmarcado en un arco de medio punto, flanqueado por cinco ventanas (3 a la izquierda y 2 a la derecha) y así 6 balcones el parte superior y así tiene otro acceso por la carrera 7.

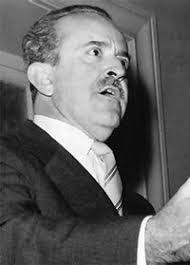
El presidente Valencia nació en esta casona.

En sus inicios era un edificio sencillo, fue construido a finales del siglo XVIII siguiendo los patrones del estilo ''Popayán'' además de aprovechando la enorme pendiente que formaba el cañón del cauce del río Molino, se hizo una casa de un solo piso pero con amplios sótanos y terrazas descendentes hasta los potreros a las orillas del afluente para la cría de ganado, también destaca un portal que se construyó al lado occidental de la casa sobre la actual carrera 7 y que cerraba el paso de los ajenos a los terrenos pero dando acceso a los animales de la familia, en este caso Mosquera, ya que el prócer de la independencia fue don Joaquín Mosquera - Figueroa y Arboleda, quien fuese el quinto presidente de la Gran Colombia, el que ordenó la construcción de esta vivienda para su uso personal y el de su descendencia que tuvo con su esposa y prima doña María Josefa Mosquera Hurtado.
Tiempo después y ya bien entrada la época republicana, a inicios del siglo XX habitaba aquí el maestro Guillermo Valencia junto con su esposa Josefina Muñoz quien dio a luz en esta vivienda el 27 de abril de 1909 al primero de sus cinco hijos el Dr. Guillermo León Valencia, quien sería el último presidente que ha dado Popayán a Colombia hasta ahora, posteriormente la casa fue dividida entre diversos propietarios, mientras el portal de la calle del reloj fue adquirido por la Alcaldía en 1930 al dueño Hipólito Castrillón Mosquera, demoliéndolo y ampliando el callejón al construir un puente sobre el río Molino y saliendo al frente del edificio de la Lotería.
Aunque quedó constatado la calidad de su estructura al sobrevivir al terremoto de 1983 sin mucha afectación, el propietario de ese entonces no tomó esto en cuenta y la derrocó, reemplazándola por el actual inmueble en estilo ''Neopopayán'' sin nada que recuerde a la casona colonial y funcionando ahí el hotel ''Los Balcones'' y Contactar.
- Casa de Alexander von Humboldt.

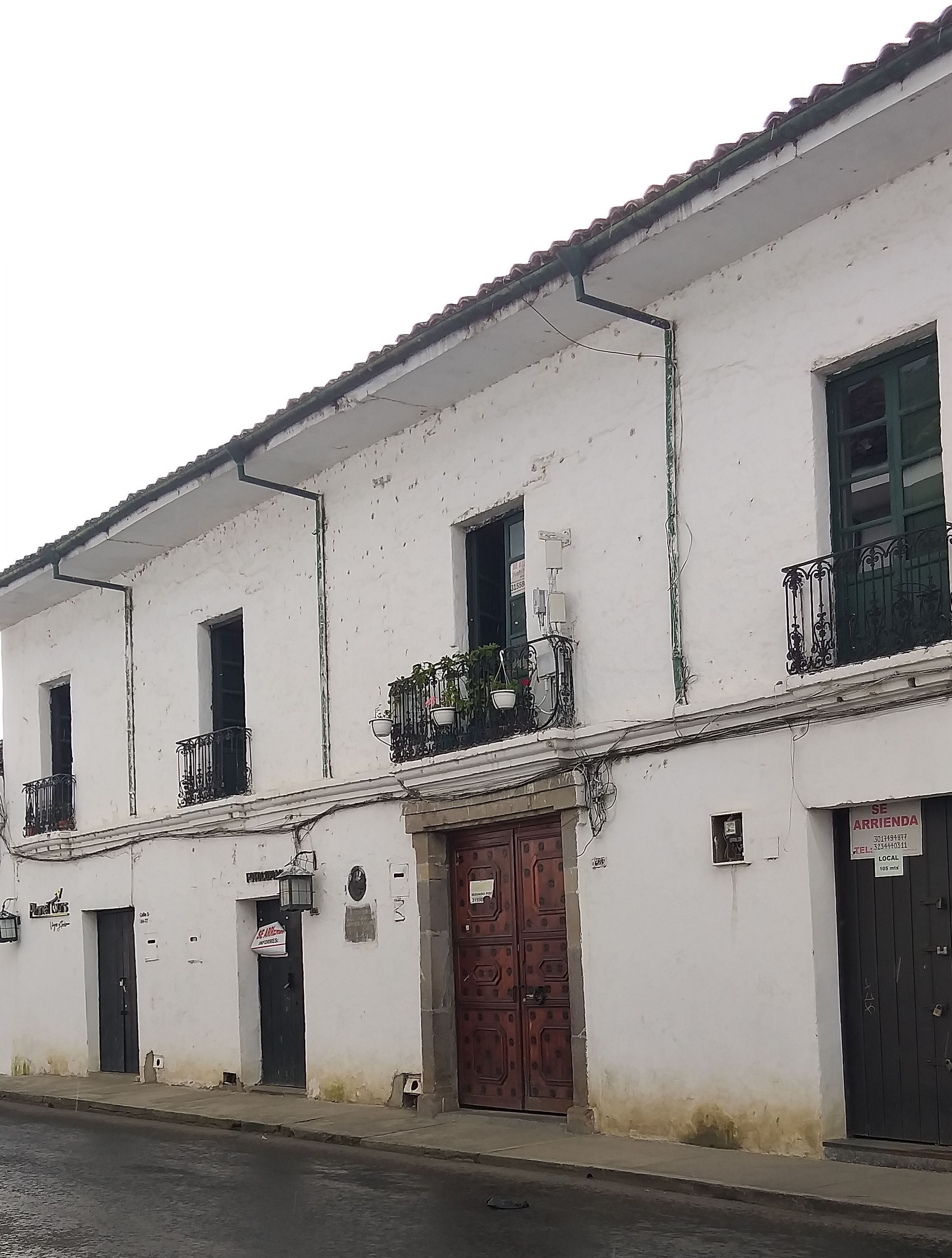
Casa donde residió el naturalista prusiano.

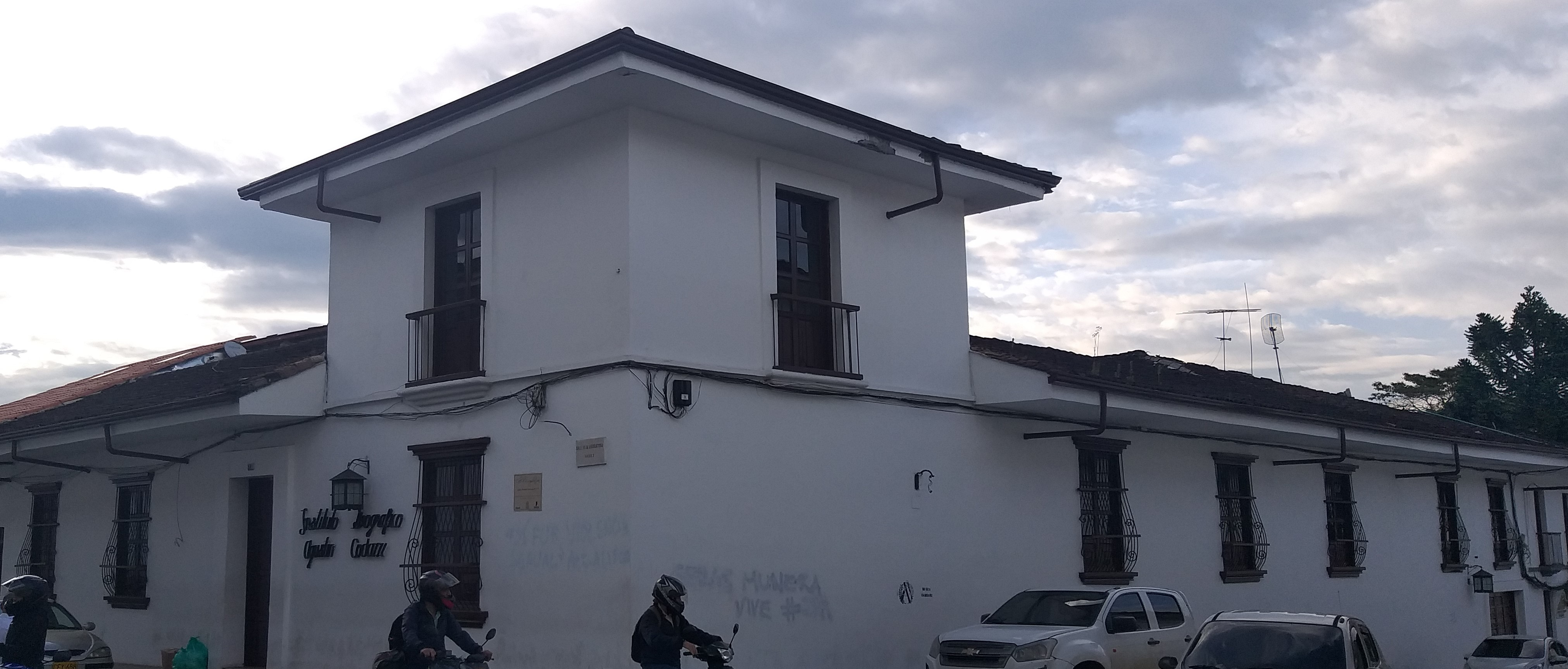
Sede del Instituto Geográfico Agustín Codazzi.

Localizada en la esquina de las calles de El Empedrado y Real de las Catedrales (Calle 5) es una casona de dos pisos con su acceso principal cerrado por un portón de madera tachonada de hierro y enmarcado por un sencillo portal compuesto por dos columnas monolíticas sin labrar que sostienen un dintel y sobre este un balcón, así como esta hay otros 11 en la parte superior de sus dos fachadas.

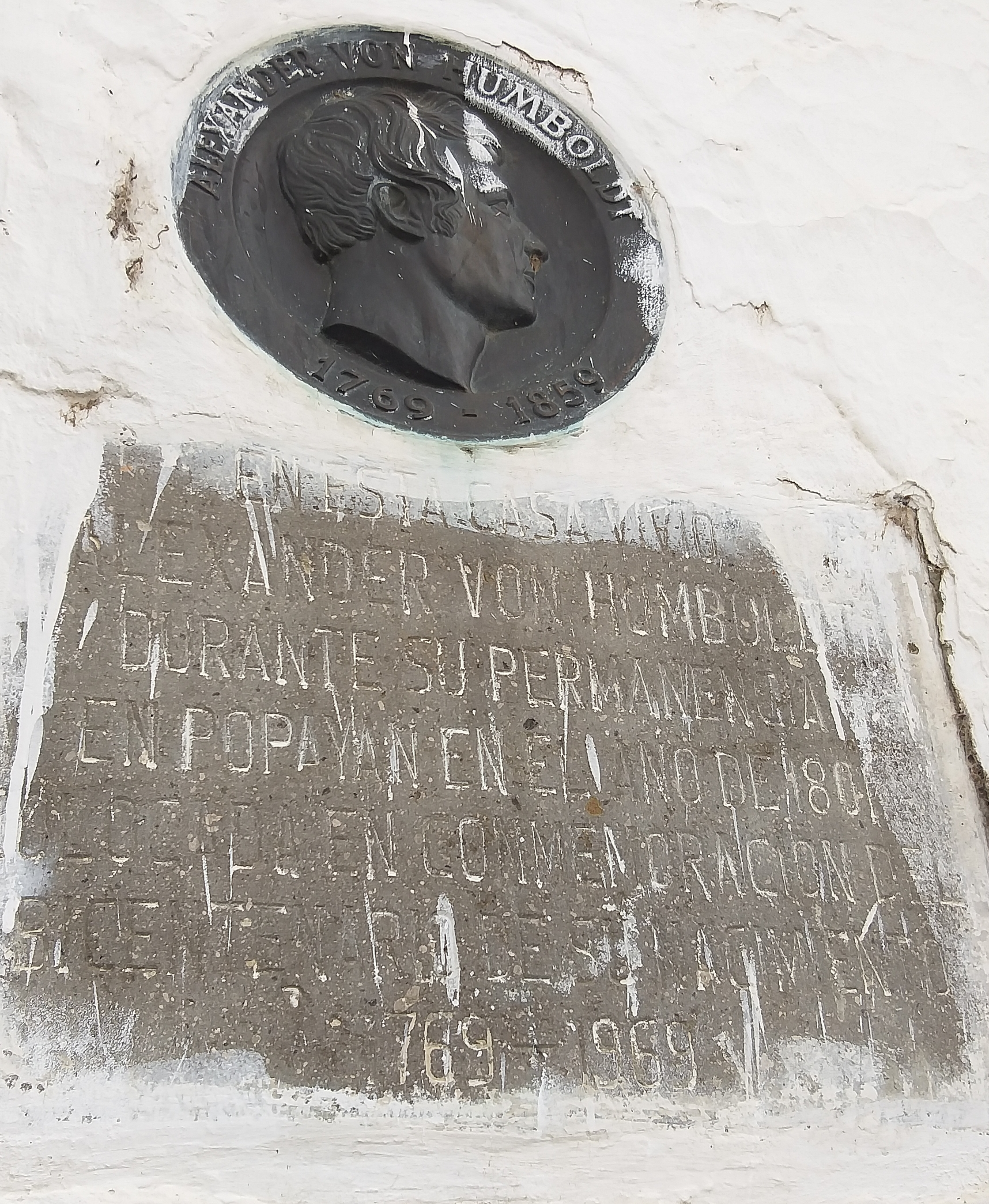
Placa recordando la visita de Humboldt en 1801.

En su parte inferior hay distintos locales comerciales, tales como dos puestos de fotocopias, un café y el más importante que es la ''Papelería Central'' que abarca la esquina y todo el costado occidental siendo uno de los negocios más conocidos del sector.
La historia del inmueble no se tiene muy clara pero su fisionomía y rasgos arquitectónicos dan a entender que al igual que la mayoría de edificios patrimoniales del centro es de mediados o fines del siglo XVIII después del sismo de 1736 hecho en estilo ''Popayán'' justo al costado del camarín de la iglesia de la Encarnación y de su convento de monjas. Pero si por algo es conocida esta casona fue por haber sido la residencia temporal del célebre naturalista y geógrafo prusiano Alexander von Humboldt durante su paso por la ciudad que tuvo lugar en el año de 1801, tal como lo recuerda una placa en su fachada puesta en el año de 1969 en conmemoración del bicentenario de su nacimiento (1769).
Después de este conocido hecho la casa no sufrió menores cambios, no fue sino hasta el terremoto de 1983 que el piso superior del edificio colapso dejando la casa casi en completa ruina, pero gracias a los trabajos de restauración efectuados que esta casa pudo recuperar su belleza colonial.
- Casa del General José Hilario Lopéz (Actual sede de INDEPORTES Cauca).

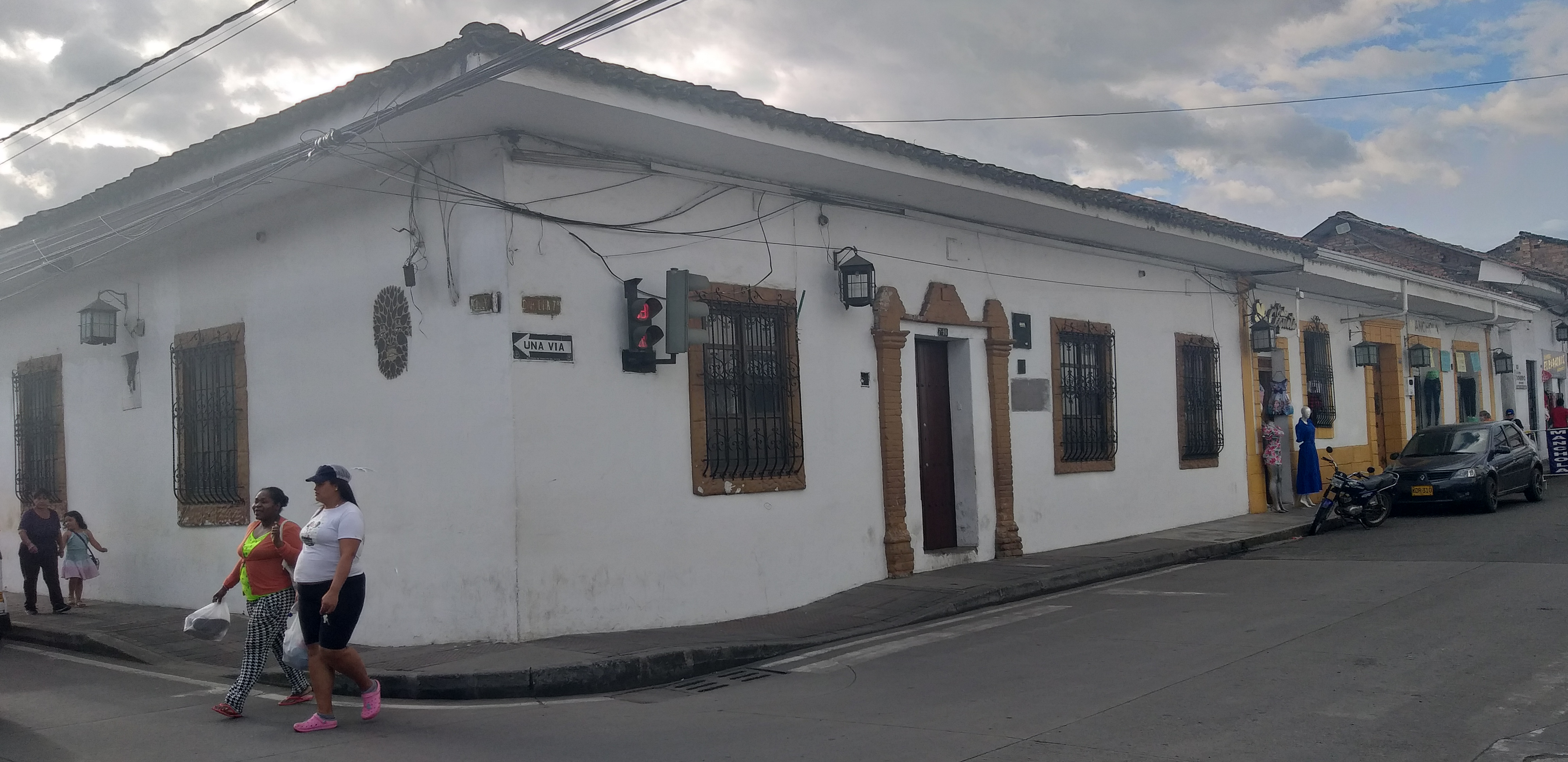
Casa donde vivió el General José Hilario Lopéz

Ubicada en la esquina formada por las calles de El Mascarón y El Achiral (Carrera 7 con Calle 8) es una casa de estructura sencilla pero hermosa, de un solo piso con la entrada principal en su fachada occidental, resguardada por un portal de ladrillo naranja y flanqueado por 3 ventanas enmarcadas en el mismo material y cerradas por rejas, de estas mismas hay en el otro costado (6 en concreto) sumando un total de 9, además de un patio en el interior.

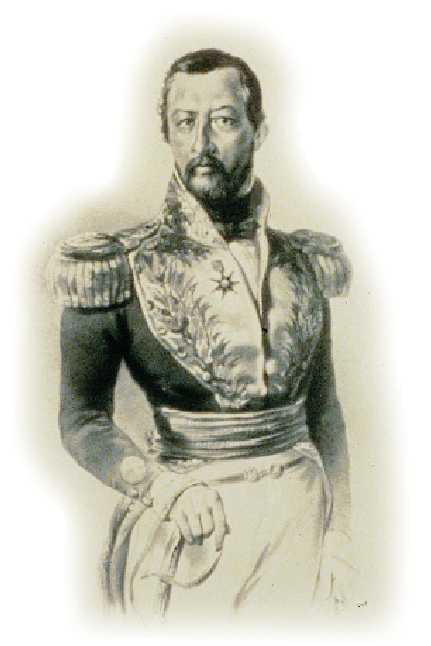
El general vivió en esta casa durante años.

La edificación de esta casona se remonta al siglo XVIII siguiendo los patrones del estilo ''Popayán'', arquitectura que surgió después del terremoto de 1736 y la consecuente pérdida de casi todo el patrimonio en colonial español, siendo este mezclado con elementos de la arquitectura neoclásica que comenzaba a llegar a las colonias americanas desde Europa.
Fueron los acaudalados españoles provenientes de la península ibérica don Antonio Lopéz y su esposa doña Manuela Hurtado quienes habitaron la casa recién construida, este matrimonio engendraría numerosos hijos de entre los que destaca don José Casimiro Lopéz Hurtado quien tiempo después al contraer matrimonio con doña Rafaela Valdés de Fernández vendría al mundo el 18 de febrero de 1798, el que sería el sexto presidente de la República de la Nueva Granada el general José Hilario Lopéz, pero curiosamente él no nació en estos aposentos sino en una casona ubicada una cuadra más arriba cerca a la Iglesia de San Agustín (sobre la calle del Empedrado).
No fue sino cuando su madre enloqueció por causa de la muerte de su marido el oficial Casimiro, que Lopéz y sus hermanos quedaron bajo la custodia y tutela de don José Félix de Restrepo y Valdés y fue durante este tiempo que el futuro general residiría en varias ocasiones y por bastante tiempo en esta casona que fue propiedad de sus abuelos. Sobreviviendo el inmueble al sismo de 1983 y siendo ahora la sede de INDEPORTES Cauca.
- Casa de don José Cornelio Valencia.

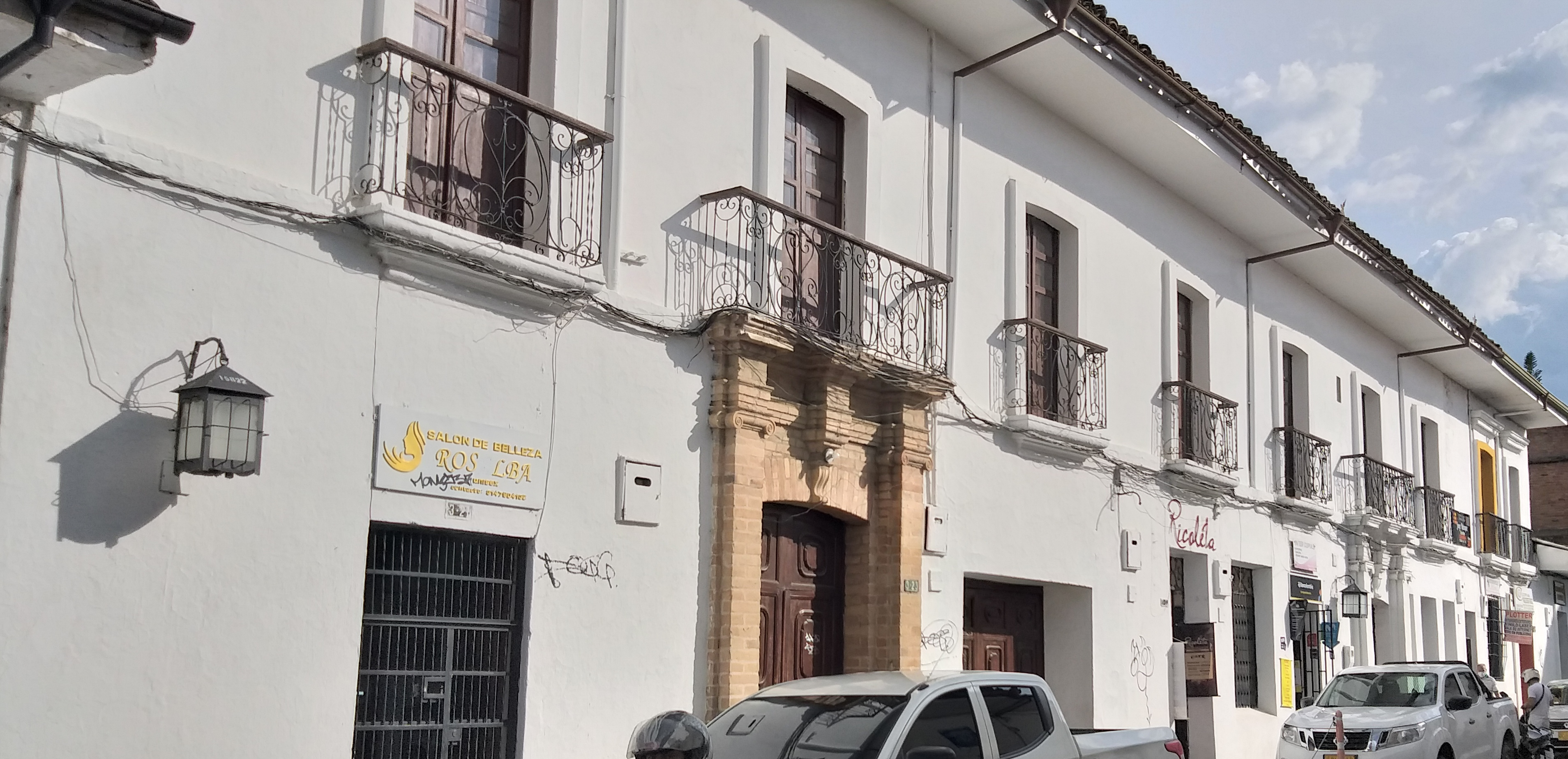
Portada de la casa de don José Cornelio Valencia.

Está a lo largo de la calle de Piedragrande (Carrera 5), es una casona de estilo colonial de doble planta, cuya característica más distinguida es contar con dos portadas gemelas para acceder al edificio. estas están conformadas por un par de columnas de fuste cuadrado y coronado a estas hay capiteles de orden jónico y estos a su vez son sustento de dos pedestales, en la parte del medio también hay otro que sobresale por encima de un arco escarzano como en la mayoría de portales sobre estos hay un balcón con barandas de hierro. Dato curioso es que una de las entradas fue pintada y la otra que dejó a ladrillo descubierto a pesar de la moda del siglo XX de cubrir los portales con cal y pigmento de color blanco.

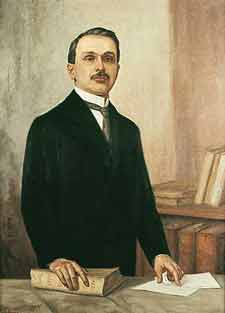
Historiador payanes nació en esta casa.

Esta casa fue construida hacia la mitad del siglo XVIII, siendo don José María Valencia y Hurtado el promotor de esta obra para ser su residencia además de servir como almacén de productos que traían los animales de carga desde la hacienda de Paispamba, por lo que para cumplir este fin, se construyó un amplio solar sobre la esquina de las Carrera 5 con Calle 3.
Ya entrado el siglo XIX, aquí vivió el hijo de don José María Valencia el jurisconsulto Dr. José Cornelio Valencia quien fue delegado y presidente del Congreso Constituyente de 1821, además de ser senador y representante al Congreso de Colombia en varios periodos, otra cosa a destacar fue su participación en el grupo fundador de la Universidad del Cauca en 1827, algo curiosos ocurrido aquí fue un suceso ocurrido durante la boda de son José Cornelio y doña Juana de Rivera cuando estos festejos fueron interrumpidos por la invasión del virrey Juan de Sámano en 1814. 
Después de estos hechos la casa fue dividida, siendo la parte norte habitada por el Dr. Víctor Mosquera Chaux y la otra parte fue donde posteriormente vendría al mundo el historiador don Gustavo Arboleda en 1881 (hoy en día sede de la Fundación Politécnico Latinoamericano del Norte). Finalmente el antiguo solar fue separado y demolido, construyéndose sobre el una casa de un solo piso que fue habitada por los hermanos Cordobés llegado de Chile hijos de don Gabriel de Paniagua Cordobés, tercer marqués de Santa Cruz de Paniagua, curiosamente se suele decir que en este edificio funcionó el primer teatro de Popayán al albergar un salón para estas representaciones, tan fue así que aquí se presentó la ópera de Giacomo Meyerbeer ''Roberto el Diablo'', hecho aludido por el compositor don Avelino Paz en su crónica sobre el natalicio de don José María Cordobés Moure. El terremoto de 1983 causó algunas verías en todo el conjunto pero estas fueron ya restauradas.
- Casa del General José Maria Obando (Actual Hotel San Cristóbal).

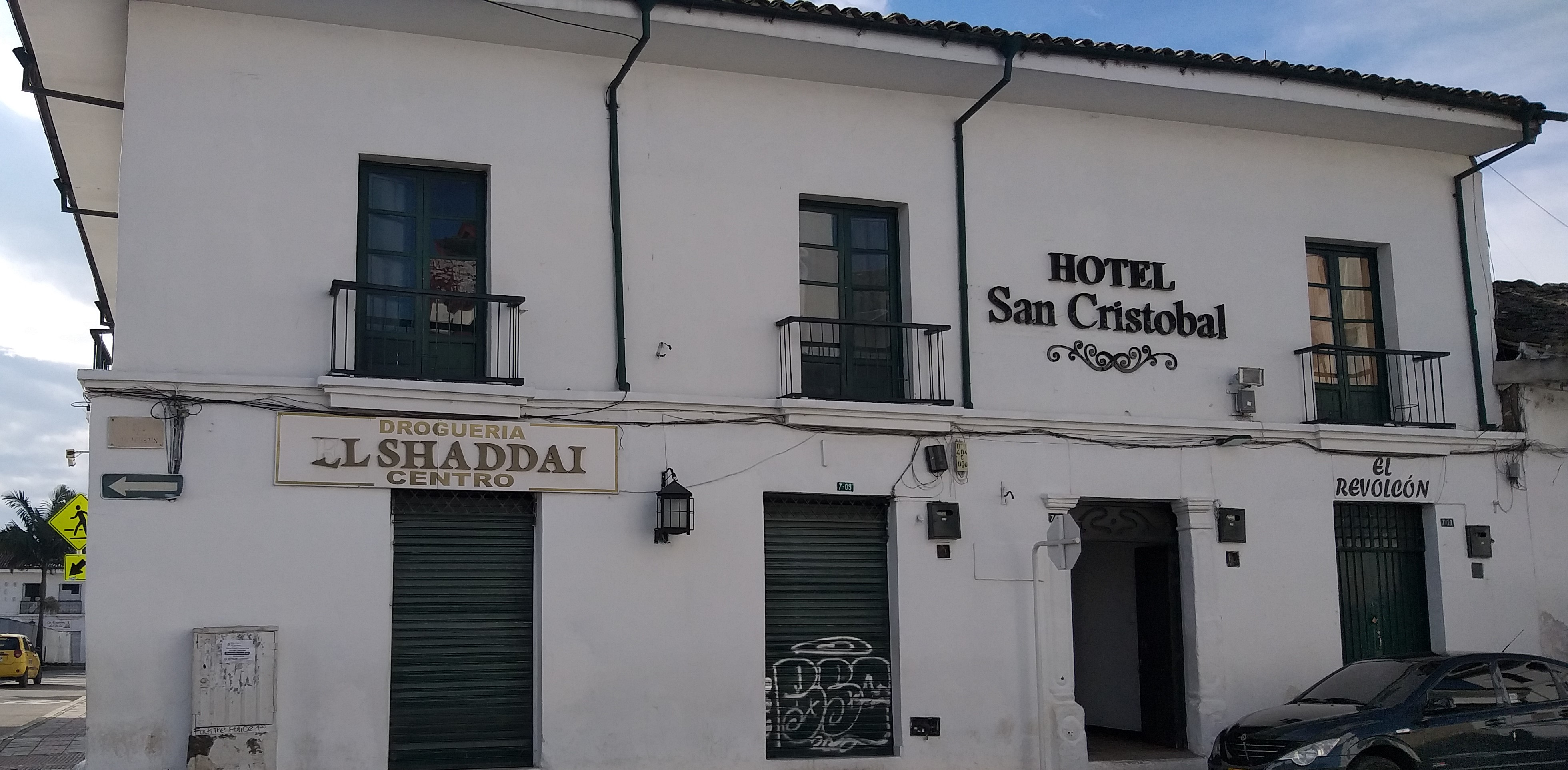
Hotel San Cristóbal, antigua residencia de Obando.

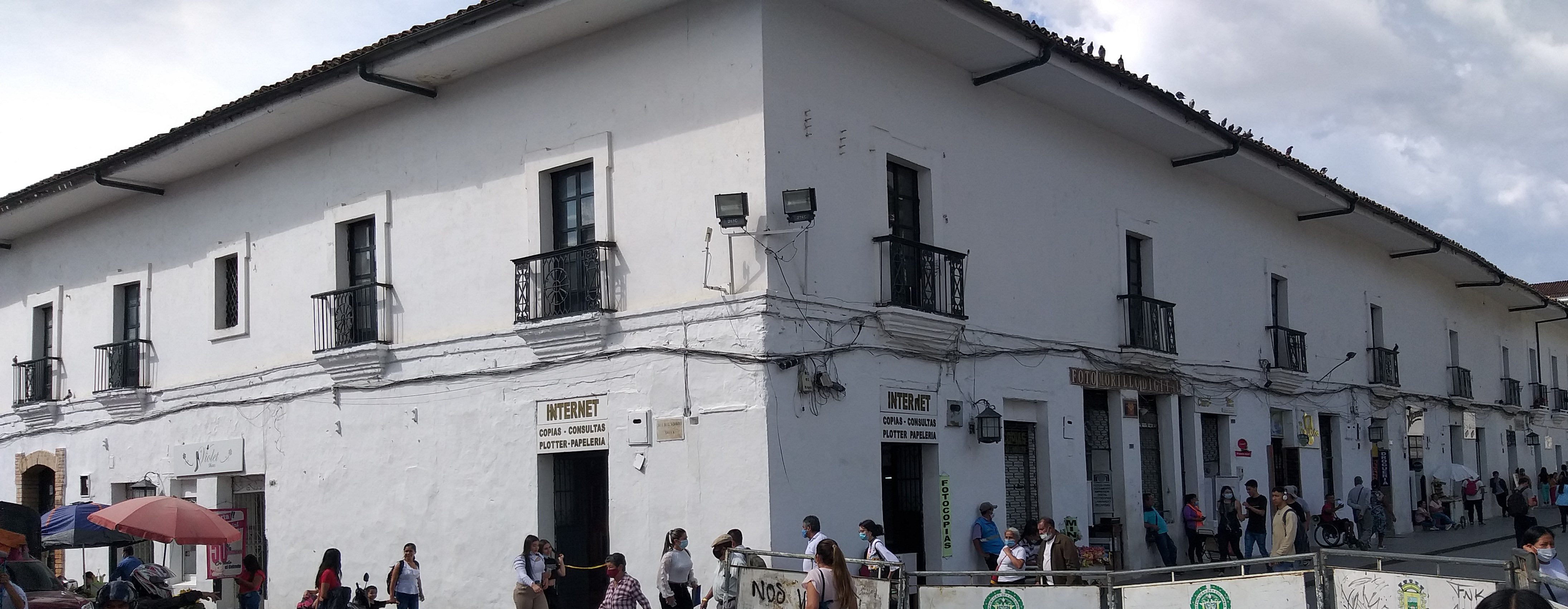
Vista de la antigua casa de Don Jacinto de Mosquera desde la Torre del Reloj.

Se emplaza en la esquina de las calles de San Agustín y de las Cárceles (Carrera 6 con Calle 7) justo enfrente de la Iglesia de San Agustín, es una casona de dos pisos que tiene su entrada central en su fachada occidental, la cual esta enmarcada por dos columnas blancas que dan paso al zaguán y al patio central empedrado que contiene una fuente. En la planta superior hay una serie de balcones, en el costado sobre la carrera 7 hay 3, mientras que en el otro lado hay 5 y a lo largo de la primera planta se extienden diversos locales y comercios como dos establecimientos de venta de calzado de la marca de Adidas, además de una droguería en la esquina y un lugar más abajo llamado ''El Revolcón''

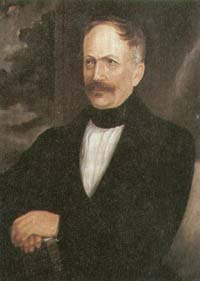
El presidente-general Obando y su familia habitaron aquí.

La edificación data muy posiblemente de fines del siglo XVIII, siendo hasta contemporánea con el templo de la Orden de los Agustinos esta propiedad fue hecha en estilo ''Popayán y fue de pertenecía de la familia Obando por lo que varios de los miembros de este linaje habitaron en estas estancias entre ellos destaca el primer y el séptimo presidente de la Republica de la Nueva Granada en dos mandatos que van desde el 31 de noviembre de 1831 al 10 de marzo de 1832 y después del 1 de abril de 1853 al 17 de abril de 1854, general José Maria Obando del Campo, hijo ilegitimo de la a su vez ilegitima doña Ana María Lemos Mosquera fruto de la prohibida relación de doña Dionisia Mosquera y don Pedro de Lemos Bustamante, relación que llevaría a cabo un acto criminal de homicidio pasional en Popayán que escandalizó a toda la Real Audiencia de Quito, después del alumbramiento de José en Güengüé, Corintio, se le fue cedida su custodia y cuidado al matrimonio de don Juan Luis de Velásquez Obando y doña Agustina del Campo, unos ricos comerciales de la provincia dándole su apellido y una excelente educación en esta casa o en el Seminario recibiendo posteriormente esta casa en herencia.
Dato curioso, es que la propiedad también la poseyó a don Joaquín Mosquera y Arboleda quien usó esta vivienda también como almacenes de los productos traídos de la hacienda El Troje donde sacaba ganancias al comerciar con la mercancía además de ser muy amigo del general Obando. Ya entrado el siglo XX, esta casona fue abatida por el terremoto del 83 pero fue restaurada y convertida hoy en un hostal llamado ''Hotel San Cristóbal''.
- Casa natal de don Silvestre Ortiz. (Actual Instituto Geográfico Agustín Codazzi).

Localizada en la esquina de las calles de El Reloj y de la Legislatura (Carrera 7 con Calle 3) es una casa que aparenta ser de simple estructura con un solo piso, más sobresale un elemento que es casi único en las casonas circundantes el cual es un segundo piso a semejanza de un torreón en la intersección de los callejones, la mayor parte de su estilo es ''Popayán'' ya que fue hecha después de 1736.
Fue edificada a inicios del siglo XVIII por mandato del acaudalado español don Martín de Arrachea proveniente de Vizcaya, al llegar a la ciudad contrajo nupcias con doña Ignacia Mosquera Prieto, naciendo fruto de esta unión la rama Arboleda Arrachea, cuyos algunos de sus miembros más destacados fueron el poeta Julio Arboleda, o el político Sergio Arboleda. Con motivo del terremoto de 1736 la parte occidental y norte fueron averiadas solo quedando en pie la esquina, por lo que se dejó el conocido torreón a modo de segundo piso, todo lo demás fue reconstruido con la adición de sótanos aprovechando la pendiente del río.
Otro elementos de aquella residencia fueron su portón sin postigo, un patio interior empedrado rodado de pilastras de madera, después estaban ubicadas las habitaciones de la familia y separadas de estas por un pequeño zaguán estaban las estancias de la servidumbre y un chorro de agua en piedra labrada. Al llegar el ocaso del siglo XVIII, los propietarios de este inmueble pasaron a ser don Ignacio Ortiz y su esposa doña María Ignacia Sarasti Ante quienes habitaron en él, además de ser el lugar de nacimiento de su hijo, el prócer don Silvestre Ortiz en 1794, quien fue un aguerrido guerrero en el ejército libertador pero penosamente apresado tras la desastrosa Batalla de la Cuchilla del Tambo por los españoles y siendo fusilado el 3 de septiembre de 1816 en Santafé de Bogotá por órdenes del virrey Juan de Sámano.
Tras estos hechos y en pleno siglo XX la casona fue adquirida por el Instituto Geográfico Agustín Codazzi para ser su sede en Popayán, pero el terremoto de 1983 le dejó afectaciones, siendo restaurada por la entidad dueña, dándole además resistencia a los sismos y cambiando algunos aspectos de la casa original para adecuar sus oficinas.
- Casa de don Manuel Mallo (Antigua Contraloría Departamental del Cauca).

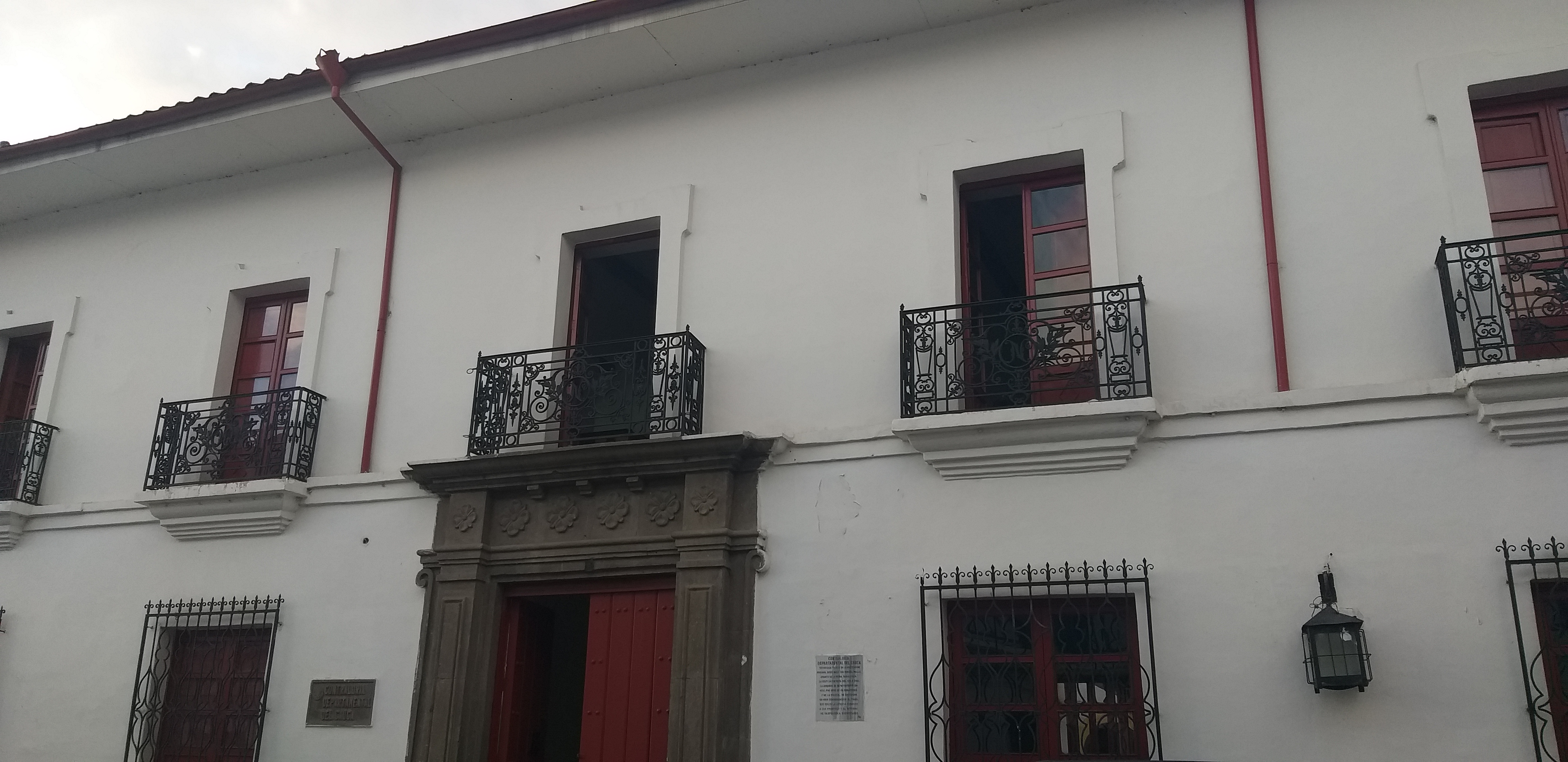
Antigua sede de la Contraloría del Cauca.

Se sitúa sobre la esquina de las calles del General Carlos Albán y Real de las Catedrales (Carrera 9 con Calle 5) justo enfrente del Antiguo Real Seminario de Popayán, es una casona de dos plantas con una imponente portada en catera de piedra labrada con motivos florares en el arquitrabe en su fachada sur, esta resguarda un portón sin postigo. En la parte superior hay una serie de balcones cerrados por barandas en hierro y en el primer piso ventanas, destacables son también sus dos patios empedrados, el primero de recepción y el segundo conteniendo uno un chorro o Lavapiés en cantera y ladrillo.
Este edificio es conocido sobre todo por haber sido lugar de residencia de don Manuel Mallo, un payanes hijo de don Francisco Antonio Mallo y Rodríguez y Benedicta Quintana y Arboleda en el siglo XVIII, quien fue un amigo cercano del libertador Simón Bolívar, cuyo más alto ''titulo'' fue el de ser uno de los amantes de la reina María Luisa de Parma monarca consorte de España y esposa del rey Carlos IV, siendo esta relación algo especial al ser el único que la propia reina reconoció como oficial.
Ya entrado el siglo XX, este inmueble fue designado por la sede de la Contraloría Departamental del Cauca hasta que tiempo después cambió de instalaciones dejándola en un estado de abandono aunque fue recientemente restaurada y siendo refugio de varios archivos de la Gobernación del Cauca.
- Casa del Periodismo.

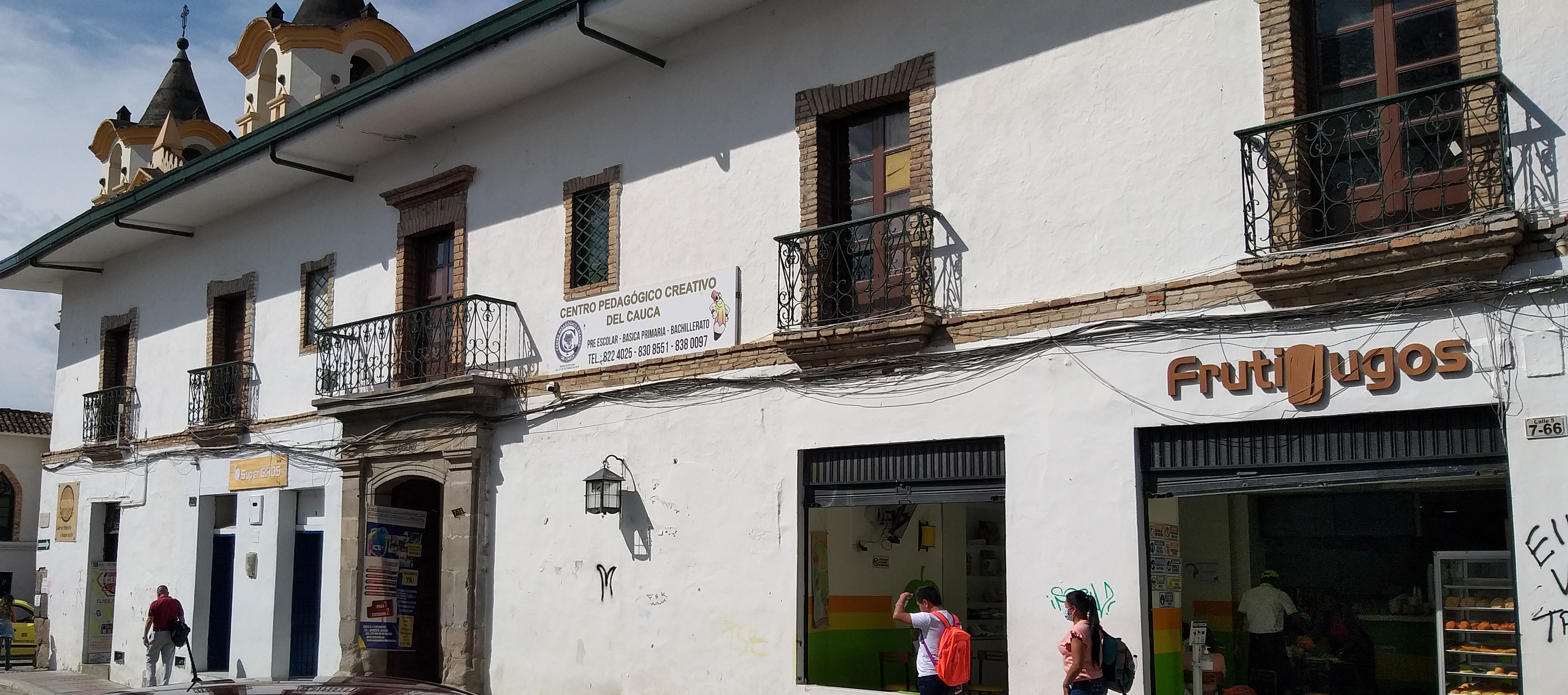
Aquí se fundó el primer periódico de Popayán.

Hallada en la esquina de las calles de la Compañía y Real de las Catedrales (Carrera 8 con Calle 5) al lado oriente de la Iglesia de San José y a una cuadra del Parque Caldas, es una casona de dos pisos cuyo acceso principal esta en su fachada sur la cual está resguardada por un bello portal que tiene dos columnas con capitel de orden toscano haciendo de unión entre los pilaros hay un arco escarzano sobre el que sustenta un friso en cuyo centro se halla la fecha de culminación de la obre, la cual dice año de 1827.
El edificio data de inicios del siglo XIX, se cree que los planos de este edificio fueron hechos por don Andrés Marcelino Pérez de Arroyo y Valencia quien se basó en la nueva arquitectura neoclásica de la república mezclado con el estilo ''Popayán'' cimentado después de 1736, fue por deseo de doña Paula Valencia la realización de la obra, la cual pasó por herencia al Dr. José Antonio Arroyo, este ordenó una serie de reformas a la vivienda entre las que sobresale la adición de la portada en 1827 en estilo republicano que resguarda el portón sin postigo, en el piso superior hay balcones en ambas fachadas, mientras en la primera planta se instalaron locales y tiendas, una en particular la de la esquina (hoy un establecimiento de estudio fotográfico) fue el sitio donde el Dr. Arroyo junto a su socio don Manuel Maria Quijano fundaron en el años de 1813 el primer periódico de la ciudad, titulado como ''La Aurora'' utilizando las imprentas que llegaron a Popayán en 1811 por orden del gobierno, a partir de ese momento se establecieron casi 328 revistas periodísticas similares en la urbe.
Con el terremoto de 1983 la casona sufrió de algunos deterioros pero hoy luce restaurada, funcionando aquí un colegio privado para bachillerato además de un restaurante y un super GIROS.
- Casa del Empadronador.

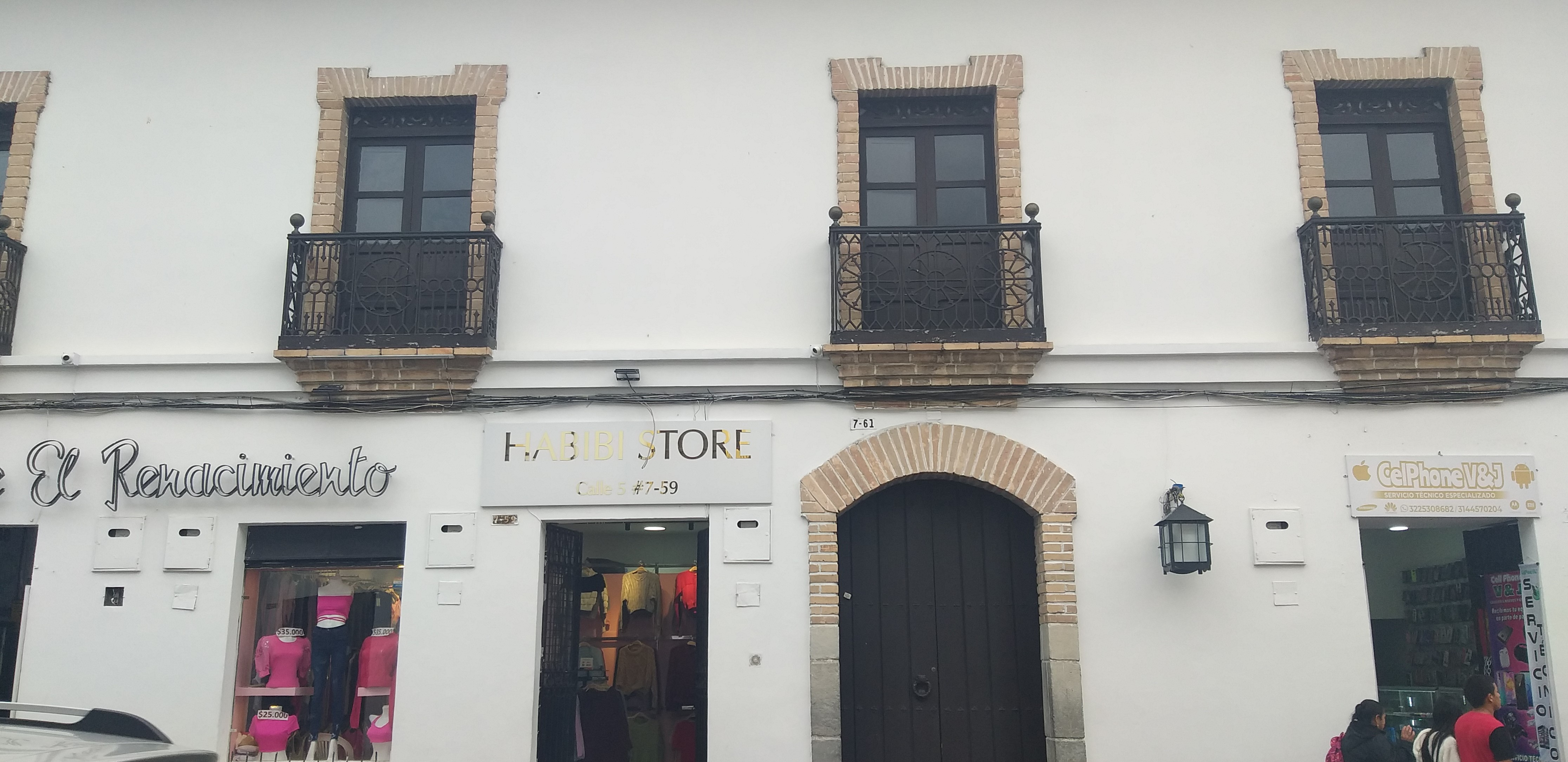
Fachada colonial de la antigua casa del Empadronador

Se encuentra a lo largo de la calle Real de las Catedrales (Calle 5) a menos de una cuadra de la Torre del Reloj y del Parque Caldas, es una casona de dos pisos con 4 balcones cerrados por barandales en hierro (fundidos posiblemente en la Casa de Moneda de Popayán) en la parte superior, mientras en la inferior están varios locales comerciales como bastante en este sector del centro, el elemento de ornamentación más distinguido es la portada en ladrillo con bases de bloques de cantera de piedra es similar a la que existe en la casa de don Jacinto de Mosquera y Figueroa, esta entrada da acceso a un zaguán y de aquí a un patio empedrado.
Se constata que esta casa fue construida después del terremoto de 1736 por sus características que la hacen propia del estilo ''Popayán'', se piensa que fue obra del jesuita alemán Simón Schenherr quien contó con la mampostería de don Gregorio Causí, este edificio fue de propiedad de don Andrés Pérez de Arroyo cuando se casó con doña Francisca Antonia de Valencia (hija del marqués de Valencia don Pedro Agustín de Valencia tesorero de la Casa de Moneda), después pasó por herencia a su hijo don Santiago Pérez Valencia quien fue designado por el Cabildo en 1805 para realizar un censo conocido como ''Plan General de la población de Popayán'' puesto en marcha en 1807, actuando él en el papel de empadronador; gracias a este estudio se pudo conocer a mejor detalle la situación sociopolítica de gran parte de la población de la provincia de Popayán.
Lamentablemente el terremoto de 1983 le causó tan graves afectaciones que fue necesario demoler el inmueble y reconstruirlo respetando toda su fisionomía original y características coloniales.
- Casa de don Jacinto de Mosquera y Figueroa.

Se emplaza en la esquina del costado suroeste del Parque Caldas siendo flanqueada por las calles del Reloj y de las Catedrales (Carrera 7 con Calle 5), es una casa con una fachada bastante modesta y de poca ornamentación sin embargo eso no le quita la inmensa historia que guardan sus centenarios muros de adobe y piedra ya que este edificio es considerado por unos como posiblemente la vivienda más antigua que sobrevive casi integra en la ciudad ya que se consta su resistencia del desolador terremoto de 1736 que causó grandes estragos, dejando a la urbe arrasada casi por completo.
Su construcción fue mandada a realizar por el hacendado y acaudalado Don Jacinto de Mosquera y Figueroa a inicios del siglo XVIII hacia 1710, que compró el viejo rancho de bareque existente y lo amplió dejando la casa que en gran parte contemplamos hoy en día con su acceso principal hacia la calle 5 en mampostería de ladrillo, sus dos patios empedrados rodeados por pilastras de madera que sostienen el segundo piso que cuenta con balcones en sus dos lados con barandilla de hierro forjado, además de varios locales comerciales en su planta inferior que desde esa época se usaban debido a las actividades feudales y burguesas que realizaba la terrateniente familia Mosquera.
La casona soportó con gran firmeza los sismos de 1736 y de 1983 gracias en parte a sus fuertes y gruesas paredes de más de un metro de espesor hechas en tapial, ladrillo y piedra, esto consiguió que podamos apreciar en la actualidad una buena muestra de la arquitectura colonial española antes del llamado ''Estilo Popayán'' que surgió tras la devastación de 1736 que cambió en muchos aspectos la apariencia del centro histórico de la ciudad sobre todo en las viviendas, casas y casonas.
- Casa del Avecindado Tomás Figueredo (Actual Colegio Los Alcázares).

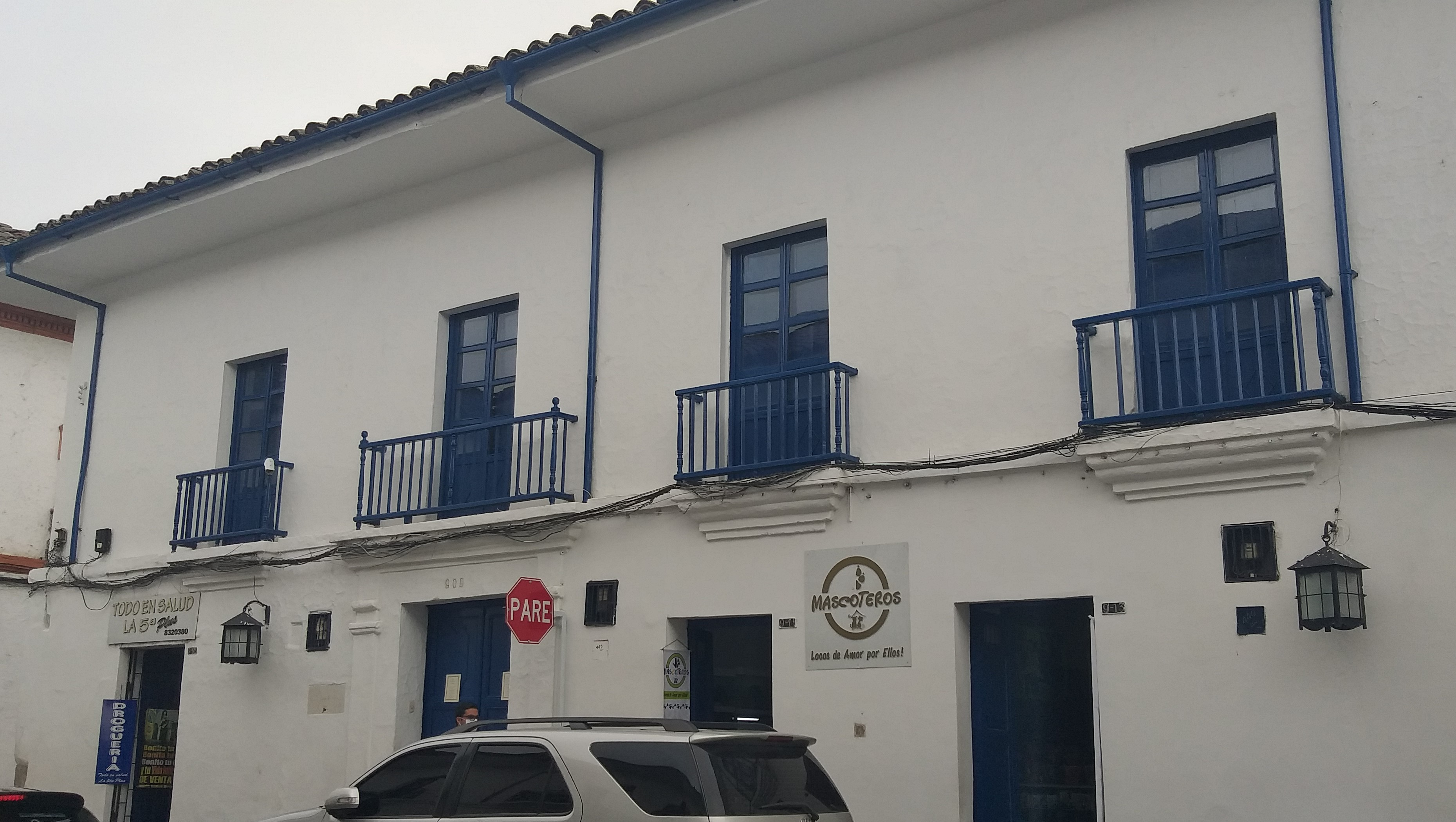
Fachada norte de la casa, sobre la calle 5.

Se levanta en la esquina de las calles del General Carlos Albán y Real de las Catedrales (Carrera 9 con Calle 5) adyacente a la casa del regente don Joaquín de Mosquera y Figueroa y diagonal al Antiguo Seminario de Popayán, es una casona de doble piso con balcones en su segundo piso, en el piso inferior destaca el bello portón sin postigo que está flanqueado por un portal pintado de planco que muestra dos columnas labradas que sustentan el dintel y el balcón principal, a los lados de este acceso hay puertas de locales y tiendas.
Esta casona es muy importante ya que fue construida antes del terremoto de 1736, siendo de las pocas de dos piso que pudieron sobrevivir y no haber sido construidas en estilo ''Popayán'' sino ser del puro colonial español, haciéndola tal vez la casa más antigua de la ciudad, rivalizando este título con la casa de Jacinto de Mosquera y Figueroa. Fue construida sobre el lote adquirido por don Tomás Figueredo a Gregorio Codurgo (tal como lo constata el Libro Notarial de 1694, Fol. 8).
Tomas Figueredo fue en su época a fines del siglo XVII, un rico comerciante además de minero y exportador de quina, se estableció en Popayán como avecindado en el año de 1669 con el fin de establecer su residencia y descendencia, distribuyendo y dotando al edificio con dos patios empedrados además de un solar que tenía su entrada sobre la calle de San Camilo. en el primer piso se acondicionaron en su tiempo las habitaciones de la servidumbre y las bodegas para provisiones, mientras que las estancias superiores de mejor elaboración fueron las de la familia propietaria.
Pasado el tiempo y varios sismos, logró aguantar lo mejor posible el de 1983, aunque esto no lo eximio de averías en el tejado y sus muros que ya fueron restaurados, permitiendo vislumbrar este tesoro arquitectónico de fines de 1600, hoy en día funciona en el interior el Colegio ''Los Alcázares''.
- Casa del Dr. Federico Carlos Lehmann Valencia.

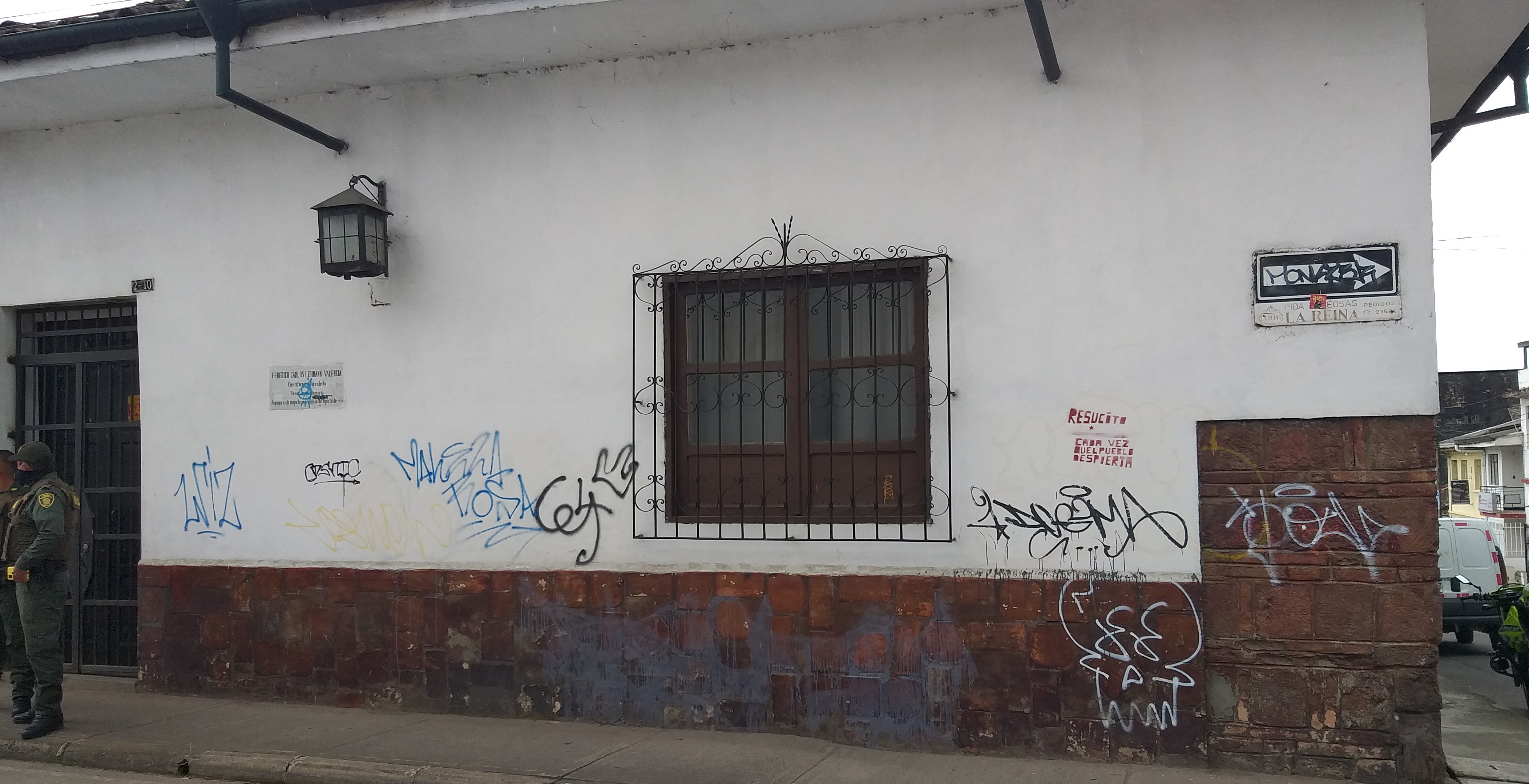
Casa donde habitó el científico naturalista.

Estando en la esquina de las calles de Los Bueyes y El Cuartel Alto (Carrera 3 con Calle 2), es una casa de un solo piso en lo que antes eran los límites del centro, ya que desde aquí partían los potreros de las orillas del río Molino, sitio donde tiempo después se trasladaron las familias pudientes de la ciudad durante inicio del siglo XX abandonando las casonas coloniales por nuevas construcciones de estilo ''Neopopayán'' o modernista.
Esta vivienda en particular tiene un basamento visible consistente en ladrillo y piedra, además de posees en la esquina el típico sitio donde las gentes se podían rascar el picor que causaban las niguas que abundaban por las calles empedradas de la ciudad, en su interior contaba con un patio y una serie de ventanas que dan al exterior, una en su fachada oriental y 8 en el lado sur, la entrada principal esta en su costado norte.
Si por algo es conocido este edificio fue el de ser muy probablemente el lugar de nacimiento del naturalista ornitólogo Dr. Federico Carlos Lehmann Valencia, el cual ciertamente habitó en esta casa más no se sabe del todo bien si nació aquí el 23 de mayo de 1914 hijo de Federico Carlos Lehmann Mosquera y su esposa (muriendo esta a los pocos meses de alumbrar), nieto a su vez del conocido científico alemán Friedrich Karl Lehmann Goldschmidt y bisnieto del general Tomás Cipriano de Mosquera, destacando en el mundo de la biología y la botánica colombiana, lastimosamente falleció en la ciudad de Santiago de Cali el 15 de agosto de 1974 a sus 60 años de edad.
- Casa natal del Dr. Álvaro Fernandez Pérez.

Situada a lo largo de la calle de El Cacho (Calle 5) adyacente a la calle de la esquina que era el antiguo límite occidental del centro que en su época se denomino como el Portazgo Real de Occidente del cual llegaban y partían mercancías y gentes provenientes de El Tambo y de las costas del océano Pacífico.
Es una casa de una sola planta que posee con un portón enmarcado en una portada simple con una cornisa en la parte superior que da entrada actualmente a un local comercial llamado ''Decoraciones Madeko'' con variada mueblería y accesorios decorativos para el hogar, entre este acceso y la puerta secundaria hay dos ventanas enrejadas y en medio de estas hay una placa de mármol recordando al ilustre personaje que habitó y muy posiblemente nació dentro de ella.
Como se mencionó anteriormente, la personalidad que residió y casi con certeza vino al mundo en esta casa fue el doctor Álvaro Fernández Pérez nacido el 11 de febrero de 1920, hijo de un matrimonio acomodado en la ciudadanía payanesa, él se destacó como un gran químico, además de ser farmacéutico y biólogo, instruido en la Universidad Nacional de Colombia, fue profesor de química general y orgánica en el Colegio de Gran Colombia de Bogotá, entre los años de 1943 y 1945. A partir de 1950 se vinculó al Departamento de Botánica Universidad Nacional de Colombia, en el cual dictó cátedras de investigación botánica durante varios años y cuya jefatura desempeñó desde 1958 hasta 1959, fecha en la cual pasó a la dirección del Instituto de Ciencias Naturales. En 1976 fue designado profesor honorario de medicina botánica en la Universidad de Harvard y presidente de la Organización Pro-Flora.
Hay que destacar todos los reconocimientos que recibió en vida, por ejemplo fue nombrado miembro de la Sociedad Linneana de Londres, de la Sociedad Argentina de Botánica, de la Asociación para la Biología Tropical, de la Association for Economic Botany, de la Sociedad Colombiana de Orquideología, de la Sociedad Colombiana de Naturalistas, de la Sociedad Colombiana de Ecología y del Instituto Colombiano de Cultura Hispánica. Lastimosamente el doctor fallecería en la ciudad de Santafé de Bogotá el 29 de marzo de 1994 en plenas vacaciones de Semana Santa a sus 74 años, siendo puesta la placa en la fachada de su casa en su memoria después de morir.

## Patrimonio e inmuebles perdidos.
A inicios del siglo XX, el centro histórico alcanzó su máximo esplendor y expansión, ya que abarcaba prácticamente toda la ciudad, existiendo en la periferia solo las grandes haciendas de la clase aristocrática payanesa, pero a partir de la década de 1950, se ha notado un lento deterioro en la conservación de los inmuebles patrimoniales, fruto de diversos factores, tales como la continua amenaza de desastres naturales como el Terremoto de 1983, la emigración de las familias autóctonas por otras con poco sentido de pertenencia y el decreciente interés de las autoridades civiles, han sido la ruina de varios edificios que acabaron siendo terrenos baldíos o sustituidos por adefesios modernos.

#### Real Casa de Moneda.

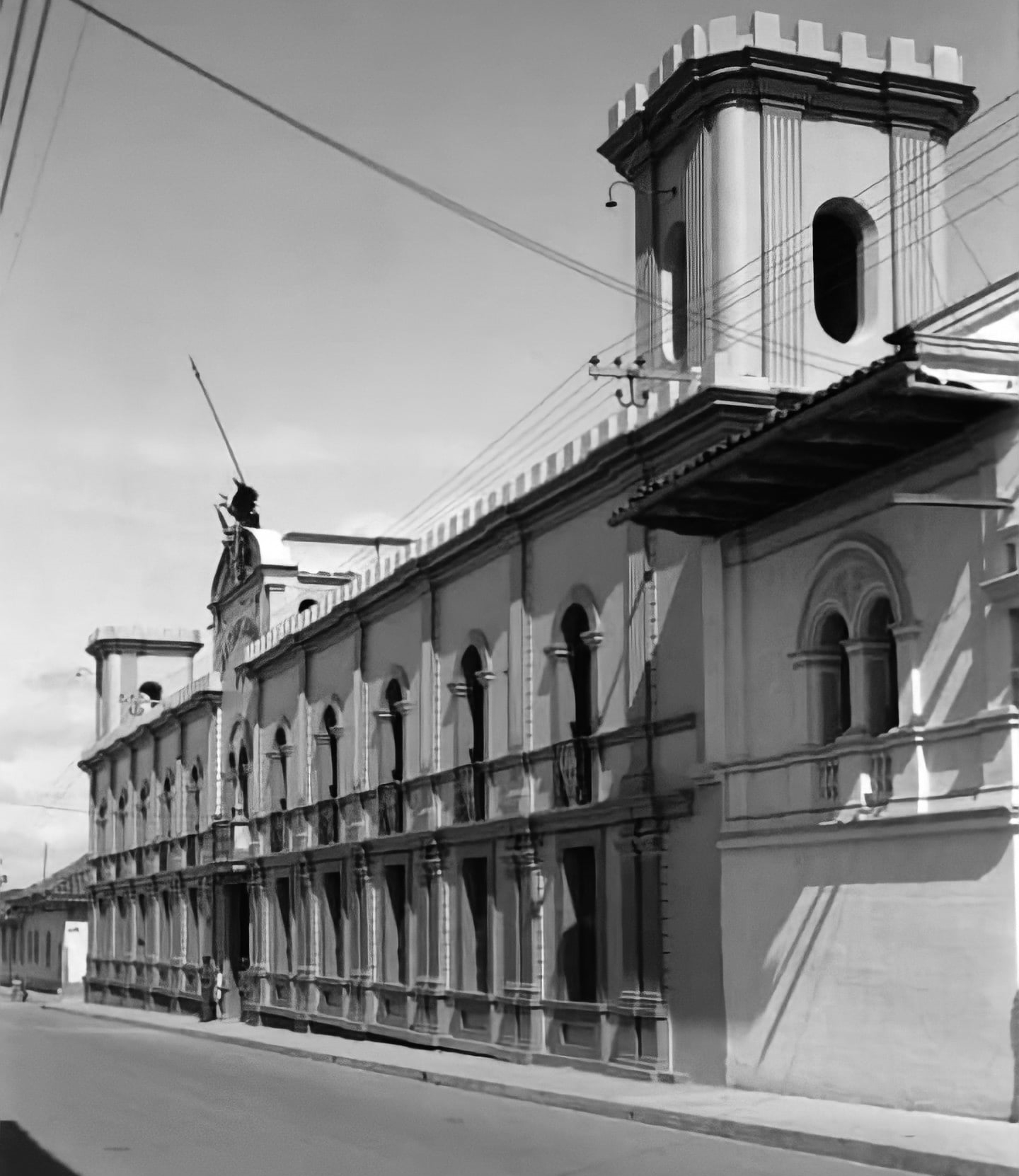
Foto del Batallón Junín, antigua Casa de Moneda, actualmente un terreno baldío.

La Real Casa de Moneda, fue sin duda la institución civil más importante y de mayor prestigio con que contaba la ciudad, la influencia que llegó a tener sobre el virreinato y en el imperio, que levantó envidias y revuelo en la capital Santa Fe de Bogotá ante el ascenso de Popayán. Desde su fundación y hasta su cierre fue la entidad que reguló la fabricación y exportación de monedas de diversos metales en gran parte de la Real Audiencia de Quito y de Santafé. Aunque no solo se dedicó a esa labor, siendo una fundidora famosa en la región, fue la responsable de la hechura de los lindos barandales de los balcones de las casonas y aditamentos religiosos para el enriquecimiento de la imaginería de la Semana Santa. 
Esta hermosa casona se situaba en la esquina de las calles de La Moneda y Real de San Francisco (Carrera 11 con Calle 4) en el extremo occidente del centro, justo al lado de la salida del Camino Real del Portazgo Occidental, que iba a pandiguando y conectaba con El Tambo.

La historia de este lugar da comienzo cuando hacia mediados del siglo XVIII, más en concreto en 1725, cuando se le solicitó a la Corona española el establecimiento de una Casa de Moneda en Popayán, expidiéndose el 29 de junio de 1729, mediante Real cédula por el rey de España, la afirmación a la solicitud y su autorización a la erección de una ceca en la ciudad. 

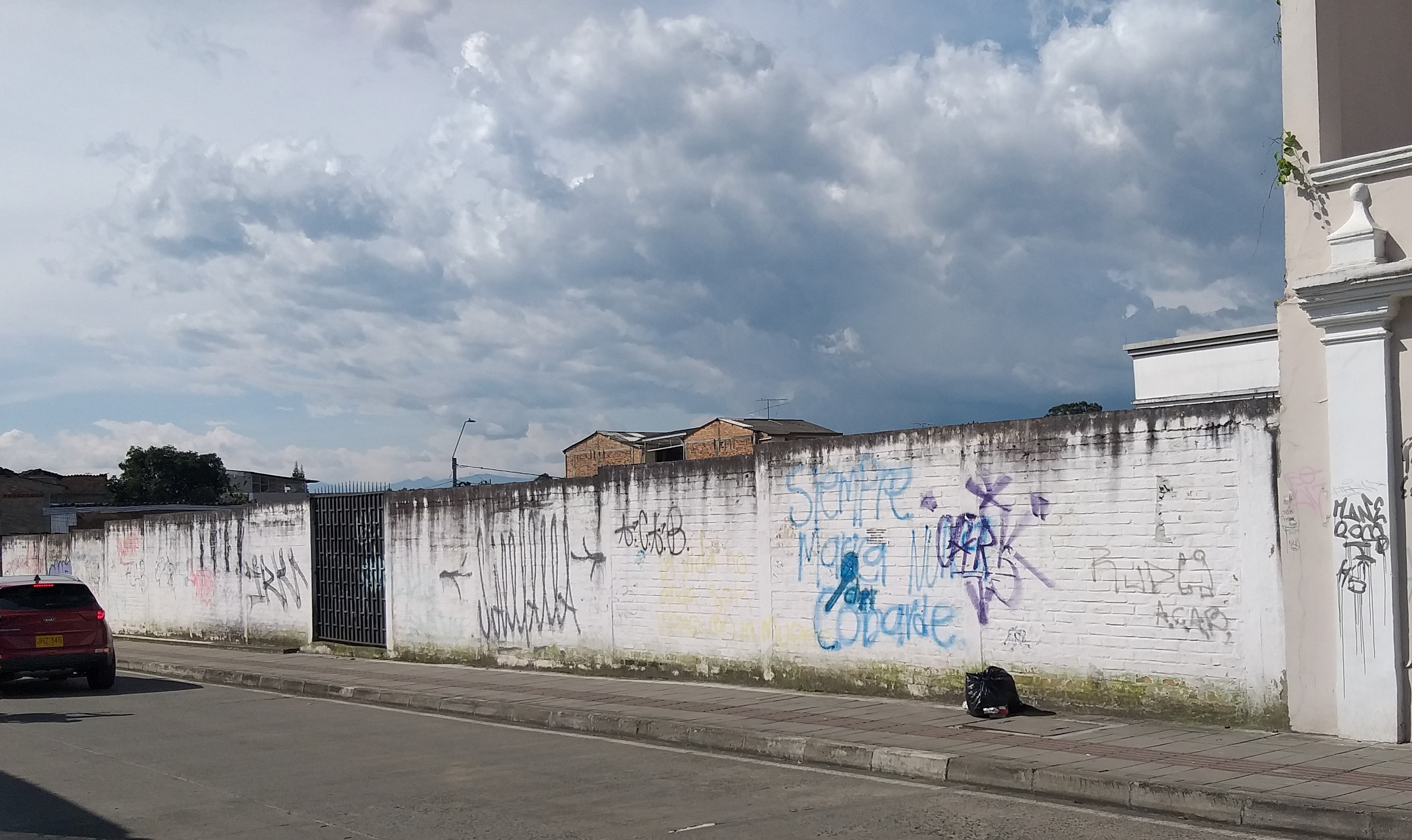
Lote donde estaba la antigua Casa Real de Moneda

Así que don Pedro Agustín de Valencia adquiere el terreno contiguo al convento de los franciscanos que incluían los potreros que descendían hasta las orillas del río Molino, el cual era la frontera norte de la ciudad para la época. Poco después fue nombrado el 15 de agosto de 1749 como tesorero propietario de la Casa y designado como tesorero a perpetuidad y por juro de heredad por Fernando VI. 
La primitiva construcción solo era de un piso, sin embargo debido a la pendiente del solar, contaba con grandes sótanos para la fundición de los metales, pero que con los años se fue ampliando cada vez más, hasta que se constituyó como una mansión de dos pisos en la calle de San Francisco con un total de 7 patios empedrados y finamente trabajados en su elaboración teniendo en cuenta la gran cantidad de recursos empleados en la erección de la institución, este emblemático edificio sobrevivió íntegro incluso después del cierre de actividades de la ceca en 1820 al pasar la independencia, pero por desgracia fue demolido en su totalidad en 1932 para construir aquí el Batallón Junín del ejército en estilo republicano y neoclásico, para después pasar a ser el cuartel de la Policía Nacional de Colombia a mitad del siglo XX.
Por desgracia, la hermosa y amplia casona no soportó los embates causados por el Terremoto de 1983, colapsando los dos pisos y solo quedando en pie las fachadas y paredes internas, el sitio permaneció en ruinas por algún tiempo, hasta que la Gobernación del Cauca se adueñó del lote y destruyó lo que quedaba, sirviendo este lugar como parqueadero o sede de las artesanías de Semana Santa, actividades dañinas con los pocos vestigios sobrevivientes, ultrajando el prestigio que la Casa le dio a Popayán en el pasado.

#### Antiguo Convento y Capilla de los Camilianos de la Buena Muerte.
Templo colonial de antaña belleza peculiar estuvo erigido sobre las calles de San Camilo y del Achiral (Carrera 9 con Calle 8), era una sencilla edificación en su estructura, pero su valor histórico y estético fue uno de los más significantes del centro. Con una planta de una sola nave y una capilla lateral al norte unida al presbiterio, contaba con 3 accesos principales para los feligreses, uno lateral que consistía en un arco de medio medio punto enmarcado por dos columnas que sostenían un dintel rectangular, este acceso y junto con otro al lado daba hacia un parque ajardinado que aún se ubica en la esquina.

Pero sin duda el elemento mejor elaborado y más bello de la capilla era su fachada compuesta de dos columnas de estilo toscano sobre plintos y que a su vez daba sustento a un entablamento y sobre este, una espadaña enmarcada con volutas y coronándolo todo una cruz de hierro. Dato interesante es que a fines del siglo XIX y sin motivo aún conocido, se decidió tapiar casi toda la entrada lateral de la iglesia, dejándola como una ventana semicircular.

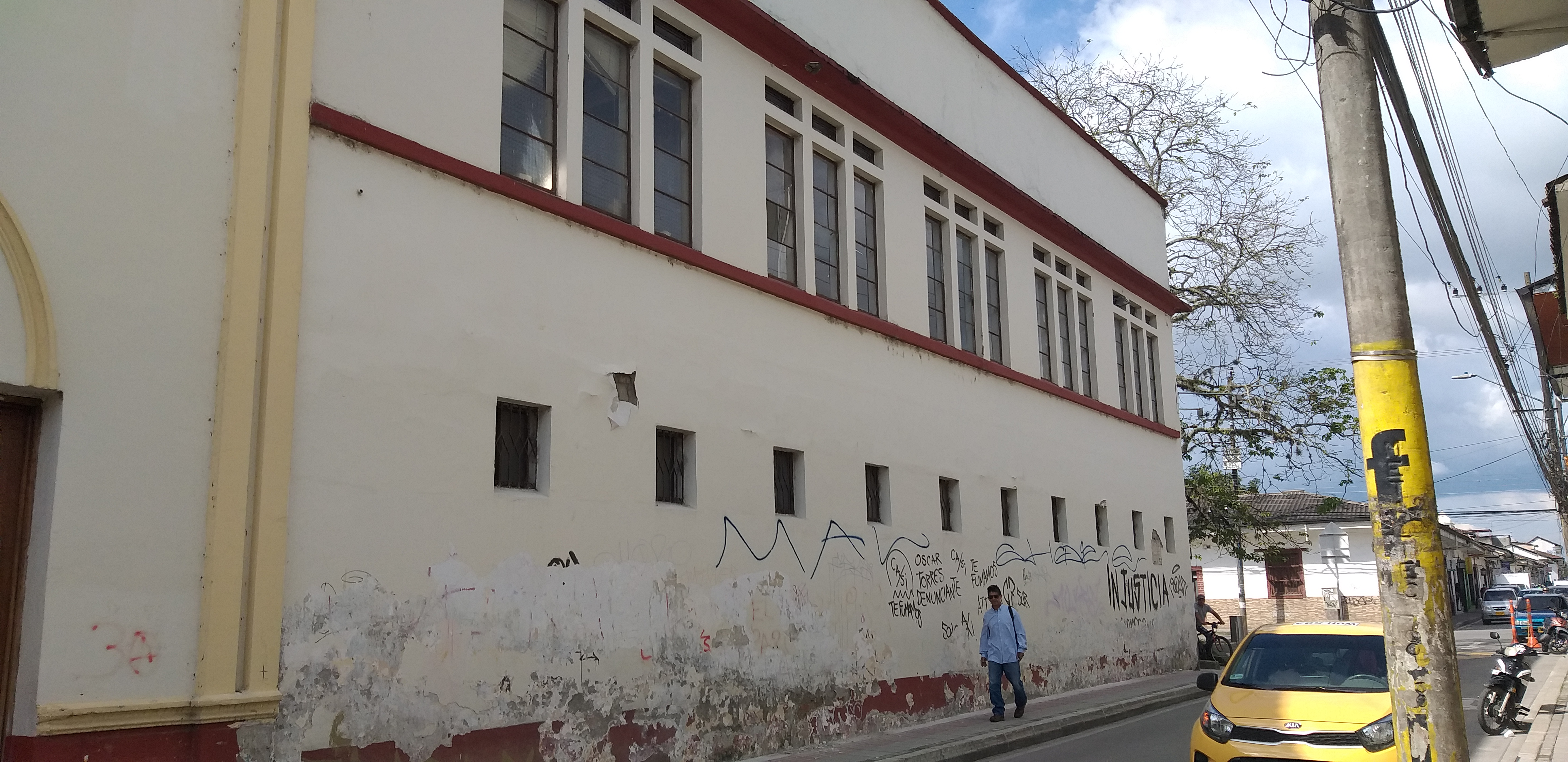
Edificio sobre el sitio donde se erigía la Antigua Capilla de la Buena Muerte (Convento de los Camilianos) Popayán.

Dado que se ubicaba muy al sur de la ruta tradicional de los desfiles sacros de Semana Santa, esta capilla nunca resguardó ninguna procesión. Pero en su interior se le rendía culto desde hace mucho tiempo al Santo Cristo de la Buena Muerte traído de Francia tallado por el siglo XVII, quien era el patrón y a quien se le había consagrado el recinto, esta devoción tenía su núcleo especial en el Antiguo Hospital del Humilladero, que era administrado por los hermanos Camilianos difundiendo ampliamente el fervor de la población payanesa, esta imagen sale hoy en día en la procesión del Miércoles Santo y actualmente se le venera en la Iglesia del Espíritu Santo unos metros más abajo.
A inicios del siglo XX, el viejo convento, los extensos solares y la capilla de los camilianos fueron insuficientes para los nuevos propietarios, la comunidad Marista, quienes deciden someter el complejo a una ampliación, construyendo al lado del pequeño templo, una gran iglesia de estilo neogótico que se dedicó a Nuestra Señora de las Mercedes, inaugurándose en 1928, después de esto le siguió el claustro por lo que hacia 1950 se demolió por completo la capilla, levantando sobre ella una de las plantas de la villa Marista.

#### Casa del Virrey Juan de Sámano.

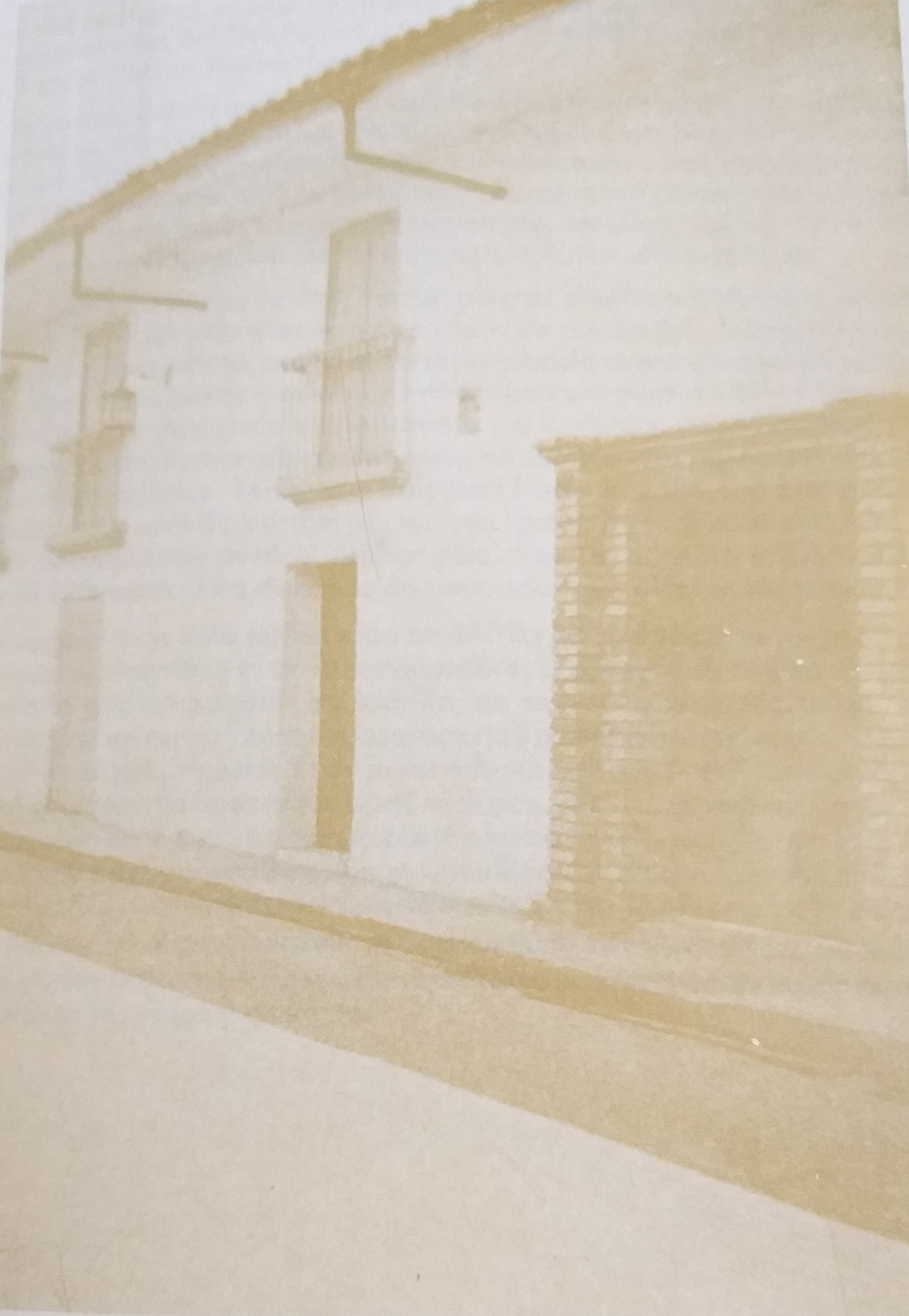
Fotografía de la antigua Casa del Virrey Juan de Sámano.

Esta gran mansión se ubicaba sobre la calle de La Pamba (Calle 3), era en su época una de las viviendas más conocidas del centro, por lo que aquí se alojaron diversas personalidades ilustres al servicio de la Corona Española a lo largo de su historia, pero sin duda su huésped más recordado fue el Virrey Juan de Sámano, quien habitó aquí en 1814 durante las guerras de Independencia de Colombia al comandar la defensa de la ciudad realista de Popayán ante el asedio por parte del ejército libertador, después que se librara las Batalla de Calibio y del Alto Palacé contra Antonio Nariño, los soldados españoles tuvieron que retirarse del Cauca hacia Pasto.

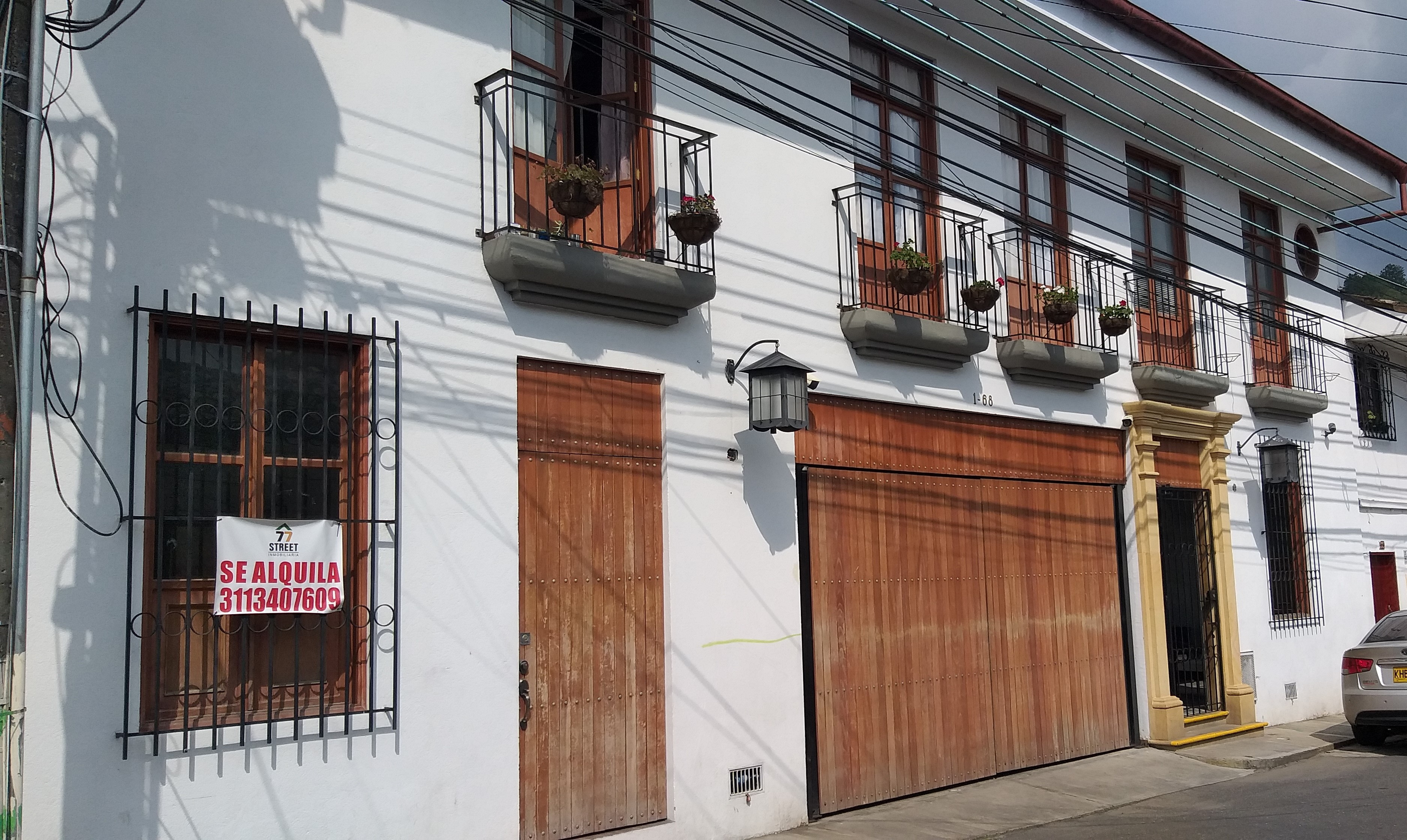
Edificio que ahora está en el lugar de la antigua Casa del Virrey Juan de Sámano

La edificación de la casona se remonta hacia el siglo XVII, se construyó cerca del conocido Chorrito de la Pamba, que cumplía con un papel estratégico debido a su función de suplementar agua fresca del acueducto proveniente del Cerro del Eme o de las Tres Cruce. El antiguo edificio constaba de una fachada de dos pisos con balcones y puertas y una portada en ladrillo que contenía un portón de madera imponente, en su interior, el espacio se dividía en la zona residencial y de la servidumbre, el primero tenía el acceso principal antes descrito que conducía al patio principal empedrado con habitaciones a sus alrededores u otras estancias para el servicio, mientras que en el lado oriente se encontraba el sector de los esclavos y siervos.
En el año 1816, el ejército español de Juan de Sámano reconquistó Popayán, volviendo a hospedarse en la casa hasta que salió victorioso en la Batalla de la Cuchilla de El Tambo que puso fin a las Provincias Unidas de la Nueva Granada, pero tuvo que retirarse de la ciudad para sofocar la contraofensiva patriótica, las dos visitas del mandatario en este sitio, hizo que los lugareños bautizaran el edificio como ''La Casa del Virrey o de Sámano'' y fue conocido así durante mucho tiempo.
Lastimosamente, debido al Terremoto del 83 la casa fue averiada, pero no se comprometió la estructura, sin embargo, el propietario de aquel entonces decidió demoler por completo la mansión, a pesar de que se podía someter a un proceso de restauración, quedando el lote vacío hasta que a inicios del siglo XXI se construyó sobre el lugar una residencia de apartamentos con fachada algo similar a la antigua casona, pero sin rescatar ningún elemento colonial original.

#### Estación del Ferrocarril del Pacífico.

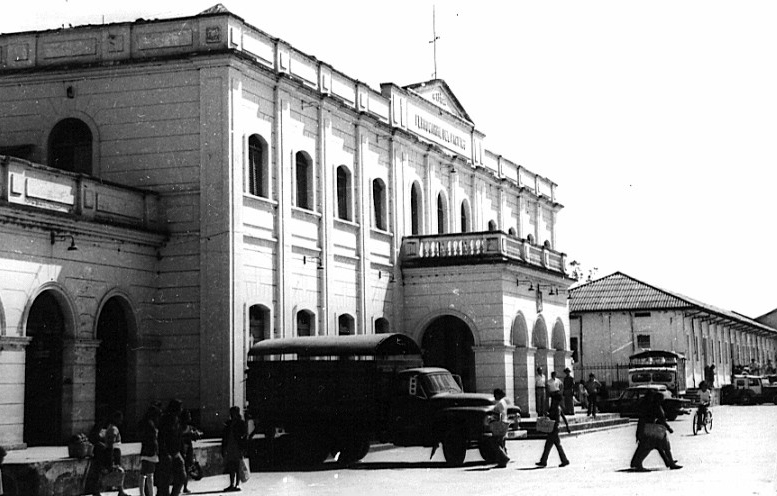
Antigua Estación del Ferrocarril en 1940, (Fotografía perteneciente a la colección del Arquitecto César Tenorio Gnecco).

La hermosa estación, que fue considerada en su tiempo como una de las más hermosas que contaba el Ferrocarril del Pacífico, por su elaborada arquitectura y diseño de estilo republicano con tintes neoclásicos. Emplazada a lo largo de la Calle del Ferrocarril (Carrera 7 y 6a), aunque se encontraba más allá del río Molino, que era la frontera norte del centro, la importancia y relevancia de este edificio estuvo íntimamente ligada al desarrollo de Popayán.

Su fachada tenía dos plantas con un pórtico central de tres arcos de medio punto y coronando la estación un bello frontón triangular con un barandaje ciñendo el borde, flanqueando el edificio principal había dos estancias de un solo piso de arcadas para recibir a los pasajeros dispuestos a ingresar o salir de la ciudad. Todo el complejo estaba cercado por una reja de fina hechura, también abarcaba los depósitos de los vagones, las vías ferroviarias, los patios, un Autoferro American y demás instalaciones para el óptimo funcionamiento del transporte.

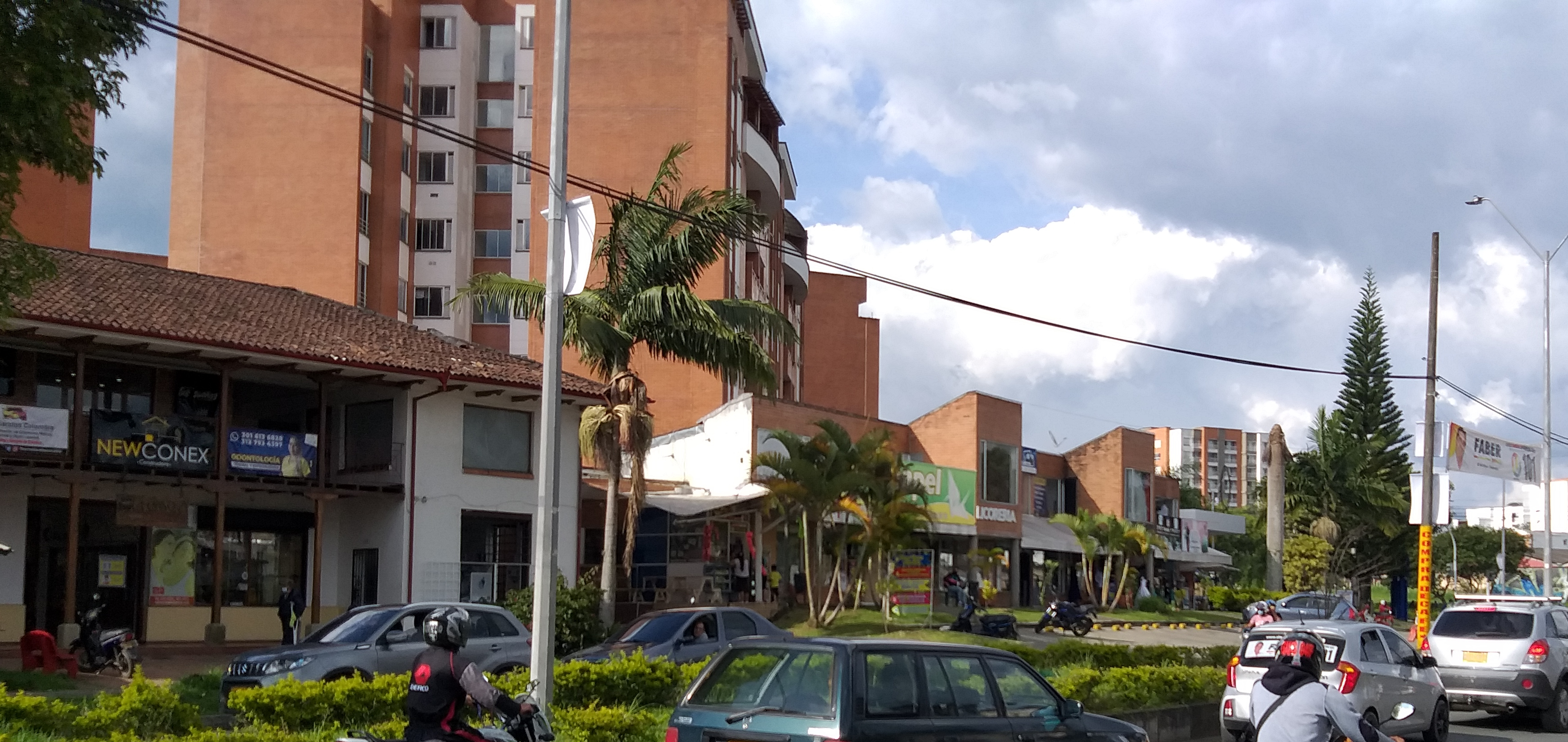
Lugar donde quedaba la estación del ferrocarril, actualmente un conjunto residencial y un centro comercial

El ferrocarril fue inaugurado en Popayán en 1926 con la visita del presidente de ese entonces Pedro Nel Ospina entre el 26 al 30 de junio, siendo recibido con gran pompa por la población payanesa, desde aquí y por mucho tiempo fue uno de los principales activos de ingresos y de progreso para la ciudad, ya que facilitaba el comercio y la llegada de peregrinos y turistas para la Semana Santa, pero poco a poco empezó a declinar el uso de este medio de transporte en favor del automóvil y la pavimentación de más vías y una mayor financiación al sector automotriz, fue la perdición para el sistema férreo de Colombia que se quedó estancado y la empresa operadora entró en bancarrota. En oposición a todo esto, fue declarada como Monumento Nacional por ley junto con las demás estaciones del pacífico.
Sin embargo, cesaron sus operaciones de transporte a fines de la década de los 60, poco después por orden expresa y promovida por el alcalde de aquel tiempo Álvaro Caicedo fue ejecutada la demolición total del edificio en 1975, sin tomar en cuenta su estatus de conservación. Este infame acto se llevó a cabo con una tibia protesta de la comunidad patoja, que vio uno de sus más emblemáticos bienes ser dinamitado y reducido a un terreno baldío que tiempo más tarde reemplazado por un centro comercial, un complejo de apartamentos y un parqueadero de motocicletas. Perdiéndose para siempre esta joya patrimonial y solo quedando en el recuerdo del pasado.

#### Antiguo Hospital del Humilladero.

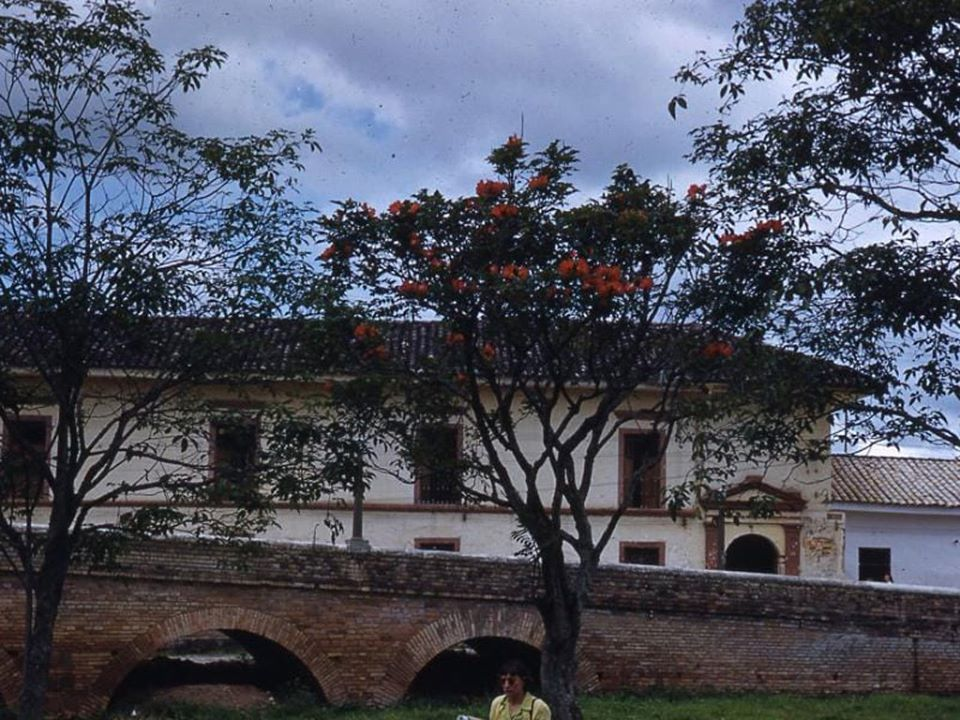
El antiguo Hospital del Humilladero, convertido en cárcel municipal a mediados del, se aprecia al frente el Puente del Humilladero.

Este gran complejo hospitalario se situaba justo a la orilla norte del río Molino, al costado occidental del conocido Puente del Humilladero, sobre la calle conocida como el Camino Real del Portazgo Norte, el cual era la entrada principal a Popayán para las personas procedentes de Cali. La casona tenía dos plantas en su fachada principal con un portal de ladrillo a nivel de la entrada del puente coronada por un pronto de influencia neoclásica, en su interior tenía patios empedrados donde a sus lados se ubicaban las habitaciones y estancias para el servicio médico y en medio de todo, un torreón de gran altura de estilo similar a la conocida Torre del Reloj.

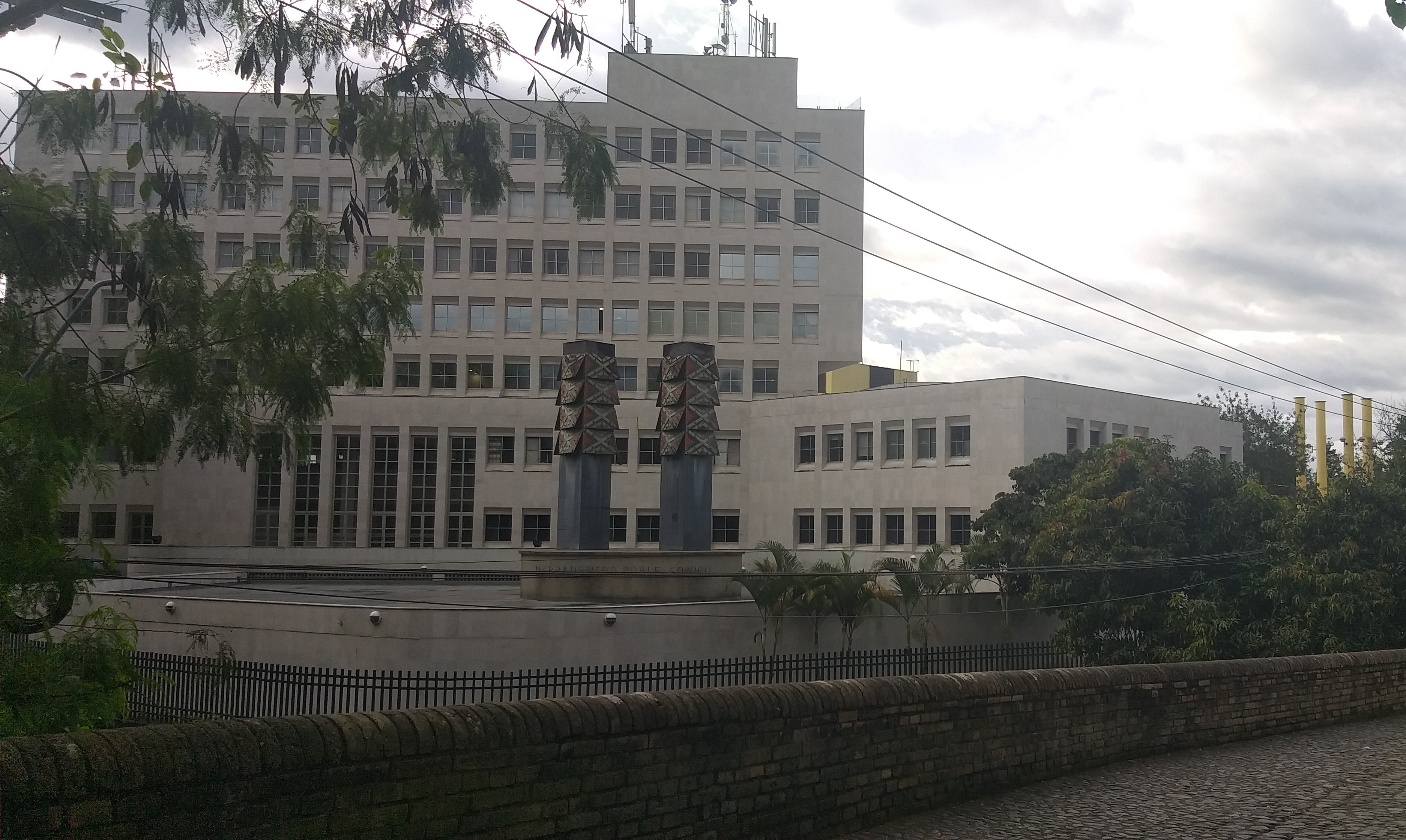
El edificio Negret y la lotería del Cauca ocupan los terrenos del destruido hospital actualmente.

La primera constancia del Hospital data del siglo XVIII, concretamente al ocurrir el trágico acontecimiento del Terremoto de 1736 que dejó la ciudad en ruinas y con una ingente cantidad de personas muertas, damnificadas y en la calle, provocando una crisis sanitaria y de salubridad en la diezmada población patoja. Este desolador panorama motivó al excelentísimo obispo de Popayán mandara a llamar desde la península ibérica a la comunidad de padres Camilianos para que administraran el, aún en construcción, recinto de ayuda al más necesitado. Por lo que se adquirieron unos extensos lotes a la orilla del río meridional del centro, colindantes con los pertenecientes al teniente Gobernador don Cristóbal Manuel Mosquera y Prieto de Tobar, quien habitaba ahí junto con su esposa y su prima doña Juana de Mosquera, a la muerte de esta última en 1781, la propiedad se destinó como orfelinato, quedando listo junto con el hospital y una capilla anexa el conjunto para servicio de la ciudad que por ese entonces tenía a duras penas 7000 habitantes.
El hospicio siguió cumpliendo sus funciones a pesar de la huida de los Camilianos en 1821 debido a su apoyo a la monarquía española durante el contexto de la Guerra de Independencia y la posterior enajenación de los bienes eclesiásticos por el general Tomas Cipriano de Mosquera, ya entrando en el siglo XX, y con motivo del IV centenario de la fundación de Popayán se traslada en 1953 el hospital de la vieja casona a unas nuevas y mejores instalaciones preparadas para los tiempos modernos de la medicina, siendo el actual Hospital Universitario San José. La mansión recién desocupada fue destinada para ser la cárcel municipal, rol que desempeñó hasta que los terrenos fueron adquiridos por la Lotería del Cauca, que clausuró el centro penitenciario y ordenó la demolición de todo el antiguo bien colonial, a pesar de pertenecer del centro histórico y un patrimonio payanes. En la actualidad, sobre sus restos está construido el moderno edificio Negret y la sede de la Lotería, existiendo un patio vacío entre ambos sitios.

#### Casa Natal del General Carlos Alban.

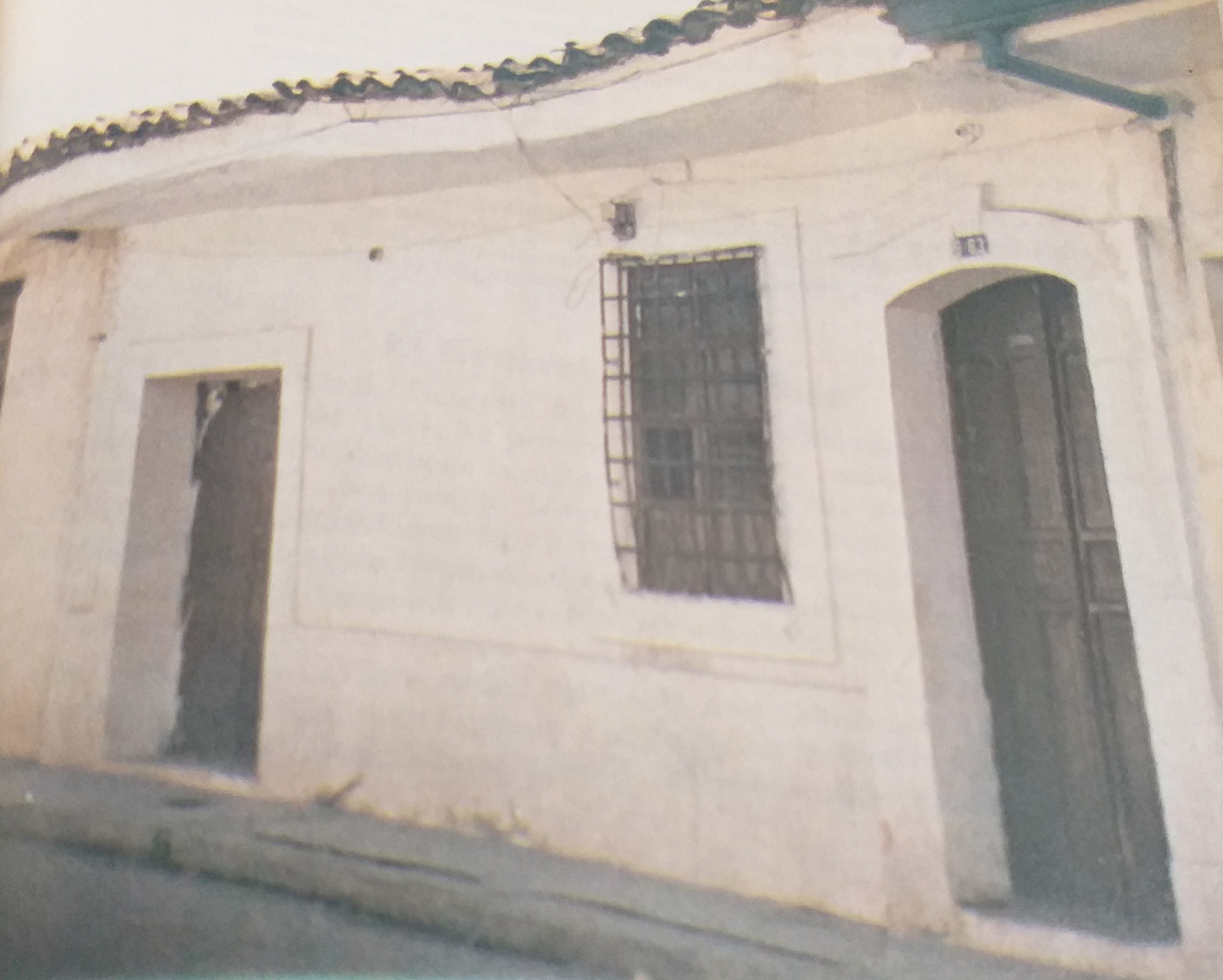
Antigua foto de la Casa natal del general Carlos Albán.

La casa se emplazaba sobre la Calle del General Carlos Alban (Carrera 9) y su nombre le fue puesto por la ciudadanía en honor al ilustre payanes que nació y creció en este lugar, se ubicaba a una cuadra y media de la antigua Capilla de los Camilianos de la Buena Muerte. El inmueble era una construcción sencilla de ''Estilo Popayán'' una planta con una entrada principal con un portal simple y un local para una tienda a un costado de una ventana de tipo colonial y en su interior un patio central modesto empedrado con las habitaciones alrededor de él y conectado por medio de un zaguán al exterior.

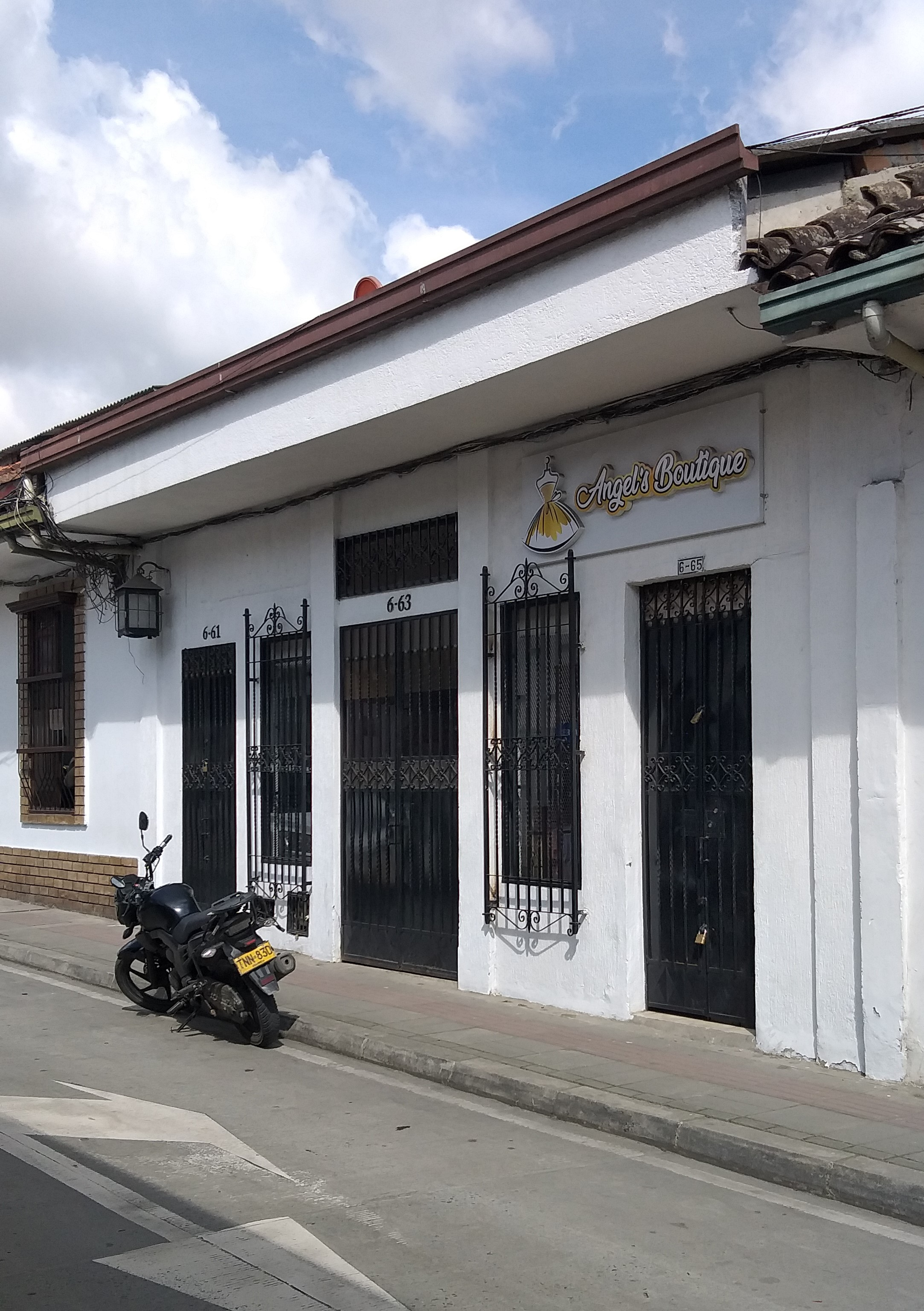
Casa actual donde antes estaba la casa natal de Carlos Albán.

Esta vivienda fue famosa porque aquí llegó al mundo Carlos Albán el 9 de marzo de 1844 durante la era de la República de la Nueva Granada, en el seno del matrimonio entre el Dr. Rafael Albán y doña Dolores Estupiñán, proveniente de una familia de Túquerres en Nariño gracias a su padre el abogado Bruno Estupiñán. El después conocido como general por sus servicios a las fuerzas armadas colombianas, es también conocido por ser un gran e innovador inventor, es más se decía entre los lugareños que en su casa natal, tenía acondicionado un espacio para una fundición de químicos gracias a la ayuda de las descargas eléctricas por medio de un pararrayos instalado por el mismo en el techo de tejas colonial que se conectaba con un alambre de conducción.
El general Carlos Albán es considerado igual como el inventor del Reloj de la hora universal, encima de ser recordado por sus hazañas militares que le valieron su puesto de honor en la milicia, pero que por desgracia le costaron la vida mientras capitaneaba el barco Lautaro que fue hundido durante una batalla naval en el departamento de Panamá, actual República de Panamá pero que en ese tiempo era parte integral de Colombia, el 20 de enero de 1902, a sus 57 años. A su muerte, algunas de sus pertenencias fueron adquiridas para su exhibición en el Museo Casa Mosquera donde aún siguen siendo preservadas, pero la casa permaneció en manos de particulares por mucho tiempo, hay constancia que sobrevivió casi intacta al Terremoto de 1983, pero a inicios del siglo XXI la casa fue demolida y reconstruida en un estilo ''Neopopayán'' que no es nada más un feo ejemplo de modernismo que no le hace honor a su legado histórico.

#### Casa de la Herrería.

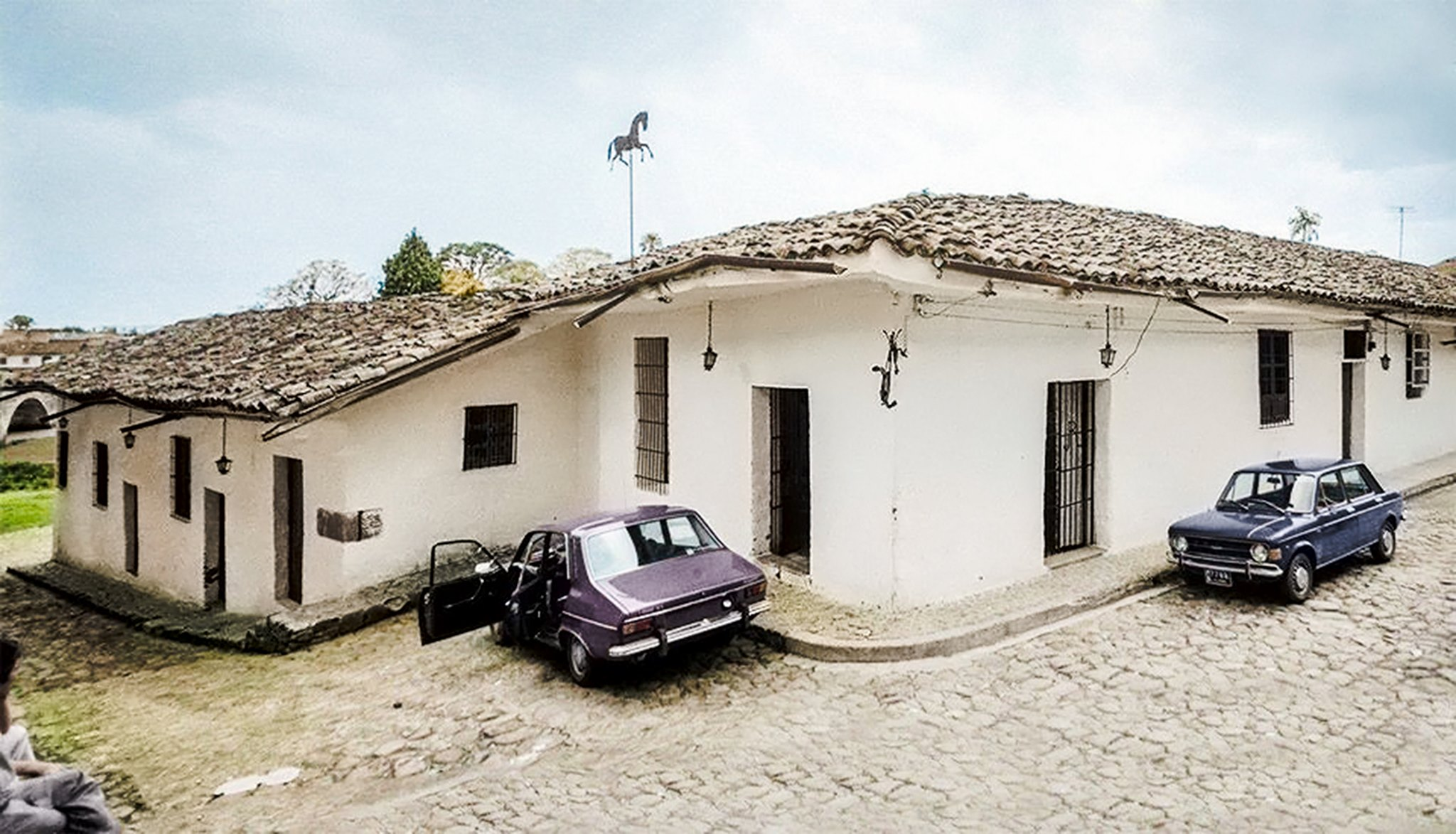
Fotografía de la Casa de la Herrería en 1976. (Foto tomada por José M. Arboleda. Restaurada y coloreada por Juan Camilo Rengifo).

Era sin duda uno de los atractivos turísticos más conocidos y queridos por la comunidad payanesa, se ubicaba sobre la Calle de la Herrería (Calle 2A), unos metros más arriba del puente de la Custodia y justo enfrente del gran puente del Humilladero, por la zona conocida como la ''Arcada de la Herrería'', el conjunto consistía en una casa sencilla de un piso con techo de teja y alrededor de 5 ventanas y 5 puertas de acceso.

Con la población española temprana alrededor del Parque Caldas, algunas gentes decidieron asentarse hacia el norte cerca de las orillas del río Molino, constituyendo la entrada principal a Popayán que se fue denominando como Camino Real del Portazgo Norte (Las actuales Carrera 6 y Calle 2A).

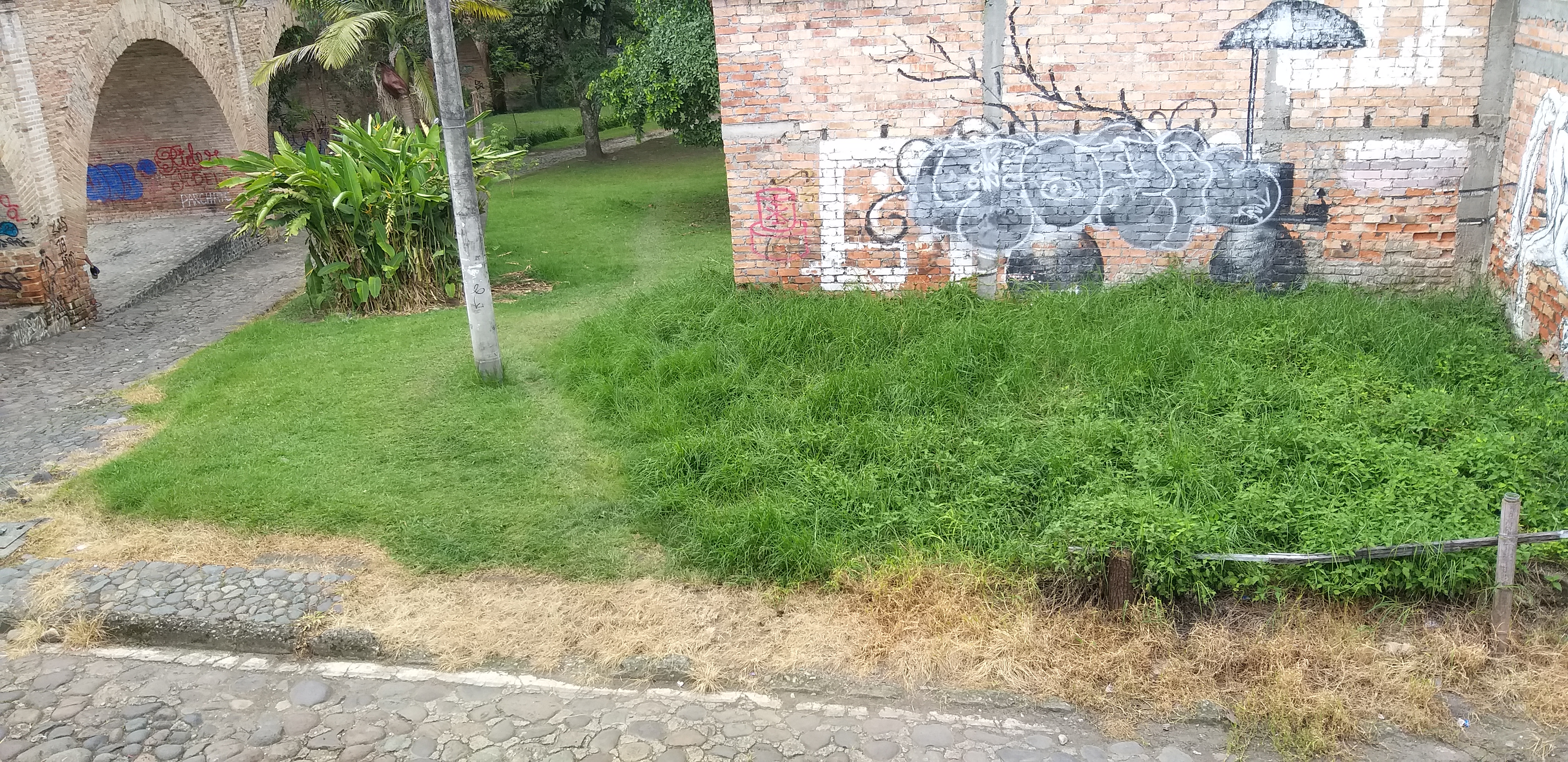
Lote donde se emplazaba la Casa de la Herrería.

Con la construcción del Puente Chiquito o de la Custodia a mediados del siglo XVIII por el rico burgués don Jacinto de Mosquera y Figueroa, formándose la denominada Calle del Herrería que tomó este nombre porque aquí se instalaron los herreros que fabricaban herraduras y demás implementos de hierro para las antiguas cabalgaduras que eran el único medio de transporte que podían acceder las personas, quedando así bautizado el sitio. 
A comienzos y a lo largo del siglo XX, fueron sucediendo múltiples cambios, como la destrucción de las casas más aledañas al río así como del Puente Chiquito, por una crecida de este en 1933, quedando solo la Casa de la Herrería como sobreviviente, además de que con el auge cada vez más importante del turismo en la ciudad, en la década de los 60 se destinó este sitio como restaurante y centro gastronómico destinado a servir platos típicos a propios y extranjeros, siendo un punto de referencia muy querido para la ciudad. Recibiendo aquí a múltiples personajes importantes de la época de nivel municipal y nacional como el expresidente del gobierno español Adolfo Suárez o el candidato conservador Belisario Betancur, más tarde presidente de la república. Por desgracia todo terminó el 31 de marzo de 1983, cuando fue destruido por el terremoto que azotó el centro, a pesar de lo famoso que era el establecimiento nunca se reconstruyó, pero sí quedó en la memoria colectiva payanesa, terminando como un lote vacío y tupido de hierba delimitado por su viejo andén empedrado. Actualmente el terreno pertenece a la Universidad del Cauca, la cual aún no se ha pronunciado sobre el futuro de la propiedad.

#### Casa del Arzobispo Arce Vivas.

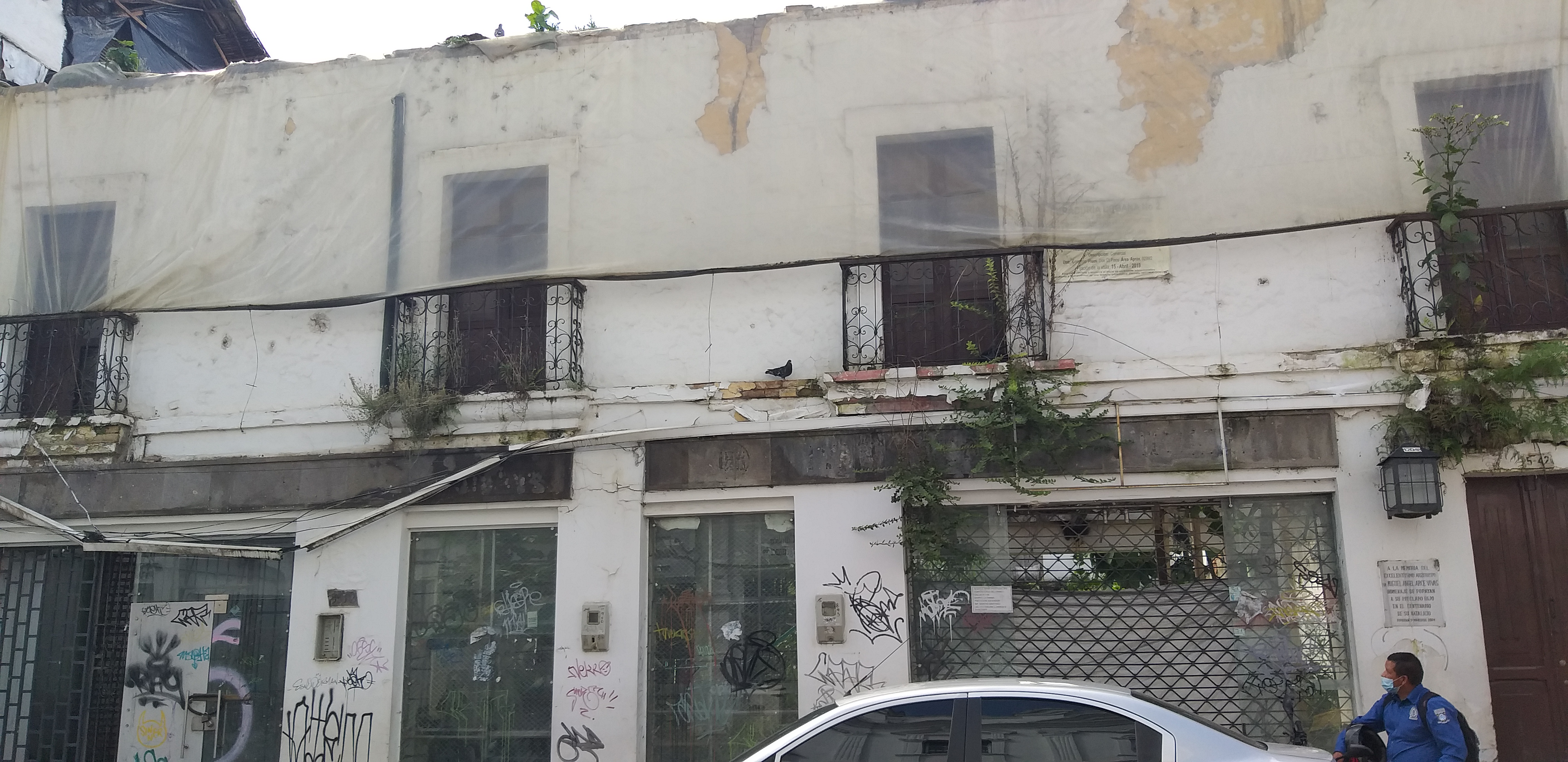
Actual estado ruinoso de lo que era la Casa del Arzobispo Miguel Ángel Arce Vivas.

Una de las pérdidas más recientes de la ciudad ha sido la de esta casona la cual fue en su día residencia de uno de los miembros clericales más influyentes de su tiempo, pero que de hoy no queda sino la fachada aun resistiendo. Ubicada sobre la Calle del Reloj (Carrera 7), consta de una vivienda que tenía dos pisos, con 4 balcones en la parte superior y un portón de madera con una bella aldaba de un león (que fue recientemente hurtada) como acceso principal y dos locales a su izquierda, tenía un patio central enlozado con una arcada en un extremo.

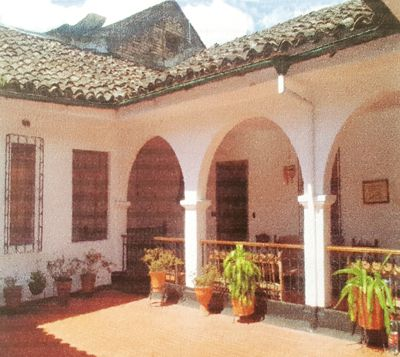
Interior de la Casa donde habitó el Arzobispo Arce Vivas en su estado original. (Fotografía tomada por Jaime Patiño Chaparro).

La importancia de este lugar comenzó a cobrar importancia cuando el ilustrísimo monseñor Miguel Ángel Arce Vivas, quien había nacido en Popayán el 1 de marzo de 1904, fue designado como arzobispo de la ciudad en 1965 por decreto del papa Pablo VI, tomando esta casa cercana a la catedral como residencia personal en detrimento del Palacio Arzobispal, él fue un personaje muy querido y apreciado por la feligresía payanesa durante sus años de servicio a la ciudad, por sus obras sociales y pastorales como la fundación del Museo de Arte Religioso, llegando a su fin su misión evangelizadora hacia 1976.
Al morir el prelado, la casona quedó en manos de varios propietarios, tiempo después dedicaron el edificio como un almacén de la marca Iván Botero Gámez, modificando casi la totalidad del primer piso, en el año 2004 se firmó un decreto en memoria de don Arce Vivas por el centenario de su natalicio, por lo que se instaló una placa de mármol en su honor. Desafortunamente, en abril de 2015 se descubrió y denunció que se habría estado demoliendo ilegalmente el inmueble por obra del dueño Edison Aurelio Gómez Duque, quien alegando ''un desconocimiento de la ley'' habría efectuado tal infame acto que causó revuelo y polémica en la población demostrándose el descontento e indignación general de inmediato. Lo que queda hoy en día es el muro de la fachada, el techo colapsó en plena Semana Santa del 2015 y el interior se perdió para siempre, aunque se tienen planes de restauración dictada por la Oficina de Asesoría de Planeación Municipal condenando al señor Edison a pagar cualquier costo.

#### Banco del Estado. (Actual Banco AV Villas).

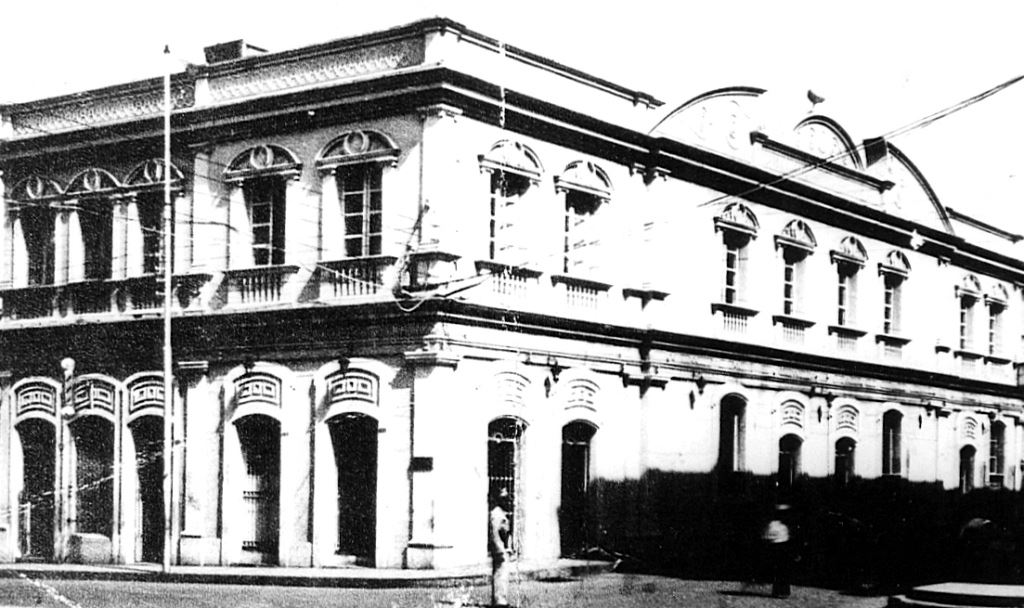
Antigua foto del Banco del Estado a comienzos del.

El viejo banco del estado estaba situado en la esquina de las calles de El Reloj y Real de San Francisco (Carrera 7 con Calle 4), en su mejor momento era una construcción de estilo ecléctico y republicano, siendo su diseño bastante parecido al del teatro municipal Guillermo Valencia ubicado en frente, tenía dos plantas con sendos balcones ceñidos por balaustradas y coronados por frontones semicirculares en la parte superior de la casona, había un juego de molduras que flanqueaban un adorno en forma de jarrón. En el primer piso se colocaron las oficinas necesarias para el funcionamiento del banco.

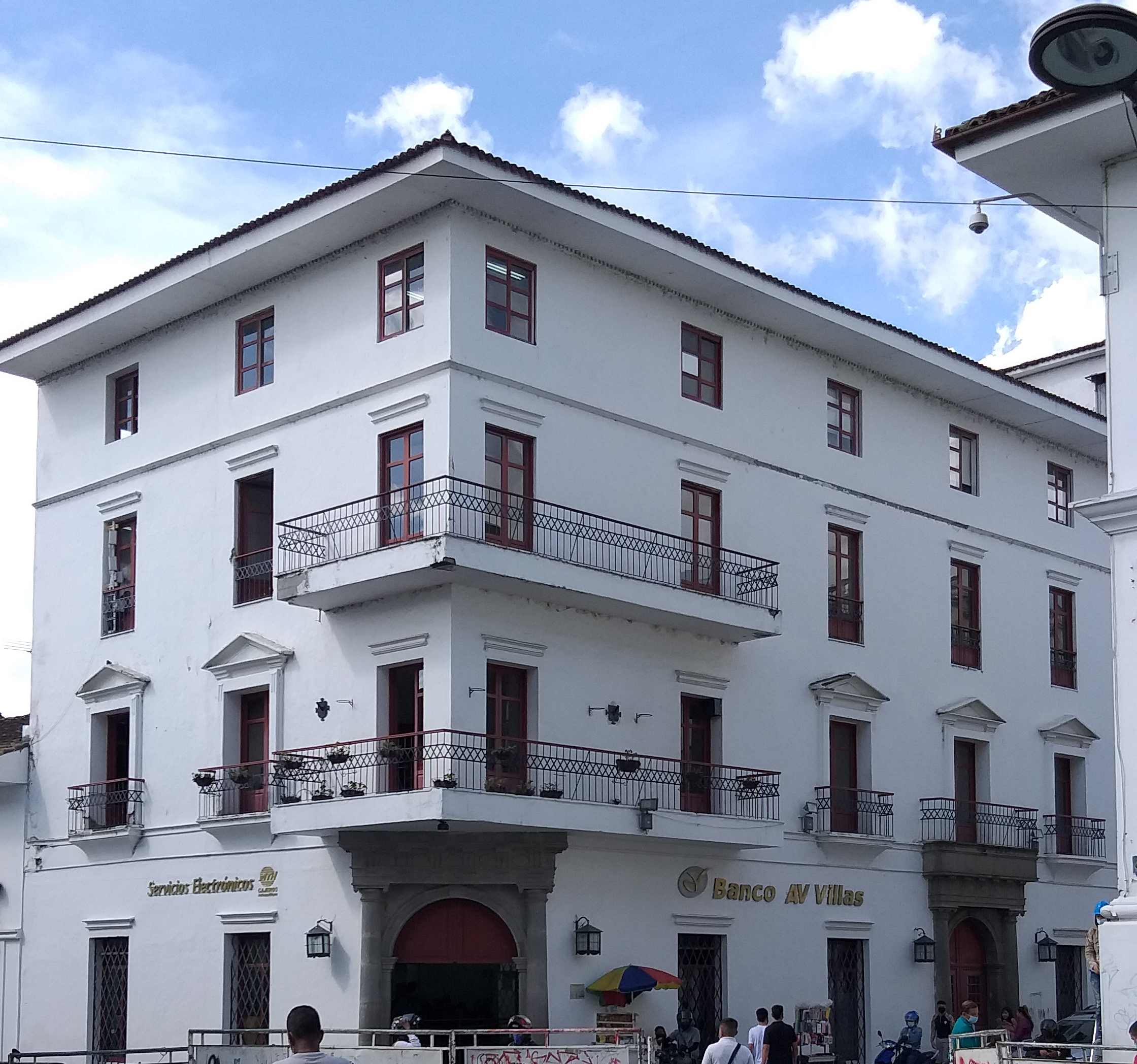
Actual Banco AV Villas construido sobre el antiguo Banco del Estado.

La historia de este lugar se remonta al menos hasta el siglo XVIII cuando por ese entonces era propietario de este margen de la cuadra don Andrés Pérez de Arroyo y tenía construido en este lugar, una simple casa una planta que colindaba con otra que pertenecía al presbiterio Agustín de Sandoval y que mucho tiempo después sería el lugar de alumbramiento del gran maestro poeta Guillermo Valencia. Después del terremoto de 1736, se edificó otra vivienda esquinera que perduró muchos años. 
No fue sino el año de 1924 que la Asamblea Departamental compra el lugar, lo demuele y construyó sobre el terreno una sede para el Banco del Estado que necesitaba de unas nuevas instalaciones, por lo que en estilo ecléctico con toques republicanos se diseñó el edificio, siguiendo el estilo de otros inmuebles en la ciudad como el de la Gobernación, el Hotel Lindbergh, la Alcaldía o la casona de ''El Comando''. Pero por desgracia por la década de los 70, se hizo una remodelación que la dejó con un contrastante estilo ''Neopopayán'' modernista de 4 plantas. Tras el cambio que trajo consigo el terremoto de 1983, se le fueron a agregando más elementos coloniales acordes a la esencia del centro, como por ejemplo de dos portales en piedra enmarcando sus entradas principales, una de las cuales en su roca clave dice una inscripción con el año de 1884.

#### Casa de don José Rafael Mosquera. (Actual Banco de la República).

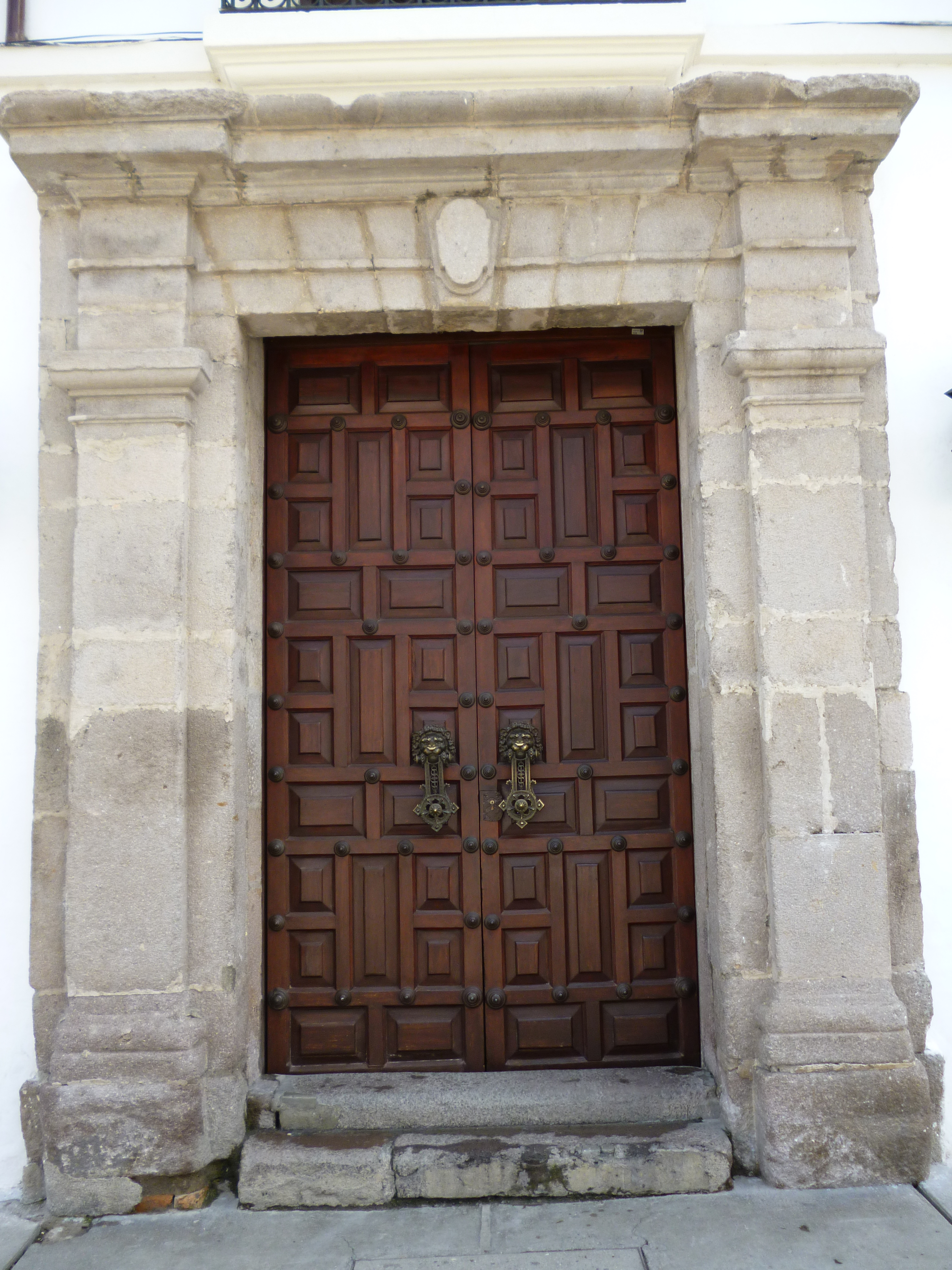
Portada de la casa del doctor José Rafael Mosquera, en la Casa Museo Guillermo Valencia.

Sitio de varios eventos de trascendencia histórica sobre todo durante la época de la independencia de Colombia. Como por ejemplo algunas reuniones clandestinas de la Sociedad de Republicanos hasta el arresto del rico aristócrata y defensor de la esclavitud don Julio Arboleda por mandato del gobernador Manuel José Castrillón Quintana por justamente ser partícipe de un altercado en medio de una de estas sesiones acaecido en 1851. Estaba emplazada en la esquina de las calles de El Humilladero y de La Pamba (Carrera 6 con Calle 3).

Se tiene consenso del año de inicio de la construcción de la casona en 1770, siendo financiada y supervisada por don José Marcelino Mosquera y Figueroa, hijo primogénito de don José Patricio Mosquera para servir como residencia personal para él, su esposa y sus descendientes al ser finalizada alrededor del año de 1780, entre los que se destaca a don José Rafel Mosquera, quien posteriormente heredaría esta vivienda para él y su familia.

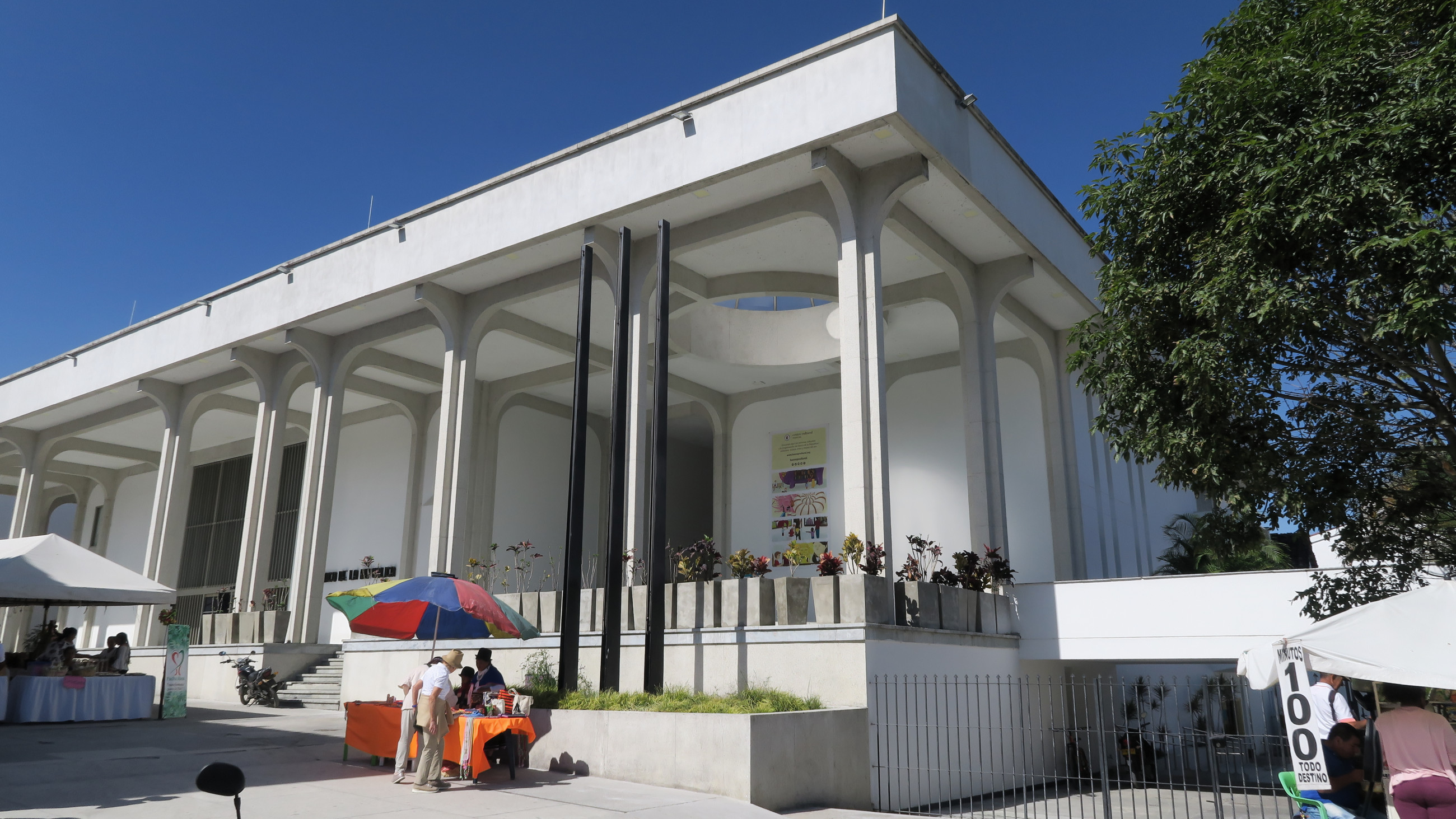
El Banco-Biblioteca de la República, fue construido sobre el terreno de la antigua casa del doctor José Rafael Mosquera.

La casa era de un hermoso ''Estilo Popayán'' desarrollado después del violento terremoto de 1736 que ya comenzaba a combinar elementos barrocos y coloniales con la nueva arquitectura neoclásica, para la tarea de dirección de esta obra, se designó al arquitecto jesuita Simón Schenherr (quien para ese momento también estaba inmerso en la construcción de las iglesias de San José, Santo Domingo y de la Encarnación), además que el propio Marcelino Pérez de Arroyo intervino con su propio estilo, presente hoy en las casas Valencia y Torres Tenorio del mismo sector.
La casona después pasó de ser una residencia a ser instituto a inicios del siglo XX, pero a pesar de ser una de los edificios civiles más grandes y mejor conservados de los edificios civiles de la época de fines de la colonia, fue totalmente demolido en los años 50, salvándose solo la portada en piedra que se adquirió para la Casa Museo Valencia en 1966. Actualmente se erige la Biblioteca del Banco de la República sobre el terreno que un día se levantó aquella vivienda tan imponente y hermosa.

#### Casa natal de Francisco Antonio de Ulloa.

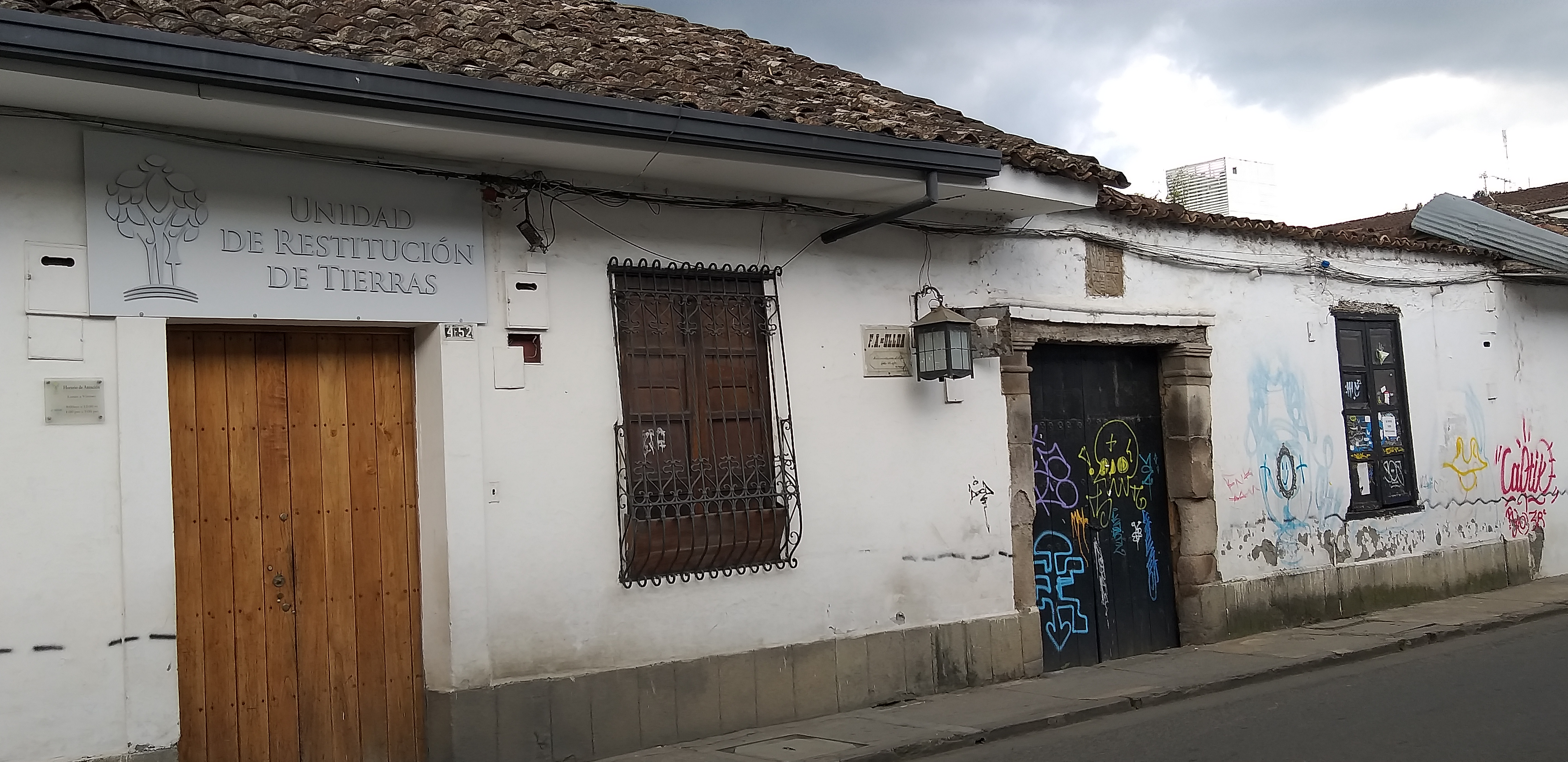
Fachada de la casa donde nació Francisco Antonio de Ulloa.

Localizada en plena calle de La Pamba (Calle 3), consta de una vivienda de fisionomía sencilla de un solo piso, dos ventanas y dos accesos, el principal es un gran portón de madera tachonado con hierro sin postigo y está resguardado por un portal con dos columnas monolíticas de fuste cuadrado de capitel de orden toscano que sustentan un dintel de piedra y por encima de este, un escudo heráldico hecho en bajorrelieve de la familia Ulloa.
La zona donde está esta casa fue la que eligieron las familias aristócratas de Popayán para asentarse después del terremoto de 1736, algo retirado de la plaza central pero a su vez sirviéndose de la ladera empinada que se formaba por el cauce del río Molino para construir sótanos de almacenamiento y pesebreras para ser usadas en las labores domésticas a cargo de siervos y esclavos que se podían dar el lujo de poseer

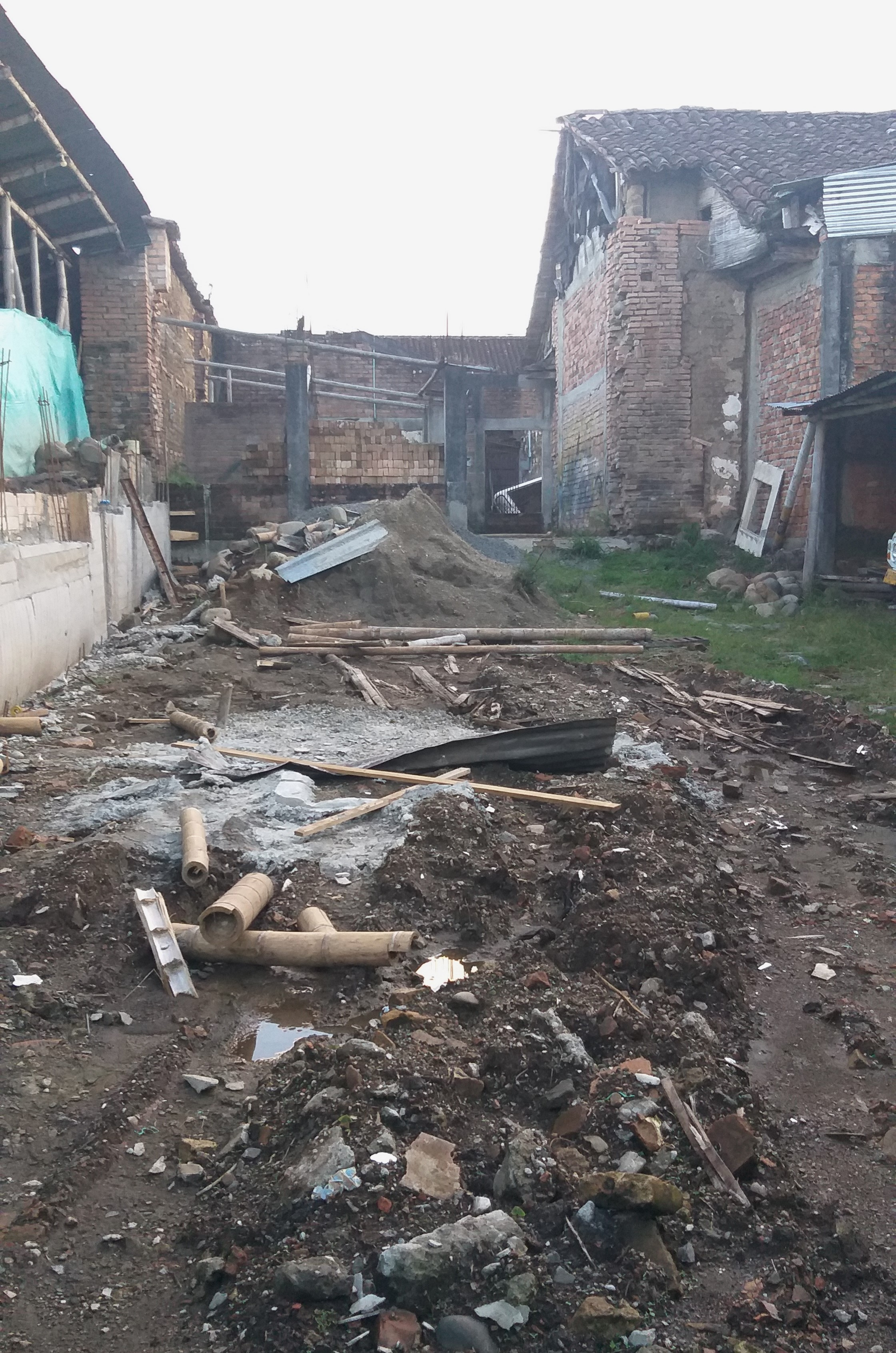
Ruinas de la casa colonial de Ulloa

La construcción de este edificio se remonta a finales del siglo XVIII cuando don Juan Francisco Jiménez de Ulloa, un español que fue regidor del Cabildo de Popayán y que después ejercería el cargo de Gobernador pro tempore de la Provincia de Popayán a inicios del siglo XIX, encargara la edificación de una vivienda digna de su posición para él y su descendencia que tuvo con su esposa María del Campo Larrahondo entre ellos el más conocido fue sin duda don Francisco Antonio de Ulloa y Larrahondo quien nació en esta casa el 14 de noviembre de 1783, destacándose como prócer de la Independencia, abogado de la Real Audiencia de Santafé y amigo cercano de Francisco José de Caldas, tal fue su unión que ambos fueron ejecutados al unísono fusilado el 29 de octubre de 1816 después de caer prisionero ante el ejército español dirigido por el virrey Juan de Sámano tras las desastrosas consecuencias que supuso la derrota patriota en la Batalla de la Cuchilla de El Tambo.
Después de la fatal muerte de Francisco Antonio la casona siguió en posesión de la familia por bastantes generaciones, pero no fue sino tras la partida de la misma que cayó en manos particulares. En la década de los 30 del siglo XX, el Dr. Manuel Caicedo Arroyo quien para ese entonces era el dueño de la propiedad dividió el inmueble, cerrando el solar que daba hacia el río molino y suprimiendo muchas otras secciones de la casa. El terremoto de 1983 trajo serias afectaciones a la estructura del techo que ya estaba previamente carcomido por el comején, sobre todo la del lado oriente, al darse un casi nulo interés en restaurar esta ala de la casa se demolió el tejado con su alero cayendo así en un proceso de decadencia constante lo que se puede notar en el hurto de la reja de la ventana o los grafitis del portón, mientras que el lado occidental fue rescatado y actualmente ahí funcionan las oficinas de la Unidad de Restitución de Tierras, lo que queda hoy de la bella residencia Ulloa es su fachada y poco más.

#### Hotel Lindbergh.

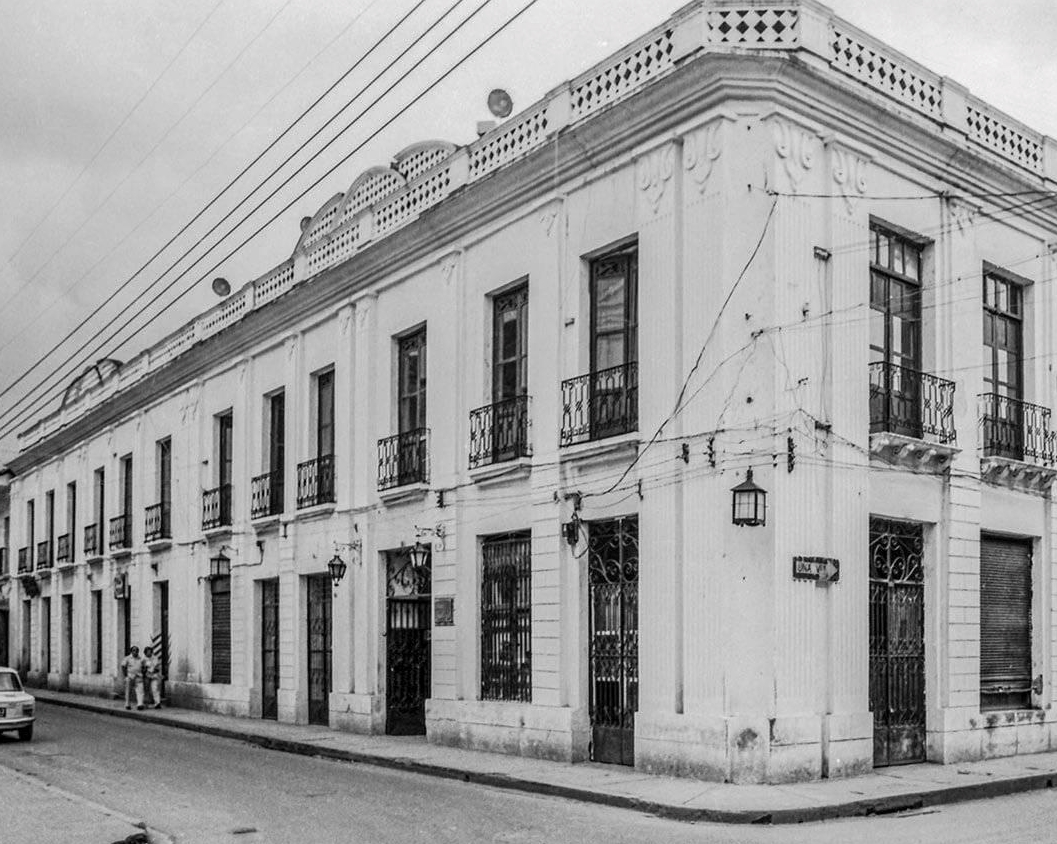
Imponente Hotel Lindbergh en 1976. (Fotografía tomada por José M. Arboleda)

Se encontraba emplazado en la esquina de las calles de El Empedrado y de Santo Domingo (Carrea 5 con Calle 4) justo en frente de la iglesia del claustro de Santo Domingo, se constituía de una bella casona de estilo ecléctico-republicano de dos plantas con bellos balcones en su parte superior y comercios, locales y la entrada al edificio en la parte interior.
En la cima del edificio se erguía una cornisa que era sostenida por columnas que sobresalían entre las ventanas que estaban adornadas con capiteles en bajorrelieve de motivos de flores de lis, balcones y puertas del hotel y sobre esta un barandal con patrones romboidales y dos remates de 3 semicírculos convergentes.

Antes de este edificio se levantaba aquí una casona cuya propiedad se le adjudica a don Jerónimo Antonio de Obregón y Mina, Obispo de Popayán que la levantó después de 1736 en ''Estilo Popayán''.

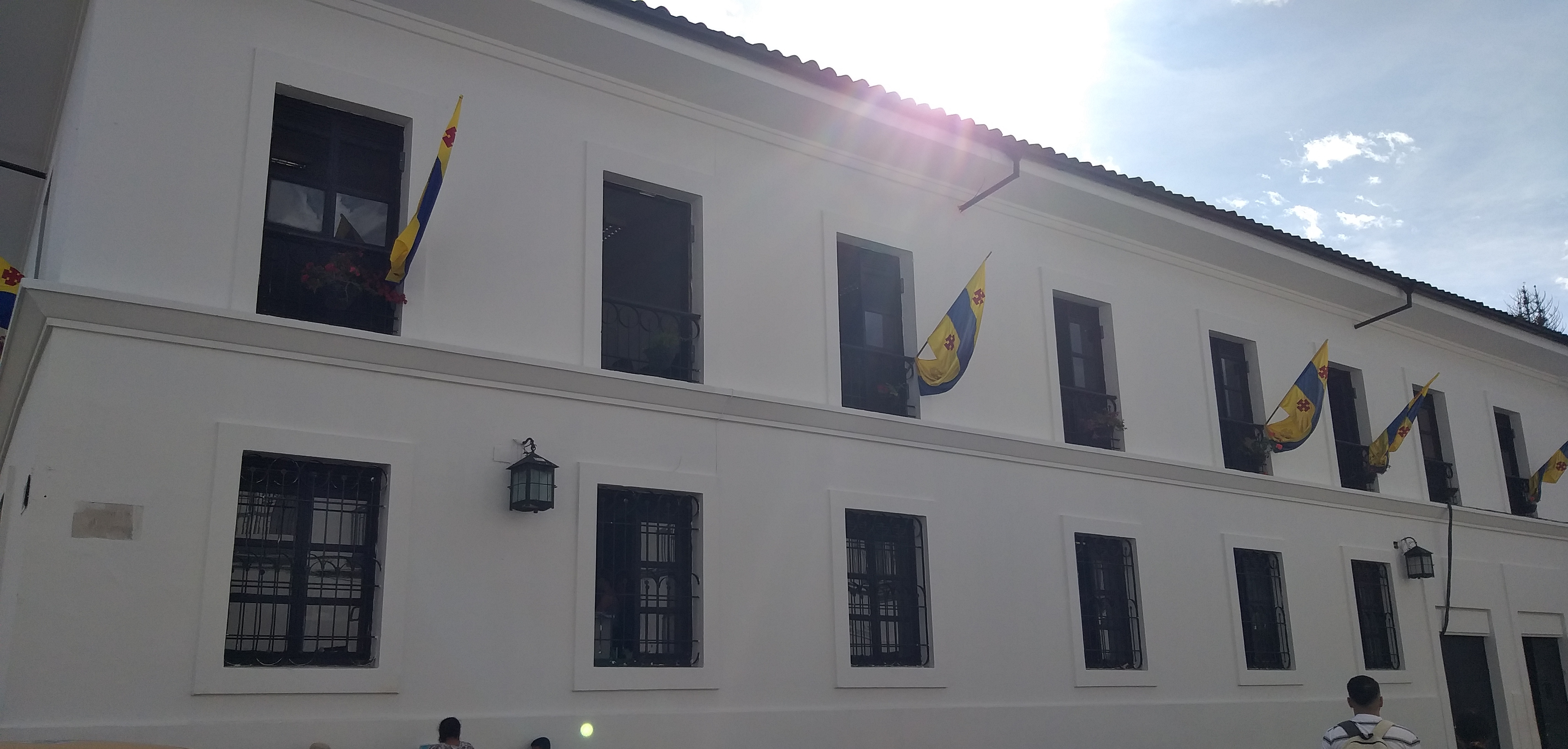
Actual esquina donde estaba el Hotel Lindbergh, propiedad de la Alcaldía de Popayán.

Ya después entrado el siglo XX y con la llegada de la arquitectura de estilo republicano que estaba muy influido por el neoclásico, se derrocó la casa colonial y se levantó otra en ese estilo que tiempo más tarde sería adquirida para ser las instalaciones del hotel Lindbergh fundado en 1928 que fue propiedad de don Pedro Martínez Madriñan y que llegó a ser en su época el más lujoso y sofisticado de la ciudad, un dato curioso es que fue en este sitio que se originó el conocido postre Eduardo Santos, cuando el presidente electo Eduardo Santos vino de visita a Popayán en 1938, siendo fue recibido en este lugar para celebrar un banquete en su honor preparado por la Gobernación del Cauca al cual asistió el maestro Valencia, pero antes de comenzar la cena, las damas cocineras se dieron cuenta de que el manjar preparado se había dañado, con el poco tiempo disponible para reemplazarlo les tocó improvisar una receta que resultó ser todo un éxito y fue bautizado con el nombre del invitado de honor, popularizándose por toda la región por el Club Popayán, pasando a ser parte de la gastronomía patoja.
Por desgracia el hotel fue uno de los edificios más afectados de toda la ciudad por el terremoto del 83 y donde se cobraron muchas vidas al colapsar buena parte de su segundo piso. Tal fue su deplorable estado que la alcaldía adquirió las ruinas y las demolió por completo, levantando otro edificio en estilo ''Neopopayán'' y siendo ahora parte de la Asamblea Departamental.

#### Casona republicana de''El Comando''.

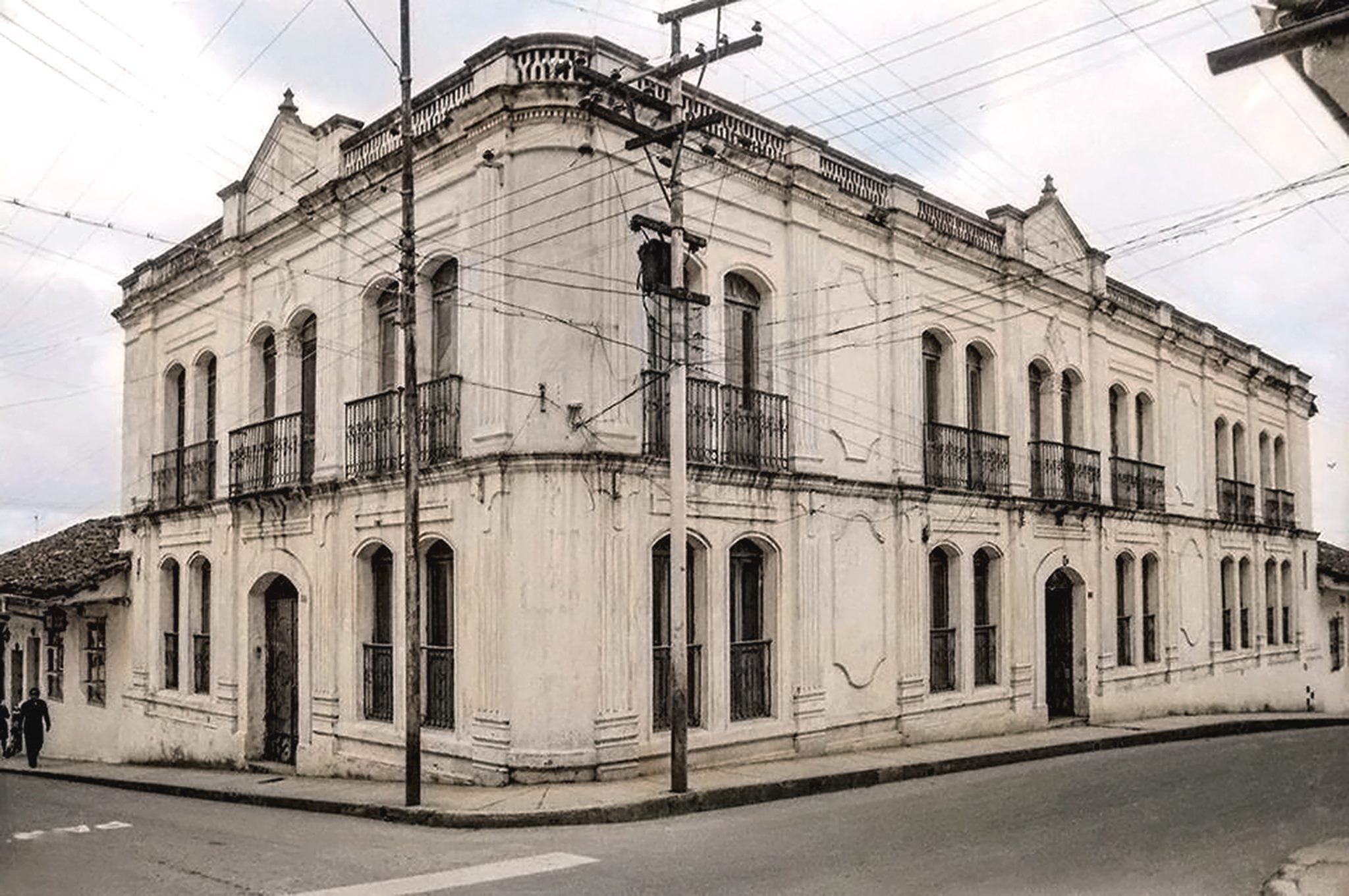
Casa a mitad del. (Fotografía tomada por José M. Arboleda y coloreada por Juan Camilo Rengifo).

Estaba ubicada en la esquina de las calles de El Choco y de La Legislatura (Carrera 8 con Calle 3) al noroccidente del centro histórico.

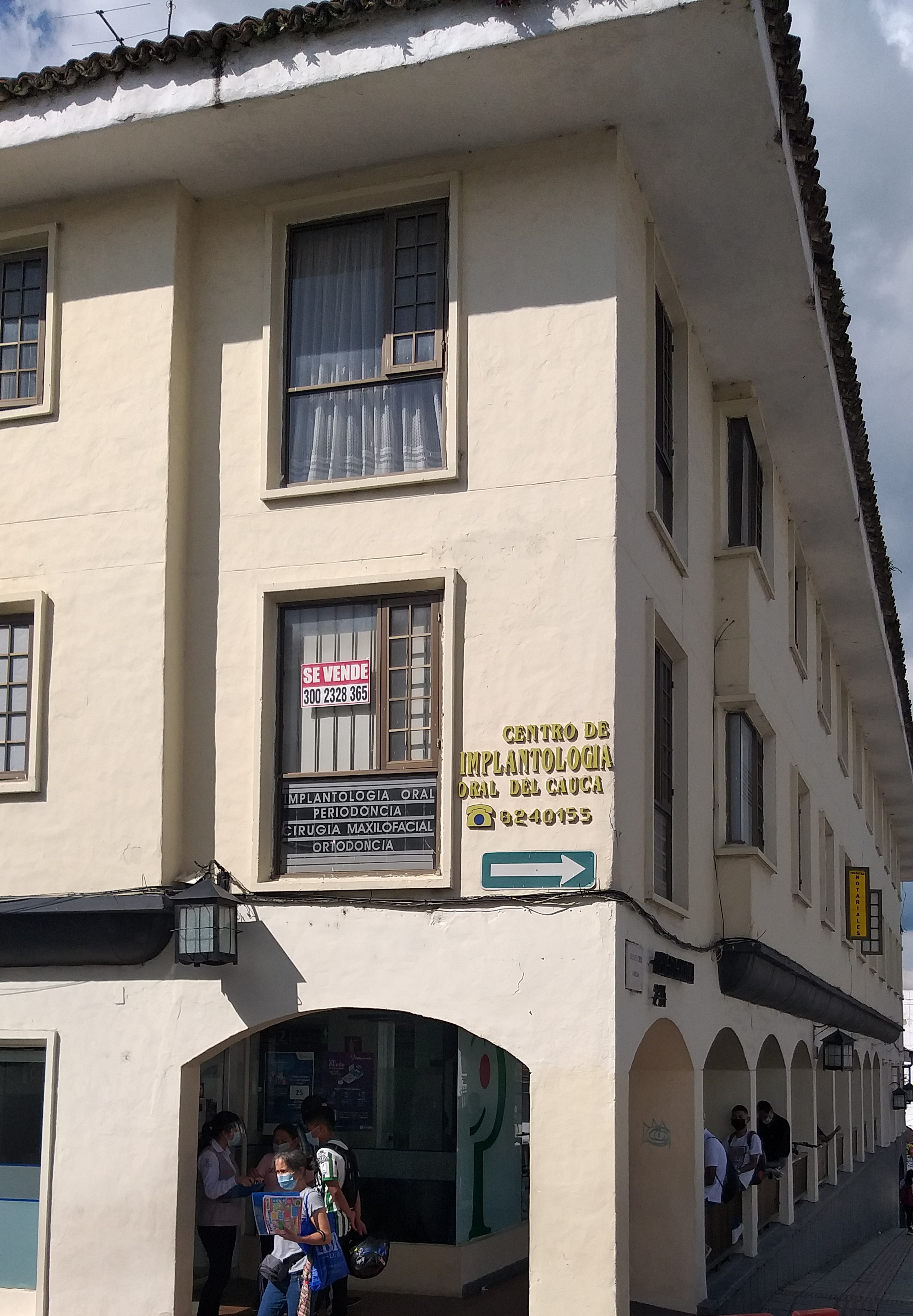
Edificio Hormaza, construido sobre la antigua casa republicana.

Era una casona de estilo republicano con tintes eclécticos con fisionomía de dos plantas pero emplazadas sobre el inicio de una de las pendientes del pequeño cañón que forma el cauce del río Molino (La antigua frontera norte de la ciudad). Tenía balcones pares o geminados en ambos pisos bordeados por barandales en hierro, dos entradas principales, todo esto con forma o enmarcados en arcos de medio punto rebajados o también denominados como escarzano. Columnas de fuste estriados separaban estas secciones y los capiteles eran semejantes a los toscanos o dóricos pero a su vez se entremezclaban con la cornisa que sustentaban.
Rematando al edificio una balaustrada con balaustres de forma particular algo parecido a la letra y. A nivel de la mitad de las cornisas de ambas fachadas se alzaba imponente un frontón triangular que coronaban todo.
La historia de la casona es bastante desconocida, muy posiblemente en sus orígenes era de tipo colonial como las que tenía adyacentes que surgieron durante el siglo XVIII, no fue sino ya entrado el siglo XX o en finales del XIX, que al llegar el estilo republicano (que se caracterizaba por ser ecléctico mezclado con neoclásico) la casona fue construida siguiendo la nueva arquitectura, hacia la década de los 40 aquí funcionó una dependencia militar llamada ''El Comando'' para que después la casa fuera sede de la escuela de don Carlos Villaquirán. Lastimosamente hacia los años 1970 arribó el movimiento modernista que dejó verdaderos adefesios en el centro, una de sus víctimas fue la mansión que fue demolida y reemplazada por el actual Edificio Hormaza.

## Deterioro y decadencia del centro histórico

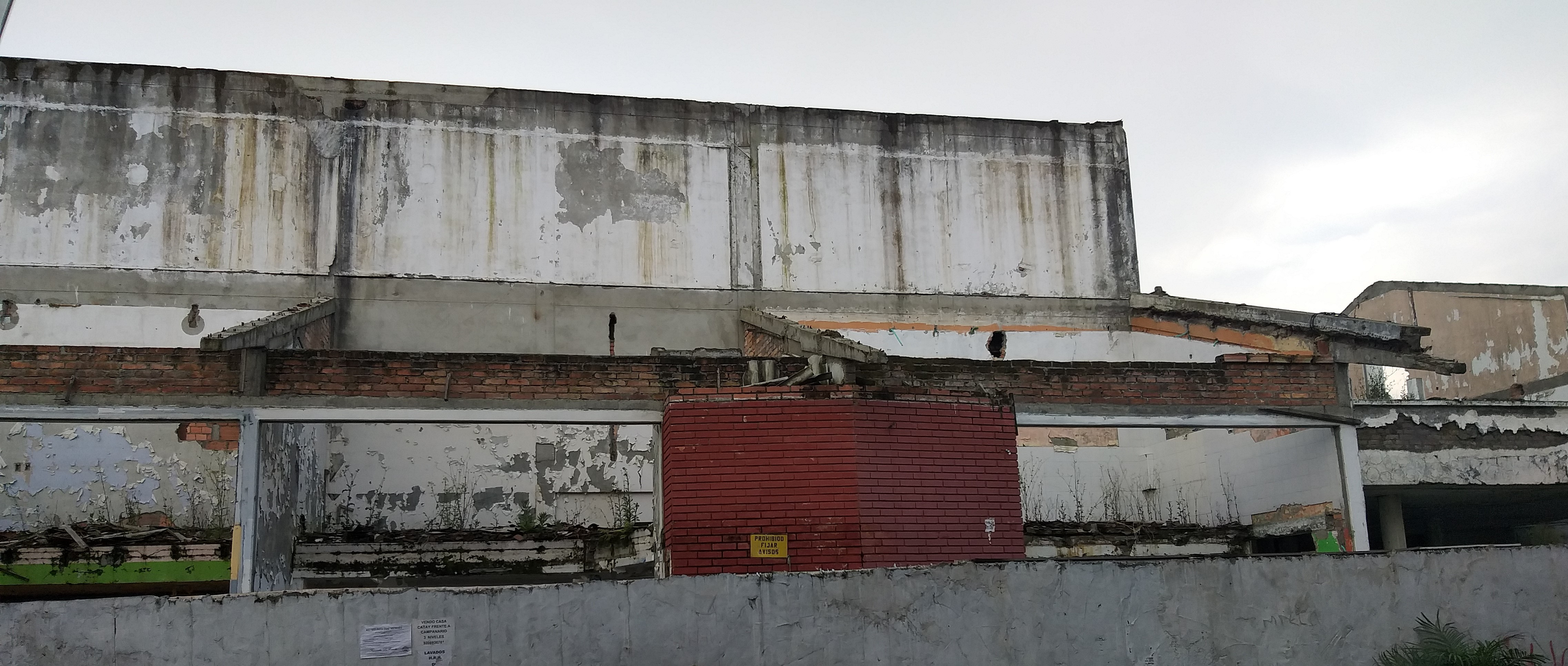
Centro comercial Anarkos en ruinas desde el año 2019

Sin duda Popayán en sus mejores tiempos gozó de una belleza e imponencia que llegó a ser tan relevante en toda la nación que fue declarada como Monumento Nacional de Colombia en el año de 1959, pero inclusive hasta unas décadas antes del reconocimiento del centro, se venía presentando un lento decaimiento en la conservación de los edificios coloniales, esto fue derivación de varios factores que conllevaron a la desaparición de varios inmuebles como los que fueron presentados anteriormente. Aunque obviamente no fueron las únicas estructuras desaparecidas o en grave peligro de hacerlo.
Ya van muchas casas pequeñas e inclusive casonas que han sido modificadas a tal punto que ya ni son posible catalogar como antiguas, un punto de inflexión que aceleró este proceso fue el terremoto de 1983, este suceso provocó una catástrofe social que llevó a emigrar a varias familias tradicionales de sus casas y el arribo de gentes de otras partes del país con nulo sentido de pertenencia con el patrimonio de la ciudad. Por lo que a partir de los años 90 se fueron transformando gradualmente las residencias coloniales en almacenes o locales por lo que se afectó su fisionomía original, los cambios más comunes fueron la destrucción de los patios empedrados por bodegas, los zaguanes y las habitaciones adyacentes convertidas en espacios comerciales.
Otras casas simplemente por la falta de mantenimiento o por la constante humedad que ha flagelado a Popayán desde siempre, le ha pasado factura al bahareque y guadua con la que están hechas las casas, dejándoles en muy mal estado y la actitud de los propietarios no ayuda mucho, al ver esta situación optan por demoler la vivienda y construir una nueva en vez de someterla a restauración o simplemente las dejan en abandono con un lento deterioro que las lleva al colapso. Todo esto ocurriendo a pesar de contar con el más alto reconocimiento cultural de Colombia amparado por el Ministerio de Cultura, un problema en el que la corrupción y negligencia de las autoridades municipales y departamentales solo ayuda a expandir.

## Galería.

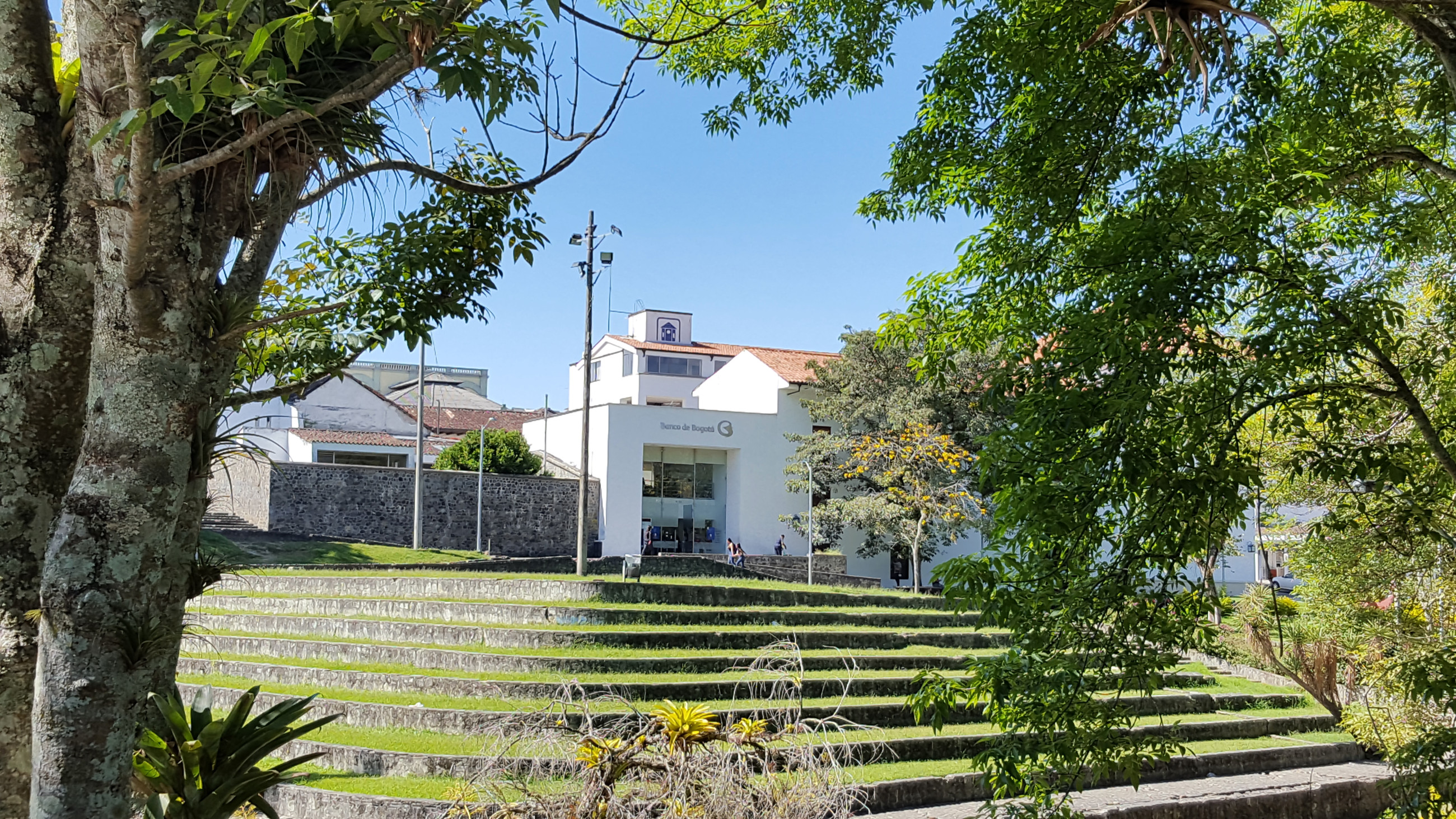
Zona conocida como ''La Arcada de la Herrería'' enfrente del Puente del Humilladero
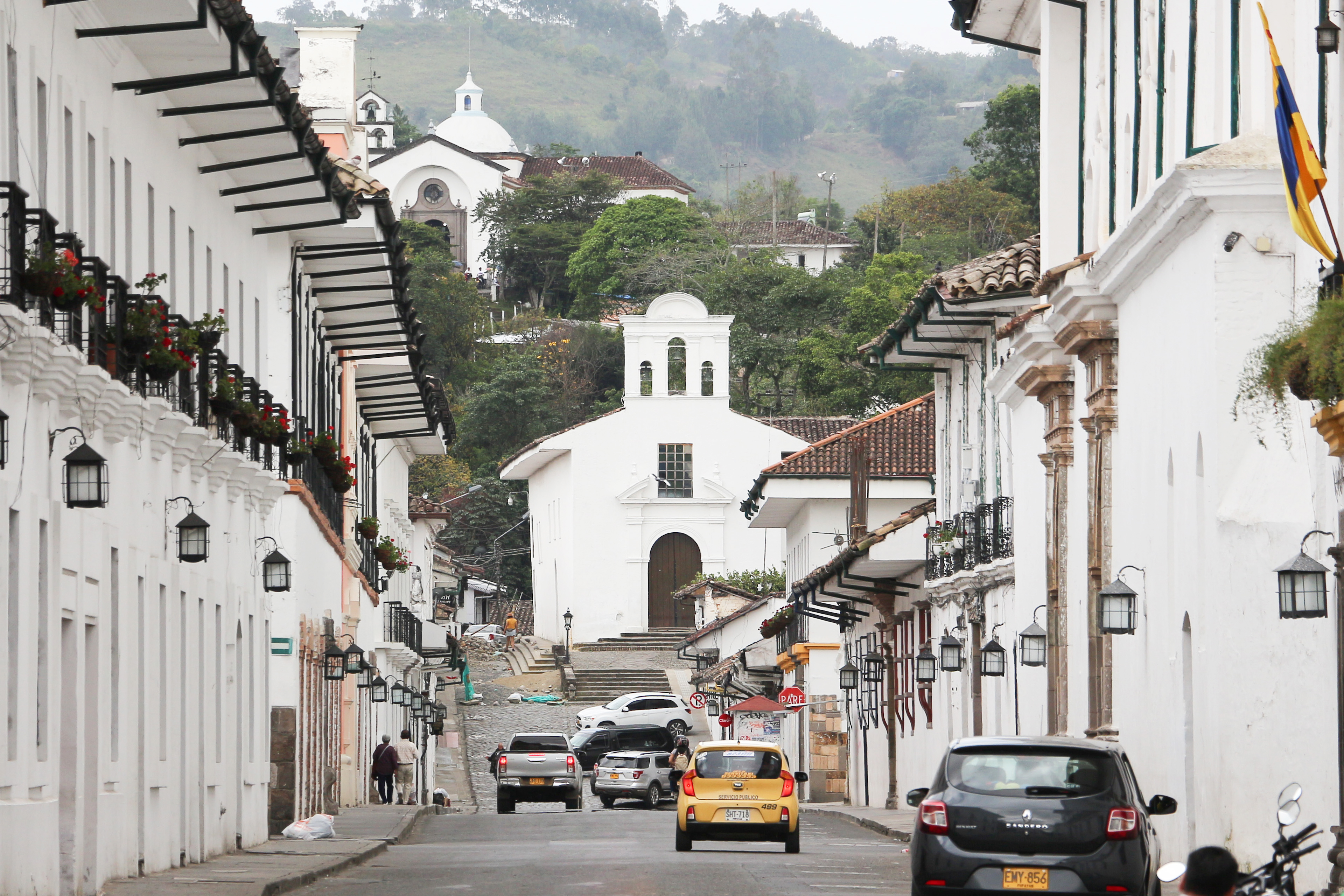
Vista de la Calle 5 con la Ermita al fondo
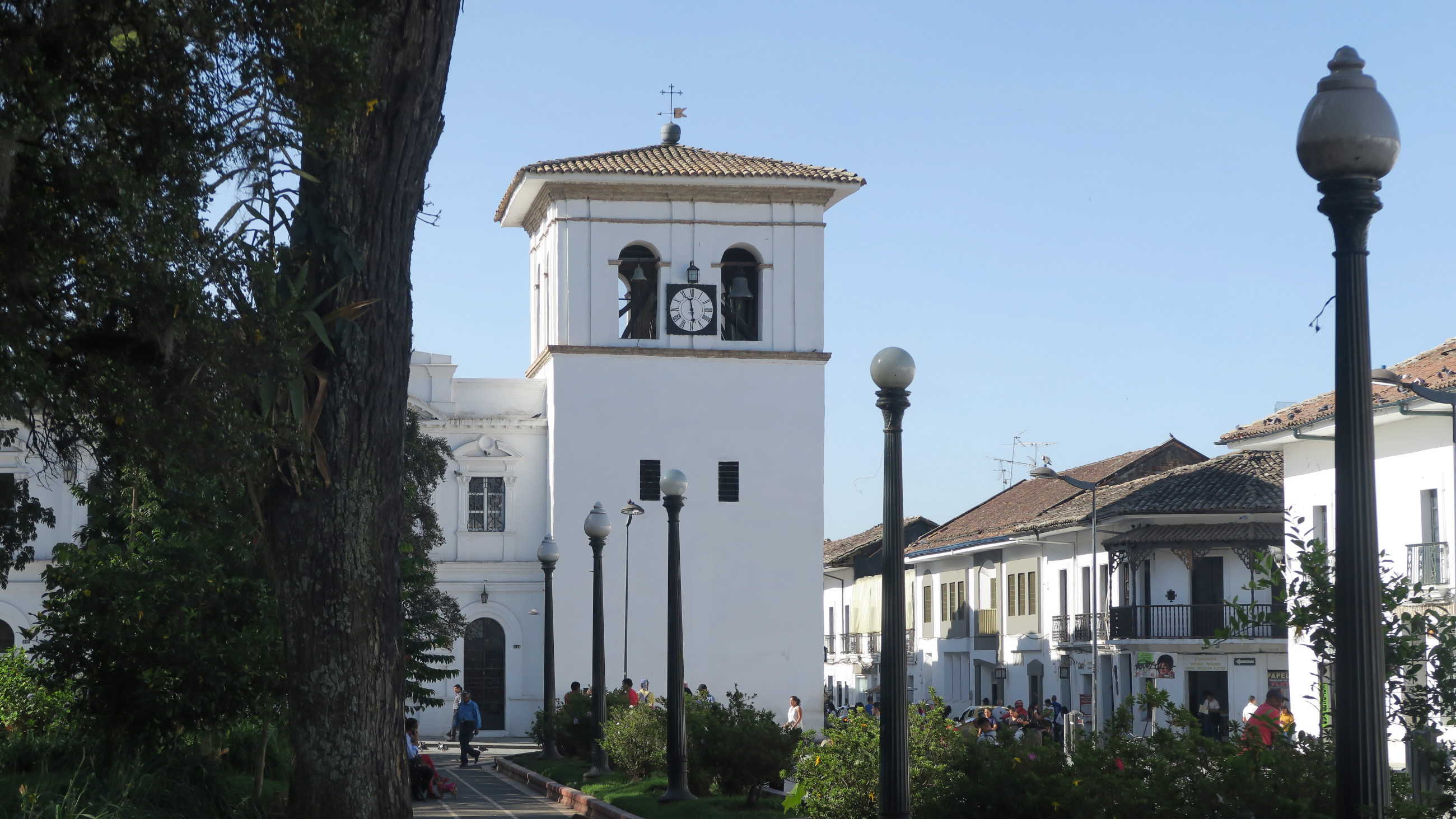
Torre del Reloj al fondo en el Parque Caldas
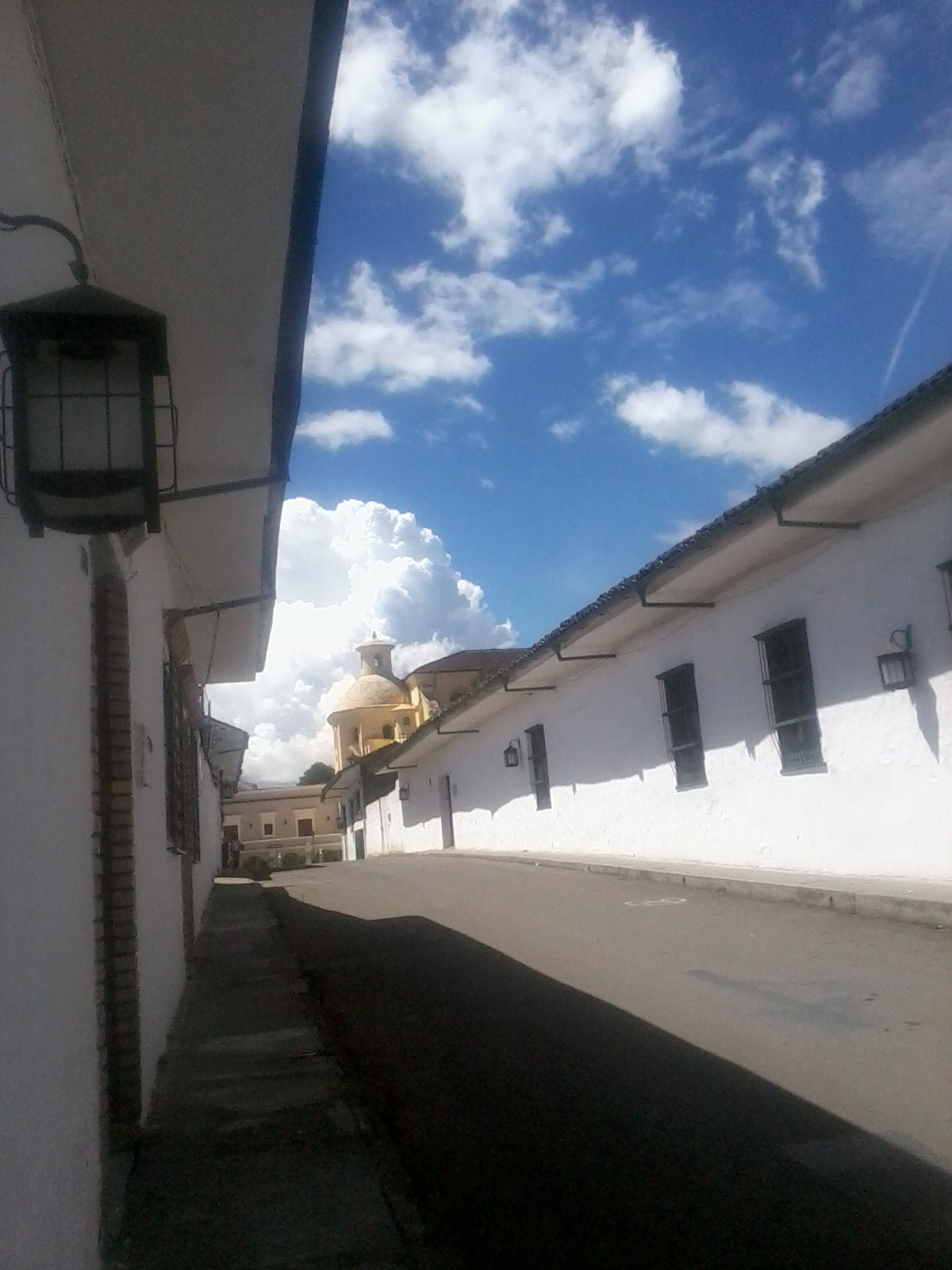
Calle de la Lomita (Carrera 10) el museo Guillermo León Valencia a la derecha.
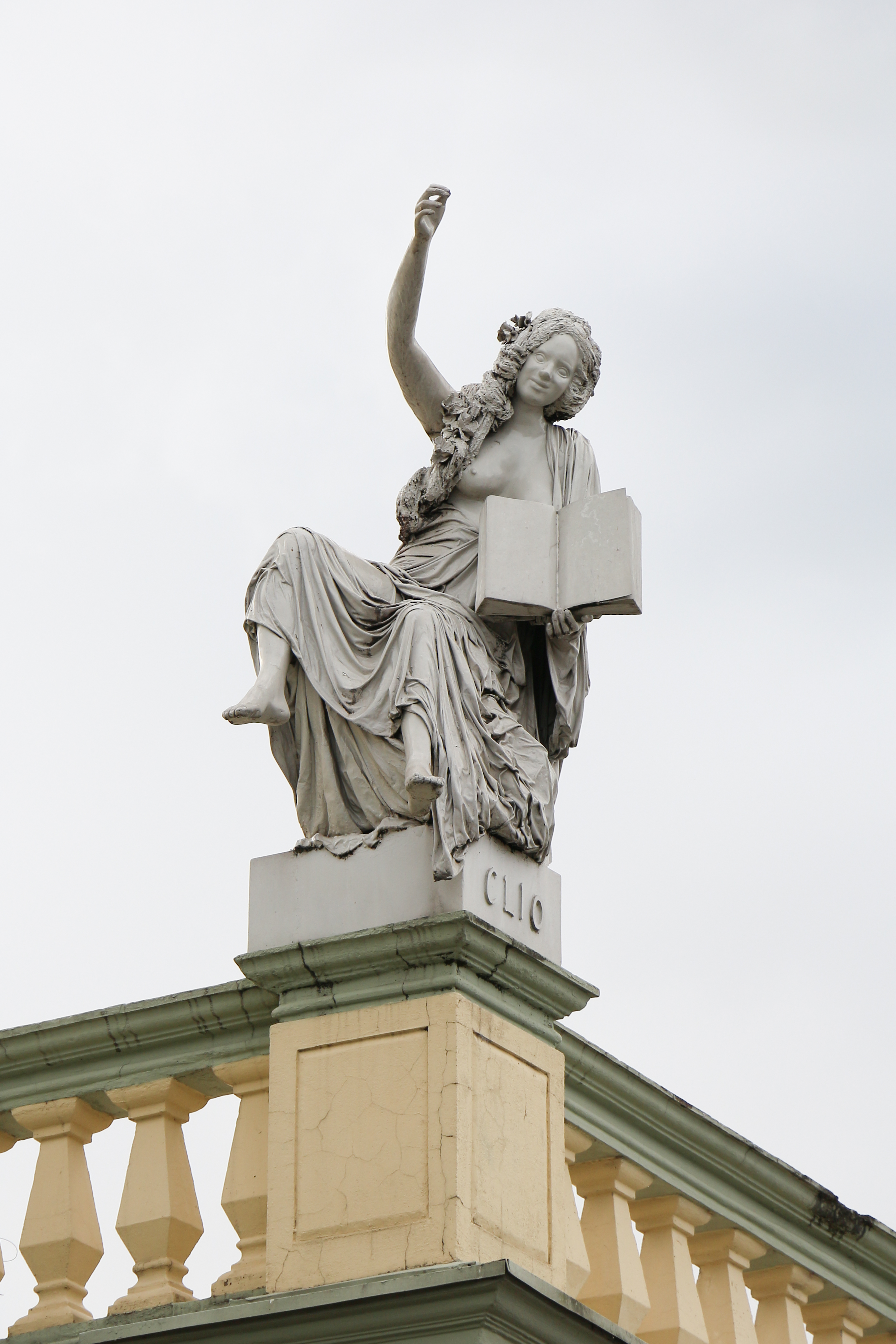
Imagen de la musa Clío, balaustrada del teatro Guillermo Valencia
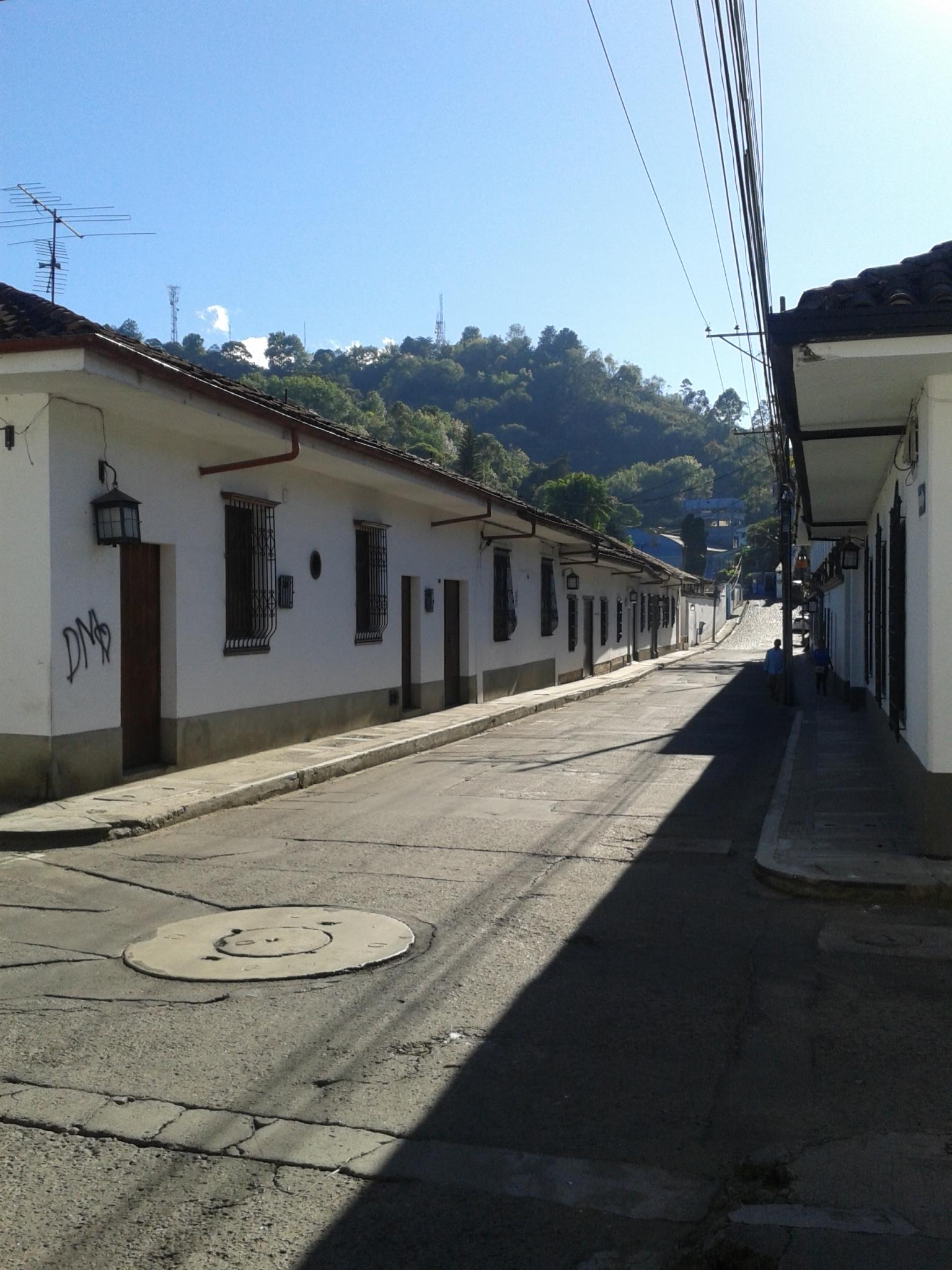
Calle de la Pamba (Calle 3) con los cerros orientales al fondo